# Liste von Persönlichkeiten der Stadt Stuttgart
Die folgenden Listen enthalten:
1. In Stuttgart geborene Persönlichkeiten, chronologisch aufgelistet nach dem Geburtsjahr. Ob die Personen ihren späteren Wirkungskreis in Stuttgart hatten oder nicht, ist dabei unerheblich. Viele sind im Laufe ihres Lebens von Stuttgart weggezogen und andernorts bekannt geworden.
2. Bekannte Einwohner von Stuttgart – ebenfalls chronologisch aufgeführt. Eine Übersicht von Personen, die in Stuttgart gelebt und gewirkt haben, jedoch nicht dort geboren sind.

Die Listen erheben keinen Anspruch auf Vollständigkeit.

## In Stuttgart geborene Persönlichkeiten

### 13. bis 17. Jahrhundert

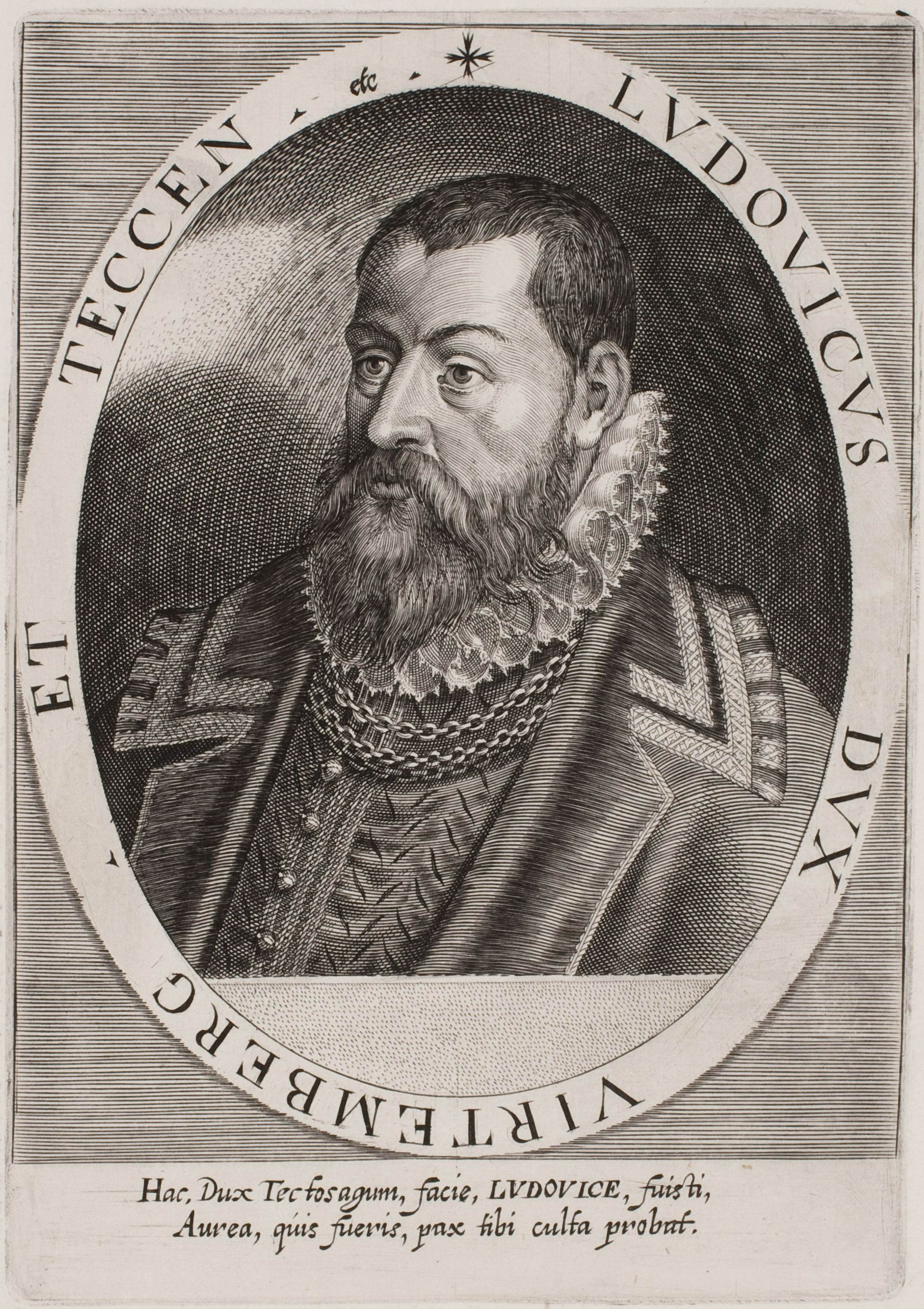
Herzog Ludwig

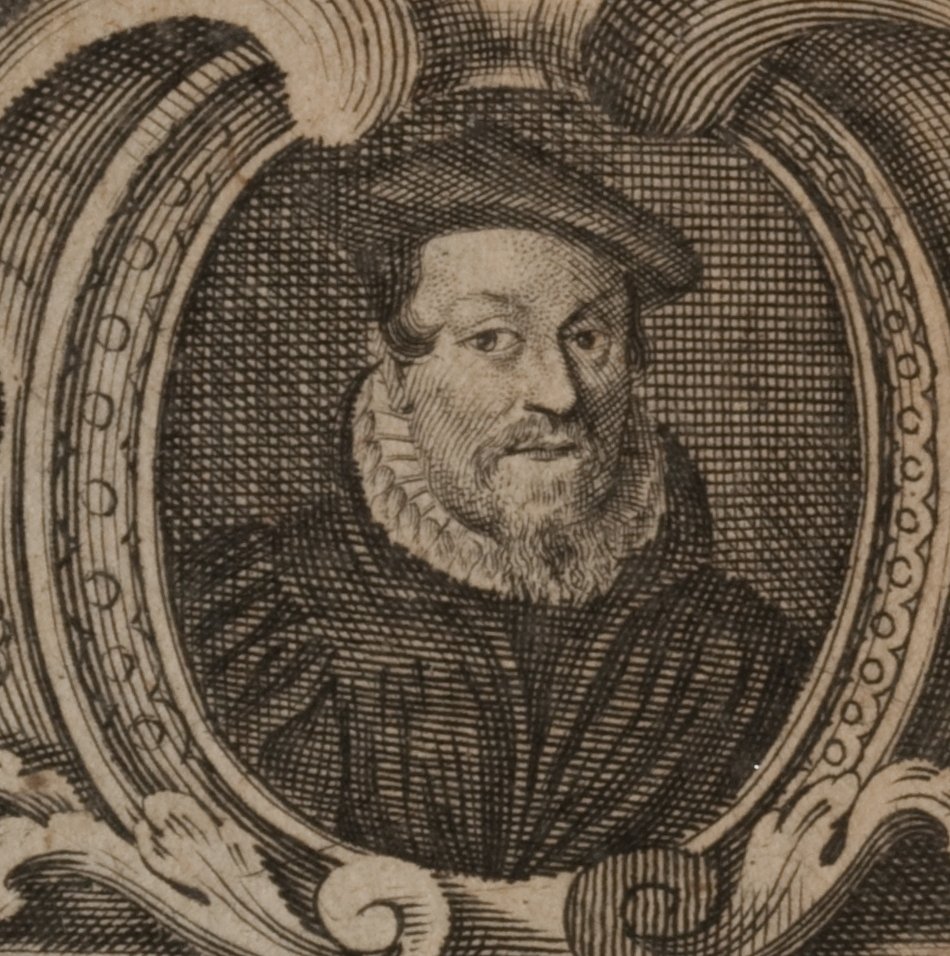
Felix Bidembach der Ältere

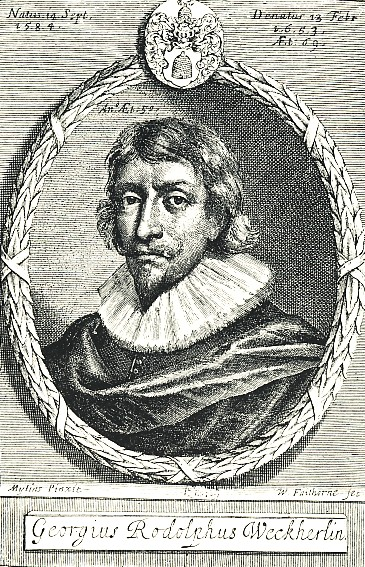
Georg Rodolf Weckherlin

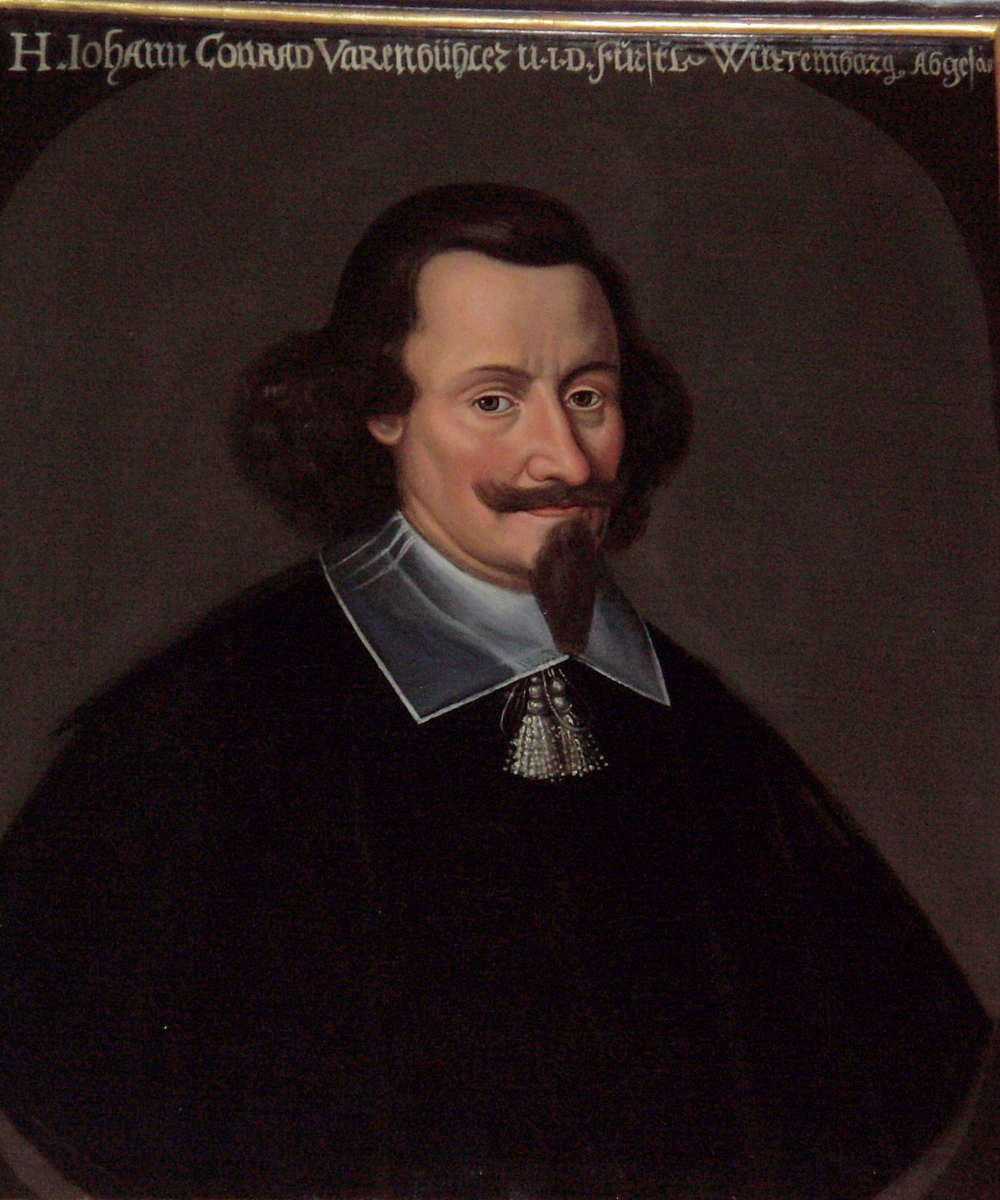
Johann Konrad Varnbüler

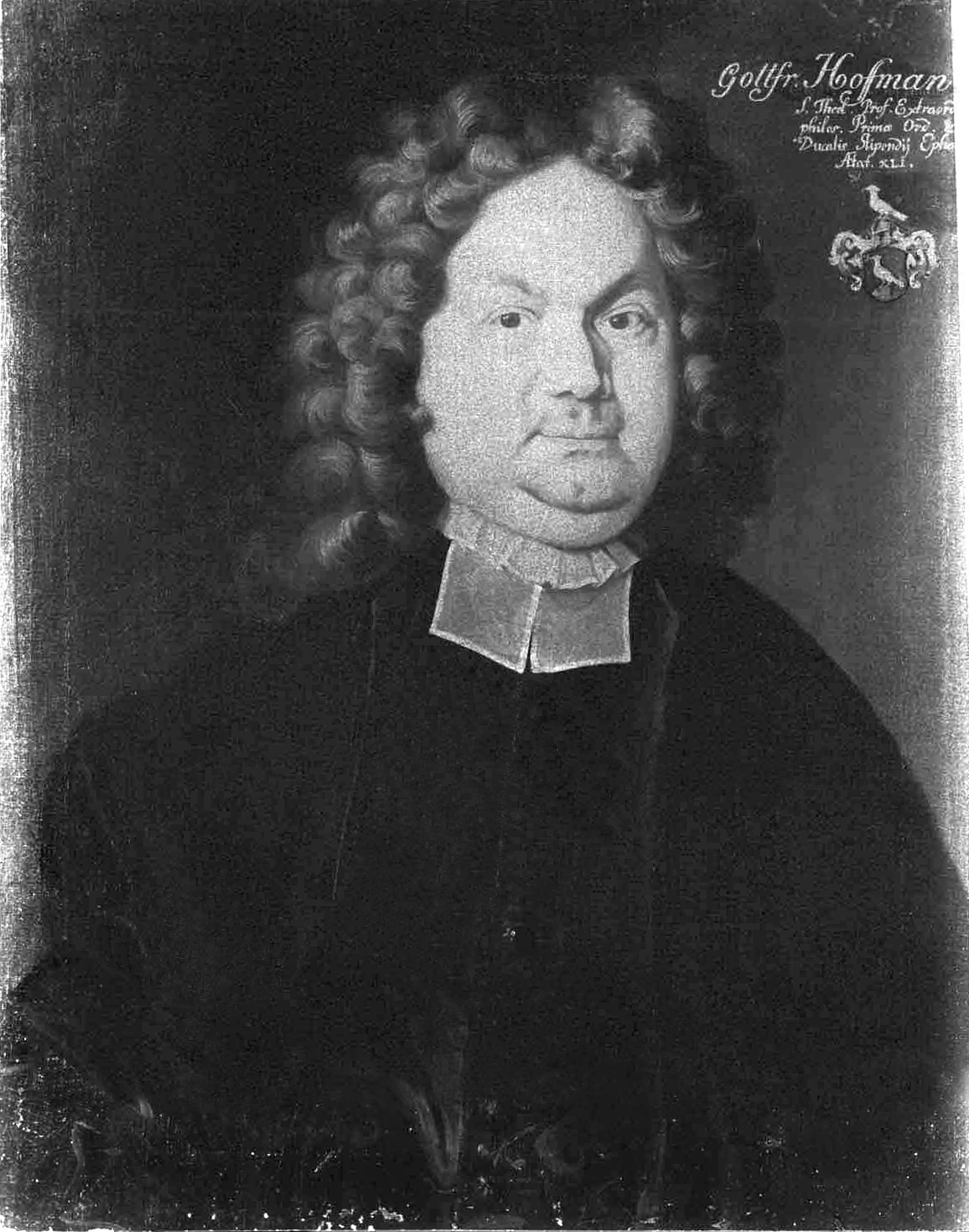
Gottfried Hoffmann

- Eberhard I. (1265–1325), Graf von Württemberg
- Konrad Vaut (um 1446–1516), Vogt
- Heinrich von Württemberg (1448–1519), Graf von Württemberg-Mömpelgard
- Martin Borrhaus (1499–1564), evangelischer Theologe und Reformator
- Aberlin Tretsch (um 1500–1577), Baumeister und Architekt
- Joachim Mynsinger von Frundeck (1514–1588), Jurist
- Martin Eisengrein (1535–1578), katholischer Theologe und Polemiker
- Helisäus Röslin (1545–1616), Mediziner, Astrologe, Chronologe und Geograph
- Ludwig (1554–1593), Herzog von Württemberg
- Hieronymus Megiser (um 1554–1618/19), Polyhistor, Sprachgelehrter und Geschichtsschreiber
- Matthäus Enzlin (1556–1613), Jurist
- Daniel Bidembach (um 1559–1626), lutherischer Theologe
- Johannes Magirus (1560–1626), evangelischer Pfarrer und Abt
- Adam Steigleder (1561–1633), Komponist und Organist
- Anna von Württemberg (1561–1616), Herzogin
- Melchior Schärer (1563–1624), Pfarrer, Komponist und Kalendermacher
- Felix Bidembach der Ältere (1564–1612), evangelischer Theologe und Geistlicher
- Johann Osiander (1564–1626), evangelischer Theologe
- Johann Moritz Bidembach (um 1565–1624), lutherischer Theologe
- Bernhard Klein (1565–1636), Bildhauer
- Andreas Bayer (1566–1635), Theologe und Hochschullehrer in Tübingen
- Michael Beringer (1566–1625), Jurist und Philologe
- Paul Peuerl (1570–?), deutsch-österreichischer Komponist, Organist und Orgelbauer
- Lucas Osiander der Jüngere (1571–1638), Theologe, Professor und Kanzler
- Christoph Bidembach (um 1575–1622), Registrator und Archivar
- Ludwig Ernst Marschall (1575–1652), Erbmarschall
- Ludwig von Janowitz (1583–1641), Verwaltungsbeamter und Gesandter
- Georg Rodolf Weckherlin (1584–1653), Lyriker
- Johann Konrad Varnbüler (1595–1657), Politiker und Diplomat
- Johann Gerhard (1599–1657), Mediziner, Professor und Rektor an der Universität Tübingen
- Carl Bardili (1600–1647), Mediziner und Professor
- Felix Bidembach der Jüngere (1604–1672), lutherischer Theologe
- Georg Friederich von Bretten (1610–1674), Jurist und Staatsmann
- Salomon Idler (1610–1669), Schuster
- Antonia von Württemberg (1613–1679), Prinzessin von Württemberg sowie Literatin, Mäzenatin, christliche Kabbalistin und Stifterin
- Eberhard III. (1614–1674), Herzog von Württemberg
- Friedrich (1615–1682), Herzog von Württemberg
- Johann Jakob Froberger (1616–1667), Komponist und Organist
- Roderich von Württemberg-Weiltingen (1618–1651), Herzog von Württemberg-Weiltingen
- Margareta Maria von Bouwinghausen-Wallmerode (1629–nach 1679), Übersetzerin und Schriftstellerin
- Agnes Heinold (1642–1711), Dichterin
- Christine Friederike von Württemberg (1644–1674), Herzogin von Württemberg
- Christine Charlotte von Württemberg (1645–1699), Prinzessin von Württemberg
- Matthaeus Hiller (1646–1725), Theologe, Geistlicher und Abt
- Johann Wolfgang Jäger (1647–1720), Professor und Kanzler
- Wilhelm Ludwig (1647–1677), Herzog von Württemberg
- Eberhardine Catharine von Württemberg (1651–1683), Herzogin von Württemberg
- Friedrich Karl (1652–1698), württembergischer Herzog
- Johann Reinhard Hedinger (1664–1704), evangelischer Theologe
- Eberhard Ludwig Gruber (1665–1728), Pietist
- Johann Christoph Meurer (1668–1740), Generalsuperintendent in Stendal
- Gottfried Hoffmann (1669–1728), lutherischer Theologe, Rektor der Universität Tübingen
- Eberhard Ludwig (1676–1733), Herzog von Württemberg
- Magdalena Wilhelmine von Württemberg (1677–1742), Markgräfin
- Beata Sturm (1682–1730), Pietistin
- Karl Alexander (1684–1737), Herzog von Württemberg
- Wilhelm Christian Gmelin (1684–1746), Geistlicher
- Christoph Matthäus Pfaff (1686–1760), evangelischer Theologe
- Georg Konrad Rieger (1687–1743), pietistischer Geistlicher
- Heinrich Friedrich von Württemberg-Winnental (1687–1734), Generalfeldmarschalllieutenant
- Johann Christian Klemm (1688–1754), Philosoph, Philologe und evangelischer Theologe
- Johann Andreas Grammlich (1689–1728), Erbauungsschriftsteller und Liederdichter
- Maximilian Emanuel von Württemberg-Winnental (1689–1709), Prinz
- Carl Theodorus Pachelbel (1690–1750), Organist und Komponist
- Friedrich Ludwig von Württemberg-Winnental (1690–1734), Prinz von Württemberg-Winnental
- Georg Bernhard Bilfinger (1693–1750), Philosoph, Baumeister, Mathematiker und Theologe
- Daniel Maichel (1693–1752), Professor für Philosophie
- Daniel Hoffmann (1695–1752), Professor für Medizin
- Daniel Gottlieb Treu (1695–1749), Violinist und Komponist

### 18. Jahrhundert

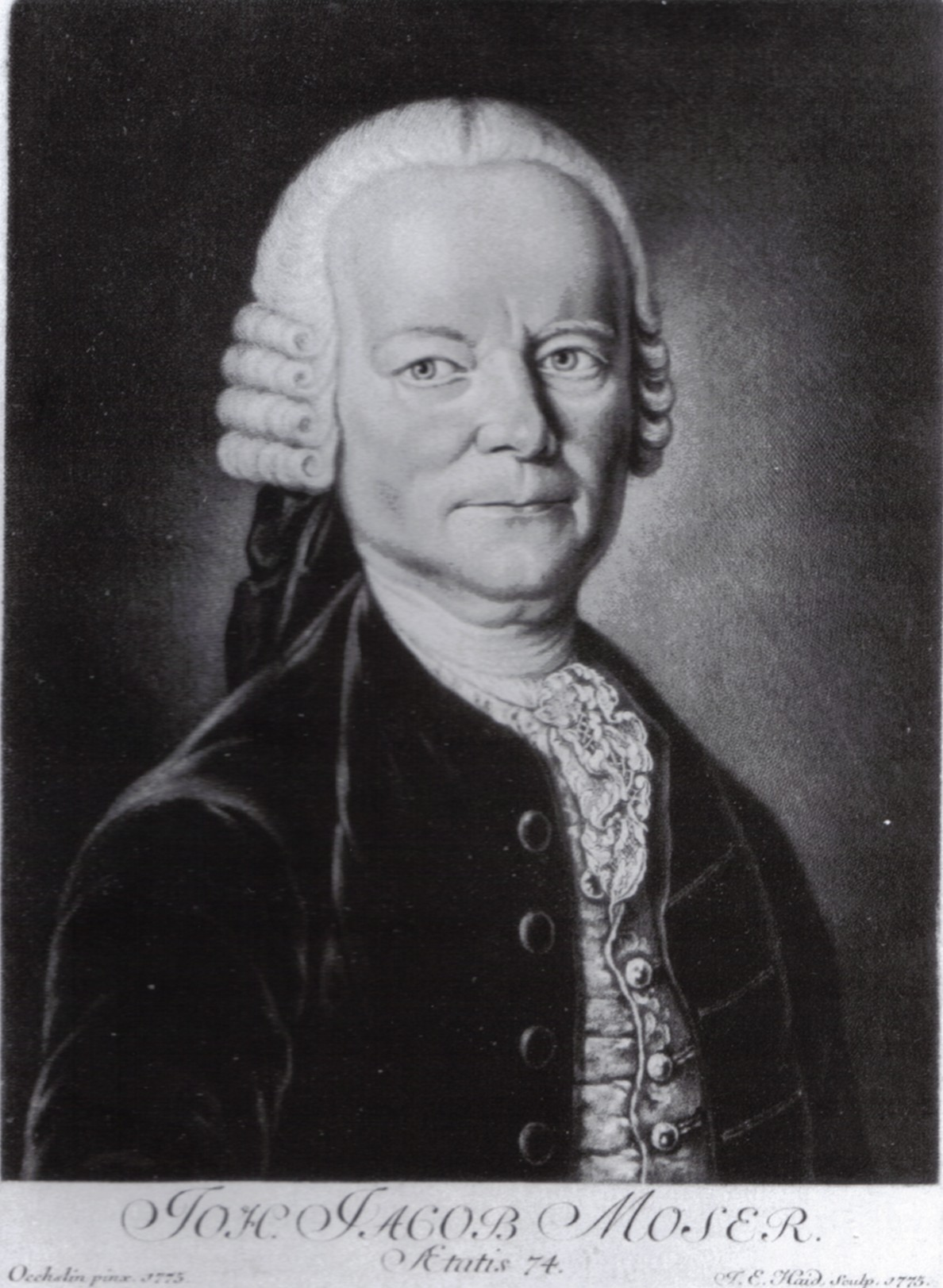
Johann Jacob Moser

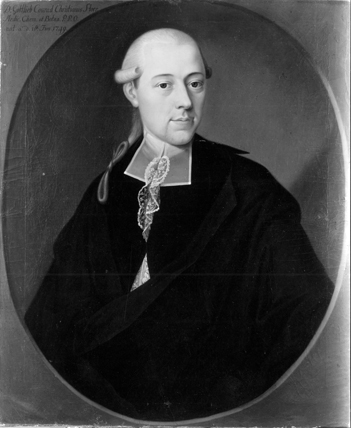
Gottlieb Conrad Christian Storr

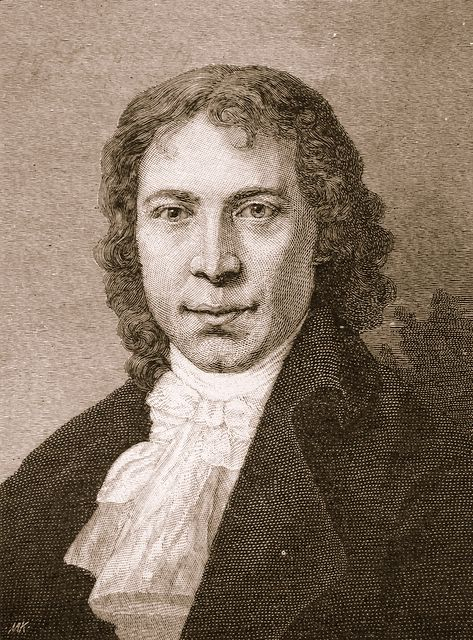
Johann Heinrich Dannecker

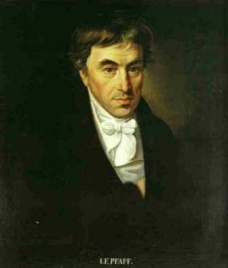
Johann Friedrich Pfaff

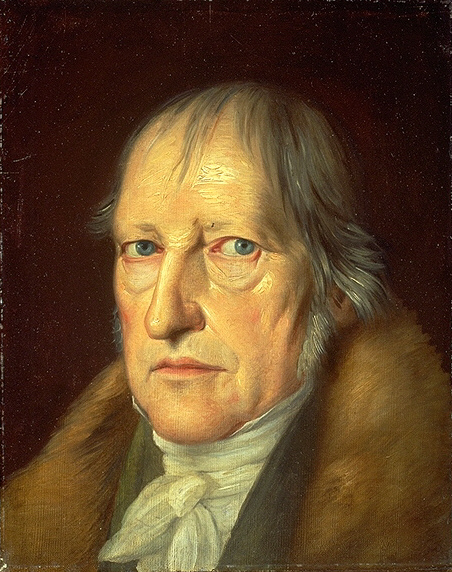
Georg Wilhelm Friedrich Hegel

Willibald Feuerlein

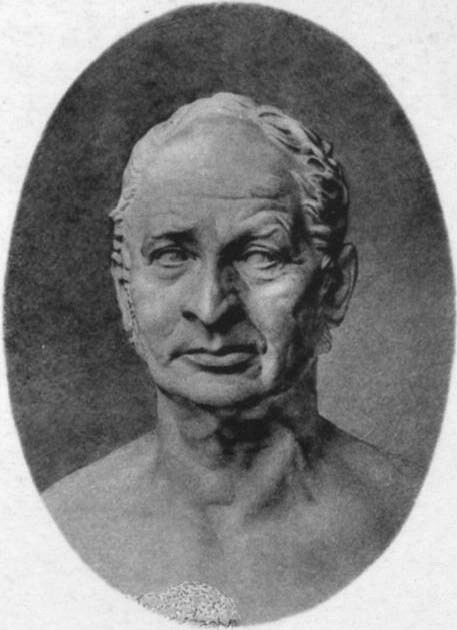
Andreas Friedrich Bauer

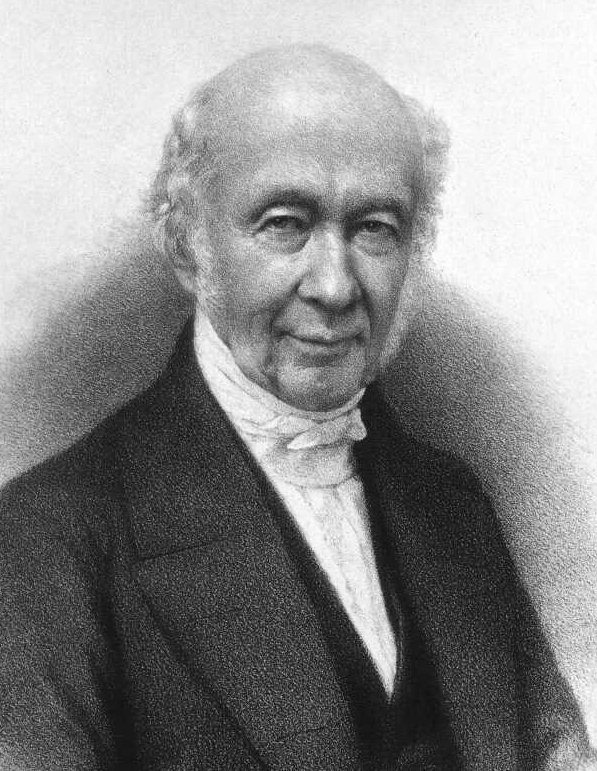
Karl von Reichenbach

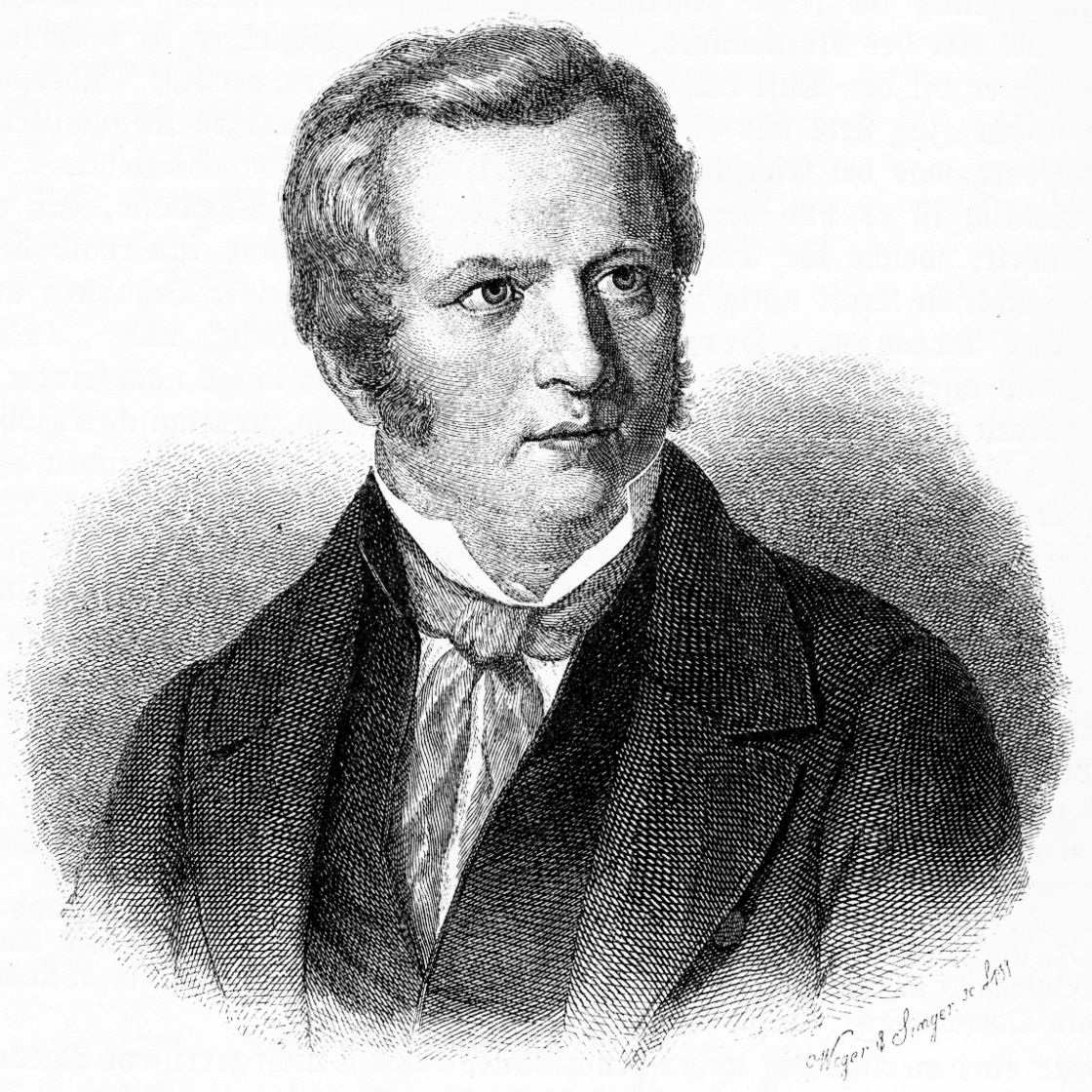
Gustav Schwab

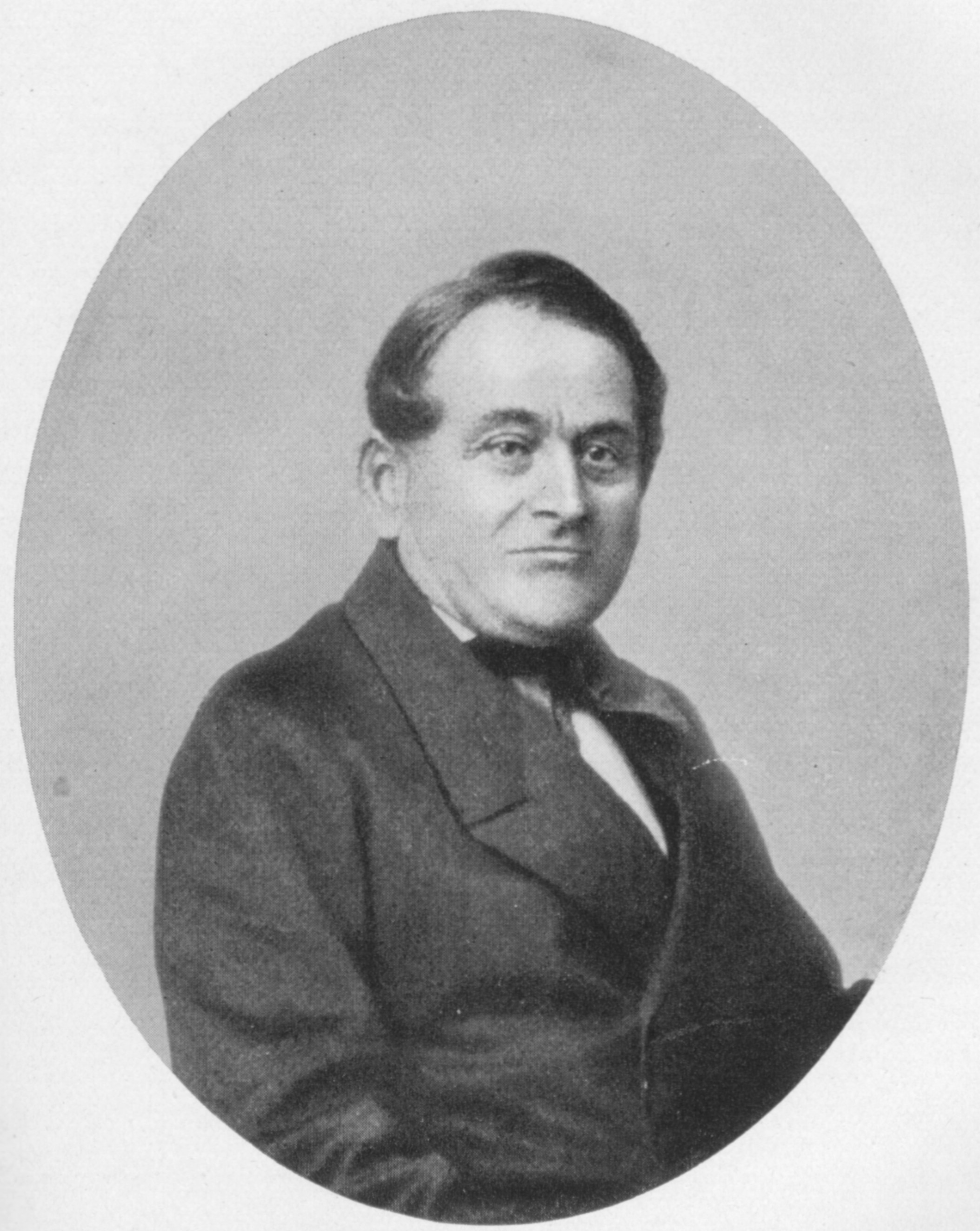
Friedrich von Alberti

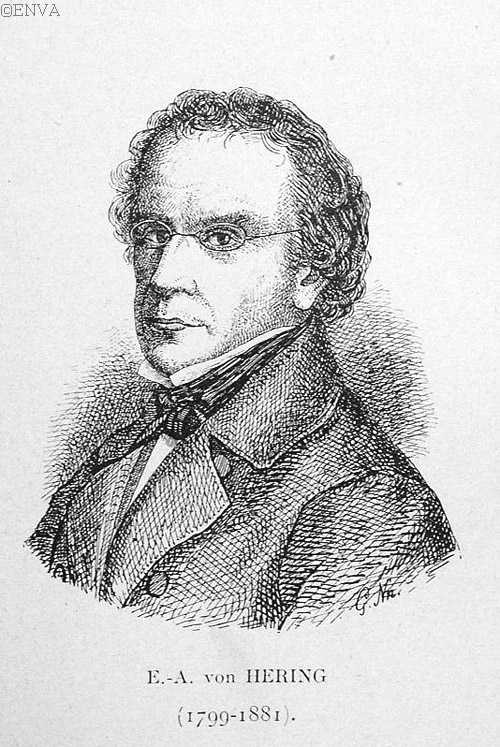
Eduard von Hering

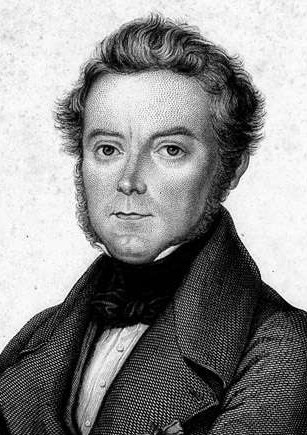
Robert von Mohl

#### 1701 bis 1750
- Johann Jacob Moser (1701–1785), Staatsrechtslehrer
- Christian Friedrich Sattler (1705–1785), Archivar und Geschichtsschreiber
- Johann Christian Fischer (1713–1762), franz. Offizier
- Johann Gottlieb Breyer (1715–1796), Verwaltungsjurist, Geheimer Rat
- Gottfried Ploucquet (1716–1790), Philosoph und Logiker
- Johann Friedrich Weyhing (1716–1781), Architekt
- Anna Dorothea Therbusch (1721–1782), Malerin
- Philipp Friedrich von Rieger (1722–1782), General
- Louise Friederike von Württemberg (1722–1791), Prinzessin von Württemberg, Herzogin zu Mecklenburg
- Friedrich Karl von Moser (1723–1798), Schriftsteller, Publizist und Politiker
- Christian Eberhard Georgii (1724–1796), württembergischer Generalmajor
- Johann Georg Hopfengärtner (1724–1796), Mediziner
- Karl Friedrich Johann Jakob von Linckersdorff (1725–1782), preußischer Generalmajor
- Karl Heinrich Rieger (1726–1791), lutherischer Theologe
- Johann Ludwig Fricker (1729–1766), Pfarrer
- Friedrich Ulrich Gross (1729–1796), Diplomat in russischen Diensten
- Johann Christian Friedrich Zell (um 1730–1785), Goldschmied und Hof-Juwelier
- Ferdinand Friedrich von Nicolai (1730–1814), General und Militärschriftsteller
- Friedrich Eugen (1732–1797), Herzog von Württemberg
- Johann Friedrich LeBret (1732–1807), Theologe
- Elias Mayer (1733/37–1803), Hof- und Milizfaktor sowie Oberhoffaktor
- Marcell Friedrich Heigelin (1735–1796), Staatsrat
- Johann Friedrich Consbruch (1736–1810), Mediziner und Professor
- Christian Friedrich Rösler (1736–1821), Historiker, Geistlicher und Hochschullehrer
- Dorothea Wendling (1736–1811), Sopranistin
- Johann Friedrich Breyer (1738–1826), evangelischer Geistlicher, Philosoph und Hochschullehrer
- August Friedrich Bök (1739–1815), Professor der Philosophie und Prälat
- Christian Friedrich von Jäger (1739–1808), Mediziner und Forscher
- Wilhelm Ludwig Wekhrlin (1739–1792), Journalist und Schriftsteller
- Jakob Friedrich Autenrieth (1740–1800), Professor, württembergischer Rentkammerdirektor und Geheimrat in Stuttgart
- Heinrich David von Cleß (1741–1820), Theologe und Landtagsabgeordneter
- Georg Philipp Weiß (1741–1822), Bäckermeister und Getreidehändler, Erbauer des Gutshofs Weißenhof
- Christian Friedrich von Schnurrer (1742–1822), Theologe, Orientalist, Philologe und Kanzler
- Karl Friedrich Abt (1743–1783), Intendant
- Karl Friedrich Elsäßer (1746–1815), Jurist und Professor
- Reinhard Ferdinand Heinrich Fischer (1746–1813), Architekt und Baubeamter
- Gottlob Christian Storr (1746–1805), evangelischer Theologe
- Georg Christian Raff (1748–1788), Schriftsteller und Pädagoge
- Franz von Werneck (1748–1806), österreichischer Feldmarschallleutnant
- Johann Christoph Friedrich Breyer (1749–1777), Rechtswissenschaftler und Hochschullehrer
- Valentin Sonnenschein (1749–1828), Bildhauer, Stuckateur und Maler
- Gottlieb Conrad Christian Storr (1749–1821), Chemiker und Naturforscher
- Georg Ludwig von Breuning (1750–1814), württembergischer Oberamtmann
- Friedrich Christoph Jonathan Fischer (1750–1797), Historiker und Rechtswissenschaftler
- Georg Heinrich von Müller (1750–1820), Theologe, Hochschullehrer und Generalsuperintendent von Heilbronn
- Christian Gottlieb Schmieder (1750–1827), Buchhändler

#### 1751 bis 1780
- Johann Jakob Heinrich Nast (1751–1822), klassischer Philologe und lutherischer Geistlicher
- Christian Gottlob Pregizer (1751–1824), Theologe
- Ludwig Timotheus Spittler (1752–1810), Historiker
- Friedrich Wilhelm Kohler (1754–1810), Pfarrer, Pädagoge und Schriftsteller
- Marianne Ehrmann (1755–1795), Schriftstellerin
- Johann Friedrich Leybold (1755–1838), Miniaturmaler und Kupferstecher
- Philipp Ludwig Hermann Röder (1755–1831), evangelischer Geistlicher und Reiseschriftsteller
- Bernhard Boll (1756–1836), Erzbischof
- Ludwig Necker (1756–nach 1812), Kupferstecher
- Philipp Jakob Scheffauer (1756–1808), Bildhauer
- Johann Eberhard Walcker (1756–1843), Orgelbauer
- Eberhard Friedrich von Georgii (1757–1830), Jurist und württembergischer Staatsmann
- Viktor Wilhelm Peter Heideloff (1757–1817), Hofmaler
- Christian Friedrich Rieger (1757–1823), lutherischer Geistlicher
- Christoph Friedrich Cotta (1758–1838), Jurist und Jakobiner
- Johann Heinrich Dannecker (1758–1841), Bildhauer
- Christian Heinrich von Günzler (1758–1842), Verwaltungsjurist
- Philipp Friedrich von Hetsch (1758–1838), Maler
- Christoph Hopfengärtner (1758–1843), Schweizer Ebenist
- Heinrich Immanuel Klüpfel (1758–1823), Jurist und Politiker, Bürgermeister von Stuttgart
- Friedrich Wilhelm von Hoven (1759–1838), Arzt, Hochschullehrer und Freund Friedrich Schillers
- Victor Heinrich Riecke (1759–1830), evangelischer Pfarrer und Schulmann
- Gottfried Eberhard Hoffmann (1760–?), Verwaltungsjurist
- Nikolaus Heideloff (1761–1837), Radierer und Kupferstecher
- Gottlob Heinrich von Rapp (1761–1832), Kaufmann, Kunstfreund und Schriftsteller
- Karl Friedrich Stäudlin (1761–1826), evangelisch-lutherischer Theologe
- Andreas Streicher (1761–1833), deutsch-österreichischer Pianist, Komponist und Klavierbauer
- Friedrich Christoph Weisser (1761–1836), Schriftsteller
- Christian Friedrich Baz (1762–1808), Jurist und Landtagsabgeordneter
- Gottlieb Friedrich Abel (1763–1820), Kupferstecher und Botaniker
- Karl Wilhelm Marschall von Bieberstein (1763–1817), badischer Innenminister
- Luise Hölder (1763–1843), Schriftstellerin
- Albrecht Friedrich von Lempp (1763–1819), Oberamtmann
- Johann Friedrich Cotta (1764–1832), Verleger, Industriepionier und Politiker
- Georg Ludwig Koeler (1764–1807), Botaniker und Arzt
- Friedrich Ludwig von Kauffmann (1765–1843), Oberamtmann
- Johann Friedrich Pfaff (1765–1825), Mathematiker
- Johann Philipp Beck (1766–1840), evangelisch-lutherischer Geistlicher und Pädagoge
- Immanuel Carl Diez (1766–1796), Theologe, Philosoph und Arzt
- Ludwig von Hartmann (1766–1852), Unternehmer
- Johann Karl Friedrich Hauff (1766–1846), Mathematiker, Physiker und Hochschullehrer
- Christian Wilhelm Ketterlinus (1766–1803), Kupferstecher
- Benjamin Ferdinand von Mohl (1766–1845), Jurist, Politiker, Innenminister des Königreichs Württemberg
- Ernest Morace (1766–?), Kupferstecher
- Friedrich von Hartmann (1767–1851), Arzt und Paläontologe
- Friedrich Wächter (1767–1840), Oberamtmann
- Karl August Friedrich Glocker (1768–1848), Oberamtmann
- Franz Christian Grimm von Grimmenstein (1768–1846), preußischer Generalmajor
- Caroline Heigelin (1768–1808), Ehefrau des Bildhauers Philipp Jakob Scheffauer
- Friedrich August Marschall von Bieberstein (1768–1826), Botaniker und Forschungsreisender
- Carl Leonard von Uber (1768–1834), Landbaumeister
- Elise Bürger (1769–1833), Schriftstellerin und Schauspielerin
- Friedrich Christoph von Degenfeld-Schonburg (1769–1848), österreichischer Generalmajor, Mitglied der kurhessischen Ständeversammlung
- Georg August von Griesinger (1769–1845), Diplomat und Schriftsteller
- Christian Ludwig Neuffer (1769–1839), Dichter und Theologe
- Georg Wilhelm Friedrich Hegel (1770–1831), Philosoph
- Karl August von Neuffer (1770–1822), Generalmajor und Gesandter
- Christian Zais (1770–1820), Architekt, Baubeamter und Stadtplaner
- Gottlob Wilhelm Morff (1771–1857), Hofmaler
- Carl Christian von Flatt (1772–1843), evangelischer Theologe und Philosoph
- Johann Heinrich Ferdinand Autenrieth (1772–1835), Mediziner
- Karl Christian von Klein (1772–1825), württembergischer Arzt, Chirurg und Fachautor
- Tobias Heinrich Lotter (1772–1834), Kaufmann, Armenpfleger und Schriftsteller
- Wilhelm Zais (1772–1840), Fabrikant
- Bernhard Gottlieb Denzel (1773–1838), Pädagoge
- Christiane Luise Hegel (1773–1832), Schwester von Georg Wilhelm Friedrich Hegel
- Christoph Heinrich Pfaff (1773–1852), Arzt und Professor
- Carl Friedrich von Dizinger (1774–1842), Oberamtmann und Stadtdirektor von Stuttgart
- Ferdinand Hartmann (1774–1842), Maler
- Johann Wilhelm Andreas Pfaff (1774–1835), Mathematiker, Physiker und Astronom
- Gottlieb Schick (1776–1812), Maler
- Karl von Varnbüler (1776–1832), Finanzminister
- Franz Karl Eduard von Wimpffen (1776–1842), württembergischer Generalmajor
- Gottlob Georg Barth (1777–1848), Architekt und Baubeamter
- Carl Ludwig Emanuel von Dillen (1777–1841), Ahnherr der Familie von Dillen-Bülow-Putlitz
- Karl Philipp Lohbauer (1777–1809), Hauptmann, Schriftsteller und Dichter
- Christian Gottlieb Blumhardt (1779–1838), evangelischer Theologe
- Lebrecht Landauer (1779–1822), Oberbürgermeister
- Christian Wilhelm von Faber du Faur (1780–1857), Jurist, General und Militärmaler
- Heinrich von Roos (1780–1840), Mediziner
- Christoph Friedrich von Schmidlin (1780–1830), Beamter

#### 1781 bis 1800
- Willibald Feuerlein (1781–1850), Jurist
- Karl Heinrich von Schwab (1781–1847), Politiker
- Friedrich Seeger (1781–1813), Staats- und Wirtschaftswissenschaftler
- Johann Friedrich Müller (1782–1816), Kupferstecher
- Heinrich Friedrich Osiander (1782–1846), Nationalökonom und Finanzwissenschaftler
- Andreas Friedrich Bauer (1783–1860), Techniker und Unternehmer
- Friedrich Bernhard Adam Groß (1783–1861), Architekt und Baubeamter
- Gottlieb Friedrich Jäger (1783–1843), evangelischer Geistlicher, Theologe und Hochschullehrer
- Gottlieb Christian Eberhard von Etzel (1784–1840), Stadtplaner
- Ferdinand von Fischer (1784–1860), Architekt
- Carl Christian Heinrich Hettler (1784–1834), württembergischer Oberamtmann
- Karl von Normann-Ehrenfels (1784–1822), württembergischer Generalmajor
- Georg Friedrich von Jäger (1785–1866), Arzt und Paläontologe
- Wilhelm von Faber du Faur (1786–1855), Industrieller
- Friedrich Jobst (1786–1859), Drogenkaufmann
- Karl Jakob Theodor Leybold (1786–1844), Maler, Kupferstecher und Lithograf
- Gottlieb Ulrich Osiander (1786–1827), lutherischer Theologe
- Christian Ferdinand Friedrich Hochstetter (1787–1860), Botaniker und Stadtpfarrer
- Jakob Linckh (1787–1841), Maler, Archäologe und Philhellene
- Gustav Friedrich von Hetsch (1788–1864), Architekt und Maler
- Karl von Reichenbach (1788–1869), Industrieller, Chemiker, Naturforscher, Philosoph und Freiherr
- Christian Friedrich von Reuß (1788–1874), Oberamtmann
- Friedrich Günzler (1789–1874), Oberamtmann
- August Friedrich Hahn (1789–1867), Gerichtspräsident und Abgeordneter im Großherzogtums Hessen
- Eberhard Christian von Heigelin (1789–1857), Oberamtmann
- Carl Alexander Heideloff (1789–1865), Architekt und Denkmalpfleger
- Johann Gottfried Pressel (1789–1848), evangelischer Pfarrer und Dekan
- Christian Gottfried von Schmidlin (1789–1862), Oberamtmann und Landtagsabgeordneter
- Johann Georg Frech (1790–1864), Musikdirektor, Komponist und Organist
- Wilhelm von Ludwig (1790–1865), Mediziner
- Karl Ludwig Roth (1790–1868), Pädagoge und Philologe
- Georg Gottlob von Gutbrod (1791–1861), Stadtschultheiß von Stuttgart
- Franz von Knapp (1791–1855), Verwaltungsjurist
- Johann Michael Knapp (1791–1861), Hofbaumeister
- Immanuel Friedrich Otto (1791–1875), Textilindustrieller
- Gotthold Karl Georg von Ströhlin (1791–1858), Oberamtmann
- Gottlieb Friedrich von Stump (1791–1849), Politiker und Verwaltungsbeamter
- Moriz von Miller (1792–1866), General der Infanterie und Kriegsminister
- Johann Ernst Osiander (1792–1870), evangelischer Theologe
- Gustav Schwab (1792–1850), Pfarrer, Gymnasialprofessor und Schriftsteller
- Ernst Friedrich Glocker (1793–1858), Mineraloge, Geologe und Paläontologe
- Manfred Heideloff (1793–1850), Maler und Kupferstecher
- Wilhelm von König-Warthausen (1793–1879), Soldat, Justizbeamter und Landtagsabgeordneter
- Gottlieb Lang (1793–1859), Verwaltungsjurist
- Wilhelm Friedrich von Widenmann (1793–1878), Oberamtmann
- Karl Friedrich Jaeger (1794–1842), Pfarrer
- Georg Friedrich Landauer (1794–1866), Kaufmann und Politiker der Freien Stadt Frankfurt
- Heinrich Gustav Adolf Leybold (1794–1855), deutsch-österreichischer Maler und Kupferstecher
- Ludwig Mayle (1794–1874), Maler der Romantik
- Wilhelm von Rapp (1794–1868), Mediziner und Hochschullehrer
- Emilie Reinbeck (1794–1846), Salonnière und Landschaftsmalerin
- Friedrich von Stroelin (1794–1882), Oberamtmann
- Eberhard Friedrich Walcker (1794–1872), Orgelbauer
- Friedrich Walz (1794–1842), Jurist und Politiker
- August von Weckherlin (1794–1868), Agrarwissenschaftler und Domänenverwalter
- Friedrich von Alberti (1795–1878), Geologe
- Carl Friedrich Haug  (1795–1869), evangelischer Theologe und Historiker
- Carl Friedrich Heinzmann (1795–1846), Landschafts- und Porzellanmaler sowie Lithograph
- Wilhelm Heinrich Murschel (1795–1869), Politiker
- Karl Pfaff (1795–1866), Pädagoge, Historiker und Sängervater
- Christian Theophilus Uber (1795–1845), Bildhauer, Vergolder, Maler und Stuckateur
- Johann Wilhelm Braun (1796–1863), Bildhauer
- Heinrich Erhard (1796–1873), Verleger
- Ludwig August Helvig (1796–1855), Zeichner, Maler und Lithograph
- Emilie Zumsteeg (1796–1857), Komponistin, Musiklehrerin, Chorleiterin, Pianistin und Musikschriftstellerin
- Friedrich Jakob Heller (1798–1864), österreichischer Generalstabsoffizier und Militärhistoriker
- Gustav Kolb (1798–1865), Chefredakteur
- Eduard Friedrich Leybold (1798–1879), deutsch-österreichischer Porträtmaler
- August Majer (1798–1876), Jurist und Politiker
- Christian Gottlob Barth (1799–1862), evangelischer Pfarrer, Pietist, Schriftsteller und Verleger
- Gottlob Friedrich Federer (1799–1883), Politiker
- Eduard von Hering (1799–1881), Tierarzt, Pionier der wissenschaftlichen Tierheilkunde
- Ludwig Mack (1799–1831), Bildhauer
- Fjodor Matjuschkin (1799–1872), russischer Polarforscher und Admiral
- Robert von Mohl (1799–1875), Staatswissenschaftler
- Christian Gottlob von Moser (1799–1886), evangelischer Theologe
- Ewald Otto (1799–1841), Obertribunalrat
- Julius Sattler (1799–1871), Jurist und Politiker, Württembergischer Landtagsabgeordneter
- Charlotte Birch-Pfeiffer (1800–1868), Schauspielerin und Schriftstellerin
- Karl Gebhard (1800–1874), Forstmann
- Hermann Hauff (1800–1865), Schriftsteller, Redakteur und Übersetzer
- Victor Aimé Huber (1800–1869), Sozialreformer, politischer Denker, Reiseschriftsteller und Literaturhistoriker
- Christian von Knapp (1800–1861), Finanzminister
- Julius Mohl (1800–1876), Orientalist
- Theodor Wagner (1800–1880), Bildhauer und Professor

### 19. Jahrhundert

#### 1801 bis 1820

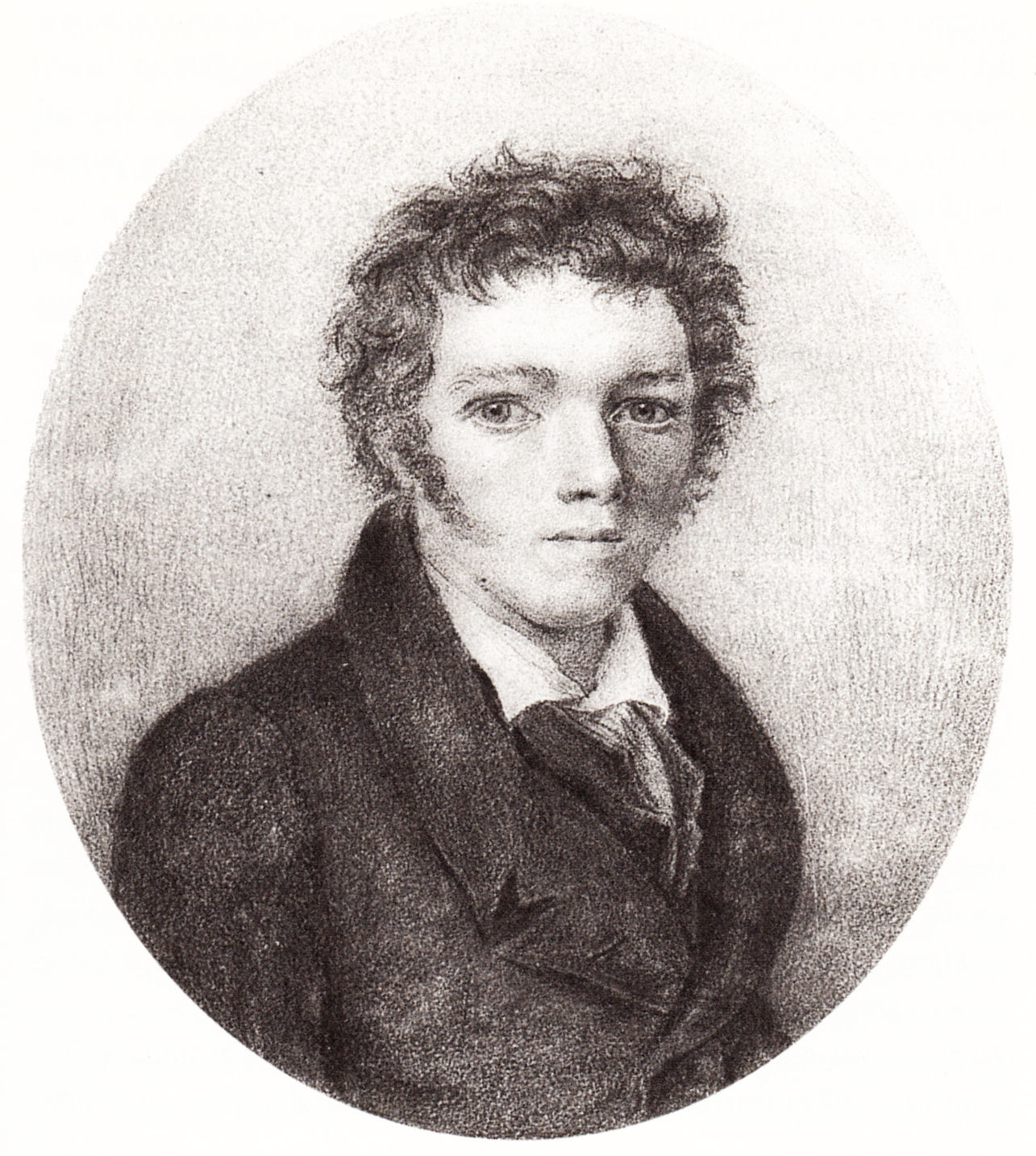
Wilhelm Hauff

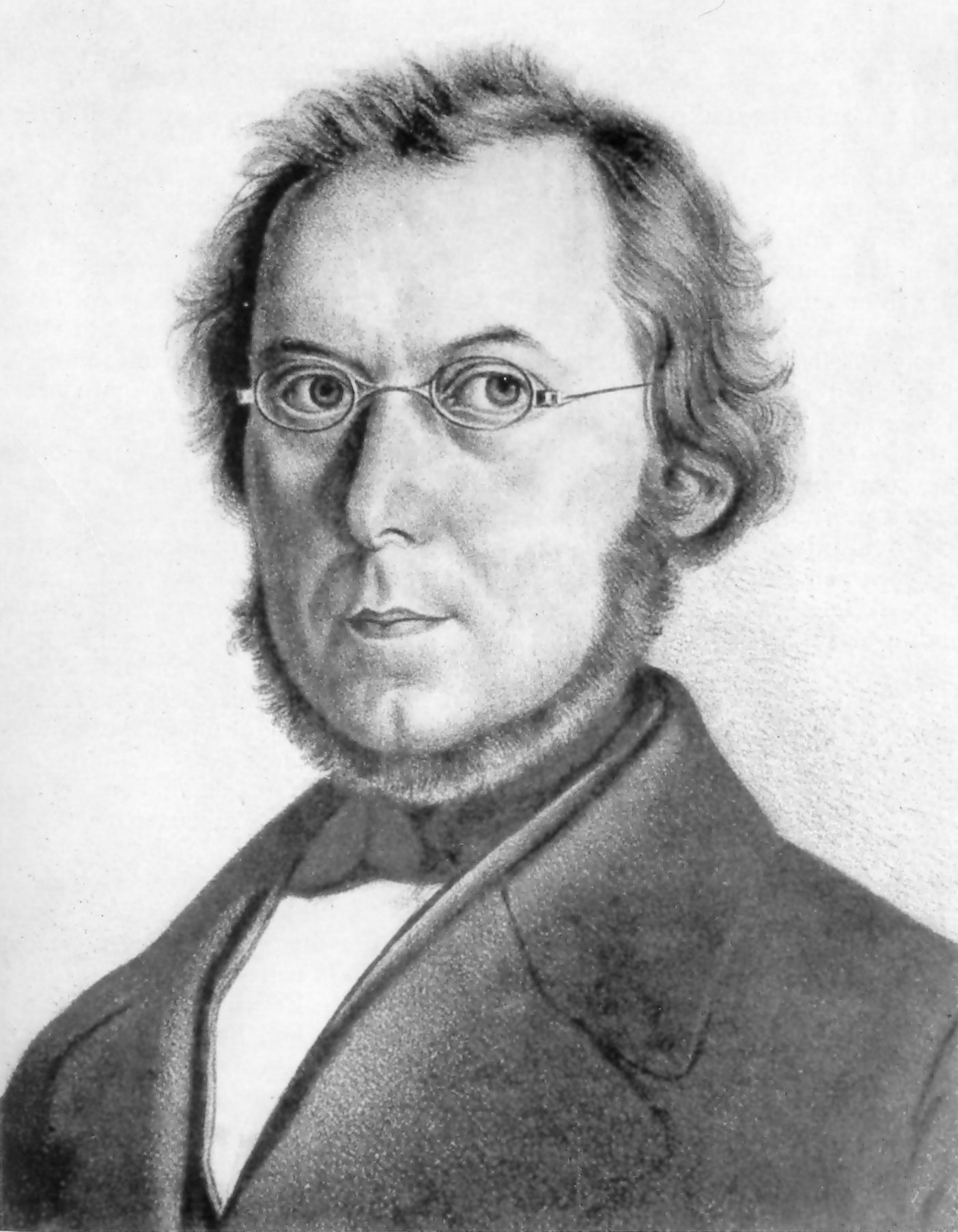
Hugo von Mohl

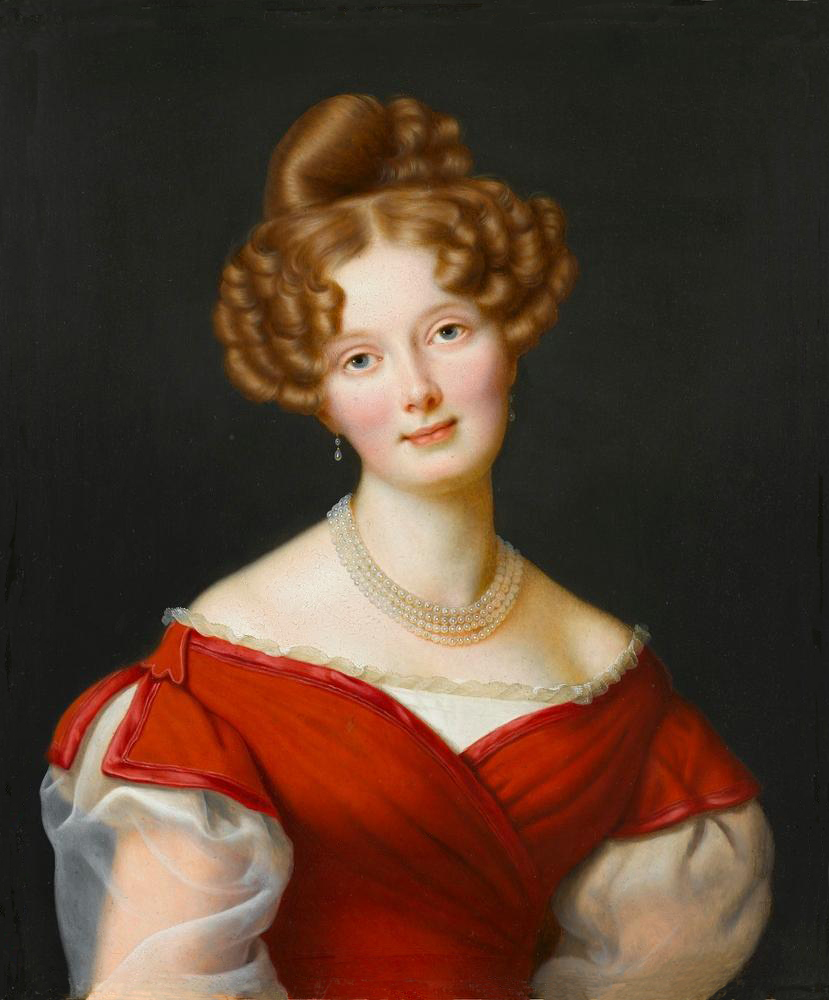
Prinzessin Pauline von Württemberg

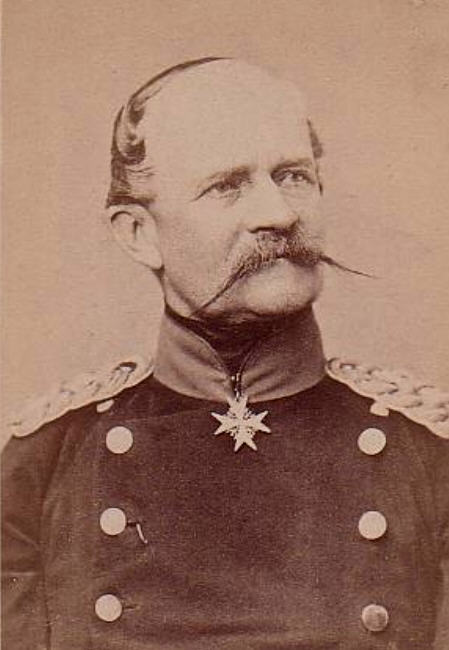
Prinz August von Württemberg

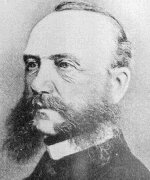
Wilhelm Griesinger

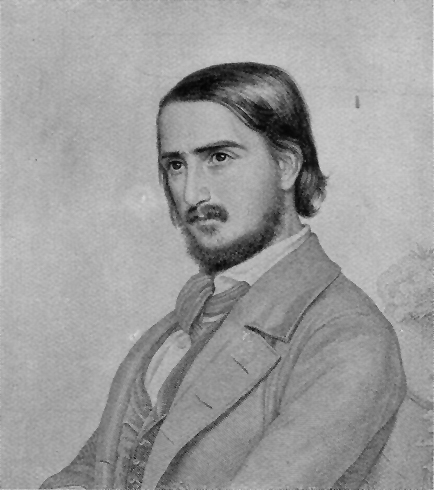
Georg Herwegh

- Gottlob Friedrich Kinzelbach (1801–1875), Oberamtmann
- Paul Pfizer (1801–1867), Politiker, Journalist, Jurist und Philosoph
- Gustav von Duvernoy (1802–1890), Jurist, Privatgelehrter und Politiker
- Karl Göriz (1802–1853), Agrarwissenschaftler
- Carl Grüneisen (1802–1878), evangelischer Theologe, Oberhofprediger und Lieddichter
- Wilhelm Hauff (1802–1827), Schriftsteller
- Moritz Mohl (1802–1888), Nationalökonom und Wirtschaftspolitiker
- Carl Friedrich Rheinwald (1802–1876), Jurist und Politiker
- Christian von Riecke (1802–1865), Verwaltungsjurist und Beamter
- Christian Heinrich von Nagel (1803–1882), Mathematiker
- Johann Friedrich Ostertag (1803–1885), Pfarrer und Schriftsteller
- Karl Moritz Rapp (1803–1883), Schriftsteller, Sprachwissenschaftler und Hochschullehrer
- Karl Spruner von Merz (1803–1892), Offizier, General der Infanterie, Kartograph und Autor
- Therese von Bacheracht (1804–1852), Schriftstellerin
- Julius Benedict (1804–1885), britischer Komponist und Kapellmeister
- Karl von Gemmingen (1804–1885), Oberamtsrichter
- Gustav Walz (1804–1876), Agrarwissenschaftler
- Karl Friedrich Werner (1804–1872), schwäbischer Pietist und Autor
- Johann Christoph Blumhardt (1805–1880), Pfarrer
- Eduard Elwert (1805–1865), Professor
- Christoph Ulrich Hahn (1805–1881), Pionier der Diakonie
- Karl Eugen von Hügel (1805–1870), Diplomat und Außenminister
- Hugo von Mohl (1805–1872), Botaniker, Arzt und Universitätsprofessor
- Victor Adolf von Riecke (1805–1857), Mediziner
- Wilhelm von Taubenheim (1805–1894), Stallmeister und Kammerherr der Könige von Württemberg
- Albert von Hauber (1806–1883), Theologe
- Jakob August Hausmeister (1806–1860), evangelischer Pfarrer, Judenmissionar
- Ludwig Hetsch (1806–1872), Komponist
- Friedrich Wirth (1806–1883), Möbelfabrikant, Hofebenist und Pionier des Hopfenanbaus
- Christian von Frisch (1807–1881), Pädagoge, Gelehrter und Politiker
- Gustav Pfizer (1807–1890), Autor und Übersetzer
- Hermann Stockmayer (1807–1863), Mediziner und Politiker
- Eduard Süskind (1807–1874), Pfarrer, Landwirt und Politiker
- Charlotte von Württemberg (1807–1873), Großfürstin von Russland
- Wilhelm Zimmermann (1807–1878), protestantischer Theologe, Dichter, Historiker und Politiker
- Carl Beisbarth sen. (1808–1878), Architekt, Restaurator, Denkmalpfleger und Designer
- Ludwig von Linden (1808–1889), deutsch-Schweizer Militär
- Louis de Millas (1808–1890), Architekt und Stadtbaumeister
- Christian Gottlieb Nestle (1808–1879), württembergischer Obertribunalprokurator und Mitglied des württembergischen Landtags
- Karl Friedrich von Schäffer (1808–1888), Arzt, Klinikdirektor und Mäzen
- Karl Christian Schmidt (1808–1892), Maler und Lithograf
- Carl August Friedrich Fetzer (1809–1885), Politiker
- Heinrich von Fleischhauer (1809–1884), Staatsbeamter, Leiter des württembergischen Medizinalwesens
- Carl Wilhelm Kurtz (1809–1869), Zinngießer und Unternehmer
- Albert Schott (1809–1847), Lehrer und Volkskundler
- Carl Jakob Christian Weiß (1809–1889), Önologe und Unternehmer
- Gustav Friedrich Werner (1809–1870), Cafetier und Tiergartenbesitzer
- Kuno von Wiederhold (1809–1885), Offizier und Kriegsminister
- Albert Ostertag (1810–1871), lutherischer Theologe und Geistlicher
- Adolf von Taube (1810–1889), Kammerherr
- Wilhelm von Urach (1810–1869), Adliger
- Pauline von Württemberg (1810–1856), Prinzessin
- Heinrich Leibnitz (1811–1889), Zeichner und Maler
- Johann Conrad Sigmundt (1811–1867), württembergischer Oberamtmann
- Anton Duttenhofer (1812–1843), Kupferstecher
- Karl Etzel (1812–1865), Eisenbahningenieur und Architekt
- Joseph Friedrich Josenhans (1812–1884), Missionar
- Christian Ferdinand Friedrich von Krauss (1812–1890), Botaniker
- Heinrich Loose (1812–1862), katholischer Prediger und Dichter
- Julius Nisle (1812–1850), Illustrator, Zeichner und Modelleur
- Hermann Süskind (1812–1872), Oberamtmann
- Adolf Gnauth sen. (1812–1876), Lithograph und Kupferstecher
- Gottlob Spindler (1812–1876), Architekt
- Arthur Conradi (1813–1868), Kaufmann, Landtagsabgeordneter
- Karl Friedrich Johann von Müller (1813–1881), Maler
- August von Württemberg (1813–1885), Militär
- Albert Barth (1814–1885), Architekt
- Hermann Gundert (1814–1893), Missionar und Sprachwissenschaftler
- Friedrich zu Hohenlohe-Waldenburg-Schillingsfürst (1814–1884), Mitglied des Hauses Hohenlohe
- Robert Schlumberger von Goldeck (1814–1879), österreichischer Sekthersteller und Unternehmer
- Arthur Carl Victor Schott (1814–1875), deutsch-US-amerikanischer Landwirt, Dichter und Naturforscher
- Hermann Friedrich Jäger (1814–1861), Mediziner und Stadtarzt in Stuttgart
- Christian Friedrich von Leins (1814–1892), Architekt
- Ernst Elsenhans (1815–1849), Revolutionär
- Karl Friedrich von der Goltz (1815–1901), preußischer General der Kavallerie
- Mathilde Häser, verheiratete Lindner (1815–1885), Opernsängerin
- Karl Theodor Keim (1815–1878), evangelischer Neutestamentler, Theologe und Kirchenhistoriker
- Albert Stotz (1815–1893), Industrieller
- August Becher (1816–1890), Jurist und Politiker
- Friedrich von Bitzer (1816–1885), württembergischer Staatsrat und Politiker
- Minona Frieb-Blumauer (1816–1886), Schauspielerin und Sängerin
- Hugo zu Hohenlohe-Öhringen (1816–1897), General, Politiker und Montanindustrieller
- Marie Friederike Charlotte von Württemberg (1816–1887), Tochter des Württembergischen Königs Wilhelm I.
- Gustav von Bühler (1817–1892), Domänendirektor und Mitglied des deutschen Reichstags
- Wilhelm Griesinger (1817–1868), Psychiater und Internist
- Georg Herwegh (1817–1875), Dichter und Übersetzer
- Katharina zu Hohenlohe-Waldenburg-Schillingsfürst (1817–1893), Stifterin und Mitbegründerin des Klosters Beuron
- Emilie Leibnitz (1817–1894), Pianistin und Musikpädagogin
- Wilhelm zu Löwenstein-Wertheim-Freudenberg (1817–1887), vierter Fürst zu Löwenstein-Wertheim-Freudenberg
- Wilhelm Roser (1817–1888), Chirurg und Ophthalmologe
- Adolph Gottlieb Ferdinand Schoder (1817–1852), Politiker
- Ernst Ludwig von Gemmingen-Guttenberg-Bonfeld (1818–1880), Regierungsrat, Landtagsabgeordneter
- Eduard Hiller (1818–1902), schwäbischer Dialektdichter
- Otto Köstlin (1818–1884), Mediziner und Gymnasialprofessor
- Eduard Otto Moser (1818–1879), Konditor und Unternehmer in der Lebensmittelindustrie
- Hermann von Nördlinger (1818–1897), Forstwissenschaftler
- Sigmund Schott (1818–1895), Jurist, Schriftsteller und Mitglied des Deutschen Reichstags
- Heinrich von Weber (1818–1890), Agrarökonom
- Sophie von Württemberg (1818–1877), Königin der Niederlande
- Friedrich von Dillenius (1819–1884), Generaldirektor der Königlich Württembergischen Staatseisenbahnen
- Albrecht Erhardt (1819–1897), Eisenhütteningenieur
- Hermann Hölder (1819–1906), Anthropologe
- Julius Hoelder (1819–1887), Jurist und Politiker
- Karl von Knoerzer (1819–1900), württembergischer General der Infanterie
- Karl Christian Planck (1819–1880), Architekt
- Julius Rieckher (1819–1878), Altphilologe
- Julius Eugen Schloßberger (1819–1860), Biochemiker und Arzt
- Adolf Friedrich Seubert (1819–1880), Oberst und Schriftsteller
- Johann Friedrich Traugott von Zeppelin-Aschhausen (1819–1870), Diplomat, Landtagsabgeordneter
- Heinrich Güldig (1820–1893), Verleger
- Wilhelm Pelargus (1820–1901), Inhaber einer Kunsterzgießerei
- Adolf Rueff (1820–1885), Tierarzt
- Robert Sigel (1820–1869), Kommunalpolitiker und Landtagsabgeordneter

#### 1821 bis 1840

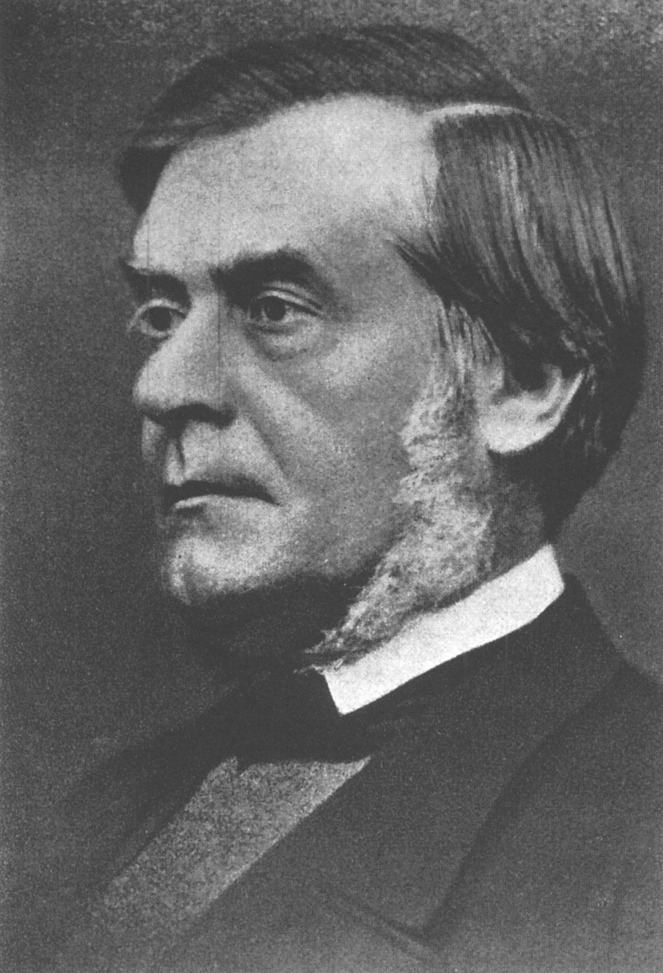
Rudolf von Roth

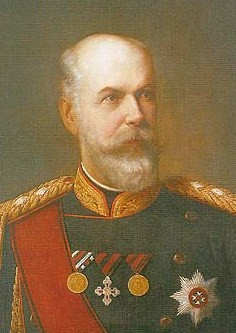
König Karl I. von Württemberg

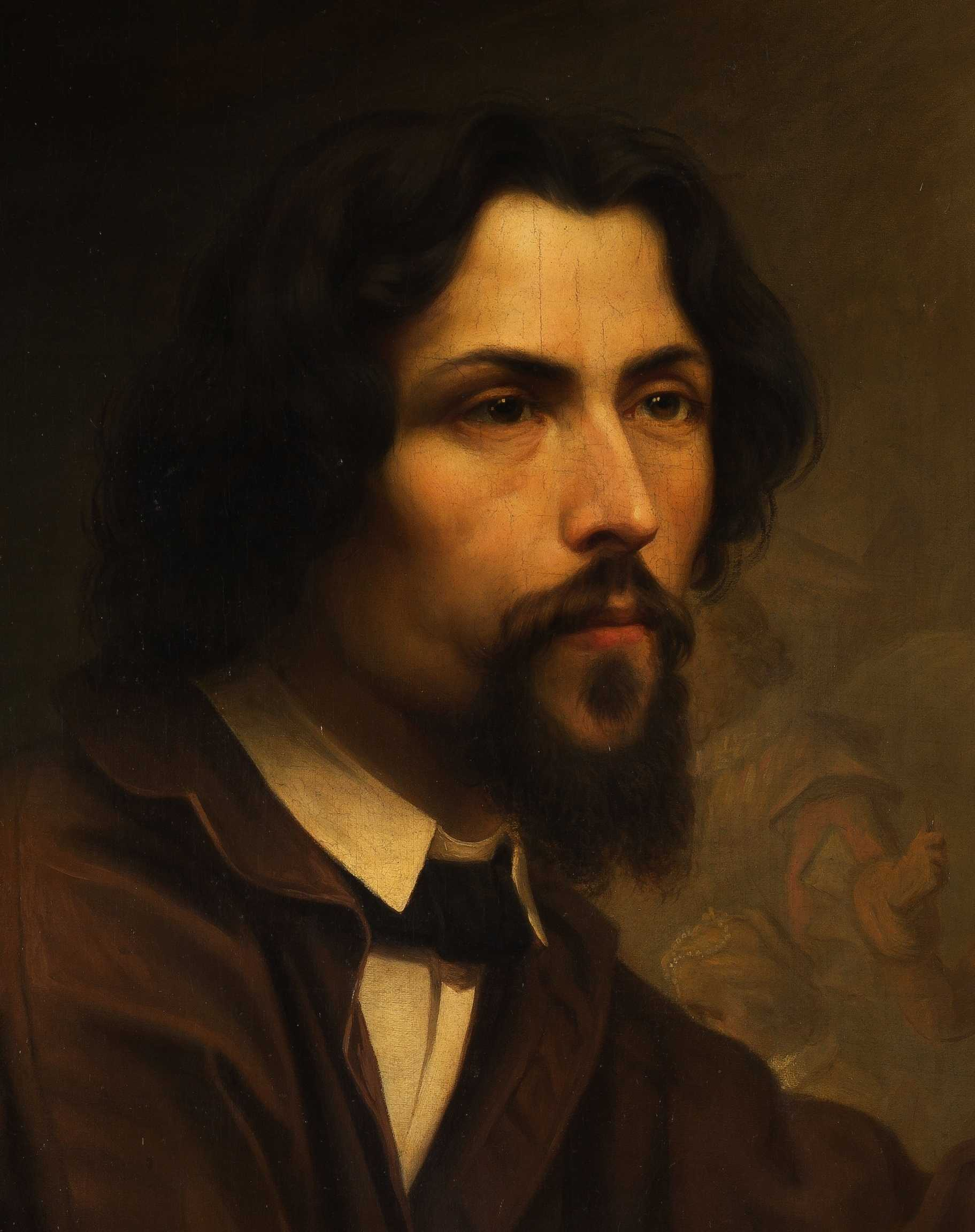
Gottlob Christoph Jacob Fischer

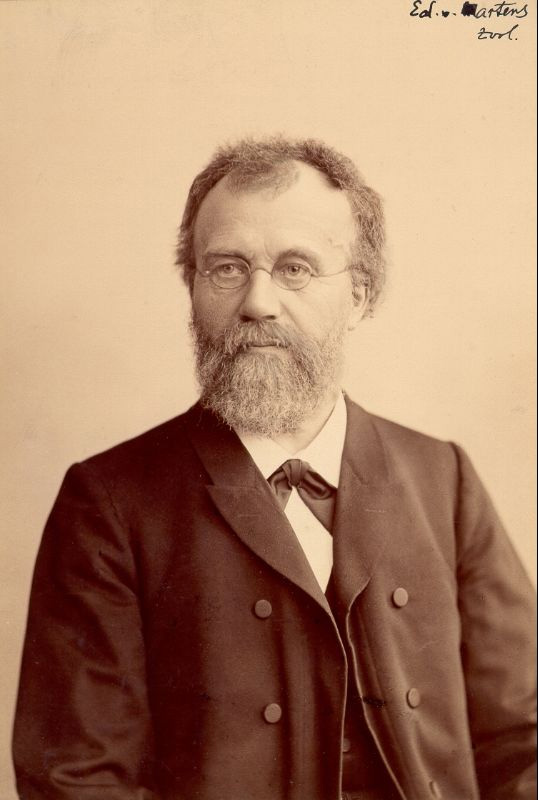
Eduard von Martens

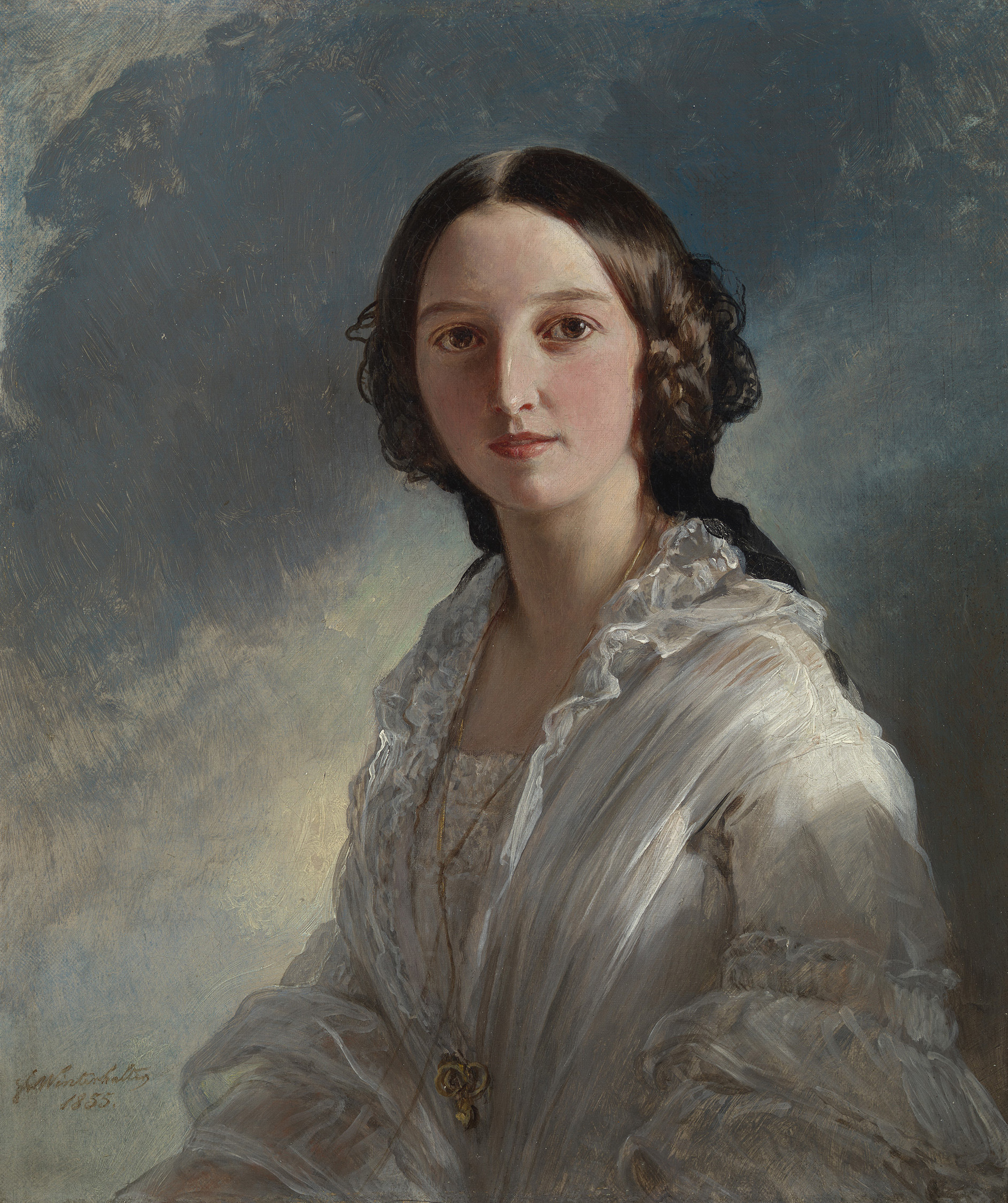
Feodora zu Hohenlohe-Langenburg

- Carl Gustav Calwer (1821–1874), Forstmann, Entomologe und Ornithologe
- Eduard Herdtle (1821–1878), Zeichner, Bildhauer, Maler und Kunstlehrer
- Wilhelm Nördlinger (1821–1908), Ingenieur
- Rudolf von Roth (1821–1895), Indologe und Religionswissenschaftler
- Emil Robert Scheffer (1821–1902), Apotheker, Chemiker und Hochschullehrer
- August Walter (1821–1896), Violinist und Komponist
- Julius Zech (1821–1864), Astronom und Mathematiker
- Gustav Häcker (1822–1896), Jurist und Liedtexter
- Eduard Hallberger (1822–1880), Verlagsbuchhändler
- Carl Hardt (1822–1899), Klavierfabrikant
- Wilhelm Ludwig Holland (1822–1891), Philologe, Germanist und Romanist
- Max Planck (1822–1900), Pädagoge
- Heinrich von Sick (1822–1881), Stadtschultheiß von Stuttgart
- Edmund von Zoller (1822–1902), Bibliothekar und Redakteur
- Wilhelm Gottlob Eisenbach (1823–1885), württembergischer Oberamtmann
- Otto Elben (1823–1899), Journalist und Politiker
- Karl I. (1823–1891), König von Württemberg
- Theodor Köstlin (1823–1900), Jurist, Staatsrat und Oberlandesgerichtspräsident
- Gustav Müller (1823–1875), Kaufmann und Reichstagsabgeordneter
- Robert Römer (1823–1879), Rechtswissenschaftler und Politiker
- Georg Schöttle (1823–1897), Bauunternehmer und Möbelfabrikant
- Otto Ernst Julius Seyffer (1823–1890), Physiker
- Adolf Bonz (1824–1877), Verleger
- August Köstlin (1825–1894), Brückenbauingenieur
- Hermann von Mittnacht (1825–1909), Jurist
- Theodor von Wundt (1825–1883), General und Kriegsminister
- Friedrich Brandseph (1826–1915), Silhouetteur, Maler, Lithograph und Fotograf
- Wilhelm von Flattich (1826–1900), deutsch-österreichischer Architekt
- Georg Jäger (1826–1904), Hauptmann und Dichter
- Julius Köstlin (1826–1902), evangelischer Theologe und Kirchenhistoriker
- Karl von Spitzemberg (1826–1880), Diplomat und Gesandter
- Karl Ehmann (1827–1889), Ingenieur
- Wilhelm von Gemmingen (1827–1920), Jurist und Präsident des Konsistoriums der Evangelischen Landeskirche in Württemberg
- Adolf Grimminger (1827–1909), Sänger, Schriftsteller und Bildhauer
- Karl von Köstlin (1827–1909), Jurist
- August von Schlossberger (1827–1905), Archivar
- Ernst Staengel (1827–1915), Schokoladenfabrikant
- Julius Tafel (1827–1893), Unternehmer
- Theodor Widmayer (1828–1883), Porträt- und Genremaler, Silhouettenkünstler und Fotograf
- Paul Heinrich von Zech (1828–1893), Physiker und Astronom
- Gottlob Christoph Jacob Fischer (1829–1905), Bildhauer, Maler, Lithograph
- Carl von Kohlhaas (1829–1907), Jurist und Landtagsabgeordneter
- Georg Friedrich von Laißle (1829–1906), Eisenbahnbau-Ingenieur, Professor und Baudirektor (geadelt 1903)
- Carl Offterdinger (1829–1889), Figuren- und Genremaler sowie Illustrator
- Adolf von Schübler (1829–1904), Eisenbahningenieur
- Hermann von Seeger (1829–1903), Professor und Rektor an der Universität Tübingen
- Gustav von Brandenstein (1830–1905), württembergischer General der Infanterie
- Gustave Herter (1830–1898), Möbeldesigner
- Oskar Jäger (1830–1910), Historiker und Pädagoge
- Karl von Riecke (1830–1898), Staatsminister der Finanzen und Mitglied der Württembergischen Landstände
- Ernst von Zeller (1830–1902), Mediziner und Zoologe
- Robert Heck (1831–1889), Porträt- und Genremaler
- Otto von Knapp (1831–1896), Jurist und Mitglied des Deutschen Reichstags
- Eduard von Martens (1831–1904), Zoologe
- Albert Oppel (1831–1865), Paläontologe
- Rudolf Pfähler (1831–1880), Fotograf
- Ernst Ezechiel Pfeiffer (1831–1904), Geheimer Hofrat
- Karl Rudolf Seyerlen (1831–1906), evangelischer Theologe
- Joseph von Ellrichshausen (1832–1906), Ritterschaftlicher Abgeordneter und Mitglied des Deutschen Reichstags
- Richard Hintrager (1832–1897), Jurist und Mitglied des Deutschen Reichstags
- Theodor Kübler (1832–1905), Theologe, Missionar, Kirchenlieddichter und -übersetzer
- Karl von Marx (1832–1890), Chemiker und Hochschullehrer
- August Wintterlin (1832–1900), Bibliothekar, Kunstschriftsteller und Dichter
- Theodor Kettner (1833–1904), Versicherungsdirektor
- Gustav Reuß (1833–1896), württembergischer Oberamtmann
- Hermann Tafel (1833–1909), Jurist, Landtagsabgeordneter
- Karl von Doll (1834–1910), Regierungsdirektor und Schriftsteller
- Adam Friedrich Gabler (1834–1915), Politiker
- Heinrich Wagner (1834–1897), Architekt, Architekturhistoriker und Hochschullehrer
- Ferdinand Decker (1835–1884), Ingenieur
- Wilhelm Hertz (1835–1902), Dichter und Germanist
- Karl Hermann Klaiber (1835–1896), Pfarrer und Heimatforscher
- Eduard Pfeiffer (1835–1921), Bankier, Genossenschaftler und Sozialreformer
- Gustav Reiniger (1835–1903), Zigarrenfabrikant
- Julius von Griesinger (1836–1899), Chef des württembergischen Zivilkabinetts
- Adolf von Kröner (1836–1911), Verleger
- Wilhelm Lauser (1836–1902), Publizist und Historiker
- Max Römer (1836–1881), Jurist und Mitglied des Deutschen Reichstags
- Eduard Paulus (1837–1907), Kunsthistoriker und Prähistorischer Archäologe
- Carl Wilhelm Heine (1838–1877), deutsch-österreichischer Chirurg
- Carl Teichmann (1838–1900), Ingenieur und Hochschullehrer
- Julius Euting (1839–1913), Orientalist
- Christian Herter (1839–1883), Designer
- Julius von Jobst (1839–1920), Chemiker, Fabrikant und Förderer der Neckarschifffahrt
- Feodora zu Hohenlohe-Langenburg (1839–1872), Prinzessin
- Julius Leemann (1839–1913), Hochschullehrer
- Constantin von Renz (1839–1900), Oberamtmann
- Adolf von Berlichingen (1840–1915), Theologe, Jesuit, Schriftsteller, Dichter und Arzt
- Adolf Gnauth (1840–1884), Architekt, Architektur-Zeichner und Dozent
- Emil Holz (1840–1915), Ingenieur der Eisenhüttenkunde, Industrieller
- Wassili Wassiljewitsch Kühner (1840–1911), russischer Komponist
- Rudolf Moser von Filseck (1840–1909), Finanzbeamter und Gesandter
- Adolf Müller-Palm (1840–1904), Journalist, Schriftsteller und Zeitungsverleger
- Hermann von Schmoller (1840–1914), Eisenbahningenieur
- Karl Albert von Schott (1840–1911), württembergischer Offizier und Maler
- Paul Friedrich von Stälin (1840–1909), Archivar und Historiker

#### 1841 bis 1860

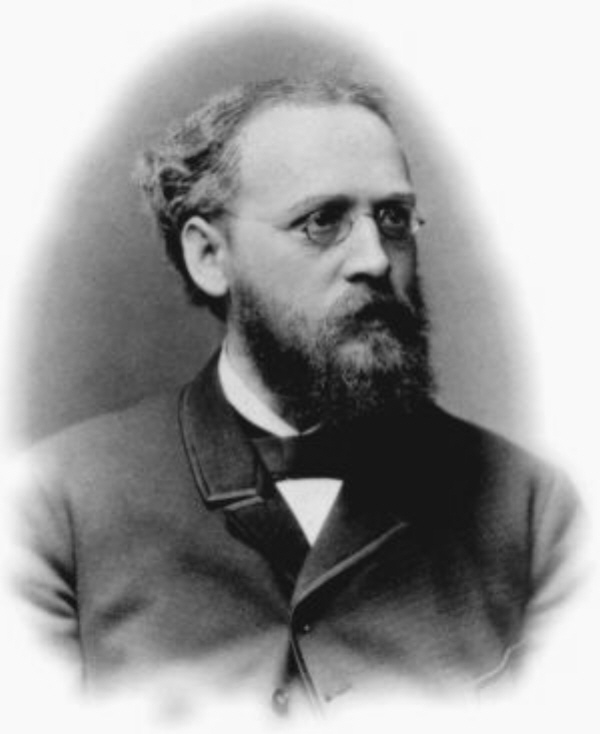
Eugen Baumann

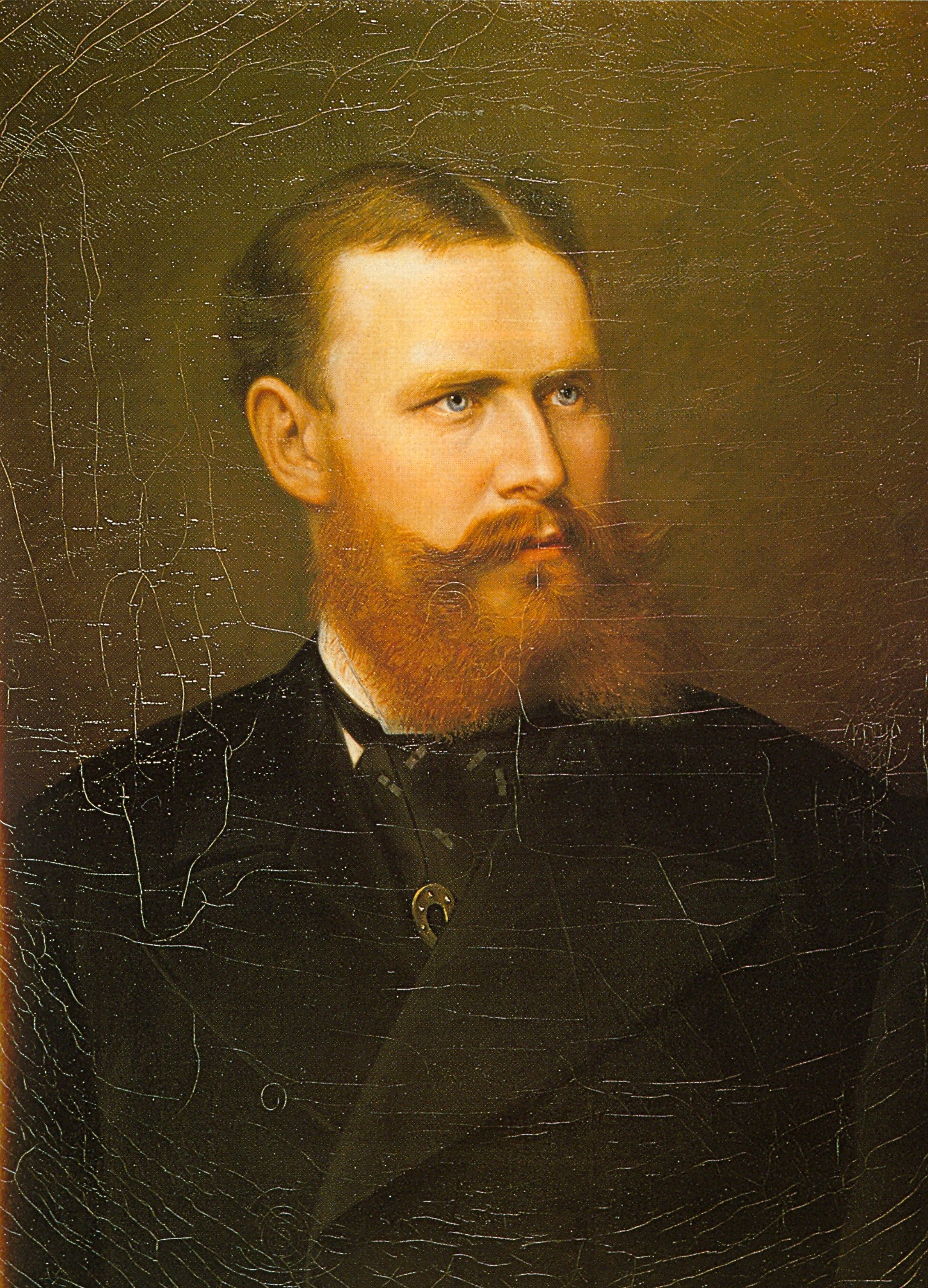
Wilhelm II. von Württemberg

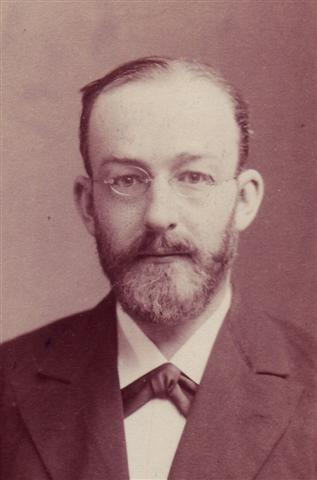
Eberhard Nestle

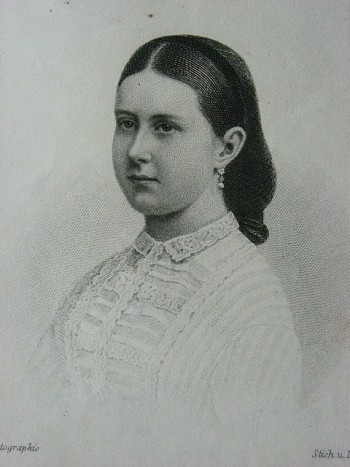
Pauline von Sachsen-Weimar-Eisenach

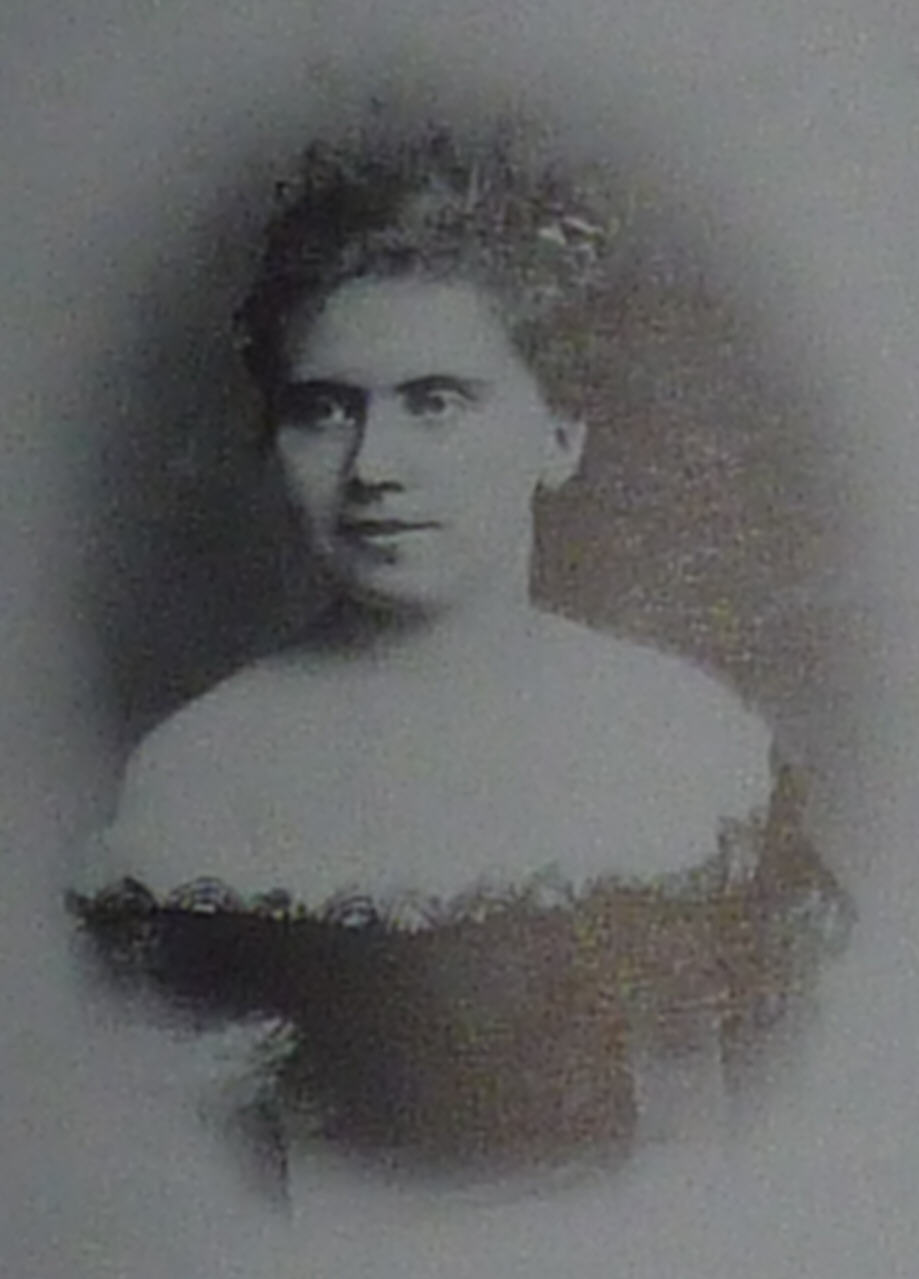
Isolde Kurz

- Max Bach (1841–1914), Kunsthistoriker, Maler und Graphiker
- Emy Gordon (1841–1909), Autorin, Übersetzerin und Funktionärin der katholischen Frauenbewegung
- Theodor Harpprecht (1841–1885), Alpinist
- August Hedinger (1841–1910), Arzt
- Hermann Bach (1842–1914/1919), Bildhauer
- Otto von Buhl (1842–1921), Präsident des Finanzministeriums, Landtagsabgeordneter
- Carl Gottlob Molt (1842–1910), Versicherungsunternehmer
- Mathilde Walker (1842–nach 1903), Dichterin
- Friedrich Dürr (1843–1926), Pädagoge und Geschichtsforscher
- Christian Hämmerle (1843–1916), Baumeister
- Theobald Obach (1843–1887), Techniker und Pionier
- Emil von Pfizer (1843–1920), Jurist, Präsident des württembergischen Staatsgerichtshofs
- Karl Gutbrod (1844–1905), Jurist
- Hugo Hoffmann (1844–1911), Unternehmer
- Karl Reuß (1844–1922), Bergbau- und Hütteningenieur und Prähistoriker
- Friedrich Martin Jehle (1844–1941), Theologe, Hymnologe, Stadtpfarrer
- Karl Alfred von Wächter (1844–1914), Rittergutsbesitzer und Politiker
- Maria Glocker (1845–?), österreichische Schriftstellerin und Frauenrechtsaktivistin
- Emil Mayer (1845–1910), Architekt
- Eduard Riecke (1845–1915), Experimentalphysiker
- Ludwig Veiel (1845–1905), Jurist und Mitglied des Deutschen Reichstags
- Eugen Baumann (1846–1896), Chemiker
- Heinrich Dolmetsch (1846–1908), Architekt
- Berthold von Fetzer (1846–1931), Generalarzt, Leibarzt der beiden letzten württembergischen Könige
- Karl Liebhardt (1846–1916), Königlich Württembergischer Hoffotograf und Postkartenverleger
- Charles Rasp (1846–1907), Auswanderer
- Rudolf Dietelbach (1847–1917), Bildhauer
- Hermann Fehling (1847–1925), Gynäkologe und Geburtshelfer
- Eduard Hölder (1847–1911), Jurist
- Konstantin Sebastian von Neurath (1847–1912), Jurist, Politiker und Kammerherr
- Alfred Adelmann von Adelmannsfelden (1848–1887), Offizier und Schriftsteller
- Carl Beisbarth jun. (1848–1903), Architekt
- Heinrich Ludwig Geyer (1848–1911), Apotheker und Verbandsfunktionär
- Theodor von Haering (1848–1928), Theologe, Hochschullehrer
- Hermann Herdtle (1848–1926), Architekt und Kunstgewerbler
- Eugen Gantter (1848–1931), Journalist und Schriftsteller
- Pietronella Peters (1848–1924), Malerin
- Franz Schäffler (1848–1919), Architekt
- Erwin von Seckendorff-Gudent (1848–1923), württembergischer Landtagsabgeordneter
- Ernst von Sieglin (1848–1927), Unternehmer
- Wilhelm II. (1848–1921), König von Württemberg
- Theodor Bausch (1849–1925), Bildhauer und Professor
- Hermann Brodbeck (1849–1912), Gastwirt und Politiker
- Erich von Taube (1849–1870), Graf
- Rudolf Adelmann von Adelmannsfelden (1850–1900), württembergischer Rittergutsbesitzer und Landtagsabgeordneter
- Sophie von Adelung (1850–1927), Schriftstellerin und Malerin
- Wilhelm von Gessler (1850–1925), Verwaltungsbeamter und Finanzminister
- Ludwig Neher (1850–1916), Architekt
- Friedrich Weigle (1850–1906), Orgelbauer
- Hermann Fischer (1851–1920), Germanist und Dialektforscher
- Carl von Geyer (1851–1922), Versicherungsdirektor und Verbandsfunktionär
- Richard Ernst Kepler (1851–um 1930), Illustrator und Maler
- Eberhard Nestle (1851–1913), evangelischer Theologe und Orientalist
- Axel von Taube (1851–1870), Graf
- Richard Weitbrecht (1851–1911), Schriftsteller und evangelischer Pfarrer
- Karl von Fleischhauer (1852–1921), Jurist, Staatsbeamter sowie Kult- und Innenminister
- Alfred von Kiderlen-Waechter (1852–1912), Diplomat
- Richard Kuder (1852–1912), Architekt
- Theodor von Nestle (1852–1929), Oberamtmann und Regierungsdirektor
- Pauline von Sachsen-Weimar-Eisenach (1852–1904), Prinzessin
- Friedrich Zimmermann (1852–1917), Pionier des Buddhismus in Deutschland
- Adolf Fremd (1853–1924), Bildhauer
- Otto von Hügel (1853–1928), Offizier
- Frida von Kronoff (1853–1929), Schriftstellerin
- Edgar Kurz (1853–1904), Lyriker und Arzt
- Isolde Kurz (1853–1944), Schriftstellerin und Übersetzerin
- Gustav von Schwab (1853–1912), Jurist
- Karl von Weizsäcker (1853–1926), Politiker
- Friedrich von Gerok (1854–1937), Offizier
- Eugen Hilbert (1854–1939), württembergischer Oberamtmann, Präsident der LVA
- Hermann von Rampacher (1854–1933), General der Infanterie
- Erwin Moritz Reiniger (1854–1909), Mechaniker
- Eugen von Schneider (1854–1937), Archivar und Landeshistoriker
- Karl Elben (1855–1914), Jurist und Journalist
- Hippolyt Julius Haas (1855–1913), Paläontologe und Geologe
- Karl von Haffner (1855–1944), Jurist
- Marie Josenhans (1855–1926), Armenfürsorgerin, Autorin und Sozialpolitikerin
- Heinrich Kreuser (1855–1917), Psychiater
- Wilhelm Sieglin (1855–1935), Historiker
- Hermann von Habermaas (1856–1938), Jurist und Politiker
- Erwin von Heimerdinger (1856–1932), Generalmajor
- Franz von Soden (1856–1945), Offizier
- Dora Zech (1856–1912), Malerin
- Max von Zeppelin (1856–1897), Zoologe, Forschungsreisender und Hofmarschall
- Georg Bassler (1857–1900), Sozialdemokrat
- Hermann Brandseph (1857–1907), Porträtist
- Friedrich Haerlin (1857–1941), Hotelier
- Conrad Haußmann (1857–1922), Politiker
- Friedrich Haußmann (1857–1907), Jurist und Mitglied des Deutschen Reichstags
- Otto Kirn (1857–1911), Theologe und Hochschullehrer
- Heinrich von Kraut (1857–1935), Jurist und Politiker
- Erwin Dietbald Kurz (1857–1931), Bildhauer
- Wilhelm Waiblinger (1857–unbekannt), württembergischer Oberamtmann
- Heinrich von Gauß (1858–1921), Stadtschultheiß
- Otto Güntter (1858–1949), Germanist
- Georg Baur (1859–1935), Bauingenieur und Industrie-Manager
- Friedrich Hauser (1859–1917), klassischer Archäologe
- Otto Hölder (1859–1937), Mathematiker
- Oskar Holtzmann (1859–1934), Theologe und Neutestamentler
- Max von Mülberger (1859–1937), Oberbürgermeister
- Friedrich von Palm (1859–1911), deutsch-baltischer Angehöriger der Öselschen Ritterschaft
- Eduard Vöhringer (1859–1936), Oberamtmann
- Alexander von Adelung (1860–1915), Pomologe
- Wilhelm Auberlen (1860–1948), Genremaler und Bildhauer
- Arthur Bopp (1860–1928), Generalmajor
- Otto von Moser (1860–1931), Offizier
- Emilie Vollmöller (1852–1894), Sozialreformerin
- Fritz Wüst (1860–1938), Eisenhüttenkundler

#### 1861 bis 1870

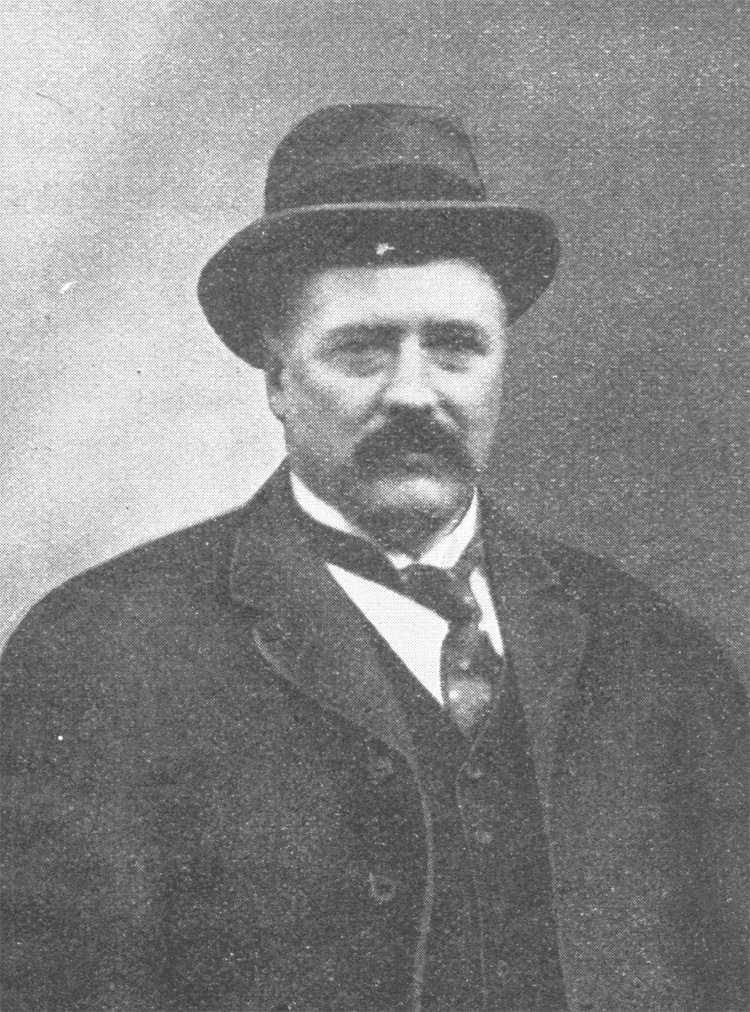
Eberhard Fraas

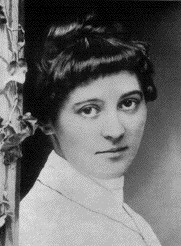
Agnes Günther

Ludo Moritz Hartmann

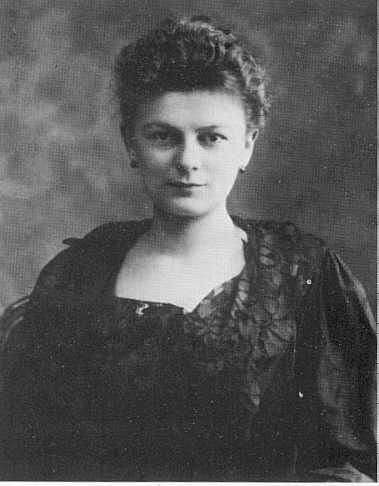
Sophie Chotek von Chotkowa

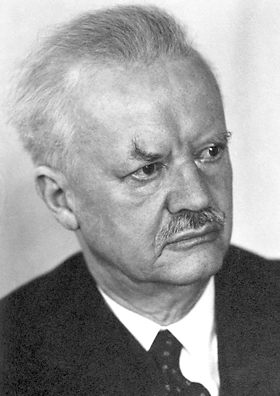
Hans Spemann

- Anna Bechler (1861–1941), Schriftstellerin
- Sophie Blum-Lazarus (1867–1944), Kunstmalerin
- Albert Boehringer (1861–1939), Unternehmer
- Sofie Brehm-Fritsch (1861–nach 1927), Opernsängerin und Gesangspädagogin
- Ulrich Hoefer (1861–1932), Klassischer Philologe und Gymnasiallehrer
- Rudolf Krauss (1861–1945), Literaturwissenschaftler
- Alfred Kröner (1861–1922), Verleger
- Paul Marti (1861–1937), Veterinärmediziner
- Adolf Nill (1861–1945), Tierarzt, Direktor des Stuttgarter Privatzoos
- Hugo Pelargus (1861–1931), Königlich Württembergischer Hoferzgießer
- Max von Rümelin (1861–1931), Rechtswissenschaftler
- Richard Stribeck (1861–1950), Maschinenbau-Ingenieur
- Gustav Adolf Wessinger (1861–1920), württembergischer Oberamtmann
- Alfred Woltz (1861–1935), Architekt
- Hans Barth (1862–1928), Journalist und Schriftsteller
- Anna Dandler (1862–1930), Hof- und Kammerschauspielerin
- Eberhard Fraas (1862–1915), Geologe und Paläontologe
- Gustav Halmhuber (1862–1936), Architekt und Hochschullehrer
- Sigmund Lindauer (1862–1935), Textilunternehmer
- Heinrich Schäff-Zerweck (1862–1937), Maler, Zeichner und Schriftsteller
- Wilhelm Weinberg (1862–1937), Arzt, Vererbungsforscher, Statistiker und Genealoge
- Maximilian Binder (1863–1941), württembergischer Oberamtmann
- Hans von Faber du Faur (1863–1940), Maler
- Wolfgang Golther (1863–1945), Germanist und Literaturhistoriker
- Agnes Günther (1863–1911), Schriftstellerin
- Alfred Hegler (1863–1902), Theologe und Hochschullehrer
- Friedrich Kauffmann (1863–1941), Mediävist und Linguist
- Ernst Klett (1863–1947), Unternehmer und Gründer des Ernst Klett Verlags
- Elisabeth Leisinger (1863–1933), Opernsängerin
- Margarethe Raabe (1863–1947), Malerin
- Otto Reiniger (1863–1909), Maler
- Gustav Adolf Closs (1864–1938), Maler, Illustrator und Heraldiker
- Cäsar Flaischlen (1864–1920), Lyriker und Mundartdichter
- Otto Claudius Sarwey (1864–1933), Gynäkologe und Geburtshelfer
- Rudolf Walter (1864–1941), Architekt und Baubeamter
- Immanuel Benzinger (1865–1935), evangelischer Theologe und Orientalist
- Max I. Bodenheimer (1865–1940), Jurist und Vorreiter der zionistischen Bewegung in Deutschland
- Emil Eitel (1865–1948), Hotelier und Gastronom
- Friedrich Fischer (1865–1934), Politiker
- Ludo Moritz Hartmann (1865–1924), deutsch-österreichischer Historiker und Politiker
- Paul Kemmler (1865–1929), Psychiater
- Theodor Kober (1865–1930), Luftschiffkonstrukteur
- Theodor Liesching (1865–1922), Jurist und Politiker
- Wilhelm Nestle (1865–1959), Altphilologe
- Paul Schober (1865–1943), Arzt und Rheumatologe
- Daniel Stocker (1865–1957), Bildhauer
- Carl Bernard Bartels (1866–1955), Künstler
- Robert Breyer (1866–1941), Maler und Zeichner
- Albert Eitel (1866–1934), Architekt
- Franz Feuerstein (1866–1939), Politiker
- Max Schlee (1866–nach 1932), Offizier
- Theodor Schnitzer (1866–1939), Maler
- Sophie Blum-Lazarus (1867–1944), deutsch-französische Landschafts- und Puppenmalerin
- Johannes Elsenhans (1867–1936), Verwaltungsjurist
- Richard Klett (1867–1948), Tierarzt
- Sofie Reis (1867–1930), Lehrerin und Frauenrechtlerin
- Robert Teichmann (1867–1942), Reichsgerichtsrat
- Friedrich Wintterlin (1867–1945), Archivdirektor
- Karl Bauer (1868–1942), Grafiker, Maler und Schriftsteller
- Franz Bertsch (1868–1951), geboren in Kaltental, Oberamtmann und Landrat
- Otto Bockshammer (1868–1957), württembergischer Oberamtmann
- Hermann von Brandenstein (1868–1942), General der Infanterie
- Sophie Chotek von Chotkowa (1868–1914), Fürstin von Hohenberg
- Robert Hoffmann (1868–1935), Landschaftsmaler
- Karl Lautenschlager (1868–1952), Oberbürgermeister
- Alfred Blinzig (1869–1945), Bankdirektor
- Walther Keller (1869–1952), Verleger
- Emil Kiemlen (1869–1956), Bildhauer
- Robert Kröner (1869–1945), Verleger
- Emil Niethammer (1869–1956), Jurist und Landtagsabgeordneter
- Amélie von Soden (1869–1953), Politikerin (Zentrum)
- Hans Spemann (1869–1941), Biologe und Nobelpreisträger
- Hugo Stotz (1869–1935), Erfinder und Unternehmer
- Kathinka Zapf (1869–1944), Musiklehrerin und Sängerin
- Karl Goll (1870–1951), Kunstmaler
- Friedrich Krämer (1870–nach 1906), Architekt
- Willy Planck (1870–1956), Maler und Grafiker
- Robert Weise (1870–1923), Maler, Zeichner und Illustrator

#### 1871 bis 1880

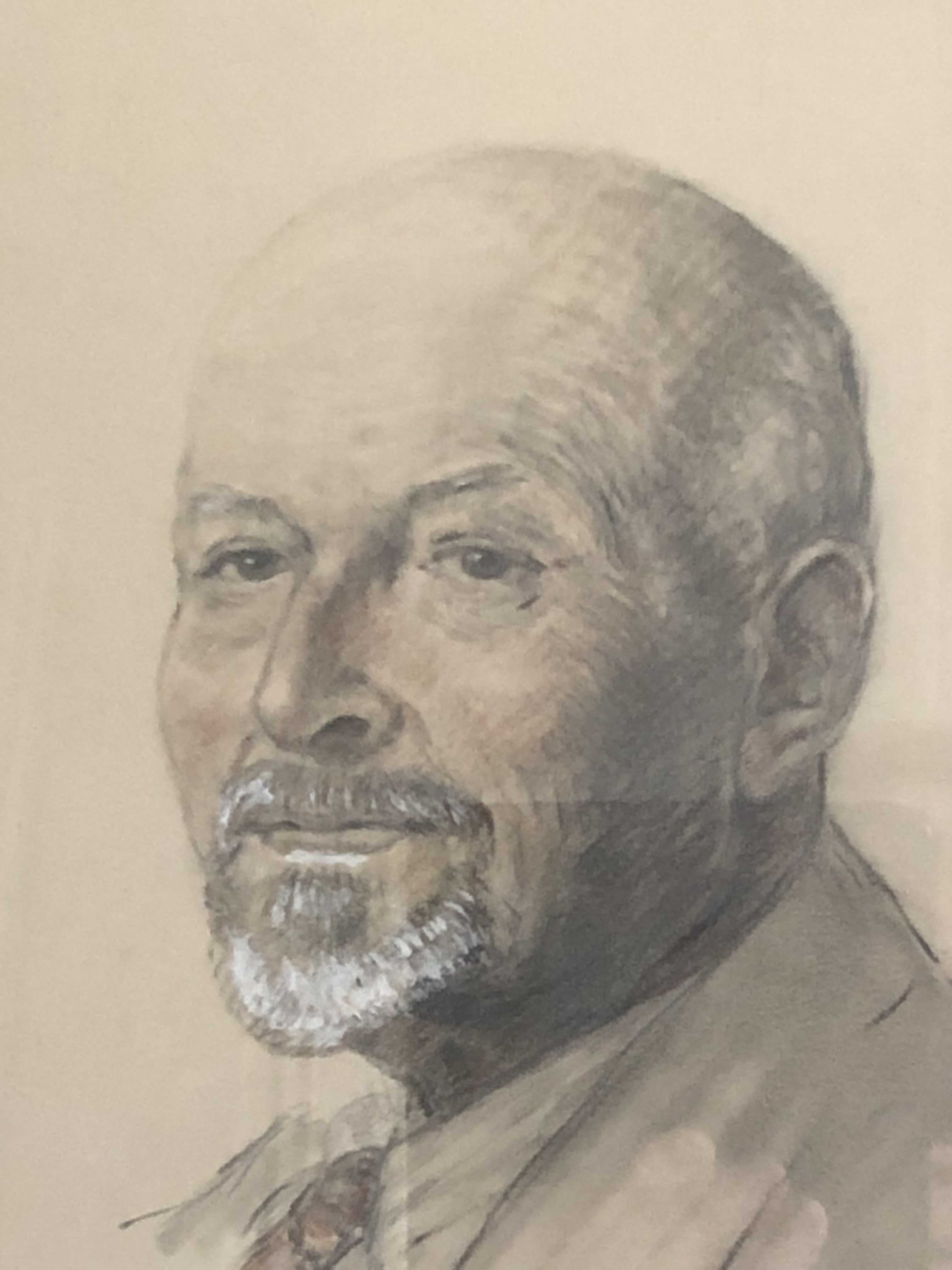
Zeichnung von Rudolf Kaulla

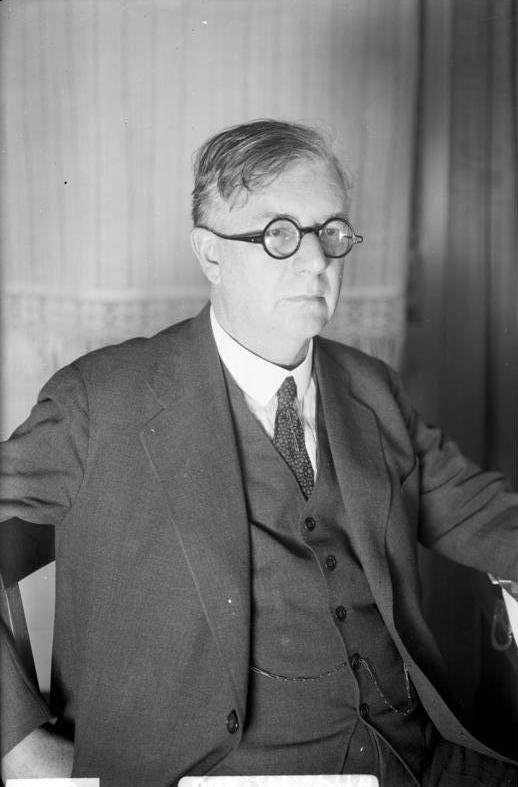
Richard Wilhelm

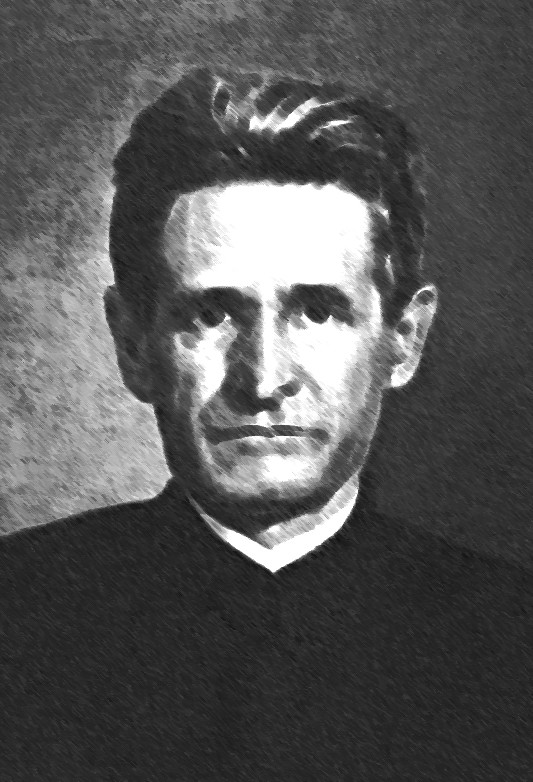
Rupert Mayer

Karl Gustav Vollmoeller

- Hermann Abert (1871–1927), Musikhistoriker
- Richard Dollinger (1871–1954), Architekt und Regierungsbaumeister
- Thekla Edenfeld (1871–?), Schriftstellerin
- Karl Eitel (1871–1954), Hotelier und Gastronom
- Erwin Hess (1871–1945), Richter
- Wilhelm Hofacker (1871–1944), Oberamtmann und Ministerialbeamter
- Gertrud Ingeborg Klett (1871–1917), Schriftstellerin und Übersetzerin
- Gustav Knapp (1871–1934), Verwaltungsbeamter
- Walther Knapp (1871–?), Ingenieur und Hochschullehrer
- Otto Risch (1871–unbekannt), Oberamtmann
- Johann Emil Schaudt (1871–1957), Architekt
- Heinrich Schweitzer (1871–1953), Architekt
- Karl von Stockmayer (1871–1948), Literaturwissenschaftler und Bibliothekar
- Anna Sutter (1871–1910), Opernsängerin
- Otto Tressler (1871–1965), deutsch-österreichischer Schauspieler
- Eugen Zeller (1871–1953), Lehrer und Philologe
- Max Bezner (1872–1939), Bildhauer
- Otto Bosler (1872–1950), Jurist, Gesandter und Ministerialbeamter
- Clara Brigel (1872–1955), Malerin, Kunsthandwerkerin und Goldschmiedin
- Walter Conz (1872–1947), Kunstmaler und Radierer
- Karl Fuchs (1872–1968), Lithograph, Grafiker und Kunstmaler
- Otto Haas (1872–1960), Industrieller
- Albert Haueisen (1872–1954), Maler
- Hans Junkermann (1872–1943), Schauspieler
- Rudolf Kaulla (1872–1954), deutsch-jüdischer Hochschullehrer, Buchautor und Teilhaber bei der Bank Jacob S.H. Stern
- Carl Raiser (1872–1954), Rechtsanwalt und Wirtschaftsjurist
- Walther Reinhardt (1872–1930), Offizier
- Friedrich Wilhelm Seiffer (1872–1917), Psychiater und Neurologe
- Erwin Starker (1872–1938), Maler
- Karl Vossler (1872–1949), Romanist
- Eugen Ziegele (1872–nach 1934), Verwaltungsbeamter
- Alfred Auerbach (1873–1954), Schauspieler und Schriftsteller
- Eugen Graf (1873–1923), Politiker
- Friedrich Wilhelm Gutbrod (1873–1950), Ministerialbeamter
- Anton Huber (1873–1939), Architekt, Innenarchitekt und Designer
- Imanuel Lauster (1873–1948), Techniker
- Paul Ottenheimer (1873–1951), Komponist und Kapellmeister
- Friedrich Pfäfflin (1873–1955), Dekan
- Karl Regelmann (1873–1954), Geologe
- Eugen Stübler (1873–1930), Mathematiker
- Richard Wilhelm (1873–1930), Sinologe
- Alfred Adloff (1874–nach 1937), deutsch-brasilianischer Bildhauer
- Karl Hugo Friedrich Bauer (1874–1944), Chemiker
- Arthur Blumenthal (1874–1939), Gynäkologe
- Erhard Brude (1874–1959), Maler
- Alfred Dehlinger (1874–1959), Politiker
- Bruno Fleischer (1874–1965), Augenarzt
- Hans Koegler (1874–1950), deutsch-schweizerischer Kunsthistoriker
- Theodor Mollison (1874–1952), Anthropologe
- Alfred Neuschler (1874–1975), württembergischer Verwaltungsjurist
- Fritz Oesterlen (1874–1953), Ingenieur
- Richard Reinhardt (1874–1967), Veterinärmediziner
- Otto Schilling (1874–1956), römisch-katholischer Theologe, Hochschullehrer
- Friedrich Wilhelm von Schwartzkoppen (1874–1933), Offizier
- Vera Vollmer (1874–1953), Wegweiserin der Mädchenbildung
- Johannes Baader (1875–1955), Architekt, Schriftsteller, Dadaist und Aktionskünstler
- Elise Daimler (1875–1956), Malerin und Grafikerin
- Oskar Groß (1875–1948), Oberbaurat
- Otto Keller (1875–1931), mundartlicher schwäbischer Schriftsteller und Komponist
- Heinrich Klumpp (1875–1961), Verwaltungsjurist
- Karl Löffler (1875–1935), Bibliothekar und Handschriftenkundler
- Alfred Lörcher (1875–1962), Bildhauer und Professor
- Heinrich Lotter (1875–1941), Maler
- Karl Schmidt (1875–1941), Elektroingenieur
- Theodor Wanner (1875–1955), Unternehmer, Wissenschaftsförderer und Museumsleiter
- Otto Bauknecht (1876–1961), Polizeipräsident
- Therese Behr-Schnabel (1876–1959), Altistin und Gesangslehrerin
- Egon von Berchem (1876–1946), Verlagsbuchhändler, Sphragistiker und Heraldiker
- Otto Eberbach (1876–1935), Architekt
- Kurt von Greiff (1876–1945), General der Infanterie
- Walter Heichen (1876–1970), Schriftsteller, Übersetzer, Redakteur und Verlagsleiter
- Walter Knoll (1876–1971), Möbelfabrikant
- Rupert Mayer (1876–1945), Mitglied des Jesuitenordens
- Eugen Stammbach (1876–1966), Landschaftsmaler
- Eugen Steigleder (1876–1941), Architekt
- Adolf Wohlgemuth Steiner (1876–1957), Land- und Forstwirt
- Albert Tafel (1876–1935), Geograph, Arzt und Forschungsreisender
- Mathilde Vollmoeller-Purrmann (1876–1943), Malerin
- Johann Weirether (1876–1945), Architekt
- Emil Zimmermann (1876–1952), deutscher Generalleutnant
- Robert Eitel (1877–1948), Hotelier und Gastronom
- Albrecht Fischer (1877–1965), Baurat
- Eugen Jäckh (1877–1954), evangelischer Pfarrer
- Walter Otto Klein (1877–1952), Rektor der Höheren Fachschule für Edelmetallindustrie und Heimatforscher
- Fritz Lang (1877–1961), Maler und Holzschneider
- Julius Lemppenau (1877–1944), württembergischer Oberamtmann
- Eduard Mörike (1877–1929), Pianist, Komponist und Kapellmeister
- Edmund Natter (1877–1971), Rechtsanwalt
- Alfred von Overbeck (1877–1945), deutsch-schweizerischer Rechtswissenschaftler
- Gottlob Stierle (1877–1958), Jurist
- Walter Strich-Chapell (1877–1960), Kunstmaler
- Pauline von Württemberg (1877–1965), Prinzessin von Württemberg
- Ludwig Dürr (1878–1956), Luftschiff-Konstrukteur
- Gustav Heller (1878–1921), Politiker
- Patriz Huber (1878–1902), Mitglied der Darmstädter Künstlerkolonie
- Claudius Kraushaar (1878–1955), Theaterintendant
- Alfred Sittard (1878–1942), Kantor, Komponist und Organist
- Carl Unger (1878–1929), Maschinenbau-Ingenieur, Theosoph, Anthroposoph und Autor
- Karl Gustav Vollmoeller (1878–1948), Archäologe, Philologe, Lyriker, Dramatiker, Schriftsteller, Drehbuchautor, Übersetzer, Pionier des Automobilbaus, Flugzeugkonstrukteur, Pionier des Stumm- und Tonfilms, Unternehmer und Reformer
- Erwin Wagner (1878–1970), württembergischer Verwaltungsbeamter
- Helene Wagner (1878–1956), Malerin und Grafikerin
- Emil Weippert (1878–1945), Architekt
- Rosa Maria Barth (1879–1958), Graphologin und Schriftstellerin
- Gustaf Britsch (1879–1923), Kunsttheoretiker
- Otto Feucht (1879–1971), Förster und Forstwissenschaftler
- Robert Forster-Larrinaga (1879–1932), Schauspieler
- Walter Wilhelm Kohlhammer (1879–1946), Verleger
- Heinrich Lilienfein (1879–1952), Schriftsteller
- Emil Marquardt (1879–1953), Oberamtmann und Regierungsdirektor
- Viktor Mäulen (1879–1956), Fußballspieler und -funktionär
- Ella Müller-Payer (1879–1957), Politikerin (DDP), Landtagsabgeordnete
- Eugen Osswald (1879–1960), Maler und Illustrator
- Willy Pfeiffer (1879–1937), Arzt und Klinikleiter
- Ernst Reichle (1879–1948), Politiker
- Alfred Roth (1879–1948), Politiker
- Adolf Saager (1879–1949), Schweizer Journalist und Schriftsteller
- Karl Schaechterle (1879–1971), Bauingenieur
- Ernst Speidel (1879–1957), Politiker
- Otto Veiel (1879–1945), Richter am Reichsfinanzhof
- Fritz Zohsel (1879–1952), Turner und Kammersänger
- Hans Daiber (1880–1969), Architekt und Maler
- Ernst Guggenheimer (1880–1973), Architekt
- Wilhelm Gundert (1880–1971), Ostasienwissenschaftler
- Eugen Köngeter (1880–1945), Kaufmann und Politiker
- Karl Kübler (1880–1955), Postbeamter, Landtagsabgeordneter
- Ernst Otto Oßwald (1880–1960), Architekt
- Adolf Rapp (1880–1976), Historiker
- Walther Rauschenberger (1880–1952), Bibliothekar und Jurist
- Eduard Scharrer (1880–1932), Unternehmer
- Georg Stahl (1880–1974), Architekt
- Ernst Werber (1880–unbekannt), badischer Beamter

#### 1881 bis 1890

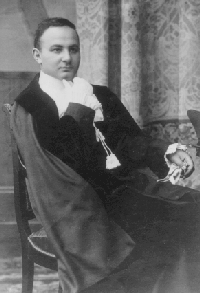
Emil Hilb

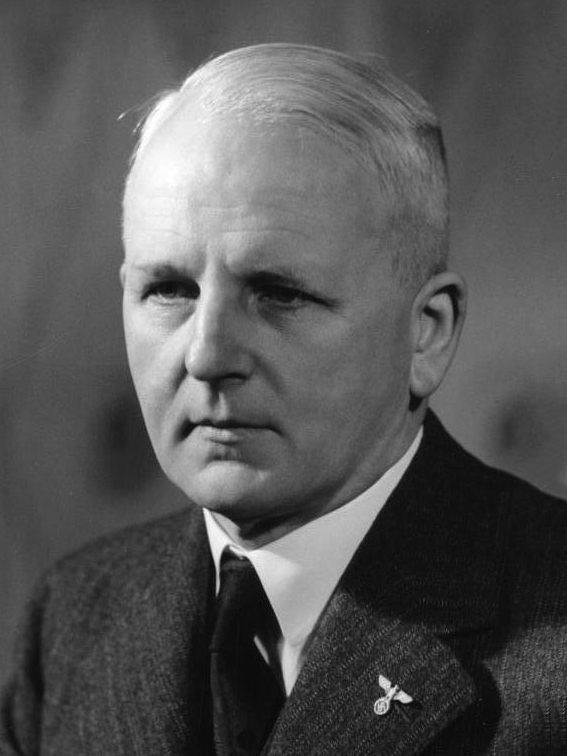
Ernst von Weizsäcker

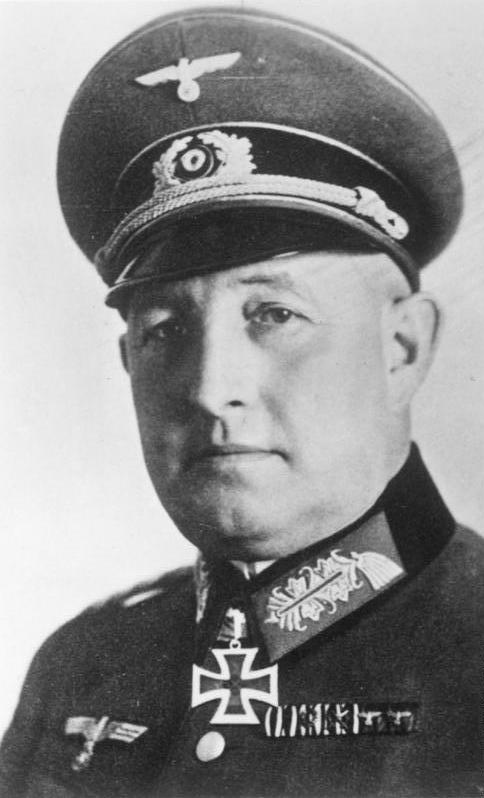
Rudolf Veiel

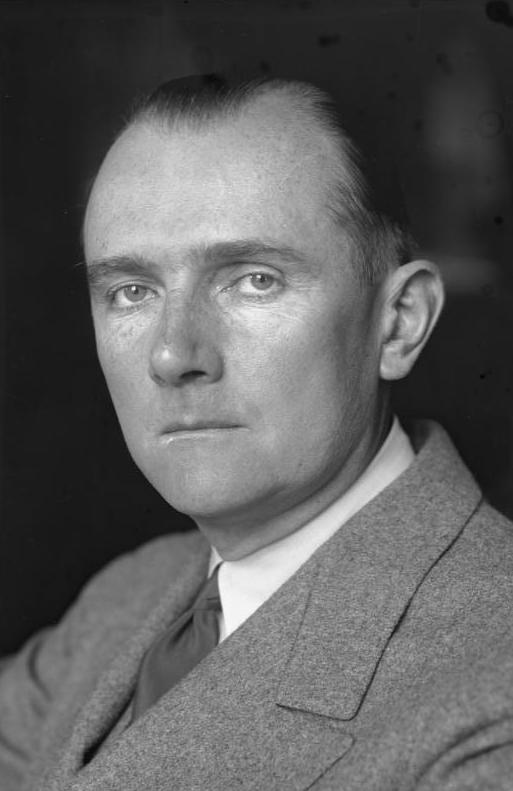
Friedrich von Prittwitz und Gaffron

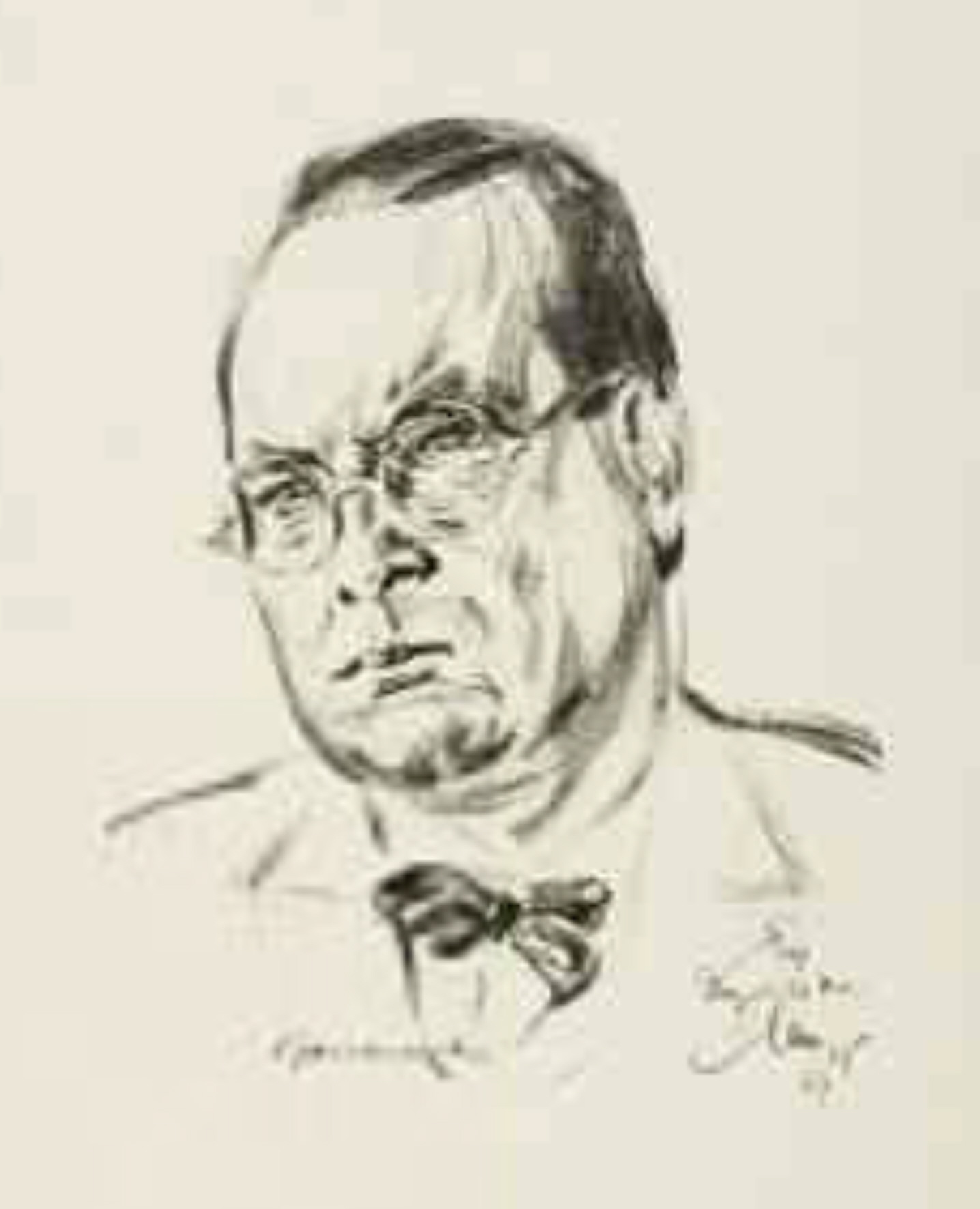
Willi Baumeister

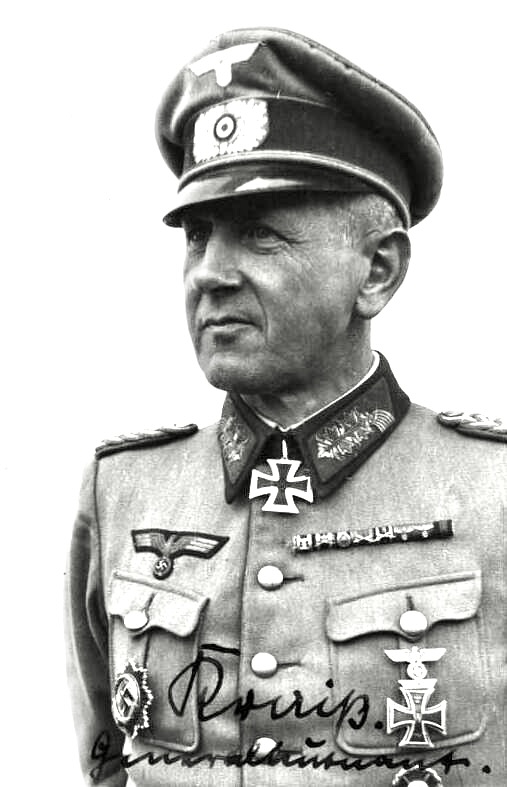
Dietrich Kraiss

- Hermann Aichele (1881–1940), Verwaltungsbeamter
- Walter Bälz (1881–1957), Ingenieur und Unternehmer
- Oskar Bloch (1881–1937), Architekt und Regierungsbaumeister
- Julius Elbau (1881–1965), deutsch-amerikanischer Journalist
- Artur Fiederer (1881–1946), Oberamtmann und Landrat
- Alfred Fischer (1881–1950), Architekt
- Julius Frey (1881–1960), Schwimmer
- Theophil Frey (1881–1957), Verwaltungsjurist
- Julius Hüther (1881–1954), Maler, Zeichner und Grafiker
- August Köhler (1881–1964), Maler
- Agnes Pelton (1881–1961), US-amerikanische Malerin des Modernismus
- Wilhelm Hugo Rupprecht (1881–1970), Maler und Radierer
- Johann Wilhelm Ernst Sommer (1881–1952), Bischof
- Maria Bidlingmaier (1882–1917), Staatswissenschaftlerin und Bäuerinnenforscherin
- Hermann Dold (1882–1962), Hygieniker, Bakteriologe
- Alfred Druckenmüller (1882–1967), Verleger
- Max Eitel (1882–1954), Hotelier und Gastronom
- Herbert Fischer (1882–1939), Offizier
- Walther Fischer (1882–1969), Pathologe
- Hermann Geyer (1882–1946), General
- Emil Hilb (1882–1929), Mathematiker
- Ernst Keppler (1883–1943), Schauspieler und Kulturfunktionär
- Franz Krezdorn (1882–1914), Fußballspieler
- Alfred Lotze (1882–1964), Mathematiker
- Klara Neuburger (1882–1945), Malerin
- Friedrich Wilhelm Neuffer (1882–1960), Bauingenieur und Wissenschaftler
- Fritz Roser (1882–1968), Fabrikant
- Albert Salm (1882–1950), Politiker
- Ernst Stahl (1882–1957), Architekt
- Hermann Straub (1882–1938), Internist
- Arthur Weber (1882–1962), Unternehmer der Wilhelm Beyle oHG
- Ernst von Weizsäcker (1882–1951), Marineoffizier sowie Diplomat, Staatssekretär des Auswärtigen Amtes und SS-Brigadeführer
- Lucian Bernhard (1883–1972), Grafiker, Designer, Typograf, Architekt und Professor
- Karl Burger (1883–1959), Fußballspieler
- Hermann Cranz (1883–1944), Ingenieur
- Elisabeth Hahn (1883–1967), Malerin, Grafikerin und Kunsthandwerkerin
- Paul Hahn (1883–1952), Lehrer und Kunstmaler
- Edwin Hoernle (1883–1952), Politiker
- Thekla Kauffmann (1883–1980), Politikerin
- Karl Kirchner (1883–1945), Journalist und Kommunalpolitiker
- Theodor Kittel (1883–1970), Verwaltungsjurist
- Emil Möhrlin (1883–1952), Unternehmer und Politiker
- Hans Peppler (1883–1930), Schauspieler und Theaterregisseur
- Carl Schlemmer (1883–1966), Dekorationsmaler
- Eberhard von Stohrer (1883–1953), Botschafter
- Rudolf Veiel (1883–1956), Offizier
- Gustav Wais (1883–1961), Denkmalpfleger und Heimatforscher
- Hans Walz (1883–1974), Kaufmann und Geschäftsführer bei Bosch
- Karl Eberhardt (1884–1980), Verwaltungsbeamter
- Hans Geiser (1884–1961), Gewerkschafter und Politiker
- Hans Göz (1884–1961), Jurist, Landtagsabgeordneter
- Theodor Haering (1884–1964), Professor für Philosophie
- Adolf Hahn (1884–1946), Schriftsteller
- Reinhold Häussermann (1884–1947), deutsch-österreichischer Theater- und Filmschauspieler
- Hanna Henning (1884–1925), Filmregisseurin
- Fritz Kern (1884–1950), Historiker
- Paul Lechler junior (1884–1969), Fabrikant und Kirchenmann
- Carl Christoph Lörcher (1884–1966), Architekt
- Carl Mayer (1884–1963), Politiker
- Elisabeth Oehler-Heimerdinger (1884–1955), Missionarin und Schriftstellerin
- Friedrich von Prittwitz und Gaffron (1884–1955), Botschafter
- Ulrich Rauscher (1884–1930), Journalist, Autor und Diplomat
- Anna Reinach (1884–1953), Physikerin
- Claus Bergen (1885–1964), Marinemaler und Karl-May-Illustrator
- Alfred Braunschweiger (1885–1952), Wasserspringer
- Emil Buschle (1885–1972), Möbelfabrikant
- Sophie Döhring (1885–1977), Politikerin
- Benno Eggert (1885–1983), Stillleben- und Landschaftsmaler, Illustrator und Kunsthistoriker
- Hermann Hefele (1885–1936), Romanist, Historiker und Literaturhistoriker
- Wilhelm Hengstenberg (1885–1963), Orientalist
- Richard Herre (1885–1959), Maler, Grafiker und Architekt
- Cäsar Hirsch (1885–1940), Arzt
- Otto Hirsch (1885–1941), Jurist und Politiker
- Hermann Keller (1885–1967), evangelischer Kirchenmusiker und Musikwissenschaftler
- Eugen Kipp senior (1885–1931), Fußballspieler
- Hanns Klemm (1885–1961), Ingenieur und Unternehmer
- Paul Kühnle (1885–1970), Fußballspieler
- Paul Leni (1885–1929), Bühnenbildner, Szenenbildner und Regisseur
- Maria Raiser (1885–1966), Politikerin (CDU), Landtagsabgeordnete
- August Reitz (1885–1969), Gewerkschafter
- Clara Rühle (1885–1947), Malerin, frühe Protagonistin der Abstraktion und Wegbegleiterin der Moderne
- Rudolf Schreiner (1885–1953), Architekt
- Charlotte Armbruster (1886–1970), Politikerin
- Hermann Bäuerle (1886–1972), Maler
- Walter Dunz (1886–1963), Finanzbeamter
- Robert Haag (1886–1958), Maler, Grafiker und Radierer
- Hermann Haering (1886–1967), Historiker, Bibliothekar und Archivar
- Ernst Hohl (1886–1957), Althistoriker
- Hermann Missenharter (1886–1962), Schriftsteller, Kunsthistoriker und Theaterkritiker
- Viktor von Weizsäcker (1886–1957), Mediziner
- Paul Beck (1887–1964), Architekt
- Eugen Eger (1887–1953), Architekt
- Eugen Ehmann (1887–1963), Architekt und Maler
- Bruno Frank (1887–1945), Schriftsteller
- Walter Georgii (1887–1967), Pianist und Klavierpädagoge
- Richard Gölz (1887–1975), evangelischer Kirchenmusiker und Theologe
- August Häussermann (1887–1954), Maschineningenieur
- Arthur Kauffmann (1887–1983), Kunsthistoriker und Kunsthändler
- Eduard Kern (1887–1972), Jurist und Hochschullehrer
- Walter Mosthaf (1887–1970), Landrat und Staatsrat
- Hermann Pantlen (1887–1968), Heeresarchivdirektor
- Gustav Schleicher (1887–1973), Maler und Architekt
- Alexander Schwab (1887–1943), Politiker und Publizist
- Karl-Tobias Schwab (1887–1967), Glasmaler, Grafiker, Schriftgestalter und Hochschullehrer
- Erwin Schweitzer (1887–1968), Maler und Grafiker
- Eberhard Teuffel (1887–1945), Reichsgerichtsrat
- Hermann Faber (1888–1979), evangelischer Theologe
- Margarete Fischer-Bosch (1888–1972), Politikerin
- Rudolf Gehring (1888–1980), Politiker
- Kurt von Marval (1888–1980), Stifter
- Kurt Noack (1888–1963), Botaniker und Universitätsprofessor
- Oskar Planck (1888–1970), Pfarrer und Gründungsmitglied der Evangelischen Michaelsbruderschaft
- Oskar Schlemmer (1888–1943), Maler, Bildhauer und Bühnenbildner
- Ludwig Uhland (1888–1945), SA-Führer
- Willi Baumeister (1889–1955), Maler, Bühnenbildner, Akademieprofessor und Typograf
- Albert Bothner (1889–1968), Landrat
- Richard Dederer (1889–1968), Oberbürgermeister von Reutlingen
- Max Dibbern (1889–1972), Politiker
- Dietrich Kraiss (1889–1944), Offizier
- Leopold Marx (1889–1983), Schriftsteller, Dichter und Fabrikant
- Otto Merz (1889–1933), Automobilrennfahrer
- Otto Riethmüller (1889–1938), Pfarrer und geistlicher Dichter
- Elisabeth Seiler (1889–1974), Missionsschwester in China und Autorin
- Hans Robert Vollmöller (1889–1917), Pionier der deutschen Luftfahrt
- Reinhold Weegmann (1889–1963), Maler und Radierer
- Hermann Zaiss (1889–1958), Evangelist
- Paula Zundel, geborene Bosch (1889–1974), Stifterin der Kunsthalle Tübingen
- Fritz Berckhemer (1890–1954), Paläontologe
- Hermann Brachert (1890–1972), Bildhauer
- Rudolf von Bünau (1890–1962), General der Infanterie
- Hellmuth Deist (1890–1963), Sanitätsoffizier und Lungenarzt
- Fritz Elsas (1890–1945), Politiker und Widerstandskämpfer gegen den Nationalsozialismus
- Curt von Faber du Faur (1890–1966), deutsch-amerikanischer Schriftsteller, Literaturwissenschaftler, Journalist, Verleger, Bibliothekar und Barockforscher
- Max Häusserer (1890–1956), Polizeibeamter und SS-Führer
- Carl Paul Jennewein (1890–1978), Bildhauer
- Diether von Kleist (1890–1971), Offizier und Prähistoriker
- Klara Lassbiegler-Fauser (1890–1970), Malerin und Grafikerin
- Fritz Mannheimer (1890–1939), deutsch-niederländischer Bankier und Kunstsammler
- Max Reuschle (1890–1947), Schriftsteller
- Hermann Scheihing (1890–1934), Konstrukteur und Unternehmer
- Carl Siber (1890–vor 1971), Schriftsteller
- Karl Stäbler (1890–1960), Politiker (KPD)
- Eugen Stähle (1890–1948), NS-Mediziner und -Politiker
- Karl Strölin (1890–1963), Politiker
- Kurt Vollmöller (1890–1936), Antiquar, Buch- und Kunstsammler und Schriftsteller
- Heinrich Wandt (1890–1965), Autor und Publizist
- Walther Fischer von Weikersthal (1890–1953), Offizier
- Carl Jules Weyl (1890–1948), US-amerikanischer Filmarchitekt
- Eberhard Wildermuth (1890–1952), Politiker

#### 1891 bis 1900

Joachim von Moltke

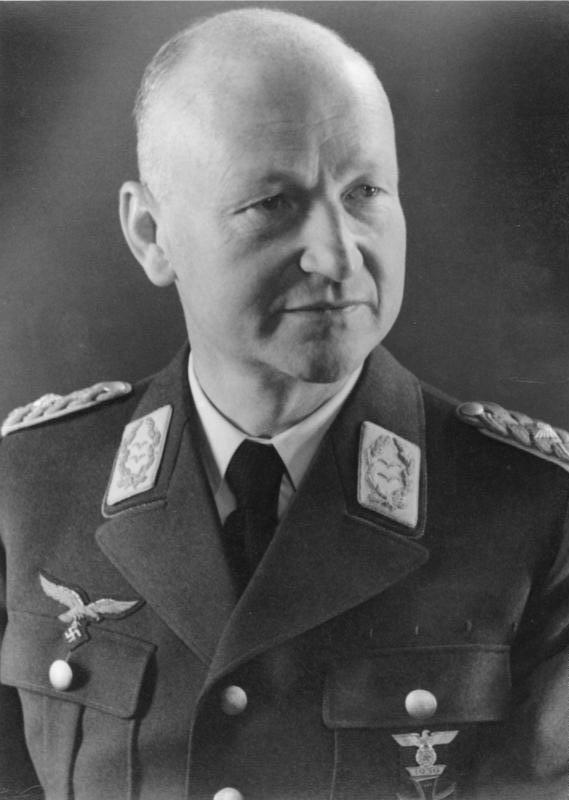
Robert Knauss

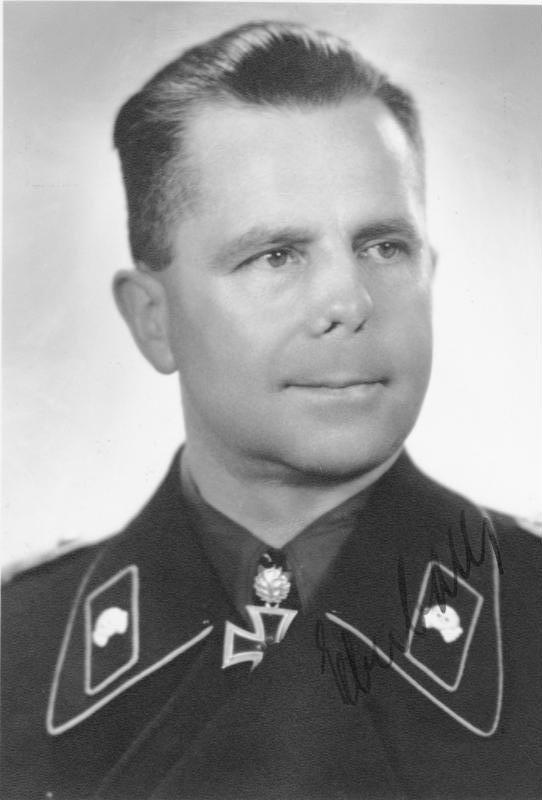
Heinrich Eberbach

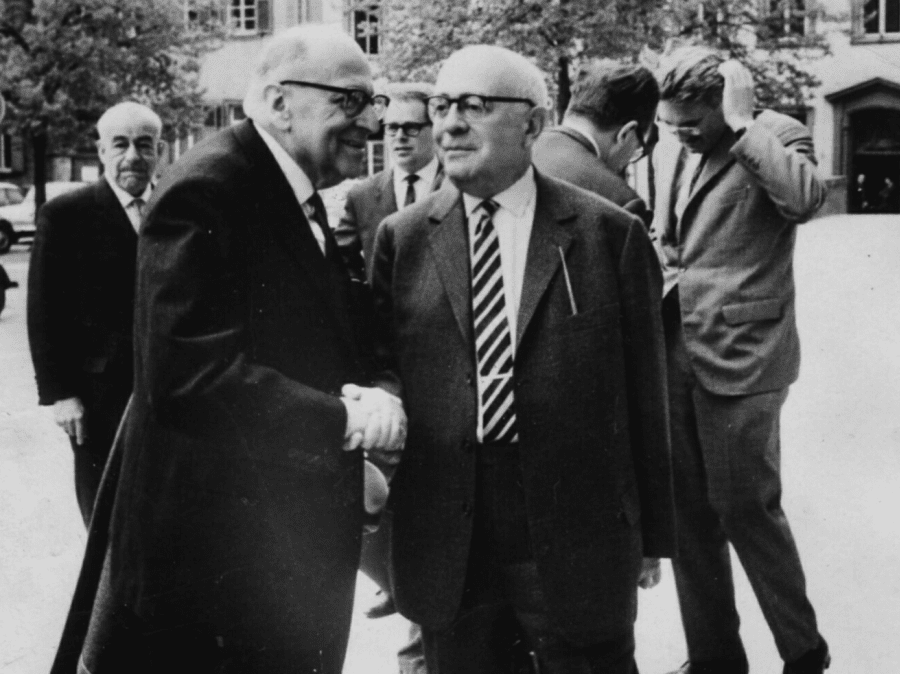
Max Horkheimer (l.)

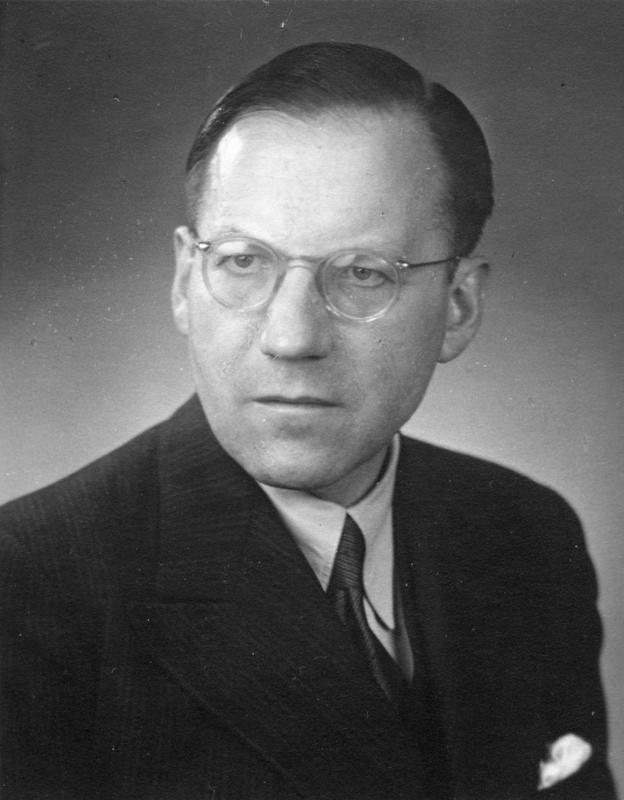
Karl Georg Pfleiderer

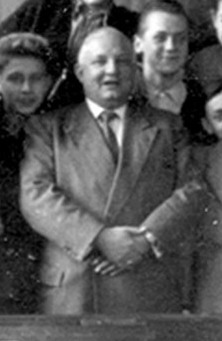
Fritz Walter

- Hans von Donat (1891–1992), Generalleutnant der Eisenbahnpioniere
- Paul Eipper (1891–1964), Schriftsteller
- Wilhelm Göz (1891–1934), Altphilologe und Bibliothekar
- Luise Lampert (1891–1962), Pädagogin
- Jella Lepman (1891–1970), Journalistin, Autorin und Übersetzerin
- Julius Mezger (1891–1976), Allgemeinarzt und Homöopath
- Joachim von Moltke (1891–1956), NSDAP-Funktionär und Mitglied des Reichstags
- Helmut Richter (1891–1977), Offizier
- Eduard Roller (1891–1983), Verwaltungsjurist
- Emil Schmid (1891–1982), Schweizer Botaniker
- Erich Schönhardt (1891–1979), Mathematiker
- Adolph Schultz (1891–1976), Primatologe, Anthropologe und Hochschullehrer
- Sophie Tschorn (1891–1975), Hörfunkpionierin und Schriftstellerin
- Kurt Walcher (1891–1973), Rechtsmediziner und Hochschullehrer
- Heinrich Ziegler (1891–1918), Fechter
- Hans Bauer (Landrat) (1892–1951), Oberamtmann und Landrat
- Gotthold Brendle (1892–1963), Politiker (CDU)
- Wolf Durian (1892–1969), Journalist, Übersetzer und Jugendbuchautor
- Otto Fahr (1892–1969), Schwimmer und Unternehmer
- Helene Fernau-Horn (1892–1975), Logopädin und Philologin
- E. Kurt Fischer (1892–1964), Journalist, Rundfunkredakteur und Medienwissenschaftler
- Fritz von Graevenitz (1892–1959), Maler, Bildhauer und Lehrer
- Emil Gröner (1892–1969), Fußballspieler und -trainer
- Friedrich Hänssler senior (1892–1972), Verleger und Komponist
- Fred Hildenbrandt (1892–1963), Journalist und Schriftsteller
- Erna Klemm (1892–1978), Lyrikerin
- Robert Knauss (1892–1955), Offizier
- Alfred Knoerzer (1892–1978), Offizier und Kaufmann
- Benita Koch-Otte (1892–1976), Bildwirkerin und Textildesignerin
- Hedwig Lohß (1892–1986), Schriftstellerin
- Georg August Roemer (1892–1972), Neurologe, Psychiater und Psychoanalytiker
- Eugen Schwab (1892–1965), Bildhauer
- Hermann Umfrid (1892–1934), evangelischer Pfarrer
- Karl Walser (1892–1982), Regierungspräsident
- Christian Werner (1892–1932), Autorennfahrer
- Richard Alber (1893–1962), Landrat des Landkreises Münsingen
- Karl Buck (1893–1977), SS-Hauptsturmführer und Lager-Kommandant
- Max Denker (1893–1956), Landtagsabgeordneter
- Eduard Ege (1893–1978), Maler, Graphiker und Holzschneider
- Erwin Fues (1893–1970), Physiker
- Karl Heckel (1893–1965), Verwaltungsjurist
- Emil Hipp (1893–1965), Bildhauer und Architekt
- Friedrich Huttenlocher (1893–1973), Geograph
- Alfons Illenberger (1893–1965), Fotograf
- Alfred Jennewein (1893–1986), Lehrer, Bibliotheksleiter und Präsident der Sektion Stuttgart sowie des Deutschen Alpenvereins (DAV)
- Heinrich Kraut (1893–1992), Ernährungsforscher
- Rudolf Kuhn (1893–1936), Maler, Grafiker und Glasmaler
- Adolph Lowe (1893–1995), Soziologe und Nationalökonom
- Alfred Rauch (1893–1977), Politiker (CDU)
- Robin Schall-Emden (1893–1946), Marineoffizier
- Philipp Albrecht Herzog von Württemberg (1893–1975), Chef des Hauses Württemberg
- Konrad von Alberti (1894–1967), Generalmajor der deutschen Wehrmacht im Zweiten Weltkrieg
- Rudolf Burkhardt (1894–1969), Maler, Grafiker und Architekt
- Ludwig Eisenlohr junior (1894–1993), Architekt
- Oskar Fischer (1894–1963), NSDAP-Kreisleiter
- Friedrich Foerster (1894–1970), Kommunalpolitiker (NSDAP)
- Rudolf Formis (1894–1935), Ingenieur und Radiotechniker
- Karl Hartenstein (1894–1952), Missionsinspektor
- Benedikt Kautsky (1894–1960), österreichischer Ökonom und Finanzfachmann
- Hermann Kress (1894–1954), Bildhauer, Radierer und Zeichner
- Walter Scharpff (1894–1974), Mediziner
- Hermine Sterler (1894–1982), Schauspielerin
- Paula Straus (1894–1943), Gold- und Silberschmiedin
- Albrecht Eugen von Württemberg (1895–1954), Herzog von Württemberg
- Hermann Aldinger (1895–1972), Gartenarchitekt
- Heinrich Eberbach (1895–1992), Offizier
- Max Fetzer (1895–1988), Verwaltungsjurist
- Ernst Georgi (1895–1983), Arzt und Politiker (CDU)
- Erich Hagenlocher (1895–1958), Karambolagespieler
- Walter Hieber (1895–1976), Chemiker
- Max Horkheimer (1895–1973), Sozialphilosoph
- Karl Lieblich (1895–1984), Rechtsanwalt, Geschäftsmann und Schriftsteller
- Fritz Rück (1895–1959), Publizist
- Heinz Scheurlen (1895–1971), Offizier
- Rüdiger Schleicher (1895–1945), Widerstandskämpfer gegen den Nationalsozialismus
- Karl Schmückle (1895–1970), Politiker (NSDAP)
- Karl Friedrich Schmidhuber (1895–1967), Zahnmediziner
- Georg Spiegel (1895–1960), Politiker (SPD/SED)
- Hans Volkart (1895–1965), Architekt und Hochschullehrer
- Maria Walter (1895–1988), Politikerin (KPD)
- Gustav Wirsching (1895–1961), Musikpädagoge
- Werner Zech (1895–1981), General
- Robert Zeller (1895–1966), Politiker (NSDAP)
- Walther Baerwolff (1896–1969), Lehrer und Politiker (DNVP)
- Karl Deininger (1896–1956), Bauingenieur
- Fritz Donner (1896–1979), Internist und Homöopath
- Paul Kälberer (1896–1974), Kunstmaler und Grafiker
- Otto Kuhn (1896–1978), Zoologe, Hochschullehrer und Rektor der Universität zu Köln
- Ernst Mahle (1896–1983), Industrieller und Ingenieur
- Carl Alexander Herzog von Württemberg (1896–1964), Mitglied des Hauses Württemberg und Benediktinermönch
- Willy Reichert (1896–1973), Komiker, Volksschauspieler und Sänger
- Johannes Ludwig Schmitt (1896–1963), Mediziner, Politiker und politischer Aktivist
- Hans Schumm (1896–1990), Schauspieler
- Fritz Wanner (1896–1989), Verwaltungsjurist
- Kurt Adam (1897–1973), Offizier
- Richard Auberlen (1897–?), Straßenbauingenieur
- Hilde Böklen (1897–1987), Malerin
- Karl Dempel (1897–1967), Politiker (NSDAP)
- Anni Geiger-Hof (1897–1995), Schriftstellerin
- Lisa Heiss (1897–1981), Schriftstellerin
- Ernst Heubach (1897–1978), Jurist, Landrat und Landespolizeipräsident in Baden-Württemberg
- Paul Schlack (1897–1987), Chemiker, Erfinder und Professor
- Theobald Thier (1897–1949), SS-Brigadeführer
- Wilhelm (III.) von Urach (1897–1957), Maschinenbauingenieur
- Rudolf Berthold (1898–1960), Ingenieur, Professor und Unternehmensgründer
- Konrad Bihl (1898–1971), Mediziner und ärztlicher Standespolitiker
- Marta Fuchs (1898–1974), Sängerin
- Wilhelm Haspel (1898–1952), Vorstandsvorsitzender der Daimler-Benz AG
- Margarete Oehm (1898–1978), Malerin und Grafikerin
- Kurt Raunecker (1898–1940), württembergischer Landrat
- Viktor Sandberger (1898–1947), Kriegsverbrecher
- Wolfgang Martin Schede (1898–1975), Schriftsteller, Choreograf und Fotograf
- Walter Scherff (1898–1945), Heeresoffizier
- Karl August Zeller (1898–1974), Verwaltungsjurist, Landrat, Regierungsdirektor
- Franz Zorell (1898–1956), Ozeanograf
- Otto Friedrich Bach (1899–1981), Politiker (SPD)
- Richard Baumann (1899–1997), Theologe und Buchautor
- Hans Bettex (1899–1963), Architekt und Kommunalpolitiker
- Otto Herrmann (1899–1995), Maler und Grafiker
- Adolf Höschle (1899–1969), Fußballspieler
- Karl Keim (1899–1988), Politiker und Widerstandskämpfer gegen den Nationalsozialismus
- Reinhard von Koenig-Fachsenfeld (1899–1992), Ingenieur, Erfinder, Automobil- und Motorradrennfahrer
- Eugen Maier (1899–1940), Politiker (NSDAP)
- Friedrich Moltenbrey (1899–1962), Politiker (SPD)
- Eugen Munder (1899–1952), Politiker (NSDAP) und Gauleiter
- Karl Georg Pfleiderer (1899–1957), Politiker (FDP) und Diplomat
- Elisabeth Plattner (1899–1994), Pädagogin und Schriftstellerin
- Marga Rapp (1899–1994), Pädagogin und Autorin
- Heinrich Rau (1899–1961), Politiker (KPD/SED)
- Erich von Waldburg-Zeil (1899–1953), Unternehmer und Großgrundbesitzer
- Erwin Zinger (1899–1982), Politiker (CDU)
- Carl Rudolf Bertsch (1900–1967), Schriftsteller und Maler
- Hermann Diem (1900–1975), evangelischer Pastor und Theologe
- Felix Eisele (1900–1965), Ingenieur und Professor
- Wilhelm Geyer (1900–1968), Maler, Graphiker und Glasmaler
- Julia Hauff (1900–1989), Bildhauerin
- Wolf Hirth (1900–1959), Diplom-Ingenieur und Segelflugpionier
- Walther Hoß (1900–1993), Architekt und Baubeamter
- Walter Kaufmann (1900–1941), Ingenieur und Rennfahrer
- Werner Krauss (1900–1976), Romanist, Widerstandskämpfer gegen den Nationalsozialismus sowie Politiker
- Otto Lautenschlager (1900–1987), Schriftsteller und Lyriker
- Paul Reichle (1900–1981), Maler
- Hermann Reutter (1900–1985), Komponist und Pianist
- Gustav Riek (1900–1976), Prähistoriker
- Franziska Sarwey (1900–1976), Bildhauerin und Kunsthistorikerin
- Paul Schempp (1900–1959), evangelisch-lutherischer Pastor, Religionslehrer und Theologieprofessor
- Wilhelm Strienz (1900–1987), Sänger
- Fritz Walter (1900–1981), Fußballfunktionär
- Eugen Wiedmaier (1900–1940), Politiker und Widerstandskämpfer gegen den Nationalsozialismus
- Carl Wurster (1900–1974), Chemiker und Wehrwirtschaftsführer
- Ernst Yelin (1900–1991), Bildhauer

### 20. Jahrhundert

#### Geburtsjahr unbekannt
- Jannis Anissegos, griechischer Flötist

#### 1901 bis 1910

Grete Reinwald

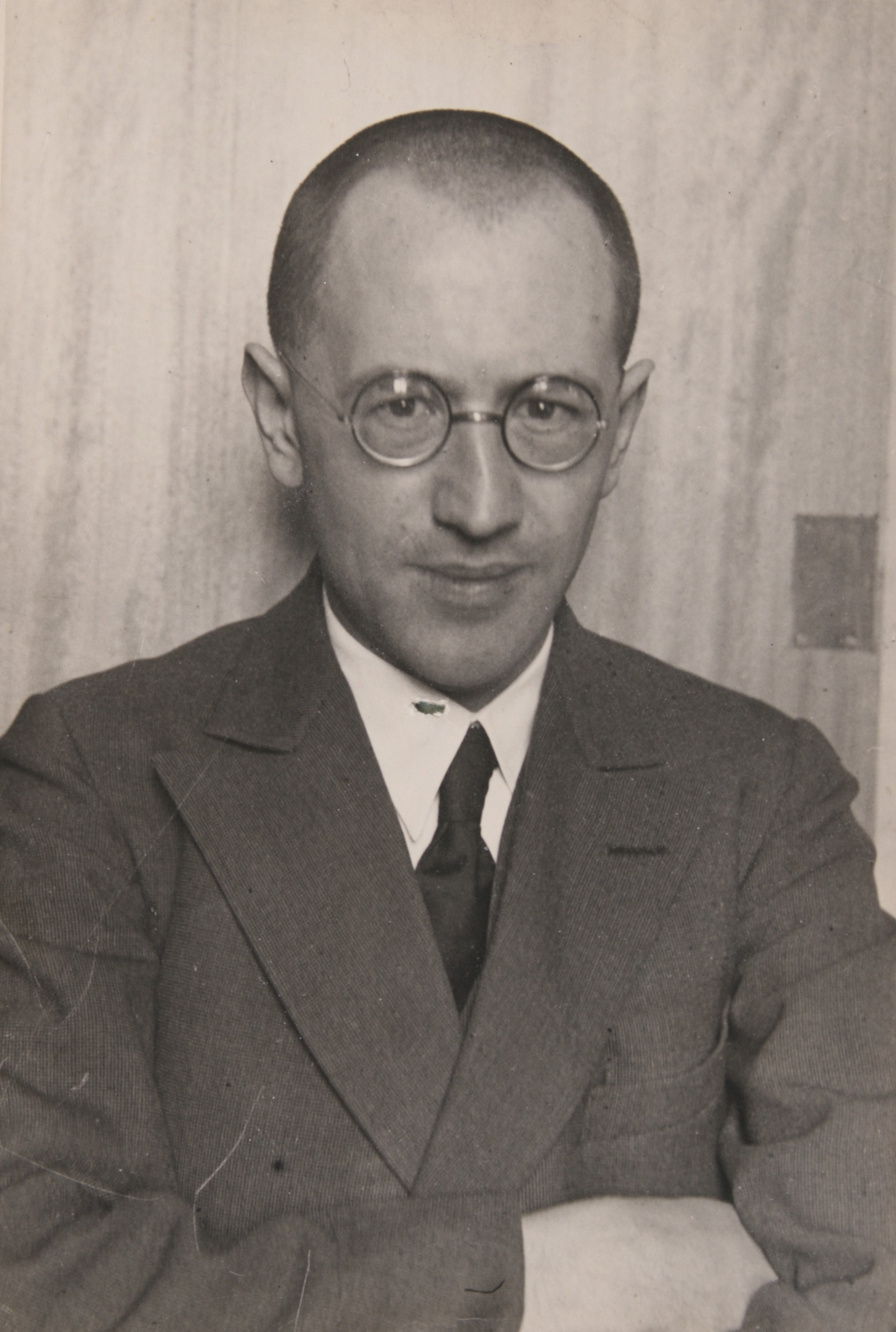
Gerhard Aßfahl

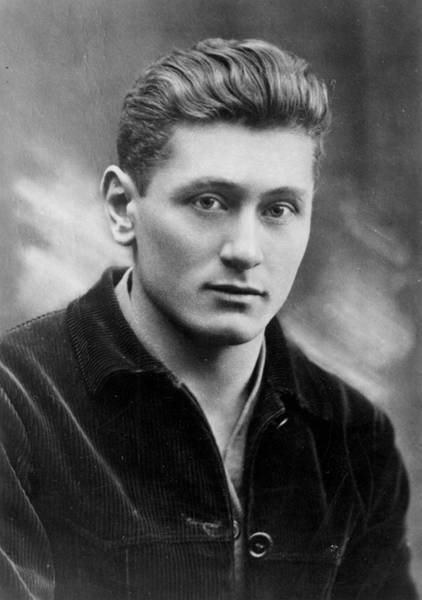
Walter Häbich

Martin Schempp

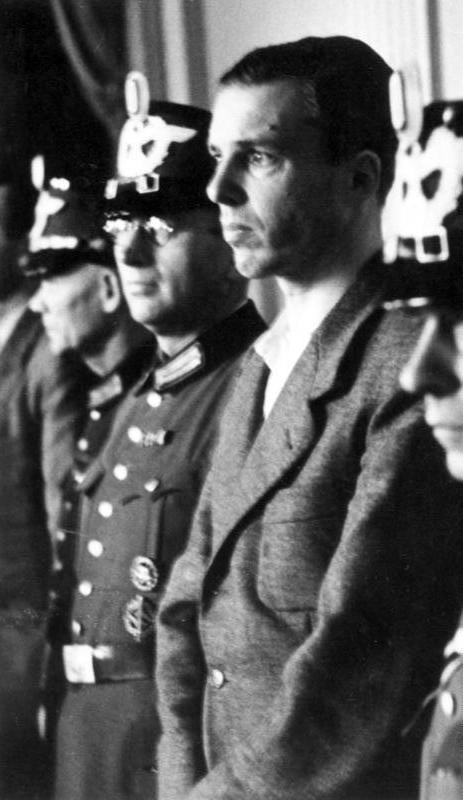
Berthold Schenk Graf v. Stauffenberg

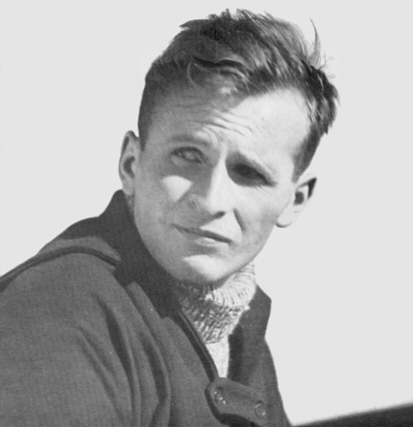
Eberhard Koebel

Erich Sundermann

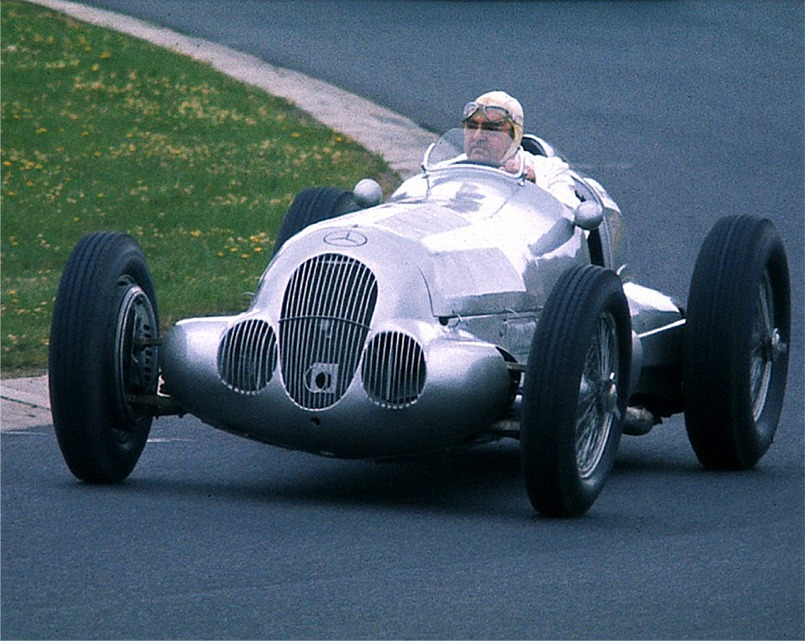
Hermann Lang

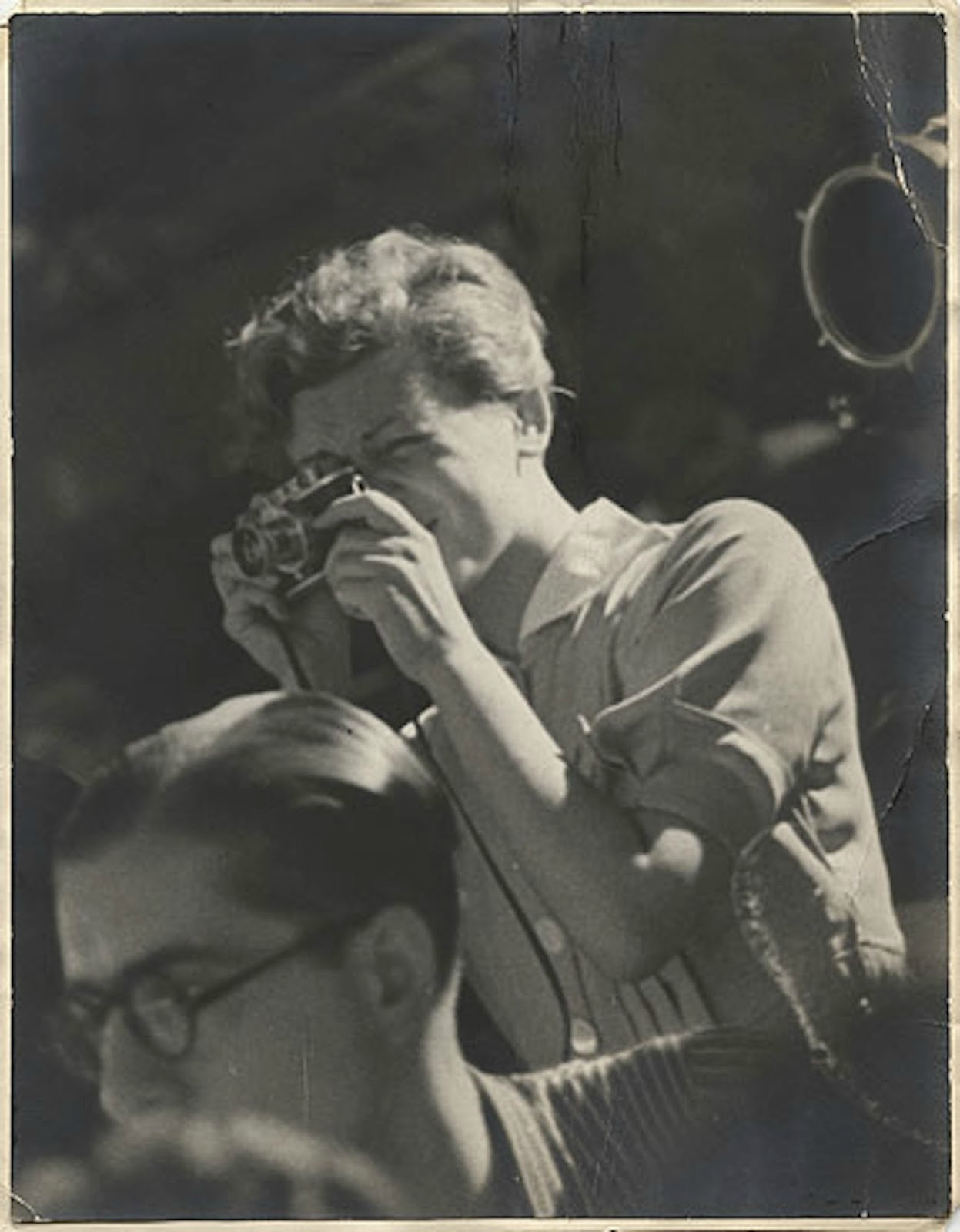
Gerda Taro

- Hermann Bay (1901–1985), Bauingenieur
- Bernhard Blume (1901–1978), deutschamerikanischer Literaturwissenschaftler
- Erich Botzenhart (1901–1956), Historiker
- Werner Gross (1901–1982), Kunsthistoriker
- Wilhelm Hoffmann (1901–1986), Bibliothekar
- Alfred Kärcher (1901–1959), Ingenieur und Unternehmer
- Maria Koppenhöfer (1901–1948), Schauspielerin
- Robert Leibbrand (1901–1963), Politiker (KPD)
- Otto Maier (1901–1934), Politiker (NSDAP)
- Hermann Matthes (1901–1976), Politiker (CDU)
- Rudolf Meier (1901–1961), Politiker (NSDAP)
- Fritz Rosenfelder (1901–1933), Kaufmann und Sportler
- Walter Erich Schäfer (1901–1981), Landwirt, Schriftsteller, Dramaturg
- Wilhelm Schweizer (1901–1990), Lehrer und Mathematikdidaktiker, Autor des Lambacher Schweizer
- Fred Uhlman (1901–1985), Rechtsanwalt, Maler und Schriftsteller
- Paul Binder (1902–1981), Politiker (CDU)
- Emil Brüllmann (1902–1988), Bildhauer und Grafiker
- Oskar Frech (1902–1985), Gründer der Firma Oskar Frech GmbH in Schorndorf
- Karl Gideon Gössele (1902–1996), deutscher und österreichischer Schriftsteller
- Karl Gonser (1902–1979), Architekt
- Hans Grunsky (1902–1988), Philosoph
- Kurt Herbert Halbach (1902–1979), Germanist
- Reinhold Henzler (1902–1968), Wirtschaftswissenschaftler
- Theodora Hock (* 1902), Malerin und Grafikerin
- Albert Höhnle (1902–1982), geboren in Feuerbach, Landtagsabgeordneter
- Helmut Muehle (1902–1991), Maler und Grafiker
- Erwin Petermann (1904–1989), Direktor der Staatsgalerie Stuttgart
- Grete Reinwald (1902–1983), Filmschauspielerin
- August Reuß (1902–1986), Landrat im Landkreis Backnang
- Ernst Rexer (1902–1983), Physiker
- Paul Riekert (1902–1981), Ingenieur und Hochschullehrer
- Julie Rösch (1902–1984), Politikerin (CDU)
- Cläre Schimmel (1902–1986), Hörspielregisseurin
- Hermann E. Sieger (1902–1954), Briefmarkenhändler und Verleger
- Werner Straub (1902–1983), Psychologe
- Rudolf Yelin der Jüngere (1902–1991), Glasmaler
- Theodor Zeller (1902–1959), Verwaltungsbeamter, Landrat
- Ludwig Zukschwerdt (1902–1974), Chirurg und Hochschullehrer
- Rudolf von Zwerger (1902–1945), Geologe und Geophysiker
- Fritz Bauer (1903–1968), Richter und Staatsanwalt
- Sonja Bragowa (1903–1998), Tänzerin
- Heinz Otto Burger (1903–1994), Germanist und Hochschullehrer
- Walter Feuerlein (1903–1974), Agrartechniker
- Werner Fleischhauer (1903–1997), Kunsthistoriker
- Walter Gaßmann (1903–1979), Politiker (CDU)
- Fritz Hartmann (* 1903), Maler und Grafiker
- Curt Hasenpflug (1903–1945), Musiker
- Wolfgang Haußmann (1903–1989), Politiker (FDP)
- Kalanag (1903–1963), Zauberkünstler
- Wolfgang Keppler (1903–1956), Schauspieler
- Erich Kiefer (1903–1962), Diplom-Ingenieur und Unternehmer
- Werner Klingler (1903–1972), Schauspieler, Regisseur und Drehbuchautor
- Marianne Maurer (1903–1995), Politikerin (CDU)
- Hans-Otto Mayer (1903–1983), Buchhändler, Thomas Mann-Forscher und Sammler
- Rudolf Müller (1903–1969), Maler, Grafiker und Kunstpädagoge
- Werner Picot (1903–1992), Jurist, Diplomat und Kaufmann
- Hanni Reinwald (1903–1978), Schauspielerin
- Hans Rheinwald (1903–1968), Agrarwissenschaftler
- Richard Schauffele (1903–1983), Leichtathlet, Fußballspieler, Sportfunktionär und Kommunalpolitiker (CDU)
- Helene Schoettle (1903–1994), Politikerin (SPD)
- Hermann Schwerdtfeger (1903–1988), Verleger und Journalist
- Mia Seeger (1903–1991), Designtheoretikerin und Autorin
- Eugen Ulmer (1903–1988), Rechtswissenschaftler
- Konrad Wittwer (1903–1973), Verlagsbuchhändler und Politiker (FDP)
- Gerhard Aßfahl (1904–2007), Pädagoge und Heimatforscher
- Else Berkmann (1904–2001), Politikerin
- Ernst Blum (1904–1980), Fußballspieler
- Helmut Dölker (1904–1992), Historiker, Volkskundler und Denkmalpfleger
- Erich Eichele (1904–1985), evangelischer Theologe
- Walter Häbich (1904/05–1934), Politiker (KPD)
- Max Horn (1904–1989), Industrieller und SS-Mitglied
- Artur Jahn (1904–1983), Politiker (CDU)
- Werner Nestel (1904–1974), Hochfrequenztechniker
- Otto Neunhoeffer (1904–1998), Chemiker
- Erwin Pfleiderer (1904–1989), Direktor der Staatsgalerie Stuttgart
- Otto Ernst Pfleiderer (1904–1989), Ökonom und Zentralbankpräsident
- Theodor Pfizer (1904–1992), Politiker
- Ludwig Raiser (1904–1980), Professor
- Fritz Rau (1904–1933), Journalist und Widerstandskämpfer gegen den Nationalsozialismus
- Hans Paul Schmohl (1904–1973), Architekt und Designer
- René Schwachhofer (1904–1970), Lyriker, Essayist und Kritiker
- Gerdy Troost (1904–2003), Architektin
- Otto Ulmer (1904–1973), Maler und Textilunternehmer
- Karl Wellinger (1904–1976), Materialwissenschaftler, Ingenieur und Hochschullehrer
- Theodor Benzinger (1905–1999), US-amerikanischer Physiologe
- Fritz Ernst (1905–1963), Historiker
- Georg Federer (1905–1984), Diplomat
- Willy Hager (1905–1975), Ingenieur
- Else Himmelheber (1905–1944), Widerstandskämpferin gegen den Nationalsozialismus
- Willem Holsboer (1905–1959), Schauspieler, Regisseur und Theaterintendant
- Maria Keller (1905–1998), Künstlerin
- Utta Keppler (1905–2004), Schriftstellerin und Journalistin
- Arnulf Klett (1905–1974), Oberbürgermeister von Stuttgart
- Theodor Koch (1905–1976), Ingenieur, Unternehmer, Waffenproduzent
- Heinrich Kübler (1905–1965), Maler und Grafiker
- Ewald Liedecke (1905–1967), Architekt, Stadtplaner und nationalsozialistischer Landesplaner
- Martin Löffler (1905–1987), Rechtsanwalt und Presserechtler
- Bernhard Müller (1905–2001), Politiker (CDU), Landtagsabgeordneter und Chemieunternehmer
- Eugen Ochs (1905–1990), Gewerkschafter und kommunistischer Politiker
- Martin Schempp (1905–1984), Segelflugzeug-Pionier
- Kurt Schumacher (1905–1942), Bildhauer und kommunistischer Widerstandskämpfer
- Alexander Schenk Graf von Stauffenberg (1905–1964), Althistoriker
- Berthold Schenk Graf von Stauffenberg (1905–1944), Jurist
- Felix Elieser Shinnar (1905–1985), israelischer Diplomat
- Carl August Traenkle (* 1905), Ingenieur, ordentlicher Professor für Flugmechanik
- Alfred Wais (1905–1988), Kunstmaler und Grafiker
- Kuno Barth (1906–1994), Rechts- und Wirtschaftswissenschaftler
- Wilhelm Boger (1906–1977), SS-Oberscharführer
- Helmut Bornefeld (1906–1990), evangelischer Kirchenmusiker, Komponist, Orgelsachverständiger, Grafiker und Autor
- Wilhelm Brückner-Rüggeberg (1906–1985), Dirigent
- Willy Bürkle (1906–1973), Unternehmer
- Walter von Cube (1906–1984), Schweizer Journalist
- Will Eisenmann (1906–1992), Komponist
- Wilhelm Theodor Elwert (1906–1997), Romanist, Literaturwissenschaftler und Sprachwissenschaftler
- Berta Epple (1906–1965), Unternehmerin
- Gertrud Frühschütz (1906–1990), Politikerin (KPD)
- Oscar Heiler (1906–1995), Schauspieler und Komiker
- Walther Hinz (1906–1992), Iranologe, Linguist und Universitätsprofessor
- Adolf Kern (1906–1976), Komponist, Organist und Kirchenmusiker
- Lothar König (1906–1946), Jesuit und Widerstandskämpfer gegen den Nationalsozialismus
- Otto Leypoldt (1906–1956), Politiker (CDU)
- Otto Lutz (1906–1974), Hochschullehrer, Ingenieur, Triebwerkskonstrukteur und Unternehmer
- Siegfried Melchinger (1906–1988), Theaterkritiker
- Friedrich Messerschmidt (1906–1929), Motorradrennfahrer
- Eberhard Müller (1906–1989), evangelischer Theologe
- Regina Relang (1906–1989), Modefotografin
- Herta Rössle (1906–1991), Malerin und Grafikerin
- Ernst Steinbach (1906–1984), evangelischer Theologe und Religionsphilosoph
- Max Strecker (1906–1991), schwäbischer Komiker, Volksschauspieler und Sänger
- Paul Wahl (1906–1982), Gewichtheber, Olympiateilnehmer
- Willi Birn (1907–2000), Verwaltungsfachangestellter, Jurist und Regierungspräsident
- Willi Bleicher (1907–1981), Gewerkschafter
- Kuno Brandel (1907–1983), Gewerkschafter, Journalist und Antifaschist
- Walter Brudi (1907–1987), Maler und Buchgrafiker
- Paul Collmer (1907–1979), evangelischer Verleger
- Hellmut von Cube (1907–1979), Schriftsteller und Autor
- Max Grünbeck (1907–1984), Bürgermeister
- Paul Hofstetter (1907–1983), Politiker (SPD) und Landtagsabgeordneter
- Herbert Jehle (1907–1983), deutsch-US-amerikanischer Physiker und Hochschullehrer
- Herbert Kappler (1907–1978), NS-Funktionär und Kriegsverbrecher
- Eberhard Koebel (1907–1955), Autor
- Otto Küster (1907–1989), Christ, Jurist und Antifaschist
- Wolfgang Mann (1907–1941), Anglist
- Betty Rosenfeld (1907–1942), Krankenschwester, Interbrigadistin
- Hans Georg Rupp (1907–1989), Richter am Bundesgerichtshof
- Andreas Schmidt (1907–1966), römisch-katholischer Priester, Abt
- Erich Schumm (1907–1979), Unternehmer und Erfinder
- Lothar Strauch (1907–1991), Bildhauer und Grafiker
- Karl Umgelter (1907–1941), Hammerwerfer und Sportfunktionär
- Kurt Wais (1907–1995), Romanist, Germanist und Komparatist
- Richard Weiss (1907–1962), Schweizer Volkskundler und Hochschullehrer
- Lotte Weitbrecht (1907–1990), Verlegerin und Inhaberin des Thienemann Verlags
- Eugen Eberle (1908–1996), Werkzeugmacher, Gewerkschafter und Politiker (KPD)
- Trude Eipperle (1908–1997), Sängerin
- Albert Haberer (1908–1986), Maler, Innenarchitekt, Möbeldesigner und Autor
- Hans Häring (1908–1990), Politiker (CDU)
- Peter Härlin (1908–1960), Journalist
- Kurt Hohenberger (1908–1979), Trompeter und Bandleader
- Edward Lowinsky (1908–1985), US-amerikanischer Musikwissenschaftler
- Jürgen Maass (1908–1981), Bildhauer
- Otto Merz (1908–1975), Kameramann
- Günther Reinecke (1908–1972), Jurist und SS-Führer
- Helmut Schäfer (1908–1994), Gewichtheber
- Alfred Schieske (1908–1970), Schauspieler
- Paul Sixt (1908–1964), Kapellmeister
- Lore Sporhan-Krempel (1908–1994), Schriftstellerin und Papierhistorikerin
- Erich Sundermann (1908–1993), Politiker (NSDAP)
- Liselotte Bihl (1909–2000), Romanistin, Bibliographin und Bibliothekarin
- Erwin Häussler (1909–1981), Politiker (CDU)
- Wolf Irion (1909–1981), Architekt
- Kurt Jaeger (1909–1975), Numismatiker
- Dieter Keller (1909–1985), Verleger, Fotograf, Druckereileiter und Kunstsammler
- Hannes Kilian (1909–1999), Fotograf
- Max Kohlhaas (1909–1985), Bundesanwalt
- Hermann Lang (1909–1987), Autorennfahrer
- Urs Lang-Kurz (eigentlich Ursula, 1909–1998), Modefotografin
- Fritz Leonhardt (1909–1999), Bauingenieur
- Christian Oehler (1909–1986), Maler, Zeichner, Lithograph, Holzschneider und Glasmaler
- Hermann Reissner (1909–1996), Ingenieur und Unternehmer
- Paul Stohrer (1909–1975), Architekt und Hochschullehrer
- Ludwig Wemmer (1909–1991), Jurist, Diplomat und NS-Funktionär
- Walter Balz (1910–1990), Politiker (SPD/FDP)
- Rolf Gutbrod (1910–1999), Architekt und Hochschullehrer
- Trude Heess (1910–1990), Schauspielerin
- Erwin Heim (1910–1987), Politiker, Bürgermeister von Weinsberg
- Rudolf Haußer (1910–2003), Arzt
- Willy Körner (1910–1980), Verwaltungsbeamter
- Franz Karl Maier (1910–1984), Verleger und Herausgeber
- Wolf Steidle (1910–2003), Klassischer Philologe
- Rudolf Ströbel (1910–1972), Museumsleiter, Archäologe und Heimatpfleger
- Gerda Taro (1910–1937), Fotografin
- Werner Walz (1910–1994), Schriftsteller
- Erwin Wicker (1910–1985), General

#### 1911 bis 1920

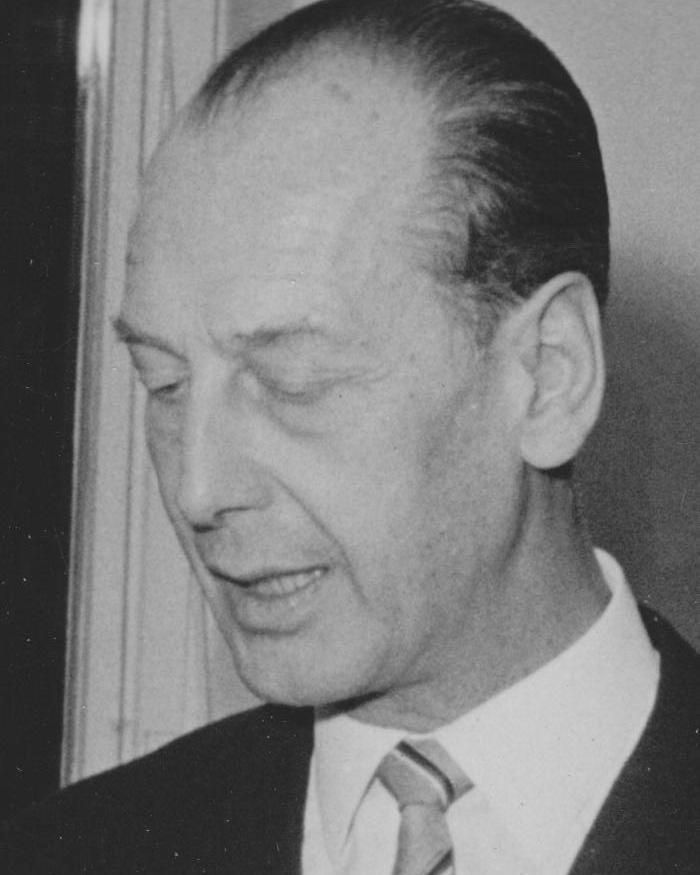
Oskar Glemser

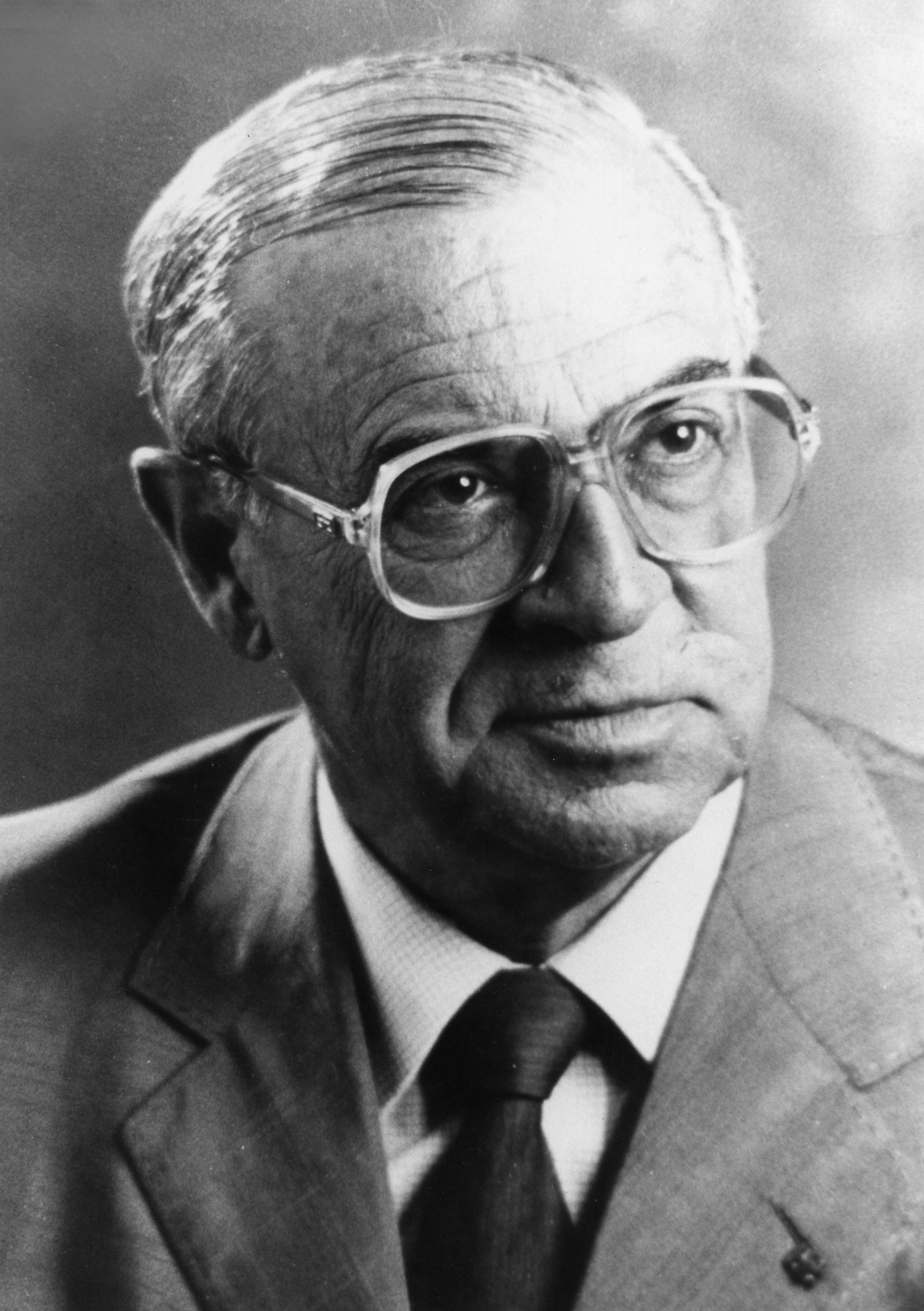
Kurt Steim

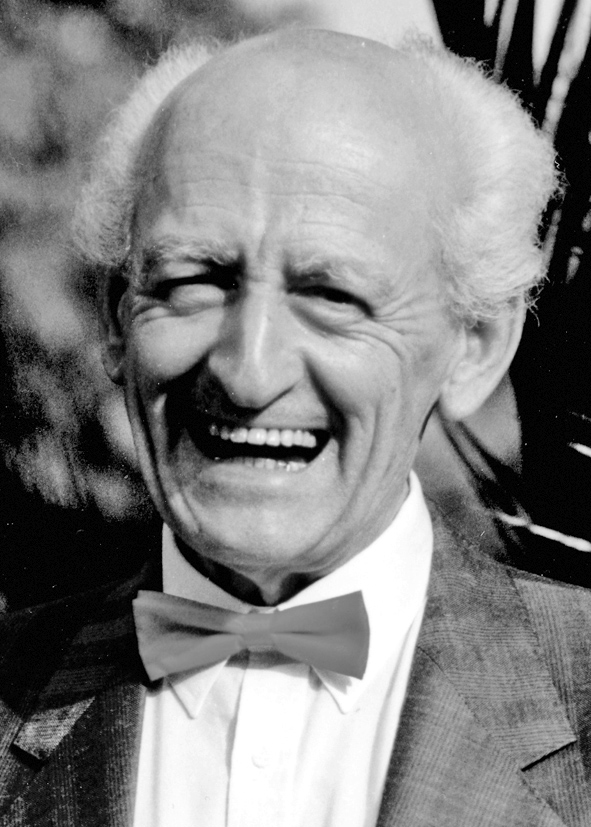
Erik Blumenthal

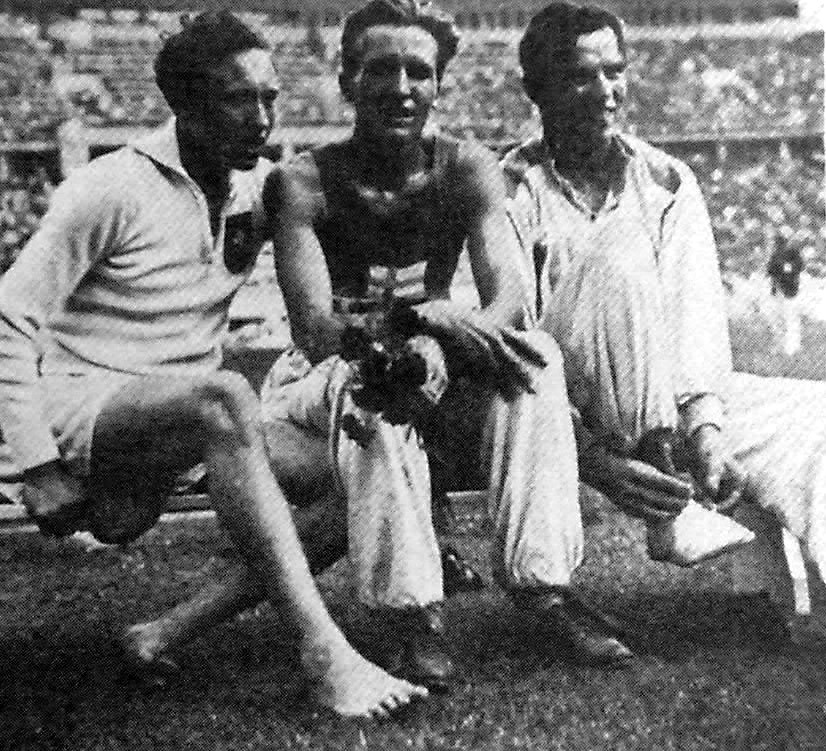
Alfred Domper

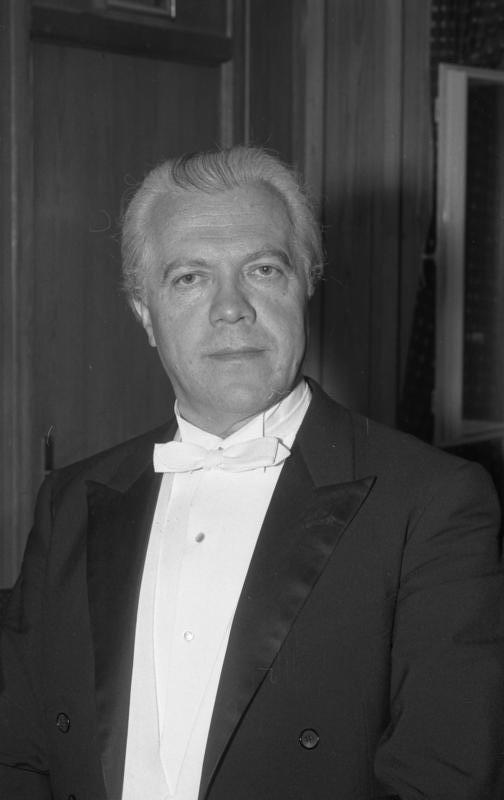
Karl Münchinger

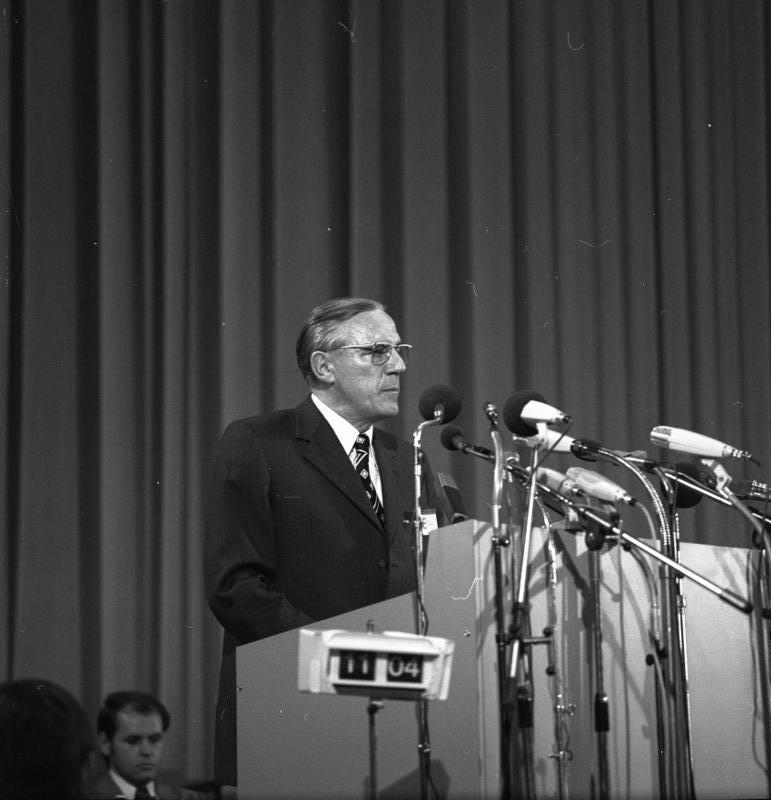
Karl Steinbuch

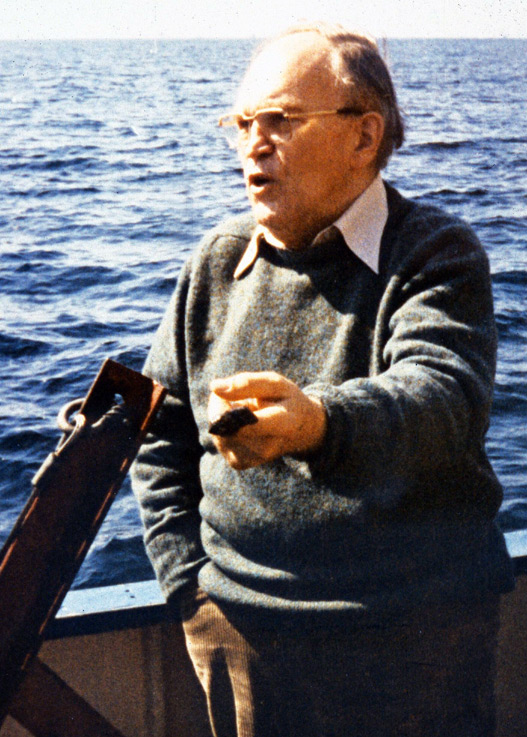
Eugen Seibold

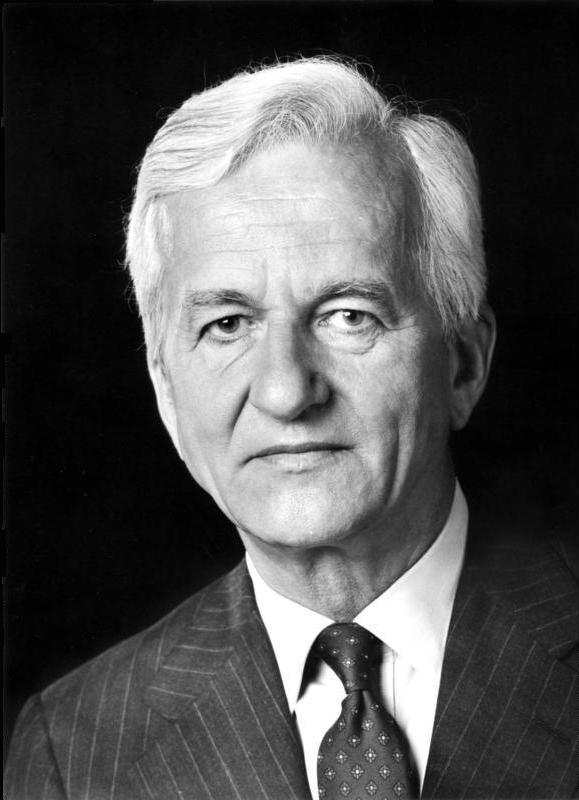
Richard von Weizsäcker

- Brigitte Alexander (1911–1995), deutsch-mexikanische Autorin, Schauspielerin, Regisseurin und Übersetzerin
- Margot Busak (1911–1991), Unternehmerin
- Wolfgang Dessecker (1911–1973), Mathematiker und Leichtathlet
- Hans Endres (1911–2004), Religionsphilosoph und Autor
- Lore Fischer (1911–1991), Altistin, Geigerin und Musikpädagogin
- Eugen Funk (1911–2004), Künstler, Professor, Grafikdesigner und Typograf
- Oskar Glemser (1911–2005), Chemiker
- Erich Hermann (1911–1984), schwäbischer Humorist, Parodist, Sänger und Volksschauspieler
- Ernst Klett jun. (1911–1998), Verleger Ernst Klett Verlag und Autor
- Siegfried Lauffer (1911–1986), Althistoriker
- Gertrud Leibbrand (1911–2002), Politikerin (KPD)
- Hans Löhrl (1911–2001), Ornithologe und Verhaltensforscher
- Manfred Mezger (1911–1996), evangelischer Theologe
- Gerhart Nebinger (1911–1997), Archivar und Genealoge
- Helene Pfleiderer (1911–1994), Wohltäterin
- Albert Prinzing (1911–1993), Volkswirt
- Josef Rieck (1911–1970), Buchhändler
- Hans-Ulrich von Ruepprecht (1911–2006), Jurist und Heraldiker
- Anni Schaad (1911–1988), Gründerin der Modeschmuckwerkstatt Langani
- Fritz Weber (1911–1998), Landwirt und Politiker (FDP)
- Erwin Bauer (1912–1958), Autorennfahrer
- Otto Bökle (1912–1988), Fußballspieler
- Walter Carlé (1912–1996), Geologe
- Heinz Dürrbeck (1912–2001), Vorstandsmitglied der IG Metall
- Rudolf Fischer (1912–1976), Autorennfahrer
- Maria Friedemann (1912–1999), Juristin, Landtagsabgeordnete
- Günther Glaser (1912–2003), Physiker, Ingenieurwissenschaftler und Universitätsprofessor
- Walter Hamelehle (1912–1946), Motorradrennfahrer
- Ruth Hausmeister (1912–2012), Schauspielerin
- Fritz Hinderer (1912–1991), Astronom und Astrophysiker
- Richard Holm (1912–1988), Sänger
- Hans Wilhelm König (1912–1991), SS-Obersturmführer und KZ-Lagerarzt
- Carl Georg Kruspe (1912–1992), Landrat von Horb
- Friedrich Roemer (1912–1996), Regierungspräsident
- Alberta Rommel (1912–2001), Schriftstellerin
- Franz Seybold (1912–1978), Fußballspieler und -trainer
- Albert Widmann (1912–1986), SS-Sturmbannführer
- Georg Brütting (1913–1997), Segelflieger und Luftfahrtautor
- Falk Harnack (1913–1991), Regisseur, Drehbuchautor und Widerstandskämpfer gegen den Nationalsozialismus
- Bruno Hoffmann (1913–1991), Instrumentenentwickler und Glasmusiker
- Alfred Kienzle (1913–1940), Wasserballspieler
- Peter Lahnstein (1913–1991), Jurist und Schriftsteller
- Hermann Lenz (1913–1998), Schriftsteller
- Hans Arnold Metzger (1913–1977), Kirchenmusiker, Organist, Komponist und Musikpädagoge
- Karl Heinrich von Neubronner (1913–1963), Schriftsteller
- Erwin Schüle (1913–1993), Staatsanwalt
- Kurt Steim (1913–1983), Unternehmer
- Walter Tlach (1913–2004), evangelischer Pfarrer und Studienleiter
- Heinz Waizenegger (1913–1986), Oberstleutnant i. G. der Wehrmacht und Automobilmanager
- Erik Blumenthal (1914–2004), Psychologe
- Hans Brügel (1914–2009), Mediziner
- Alfred Dompert (1914–1991), Leichtathlet
- Erich Ganzenmüller (1914–1983), Politiker (CDU)
- Kurt Geiger (1914–2009), Politiker (CDU)
- Magda Hagstotz (1914–2002), Malerin
- Rainer Hildebrandt (1914–2004), Historiker und Publizist
- Hans Knoll (1914–1955), Unternehmer
- Gustav Nonnenmacher (1914–2012), Bildhauer und Grafiker
- Victor Rudolf Ott (1914–1986), Rheumatologe
- Herman Pilnik (1914–1981), argentinischer Schachmeister
- Lilo Rasch-Naegele (1914–1978), Graphikerin, Illustratorin und Malerin
- Hermann Riess (1914–1990), evangelisch-lutherischer Geistlicher und Theologe
- Erich Strobel (1914–1943), Widerstandskämpfer gegen den Nationalsozialismus
- Thaddäus Troll (1914–1980), Schriftsteller
- Alfred Vohrer (1914–1986), Filmregisseur und Drehbuchautor
- Gerhard Becker (1915–1984), Schauspieler
- Eugen Betzler (1915–1991), Politiker (SPD)
- Walter Bischoff (1915–nach 1963), Architekt
- Kurt Diez (1915–1974), Politiker (CDU)
- Walter Dunz (1915–1996), Richter am Bundesgerichtshof
- Kurt Häussermann (1915–1990), Unternehmer und Erfinder
- Helmut Hölder (1915–2014), Paläontologe
- Siegfried Junghans (1915–1999), Prähistoriker
- Ulrich Mann (1915–1989), evangelischer systematischer Theologe
- Karl Münchinger (1915–1990), Dirigent
- Gertrud Müller (1915–2007), Widerstandskämpferin gegen den Nationalsozialismus
- Wilhelm Renner (1915–1982), Brigadegeneral des Heeres der Bundeswehr
- Edith Seibert (1915–2003), Malerin
- Horst Göppinger (1916–1996), Richter
- Walter Hamma (1916–1988), Geigenbauer
- Helle Hirsch (1916–1937), Widerstandskämpfer gegen den Nationalsozialismus
- Willi Keckeisen (1916–2002), Präsident der Bundesbahndirektionen Mainz, Karlsruhe und Stuttgart
- Rolf Keller (1916–1987), Verleger
- Ulrich Lebsanft (1916–2014), Diplomat
- Alfred Pfeifle (1916–1986), Sänger
- Lisedore Praetorius (1916–unbekannt), Cembalistin und Musikpädagogin
- Hilde Preuß (1916–1992), Bühnenbildnerin, Kostümbildnerin, Grafikerin und Malerin
- Friedrich Rau (1916–2001), Jurist und Politiker (SPD)
- Ernst Schaude (1916–2001), Verwaltungsjurist
- Ursula Schweitzer (1916–1960), Ägyptologin
- Robert Uhland (1916–1987), Landeshistoriker und Archivar
- Alfred Weidenmann (1916–2000), Regisseur und Autor
- Albert Wolf (1916–1986), Politiker (CDU, SPD)
- Martha Maria Bosch (1917–1997), Schriftstellerin
- Kurt Gossweiler (1917–2017), Historiker
- Rudolf Gross (1917–2008), Mediziner
- Erwin Heinle (1917–2002), Architekt und Hochschullehrer
- Margret Hildebrand (1917–1997), Industriedesignerin
- Jörg Kraemer (1917–1961), Orientalist und Hochschullehrer
- Omar Lamparter (1917–2014), Jazz- und Unterhaltungsmusiker
- Walter Linsenmaier (1917–2000), Schweizer Kunstmaler und Entomologe
- Rolf Nebinger (1917–1999), Politiker (CDU)
- Gerd Schmückle (1917–2013), General
- Karl Steinbuch (1917–2005), Kybernetiker, Nachrichtentechniker und Informationstheoretiker
- Ernst Wanner (1917–2002), Maler
- Helmut Leonhardt (1918–2000), Anatom
- Otto Wolfgang Bechtle (1918–2012), Unternehmer sowie Verleger und Herausgeber
- Hans Gasparitsch (1918–2002), Widerstandskämpfer gegen den Nationalsozialismus
- Albert Kapr (1918–1995), Kalligraf, Typograf und Hochschullehrer
- Gustav Schumm (1889–1966), Oberstudienrat und beim VfB Stuttgart Präsident, Rugby- und Fußballspieler
- Siegfried Hahn-Woernle (1918–2003), Ingenieur, Fabrikant und Unternehmer, Geschäftsführer von C. Haushahn GmbH & Co. KG, Präsident des Deutschen Instituts für Normung
- Eugen Seibold (1918–2013), Meeresgeologe und Professor
- Ulrich Steinhilper (1918–2009), Autor und der Erfinder der elektronischen Textverarbeitung
- Manfred Stohrer (1918–1976), protestantischer Pfarrer, Pazifist, Naturschützer und Kunstliebhaber
- Gerhard Wilhelm (1918–2009), Chorleiter
- Fritz Bürkle (1919–2013), Wasserbauingenieur
- Hans Göppinger (1919–1996), Jurist, Psychiater und Kriminologe
- Krafft Werner Jaeger (1919–2008), Offizier
- Hildegard Spieth (1919–1999), Pfarrfrau und Judenretterin
- Bruno Weinschel (1919–2003), Ingenieur und Unternehmer
- Karl Wöhr (1919–1985), Bürgermeister von Ellwangen (Jagst)
- Helmut Bazille (1920–1973), Politiker (SPD)
- Wolfgang Bechtle (1920–1983), Schriftsteller und Naturfotograf
- Lore Doerr-Niessner (1920–1983), Malerin und Bildhauerin
- Theodor Ellinger (1920–2004), Ökonom und Hochschullehrer
- Hermann Geißler (1920–2001), österreichischer Politiker und Industriekaufmann
- Paul Goes (1920–2002), Landrat
- Gérard Herter (1920–2007), Schauspieler
- Werner P. Heyd (1920–1996), Journalist und Buchautor
- Anne-Marie Hofmann (1920–2014), Juristin
- Senta Kapoun (1920–2019), österreichische Übersetzerin
- Ellis Kaut (1920–2015), Kinderbuchautorin
- Georg Kleemann (1920–1992), Sachbuchautor
- Gerd Krämer (1920–2010), Sportreporter
- Heinz Rall (1920–2006), Architekt
- Rolf Sammet (1920–1997), Chemiker und Manager
- Eberhard Schmidhäuser (1920–2002), Rechtswissenschaftler und Professor
- Walter Schock (1920–2005), Motorsportler
- Heinrich Sigloch (1920–1998), Vorsitzender Richter am Bundesfinanzhof
- Reinhold Weber (1920–2012), Kunstmaler und Grafiker
- Wolf Weitbrecht (1920–1987), Arzt
- Richard von Weizsäcker (1920–2015), Politiker (CDU), 1984–1994 Bundespräsident
- Hans Ziegler (1920–2017), Fußballspieler und Leichtathlet

#### 1921 bis 1930

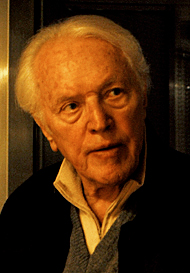
Willi Seiß

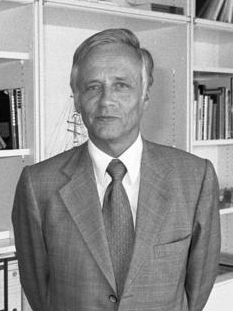
Carl-Werner Sanne

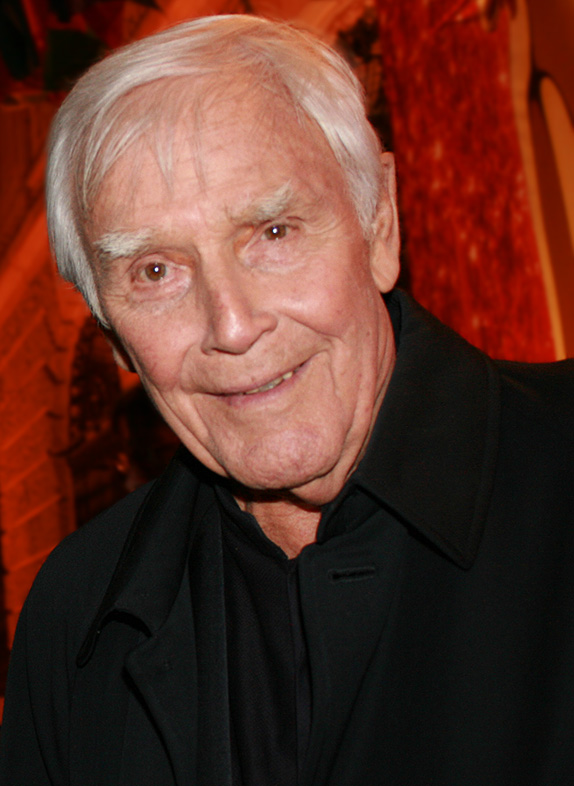
Joachim Fuchsberger

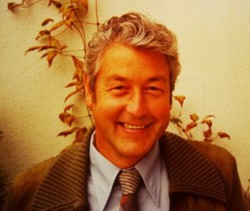
Werner Koch

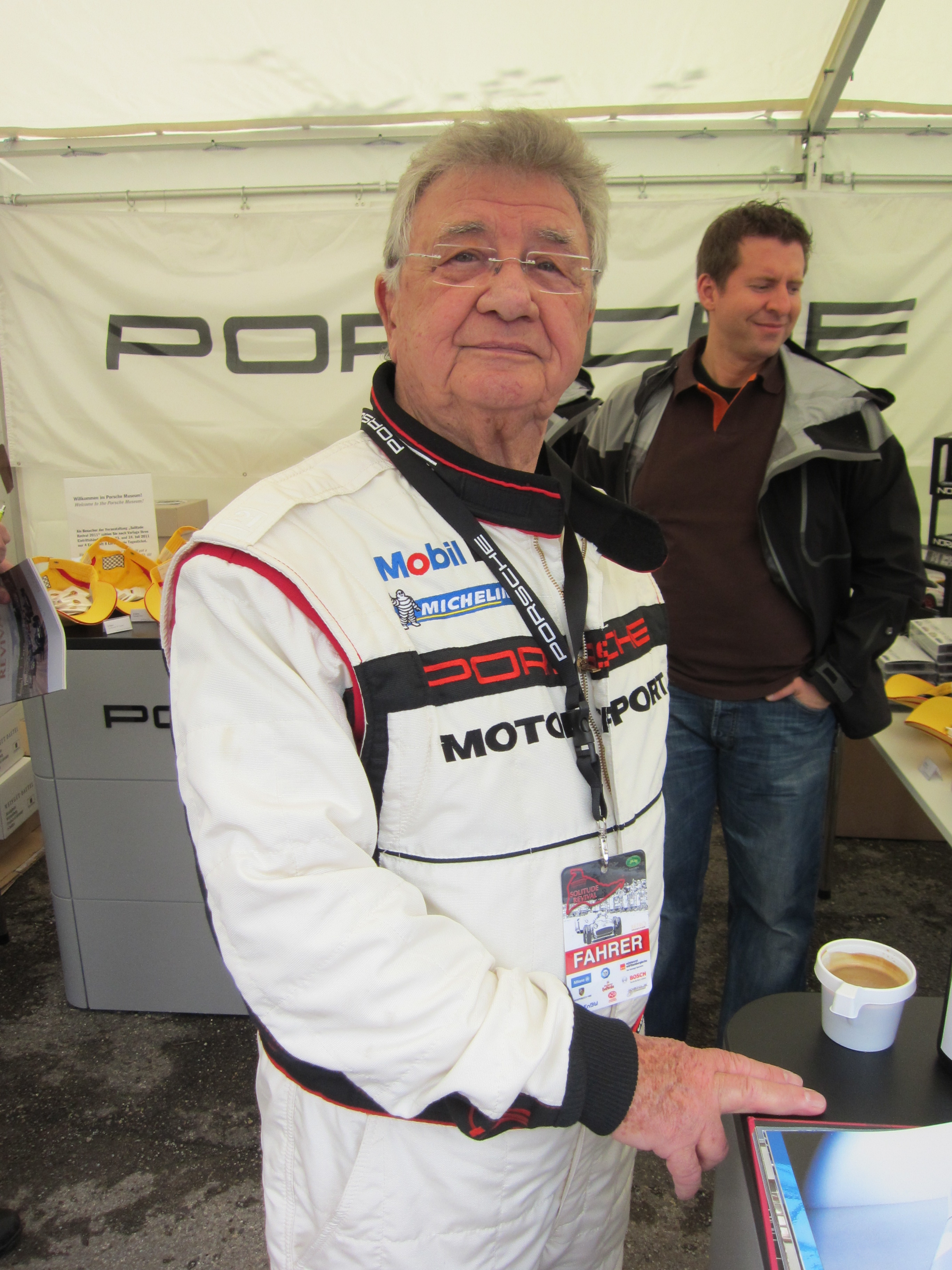
Hans Herrmann

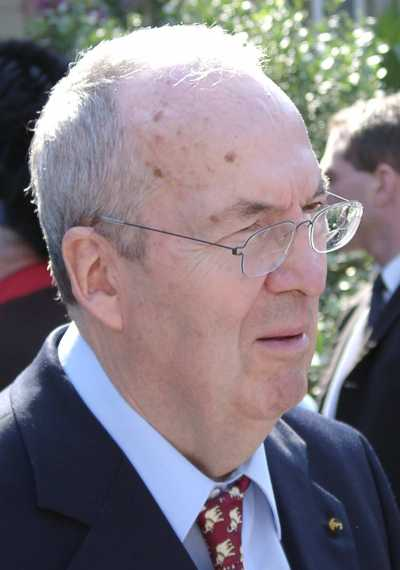
Manfred Rommel

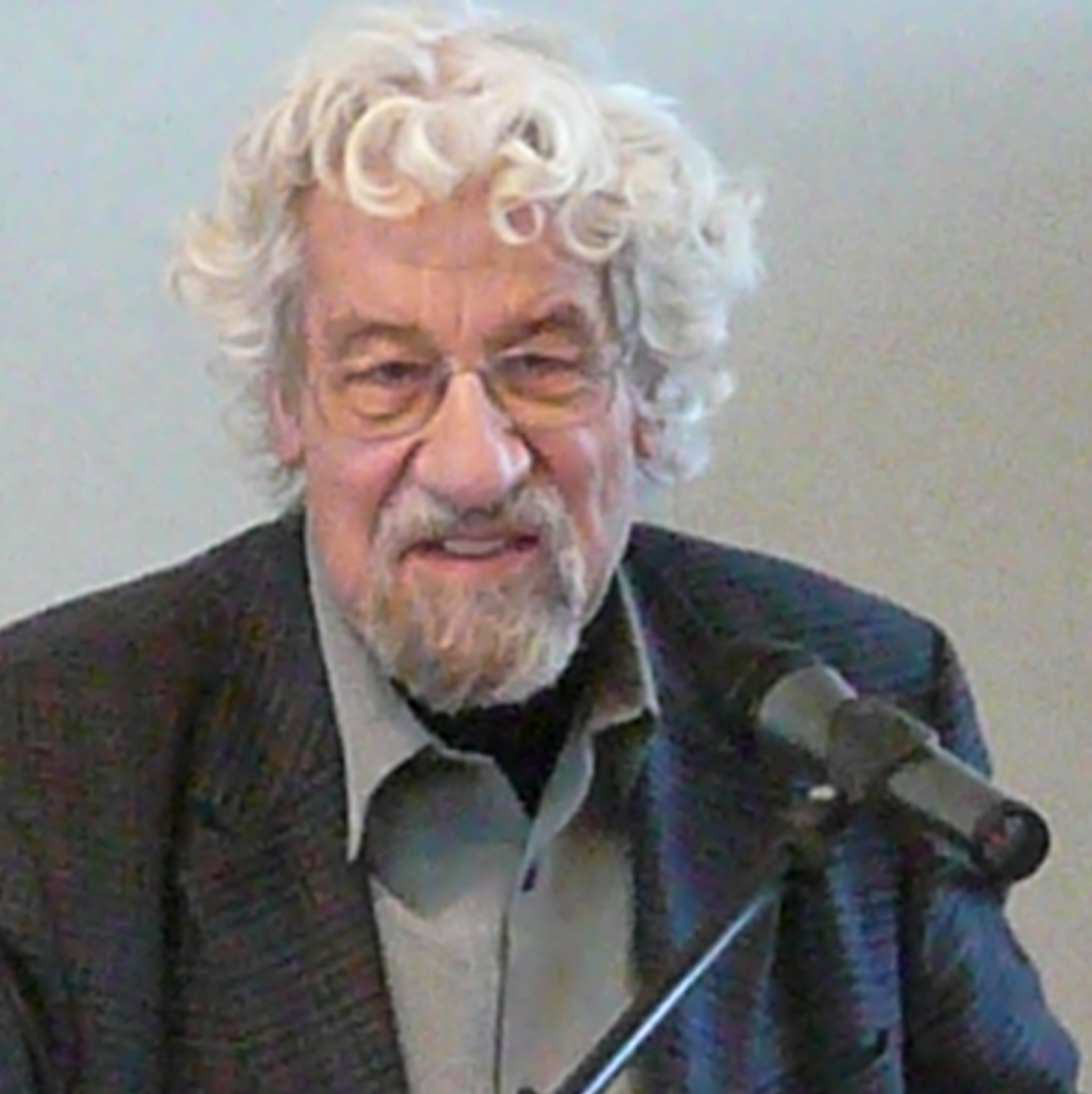
Hans-Peter Dürr

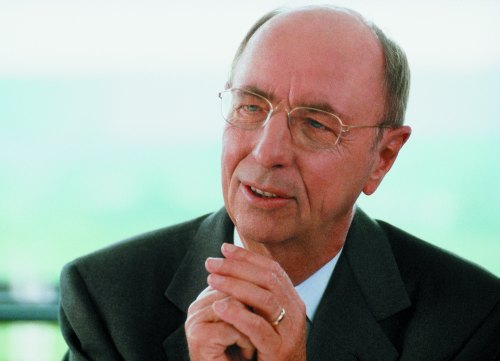
Berthold Leibinger

- Kurt Adolff (1921–2012), Autorennfahrer
- Pero Alexander (1921–2011), Schauspieler
- Agathe Baumann (1921–2013), Malerin
- Volker Friedberg (1921–2014), Gynäkologe und Geburtshelfer
- Margot Jolanthe Hemberger (1921–2016), Malerin und Bildhauerin
- Bernhard Kapp (1921–2014), Unternehmer und Verbandspräsident
- Oscar Müller (1921–2003), Schauspieler
- Emil Obermann (1921–1994), Journalist, Autor und Fernsehmoderator
- Walter Queißner (1921–1997), Langstreckenläufer und Sportfunktionär
- Hans Ulrich Reichert (1921–2018), Journalist
- Helmut Schönnamsgruber (1921–2008), Naturwissenschaftler, Naturschützer sowie Vereins- und Verbandsfunktionär
- Hanne Schorp-Pflumm (1921–1990), Bildhauerin
- Helmut Thomä (1921–2013), Arzt, Psychoanalytiker und Hochschullehrer
- Heinz Weiss (1921–2010), Schauspieler
- Rudolf Wildenmann (1921–1993), Politikwissenschaftler
- Roland Biser (1922–1987), Landrat in Schwäbisch Hall
- Eugen Böhringer (1922–2013), Rennfahrer und Rallyefahrer
- Karl Dietrich Bracher (1922–2016), Politikwissenschaftler und Historiker
- Paula Fuchs (1922–2013), Politikerin (CDU)
- Kurt Grabert (1922–1999), Bildhauer, Graphikdesigner und Maler
- Rudolf Haas (1922–2004), Anglist und Amerikanist
- Ekkehard Kallee (1922–2012), Nuklearmediziner
- Gerhard Kielwein (1922–2011), Rechtswissenschaftler
- Gerhard Paulus (1922–2002), Wirtschaftsjurist und Politiker (FDP)
- Ulrich Planck (* 1922), Agrarsoziologe
- Olaf Radke (1922–1972), Politiker (SPD)
- Gustav Rau (1922–2002), Kunstsammler
- Alois Rummel (1922–2013), Journalist und Publizist
- Willi Seiß (1922–2013), Esoteriker und Anthroposoph
- Fritz Umgelter (1922–1981), Film- und Fernsehregisseur
- Wilhelm Waidelich (1922–2022), Medizinphysiker und Hochschullehrer
- Johanne Autenrieth (1923–1996), Altphilologin und Mediävistin
- Reinhold Birk (1923–2013), Kirchenmusiker
- Kurt Gebhardt (1923–2015), Politiker (FDP), Jurist und Oberbürgermeister von Waiblingen
- Hildegard Gerster-Schwenkel (1923–2016), Lehrerin und schwäbische Dichterin
- Martin Gümbel (1923–1986), Komponist und Musikpädagoge
- Walde Huth (1923–2011), Fotografin
- Ruth Kommerell (1923–1986), Film- und Theaterschauspielerin
- Inge Löwenstein (* 1923), Miss Germany
- Carl-Werner Sanne (1923–1981), Diplomat
- Gerhard Schäfer (1923–2003), Theologe und Archivar
- Otto Schauer (1923–1985), Maler
- Erich Wied (1923–1987), Kunstturner
- Theo Wied (1923–1995), Kunstturner
- Karl Baßler (1924–2013), Politiker (NPD)
- Bodo Cichy (1924–2003), Kunsthistoriker, Archäologe und Denkmalpfleger
- Gisela Enders (1924–2021), Virologin
- Robert Häusser (1924–2013), Fotograf
- Peter Heim (* 1924), Autor und Journalist
- Charlotte Isler (* 1924), Journalistin und Autorin
- Horst Jaedicke (1924–2010), Redakteur, Filmproduzent und Fernsehmoderator
- Werner Käß (1924–2022), Geologe
- Ernst-Thilo Kalke (1924–2018), Oboist, Jazzpianist, Komponist
- Heinz Krämer (1924–2015), Schriftsteller
- Curd Lessig (1924–2019), Maler, Grafiker und Gestalter von Kirchenfenstern
- Thomas F. Naegele (* 1924), US-amerikanischer Künstler
- Herbert Rösler (1924–2006), Künstler
- Lothar Schall (1924–1996), Maler
- Hildegard Schirmacher (1924–2015), Architektin, Bauhistorikerin und Denkmalschützerin
- Robert Schlienz (1924–1995), Fußballspieler
- Carlo Schönhaar (1924–1942), Widerstandskämpfer gegen den Nationalsozialismus
- Hans Schweiss (1924–2011), Gebrauchsgrafiker, Typograf, Werbefotograf und Hochschullehrer
- Julius Steiner (1924–1997), Politiker (CDU)
- Günther Weinmann (1924–2022), Jurist
- Egmont Wildhirt (1924–2011), Hepatologe, Universitätsprofessor und Klinikleiter
- Walter Heilig(1925–2006), Pressefotograf
- Lore Alt (1925–2023), Stenotypistin und ehemalige vierfache Weltmeisterin im Schnellschreiben auf der Schreibmaschine
- Max Bächer (1925–2011), Architekt und Hochschullehrer
- Ernst Haar (1925–2004), Gewerkschafter und Politiker (SPD)
- Ilse Künkele (1925–1992), Schauspielerin
- Erwin Läpple (* 1925), Fußballspieler
- Günter Rombold (1925–2017), österreichischer Theologe, Philosoph, Kunsthistoriker, Priester, Hochschullehrer, Kunstsammler und Autor
- Joachim Schröder (1925–1989), Mediziner und Politiker (SPD)
- Gabriele Stegmüller-Zimmermann (1925–2011), Flötistin und Hochschullehrerin
- Hermann Steinthal (1925–2014), Altphilologe und Fachdidaktiker
- Günther Wille (1925–1996), klassischer Philologe und Musikwissenschaftler
- Eva Zippel (1925–2013), Bildhauerin und Zeichnerin
- Richard Becker (* 1926), Journalist, Redakteur und Intendant
- Hans Berckhemer (1926–2014), Geophysiker
- Klaus Bürgle (1926–2015), Grafiker
- Helmut Deuschle (1926–2012), Fußballspieler
- Rudolf Gompper (1926–1999), Chemiker
- Hans Gottschalk (1926–2010), Dramaturg und Filmproduzent
- Helmut Günzler (1926–2004), Chemiker
- Manfred Gwinner (1926–1991), Geologe
- Hans Joos (1926–2010), Physiker
- Hans Joachim Kauffmann (1926–2008), Dirigent, Komponist und Hochschullehrer
- Rudolf Kühn (1926–1963), Astronom
- Hans Luz (1926–2016), Garten- und Landschaftsarchitekt
- Franz Georg Maier (1926–2014), Althistoriker
- Gerhart Mayer (1926–2018), Germanist und Hochschullehrer
- Ruth Mönch (1926–2000), Schauspielerin, Sängerin und Moderatorin
- Alfred Nann (1926–2018), Agrarwissenschaftler und Politiker (SPD)
- Thomas Reiner (1926–2024), Schauspieler und Synchronsprecher
- Rudolf Rott (1926–2003), Virologe
- Jörg Schäfer (1926–2021), Klassischer Archäologe
- Eberhard Schleicher (1926–2007), Kaufmann und Unternehmer
- Hansludwig Scheffold (1926–1969), Politiker (CDU)
- Franz Sondheimer (1926–1981), britischer Chemiker
- Reinhold Steinhilb (1926–2005), Radrennfahrer, Radsporttrainer und -funktionär
- Werner Breitschwerdt (1927–2021), Manager und Ingenieur
- Felix von Cube (1927–2020), Erziehungswissenschaftler und Unternehmer
- Hans Dinger (1927–2010), Manager
- Dieter Eppler (1927–2008), Schauspieler
- Karl-Heinz Forster (1927–2015), Wirtschaftswissenschaftler und Manager
- Joachim Fuchsberger (1927–2014), Schauspieler und Entertainer
- Friedrich Hänssler (1927–2019), evangelischer Theologe und Musikwissenschaftler und Verleger
- Klaus Harpprecht (1927–2016), Journalist und Autor
- Reinhard Häußler (1927–2005), Altphilologe
- Peter Heidinger (1927–2022), Ingenieur und Energiemanager
- Heinz E. Hirscher (1927–2011), Künstler
- Wolf Kahn (1927–2020), deutsch-amerikanischer Maler
- Helene Kienzle (1927–2017), Rollkunstläuferin
- Werner Koch (1927–1993), Sachverständiger
- Burkhard Kommerell (1927–1995), Arzt für Innere Medizin
- Rolf Landauer (1927–1999), deutsch-US-amerikanischer Physiker und Informationswissenschaftler
- Hans-Jörg Mauser (1927–2012), Politiker (CDU)
- Hansi Müller-Schorp (1927–2022), Fotografin
- Werner Rau (1927–2013), Biologe und Hochschullehrer
- Rolf Röhm (1927–2014), Politiker (SPD)
- Frank Ernest Arnold Sander (1927–2018), US-amerikanischer Rechtswissenschaftler
- Martin Sandkühler (1927–2016), Verlagskaufmann, Herausgeber, Autor, Reiseschriftsteller und Übersetzer
- Hans Schilling (1927–2000), römisch-katholischer Religionspädagoge und Hochschullehrer
- Alfred Seeger (1927–2015), Physiker
- Otto Widmaier (1927–2022), Verwaltungsbeamter und Landrat von Heilbronn
- Werner Zandt (1927–2009), Leichtathlet
- Dietmar Aichele (1928–1996), Botaniker, Pädagoge und Sachbuchautor
- Klaus Blech (1928–2022), Beamter und Diplomat
- Robert Bosch jun. (1928–2004), Unternehmer
- Aron Dotan (1928–2022), israelischer Sprachwissenschaftler
- Ulrich Engel (1928–2020), Germanist und Philologe
- Heinz Fellhauer (* 1928), Jurist
- Dieter Gaier (1928–2002), Mathematiker
- Eduard Gaugler (1928–2014), Wirtschaftswissenschaftler
- Hans Herrmann (* 1928), Autorennfahrer
- Gundel Kilian (* 1928), Fotografin
- Jürgen Mecheels (1928–2006), Chemiker
- Philipp Otto Naegele (1928–2011), deutsch-amerikanischer Geiger, Bratscher und Musikwissenschaftler
- Rudolf Reinhardt (1928–2007), katholischer Theologe, Kirchenhistoriker und Hochschullehrer
- Manfred Rommel (1928–2013), Politiker (CDU), Oberbürgermeister von Stuttgart 1974–96
- Jörg Schneider (1928–2016), Mediziner, Gynäkologe, Hochschullehrer
- Rolf Schoeck (1928–1999), Volkswirt und Politiker (CDU), Landtagsabgeordneter
- Heinrich Senfft (1928–2017), Medienanwalt und Publizist
- Karlheinz Senghas (1928–2004), Botaniker
- Peter Ulrich (1928–2011), Politologe und Politiker (SPD)
- Hans Georg Wunderlich (1928–1974), Geologe
- Herbert Zapp (1928–2004), Bankier und Kunstmäzen
- Gerhard Bechtold (* 1929), Fußballtorwart
- Waldemar Besson (1929–1971), Historiker, Politikwissenschaftler und Publizist
- Martin Dietrich (1929–2012), Jurist und Oberbürgermeister der Stadt Backnang
- Rudolf Doernach (1929–2016), Architekt, Bioarchitekt und Landwirt
- Hans-Peter Dürr (1929–2014), Physiker
- Jörg Faerber (1929–2022), Dirigent und Orchestermanager
- Reinhold Finkbeiner (1929–2010), Komponist und Organist
- Günther Friedrich (1929–2014), Mineraloge
- Herbert Gassert (1929–2011), Industriemanager
- Martin Grüner (1929–2018), Politiker (FDP)
- Peter Hans Hofschneider (1929–2004), Pionier der deutschen Molekularbiologie
- Hans Krämer (1929–2015), Philosoph und Altphilologe
- Ernst-Michael Kranich (1929–2007), Biologe, Lehrer, Goetheanist und Anthroposoph
- Günther Kress (1929–2023), Medienjournalist
- Walther Ludwig (* 1929), Altphilologe
- Ernst Mahle (1929–2025), deutsch-brasilianischer Musikpädagoge, Dirigent und Komponist
- Elsbeth Mordo (* 1929), Politikerin (Bündnis 90/Die Grünen)
- Peter Pfitzer (1929–2016), Pathologe
- Klaus Roller (1929–2000), Kirchenmusiker, Organist und Komponist
- Reinhold Schwarz (1929–2017), Gynäkologe
- Klaus Wegenast (1929–2006), evangelischer Theologe
- Bernhard Ziegler (1929–2013), Paläontologe
- Manfred Abelein (1930–2008), Politiker (CDU) und Bergsteiger
- Dietrich Aigner (1930–1994), Historiker und Bibliothekar
- Gerlinde Beck (1930–2006), Bildhauerin und Malerin
- Hans Burkardt (1930–2017), Grafikdesigner, Hochschullehrer und Kalligraph
- Hans Friedrich Fulda (1930–2023), Philosoph, Hochschullehrer und Autor
- Friedrich Haag (1930–2022), Politiker (FDP)
- Hartmut Jetter (1930–2024), evangelischer Religionspädagoge und Hochschullehrer
- Rolf H. Krauss (1930–2021), Unternehmer, Kunsthistoriker, Fotograf, Sammler und Autor
- Berthold Leibinger (1930–2018), Unternehmer
- Heinrich von Lersner (1930–2014), Verwaltungsjurist
- Wilferd Madelung (1930–2023), deutsch-britischer Islamwissenschaftler
- Helmut Palmer (1930–2004), Bürgerrechtler und Pomologe
- Klaus Paysan (1930–2011), Fotograf und Buchautor
- Winfried Reiff (1930–2014), Geologe
- Manfred Schenk (1930–1999), Opern- und Konzertsänger
- Hildegard Schwigon (1930–1989), Landtagsabgeordnete
- Willy Seiler (1930–1988), Schauspieler, Sänger und Moderator
- Ulrich Siegele (1930–2025), Musikwissenschaftler und Hochschullehrer
- Rolf Unbehauen (1930–2016), Elektrotechniker
- Fritz Vogelgsang (1930–2009), Übersetzer, Essayist und Herausgeber
- Lothar Woerner (1930–2000), Jurist

#### 1931 bis 1940
- Fritz Beck (1931–2009), Chemiker

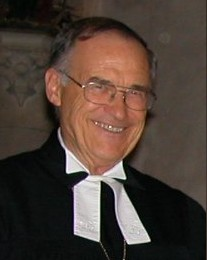
Horst Hirschler

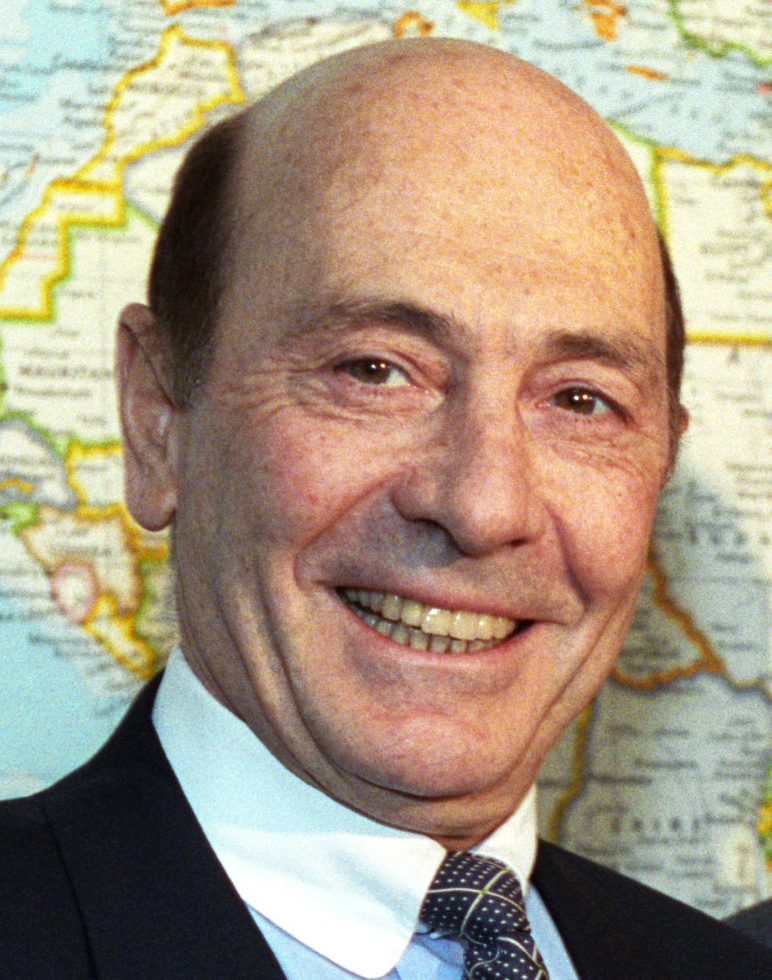
Manfred Wörner

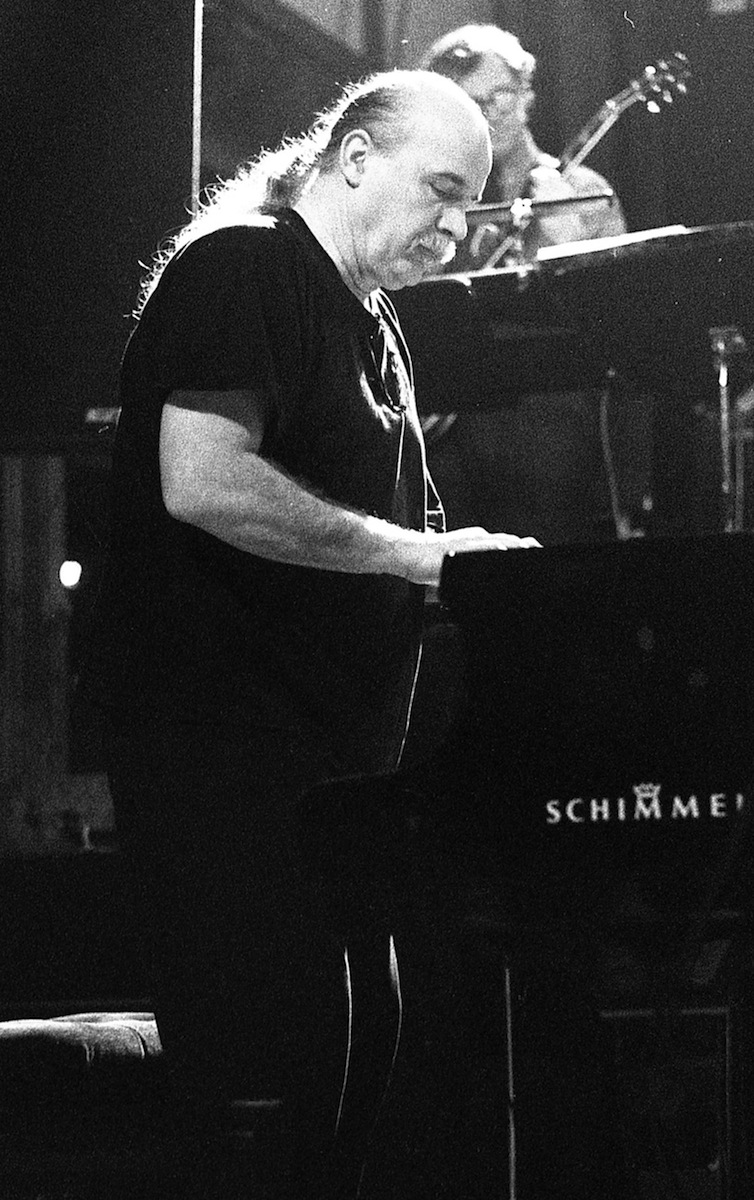
Wolfgang Dauner

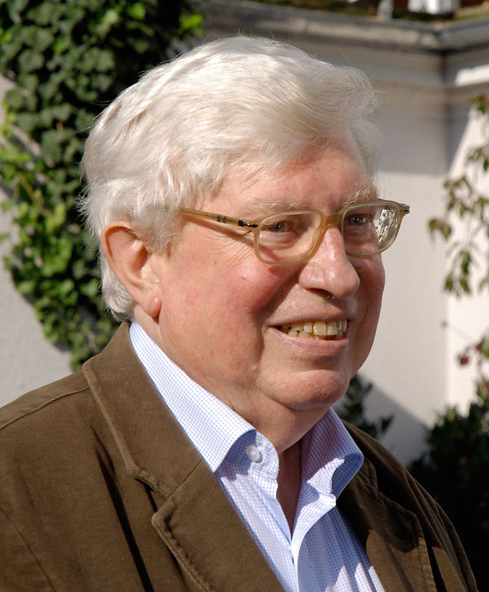
Gerhard Ertl

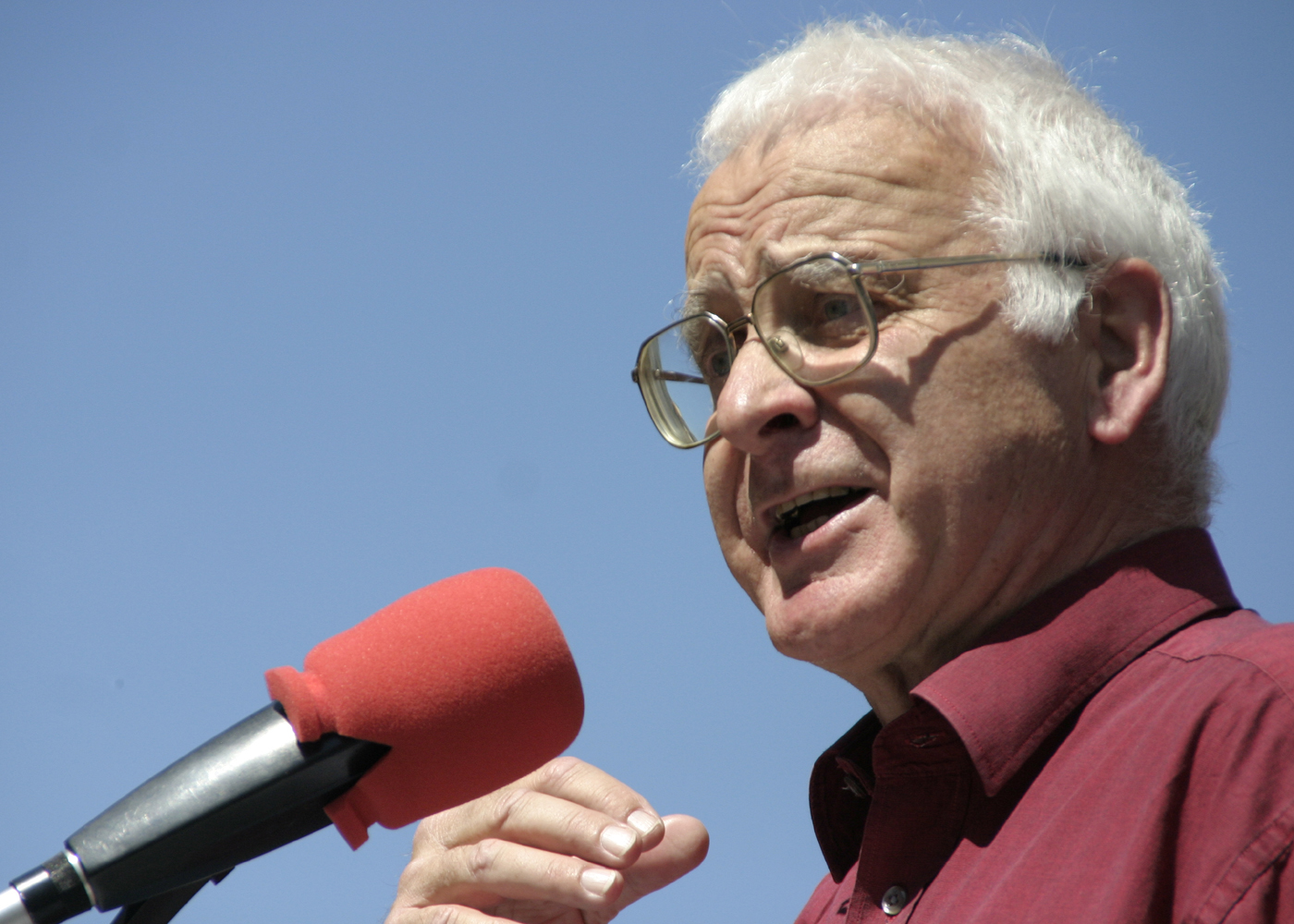
Klaus Hahnzog

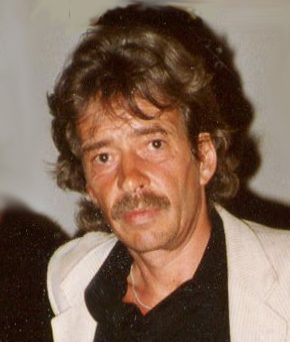
Walter Stöhrer

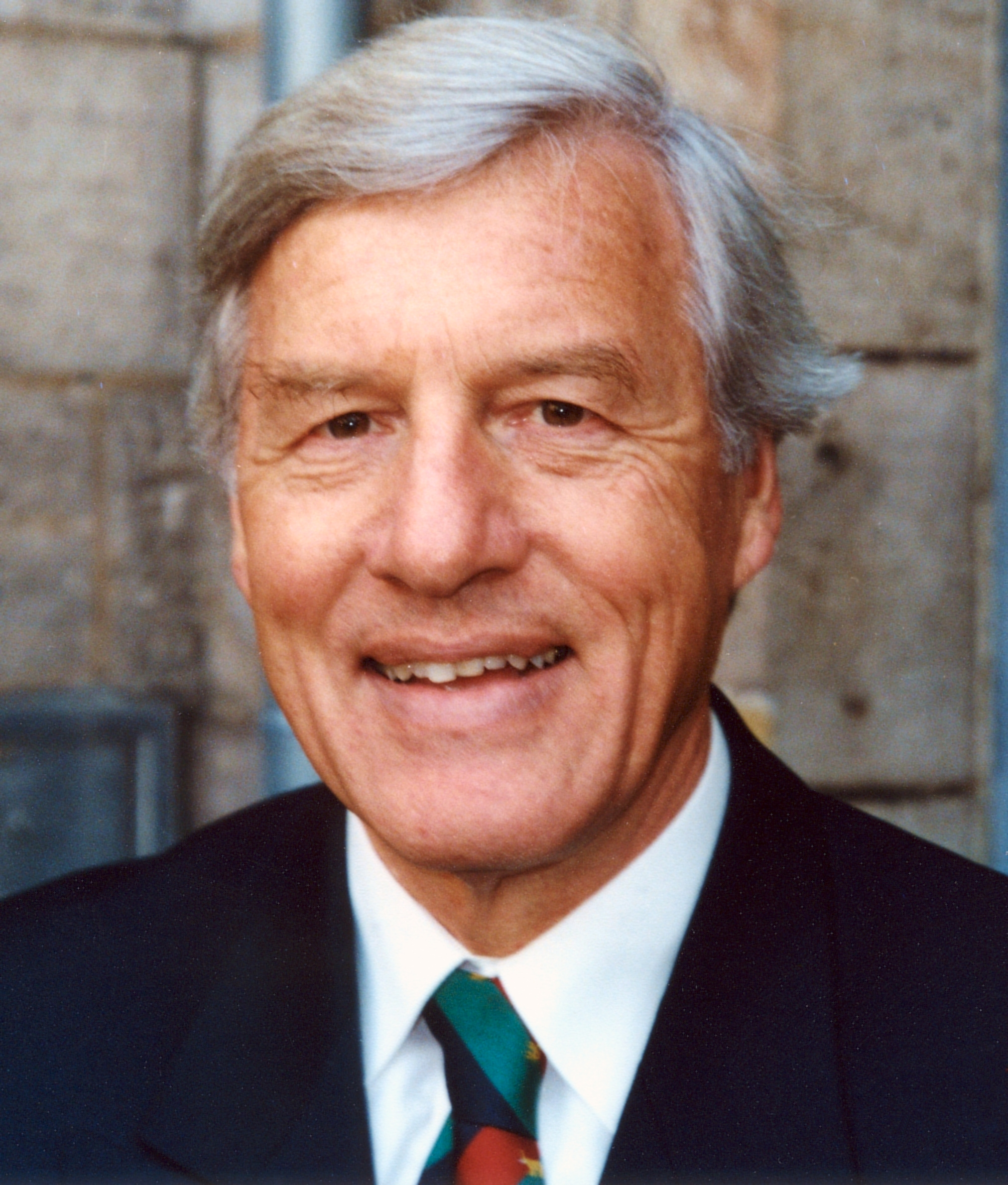
Gernot Boche

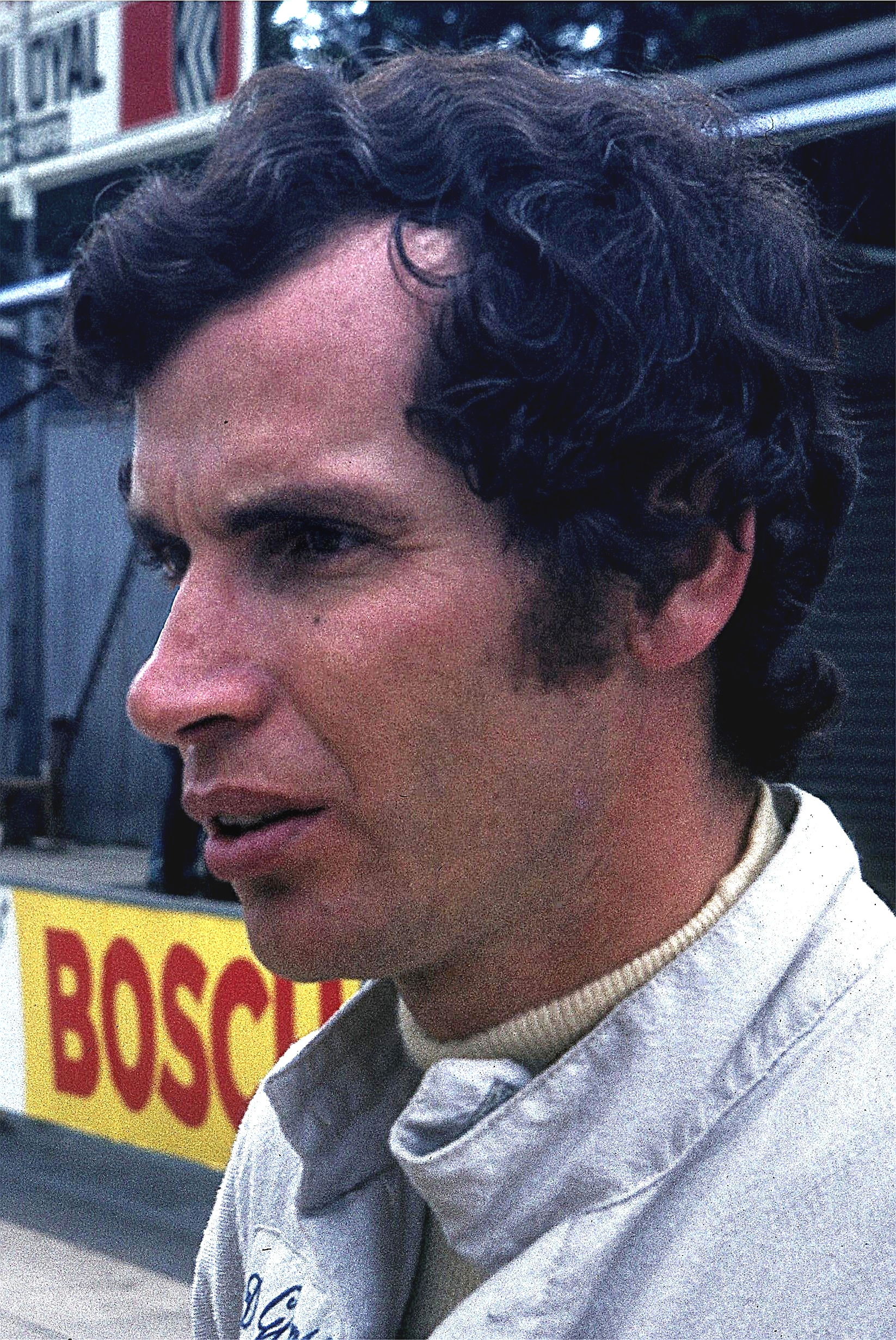
Dieter Glemser

Gert von Kunhardt

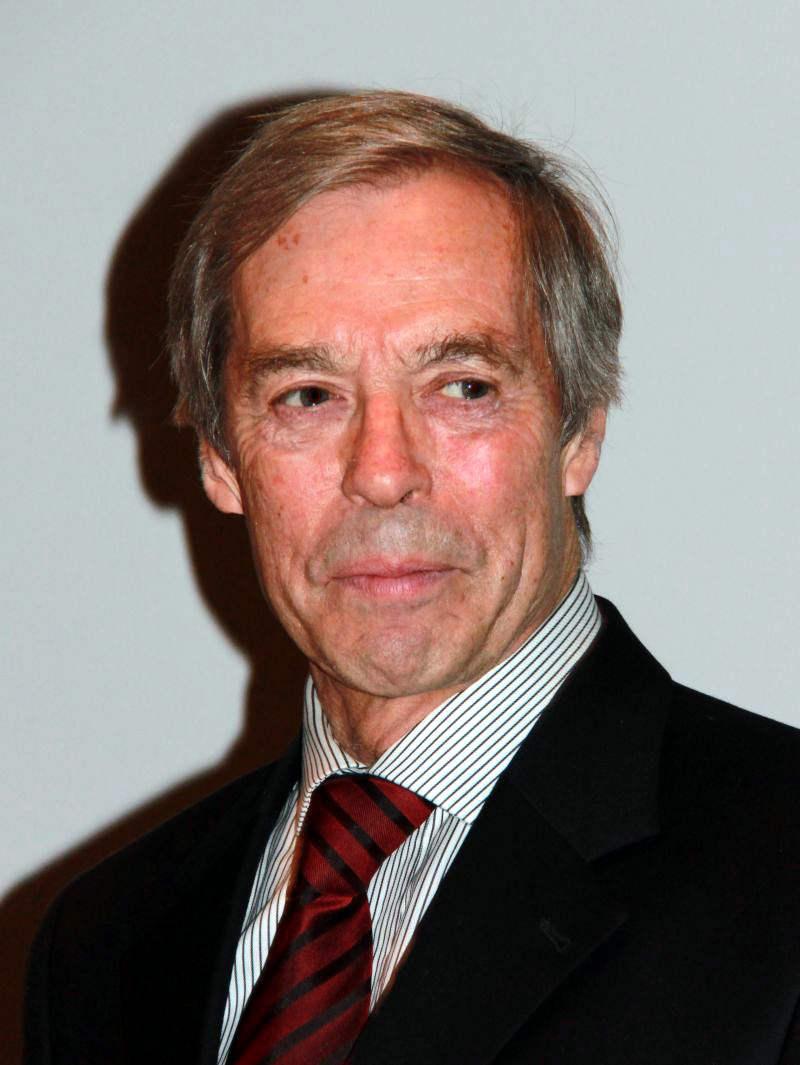
Klaus Steinbrück

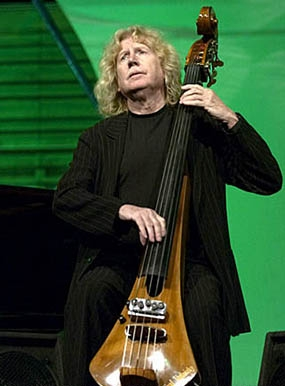
Eberhard Weber

- Wilhelm Deist (1931–2003), Historiker
- Dieter Ehmann (1931–2013), Manager
- Kurt Geibel (1931–2013), Chemiker und Professor
- Rainer Gutknecht (1931–2018), Politiker (CDU)
- Werner Haas (1931–1976), Pianist
- Gerda Herrmann (1931–2021), Komponistin und Dichterin
- Dieter Felix Lessle (1931–2001), Verwaltungsjurist und hessischer Landtagsdirektor
- Hartmut Maurer (1931–2024), Rechtswissenschaftler
- Gisela Mayer (1931–2020), Kommunalpolitikerin, Gründerin der ersten Frauenliste
- Jörg Rehberg (1931–2001), Schweizer Rechtswissenschaftler
- Dieter Weber (1931–1976), Konzertpianist und Klavierpädagoge
- Friedrich Wilhelm zu Wied (1931–2000), Unternehmer und Mäzen
- Ulrich Wildermuth (1931–2011), Journalist
- Lieselotte Wohlgenannt (1931–2020), österreichische Schriftstellerin, Sozialwissenschaftlerin und Sozialkritikerin
- Klaus Ganzer (1932–2021), römisch-katholischer Kirchenhistoriker, Professor für Kirchengeschichte und Päpstlicher Ehrenprälat
- Ulrich Gauß (* 1932), Oberbürgermeister von Waiblingen
- Claus-Wilhelm Hoffmann (1932–2025), Oberbürgermeister der Stadt Biberach an der Riß
- Karl-Hans Kern (1932–2014), Politiker (SPD) und Pfarrer
- Gerhard Klein (* 1932), Pädagoge
- Gerhard Konzelmann (1932–2008), Journalist
- Alfons Musterle (1932–2010), Religionspädagoge
- Elisabeth Nill (* 1932), Politikerin (SPD)
- Max Resch (1932–2011), Boxer
- Hans Peter Stihl (* 1932), Unternehmer
- Michael von Albrecht (* 1933), klassischer Philologe
- Horst Waldemar Beck (1933–2014), Philosoph, Autor und evangelischer Theologe
- Felicitas Baumeister (* 1933), Nachlassverwalterin
- Heinz Dürr (1933–2023), Unternehmer und Manager
- Walter Euchner (1933–2011), Politikwissenschaftler
- Friedrich Gönnenwein (1933–2022), Kernphysiker
- Rul Gunzenhäuser (1933–2018), Informatiker und Professor
- Sebastian Herkommer (1933–2004), Sozial- und Wirtschaftswissenschaftler marxistischer Orientierung
- Horst Hirschler (1933–2023), lutherischer Theologe und Bischof
- Herbert Hörz (1933–2024), Philosoph und Wissenschaftshistoriker
- Werner Koch (1933–2000), Agrarwissenschaftler und Hochschullehrer
- Gundolf Kohlmaier (* 1933), Theoretischer Chemiker und Umweltforscher
- Eberhard Kolb (* 1933), Professor
- Eberhard Mahle (1933–2021), Automobilrennfahrer
- Doris Odendahl (1933–2013), Politikerin (SPD)
- Michael Pfleghar (1933–1991), Filmregisseur und Fernsehproduzent
- Helmuth Rilling (* 1933), Kirchenmusiker, Dirigent und Musikpädagoge
- Johannes Schaaf (1933–2019), Regisseur
- Ottmar Schoch (* 1933), Psychologe
- Wilfried Steuer (* 1933), Manager und Politiker (CDU)
- Hans-Dieter Vogel (1933–2021), politischer Beamter
- Peter Amelung (1934–2020), Bibliothekar und Buchwissenschaftler
- Gerhard Betsch (* 1934), Mathematiker und Mathematikhistoriker
- Alwin Binder (1934–2017), Germanist und Literaturwissenschaftler
- Fritz Hackert (1934–2015), Literaturwissenschaftler und Germanist
- Rolf Hüttel (* 1934), Generalleutnant
- Michael May (* 1934), Autorennfahrer
- Gert Reinhart (1934–2007), Rechtswissenschaftler und Hochschullehrer
- Ulrich Renz (1934–2024), Journalist und Historiker
- Walter Schmidt (* 1934), Rechtswissenschaftler, Hochschullehrer
- Eckart Schremmer (1934–2025), Historiker
- Elmar Seebold (* 1934), Germanist und Linguist, Lexikologe und Runologe
- Diether Weik (1934–2002), Maler und Kunsterzieher
- Reinhold Weiss (1934–2022), Produktdesigner
- Manfred Wörner (1934–1994), Jurist und Politiker (CDU)
- Doris Bolk-Weischedel (* 1935), Psychoanalytikerin, Psychiaterin und Neurologin
- Harm-Hinrich Brandt (* 1935), Historiker
- Herbert E. Brekle (1935–2018), Typograph und Sprachwissenschaftler
- Wolfgang Dauner (1935–2020), Keyboarder, Jazzpianist und Filmkomponist
- Ulrich Gaier (* 1935), Literatur- und Kulturwissenschaftler, Hochschullehrer
- Georg Grube (1935–2025), Jurist
- Hans-Peter Haas (* 1935), Pionier des künstlerischen Siebdrucks
- Annemarie Hanke (1935–1992), Politikerin (CDU)
- Reiner Heeb (1935–2023), Landrat
- Rolf Keller (1935–1998), Ministerialbeamter
- Helmut Lachenmann (* 1935), Komponist und Kompositionslehrer
- Karl-Heinrich Lebherz (* 1935), ehemaliger Oberbürgermeister von Winnenden
- Manfred Lieb (1935–2017), Zivil-, Arbeits-, Handels- und Gesellschaftsrechtler
- Eva Mayr-Stihl (1935–2022), Unternehmerin
- Ottmar Mohring (1935–2015), Bildhauer
- Klaus Piltz (1935–1993), Industriemanager
- Ferdinand Alexander Porsche (1935–2012), Industriedesigner
- Dieter Schnabel (1935–2024), Rechtsanwalt, Kulturjournalist und Politiker
- Günter Schöllkopf (1935–1979), Zeichner, Grafiker und Maler
- Hermann Scholl (* 1935), Unternehmer
- Erwin Springer (1935–1981), Landtagsabgeordneter der CDU in Baden-Württemberg
- Heinz Unbehauen (1935–2019), Ingenieur für Regelungstechnik
- Diethelm Winter (* 1935), Verwaltungsjurist und Politiker
- Hans Peter Bleuel (1936–2023), Schriftsteller
- Manfred Bopp (1936–2006), Fußballspieler
- Peter Deyhle (* 1936), Schweizer Gastroenterologe
- Gerhard Ertl (* 1936), Physiker und Nobelpreisträger
- Hanns Gabelmann (1936–1996), Klassischer Archäologe
- Rolf Gleiter (* 1936), Chemiker, Hochschullehrer
- Egon Gramer (1936–2014), Autor, Germanist und Pädagoge
- Hans Hafenbrack (* 1936), Journalist und Theologe
- Klaus Hahnzog (1936–2025), Jurist und Politiker (SPD)
- Michael Peter Holm (1936–2009), Bühnenschauspieler
- Gunther Jauss (1936–2016), Architekt
- Günter Klass (1936–1967), Autorennfahrer
- Manfred Klein (1936–2012), Politiker, MdL und Bürgermeister
- Manfred List (* 1936), Politiker (CDU)
- Peter Mailänder (* 1936), Jurist, Richter am Verfassungsgerichtshof Baden-Württemberg
- Bernhard Mann (* 1936), Historiker
- Werner Mitsch (1936–2009), Aphoristiker
- Walter Rabe (1936–2021), Künstler, Zeichner, Grafiker und Hochschullehrer
- Angela Schmid (* 1936), Schauspielerin
- Ingeborg Schumacher (1936–2008), Schauspielerin
- Heinz Schwarzbach (* 1936), Architekt, Städtebauer und Hochschullehrer
- Eckhart Schweizer (1936–2016), Biochemiker und Hochschullehrer
- Günter Seibold (1936–2013), Fußballspieler
- Michael Sexauer (1936–2006), Jurist und Politiker (SPD)
- Clemens von Sonntag (1936–2013), Chemiker
- Günter Steckkönig (* 1936), Autorennfahrer
- Karlheinz Stierle (* 1936), Romanist und Literaturwissenschaftler
- Heinz Teufel (1936–2007), Galerist für Konkrete Kunst
- Rüdiger Vischer (1936–2017), Altphilologe
- Ingrid Walz (* 1936), Politikerin (FDP)
- Clemens Winckler (1936–2014), Politiker (CDU)
- Rolf Ziegler (* 1936), Soziologe
- Manfred Autenrieth (* 1937), Landrat des Landkreises Rottweil
- Hermann Balle (* 1937), Verleger
- Peter Buck (1937–2024), Cellist
- Christoph Burger (* 1937), evangelischer Theologe und Bibliothekar
- Wolfgang Duffner (* 1937), Schriftsteller
- Theodor Ebert (* 1937), Politikwissenschaftler, Soziologe und Friedensforscher
- Hans Eideneier (* 1937), Byzantinist, Neogräzist und Übersetzer
- Gertrud Frank (1937–1974), Regieassistentin, Dramaturgin und Lektorin
- Sieglinde Frank (* 1937), Autorin und schwäbische Mundart-Dichterin
- Ernst Hagenmeyer (* 1937), Elektroingenieur und Energiemanager
- Bernhard Hänsel (1937–2017), Archäologe
- Ingo Klöcker (* 1937), Ingenieur, Produktdesigner, Künstler und Hochschullehrer
- Walter Koechner (* 1937), US-amerikanischer Elektroingenieur
- Stefan Leber (1937–2015), anthroposophischer Funktionär und Autor
- Ewald Liska (1937–2017), Physiker und Musiker
- Hans Georg Majer (* 1937), Turkologe und Hochschullehrer
- Volker Mohnen (1937–2022), Atmosphärenforscher
- Josua Reichert (1937–2020), Drucker, Typograf, Grafiker und Autor
- Manfred Reiner (1937–2023), Fußballspieler und -trainer
- Hans Rühle (* 1937), Leiter des sozialwissenschaftlichen Instituts der Konrad-Adenauer-Stiftung
- Roland Rühle (1937–2012), Wissenschaftler und Hochschullehrer
- Gerhard Schäfer (* 1937), Richter am Bundesgerichtshof
- Helmut Schauer (1937–2001), Gewerkschafter
- Klaus Schober (1937–2013), Unternehmer
- Hans-Martin Sixt (* 1937), Theologe und Politiker (SPD)
- Adolf M. Steiner (* 1937), Botaniker, Pflanzenphysiologe und emeritierter Professor
- Bruno Stickroth (1937–2017), Schauspieler, Moderator und Frisör
- Ursula Stock (* 1937), Bildhauerin, Malerin und Zeichnerin
- Walter Stöhrer (1937–2000), Maler
- Thomas von der Vring (* 1937), Historiker, Soziologe und Volkswirtschaftler
- Hartmut Wasser (1937–2024), Politikwissenschafter und Amerikanist
- Siegfried Zepf (1937–2021), Psychoanalytiker, Psychosomatiker und Universitätsprofessor
- Utz Aichinger (1938–2023), Hockeyspieler
- Winfried Albiez (1938–1984), Orgelbauer
- Hans-Dieter Bader (1938–2022), Opernsänger
- Utz Baitinger (* 1938), Ingenieur, Informatiker und Hochschullehrer
- Manfred Bertele (1938–2025), Brigadegeneral
- Gernot Boche (1938–2011), Chemiker
- Dieter Bockhorn (1938–1983), Hamburger Kiezgröße
- Karl-Dieter Bodack (1938–2025), Ingenieur und Designer
- Rolf Deyhle (1938–2014), Unternehmer, Kunstsammler und Kunstmäzen
- Peter Eitel (* 1938), Historiker und Archivar
- Herbert Gleiter (* 1938), Physiker und Materialwissenschaftler
- Dieter Glemser (* 1938), Autorennfahrer
- Dietrich Haarer (* 1938), Physiker
- Gerhard Hennig (* 1938), evangelischer Theologe und Hochschullehrer
- Jörg Hugel (1938–2022), Elektroingenieur und Hochschullehrer
- Rolf Isermann (* 1938), Professor
- Rainer Jooß (1938–2007), Historiker, Autor und Hochschullehrer
- Karin Kernke (* 1938), Schauspielerin und Synchronsprecherin
- Volker Klenk (* 1938), Politiker und Landtagsabgeordneter (FDP)
- Michael Klett (* 1938), Verleger Ernst Klett Verlag
- Friedrich-Wilhelm Lübbe (* 1938), Brigadegeneral der Luftwaffe der Bundeswehr
- Günter Mäder (1938–2018), Fußballspieler
- Siegfried Maser (1938–2016), Philosoph, Mathematiker und Physiker
- Peter Cornelius Mayer-Tasch (* 1938), Professor
- Dieter Mohrlok (1938–2010), Schachspieler
- Bernd Mühleisen (1938–2024), Handballspieler
- Christoph Müller (1938–2024), Verleger, Kunstsammler und Mäzen
- Frieder Nake (* 1938), Mathematiker, Informatiker und Pionier der Computerkunst
- Eberhard Pfisterer (* 1938), Fußballspieler
- Fritz-Dieter Rothacker (1938–2001), Grafiker und Hochschullehrer
- Manfred Rühle (* 1938), Physiker
- Manfred Schneckenburger (1938–2019), Kunsthistoriker und Hochschullehrer
- Eberhard Schoener (* 1938), Dirigent und Komponist
- Peter Schopfer (* 1938), Botaniker
- Elisabeth Schwarz (* 1938), Schauspielerin
- Robert Schweizer (1938–2025), Jurist und Hochschullehrer
- Franz Stetter (* 1938), Informatiker
- Walter Trefz (1938–2021), Förster, Umweltaktivist, Kommunalpolitiker und Naturphilosoph
- Eugen Dönt (1939–2022), österreichischer Klassischer Philologe
- Axel Dünnwald-Metzler (1939–2004), Unternehmer
- Manfred Erhardt (* 1939), Wissenschaftler und Politiker (CDU)
- Norbert Fischer-Schlemm (* 1939), Verkehrsplaner, Gutachter und emeritierter Professor
- Hartmut Geerken (1939–2021), Musiker, Komponist, Schriftsteller, Publizist, Hörspielautor und Filmemacher
- Günter Herterich (1939–2014), Politiker (SPD)
- Uwe Jacobi (1939–2020), Journalist und Autor
- Alfred Katz (* 1939), Rechtsanwalt, Honorarprofessor und ehemaliger Bürgermeister von Ulm
- Lutz Kayser (1939–2017), Flugzeugbauer, Raketentechniker und Luftfahrttechniker
- Joachim Koch (* 1939), Mediziner und ärztlicher Standespolitiker
- Bernhard Krautter (1939–2018), römisch-katholischer Geistlicher, Domkapitular und Theologe
- Gert von Kunhardt (* 1939), Gesundheitstrainer
- Wolfgang Lipp (1939–2021), Theologe
- Michael Molsner (* 1939), Schriftsteller und Journalist
- Ilse Müller (1939–2019), Managerin
- Lutz Niethammer (1939–2025), Historiker und Hochschullehrer
- Michael Rogowski (1939–2021), Industrieller
- Thomas Rösslein (* 1939), Jurist
- Roland Sauer (* 1939), Politiker (CDU)
- Siegmund Schmidt (1939–2021), Komponist und Kirchenmusiker
- Monika Schoeller (1939–2019), Verlegerin und Mäzenin
- Hanns Ulrich Seitz (1939–2011), Pflanzenphysiologe
- Siegmund Seybold (* 1939), Botaniker, Florist und Museumsbiologe
- Ulrich Stadler (* 1939), Germanist und Hochschullehrer
- Klaus Steinbrück (1939–2023), Orthopäde
- Volker Stoltz (* 1939), Volkswissenschaftler
- Wilfried Stroh (1939–2025), Philologe
- Ulrich Stückle (* 1939), Politiker (CDU)
- Gerburg Treusch-Dieter (1939–2006), Professorin
- Helga Ulmer (1939–2023), Politikerin (SPD)
- Christoph Valentien (* 1939), Landschaftsarchitekten, Stadtplaner, Universitätsprofessoren und Autoren
- Michael Wörrle (* 1939), Althistoriker
- Götz Adriani (* 1940), Kunsthistoriker
- Veronika Bayer (1940–2008), Schauspielerin
- Peter Derleder (1940–2018), Jurist
- Walter Fürst (1940–2021), katholischer Seelsorger, Priester und Pastoraltheologe
- Hartmut Gabler (* 1940), Sportpsychologe, Sportwissenschaftler
- Klaus F. Geiger (* 1940), Sozialwissenschaftler
- Nikolaus von Georgi (* 1940), Maler
- Peter Glemser (* 1940), Radrennfahrer
- Hannelore Grimm (* 1940), Psychologin
- Roland Haug (1940–2021), Journalist und Autor
- Wolfgang Hess (* 1940), Ingenieur, Linguist und Hochschullehrer
- Philine Kalb (* 1940), Prähistorikerin
- Christoph Keller (1940–2015), Theologe
- Dietrich Keppler (* 1940), Biochemiker und Mediziner
- Klaus-Peter Klaiber (* 1940), Diplomat
- Peter Lauster (* 1940), Psychologe und Autor
- Uwe Lohrer (* 1940), Grafikdesigner
- Klaus Mahler (1940–2011), Architekt und Hochschullehrer
- Hannelore Neeb (1940–2015), Malerin und Bildhauerin
- Hansotto Reiber (* 1940), Biochemiker
- Helmut Ruge (1940–2014), Kabarettist, Autor, Regisseur und Schauspieler
- Eberhard Schaich (* 1940), Wirtschaftswissenschaftler
- Gerhard Schweizer (* 1940), Kulturwissenschaftler und freier Schriftsteller
- Volker Schweizer (* 1940), Geologe und Paläontologe
- Wolfgang Steck (* 1940), evangelischer Theologe
- Hans-Peter Stopper (1940–2016), Fußballspieler
- Wolfgang Stürner (* 1940), Historiker
- Gerhard Vinnai (* 1940), Sozialpsychologe
- Edgar Wais (* 1940), Politiker
- Eberhard Weber (* 1940), Jazz-Bassist und -komponist
- Roland Wesner (1940–1987), Maler
- Gunhild Wilms (* 1940), Historikerin
- Jürgen Wolters (1940–2015), Wirtschaftswissenschaftler und Hochschullehrer

#### 1941 bis 1950
- Dieter Auch (* 1941), Politiker (SPD)

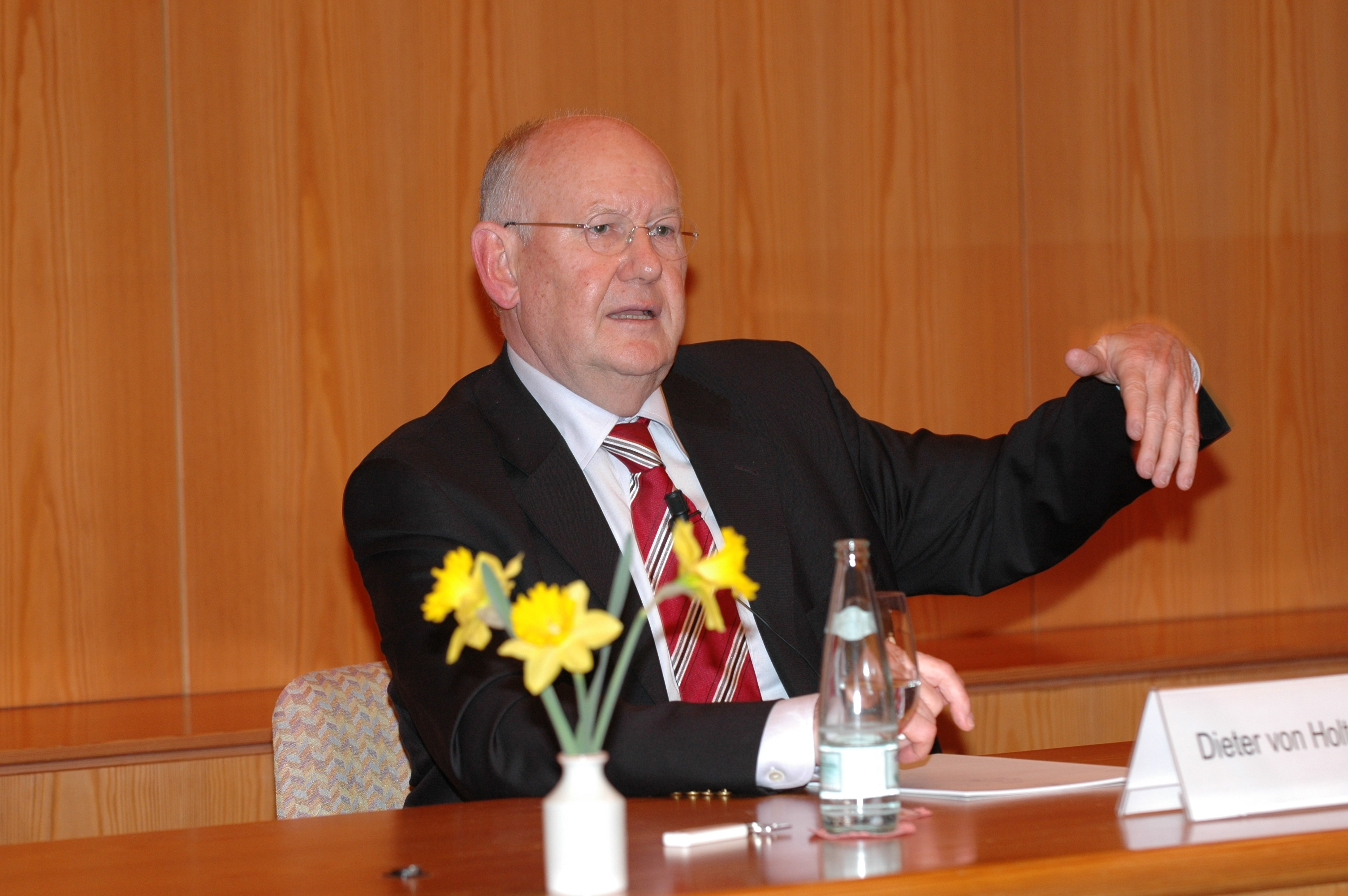
Dieter von Holtzbrinck

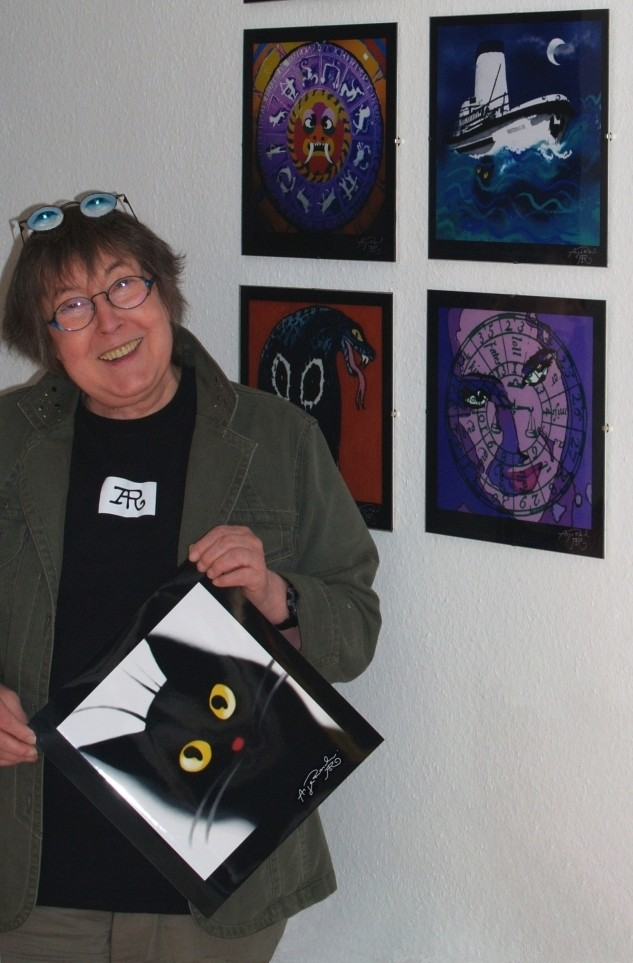
Aiga Rasch

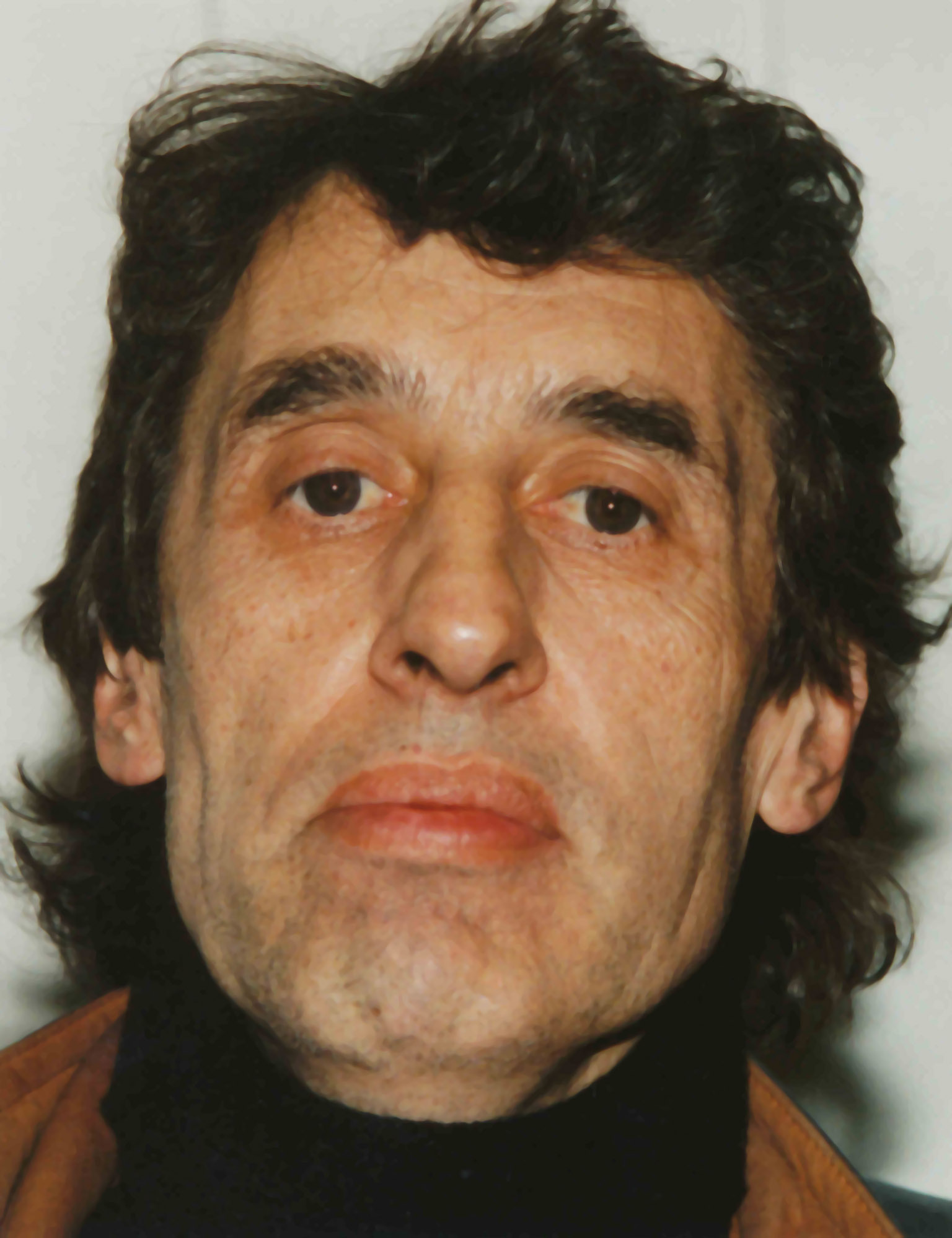
Jörg Pleva

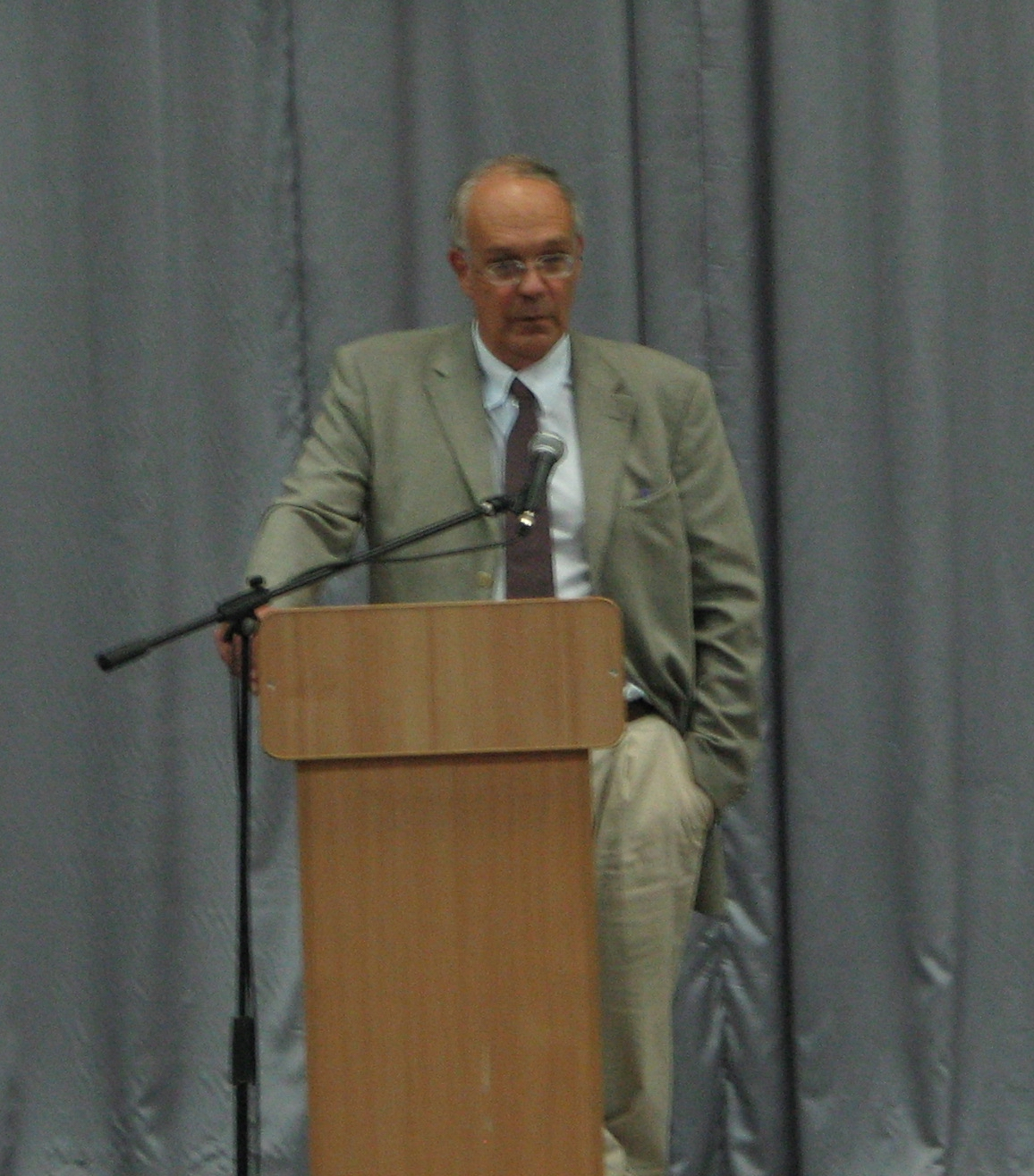
Bert Sakmann

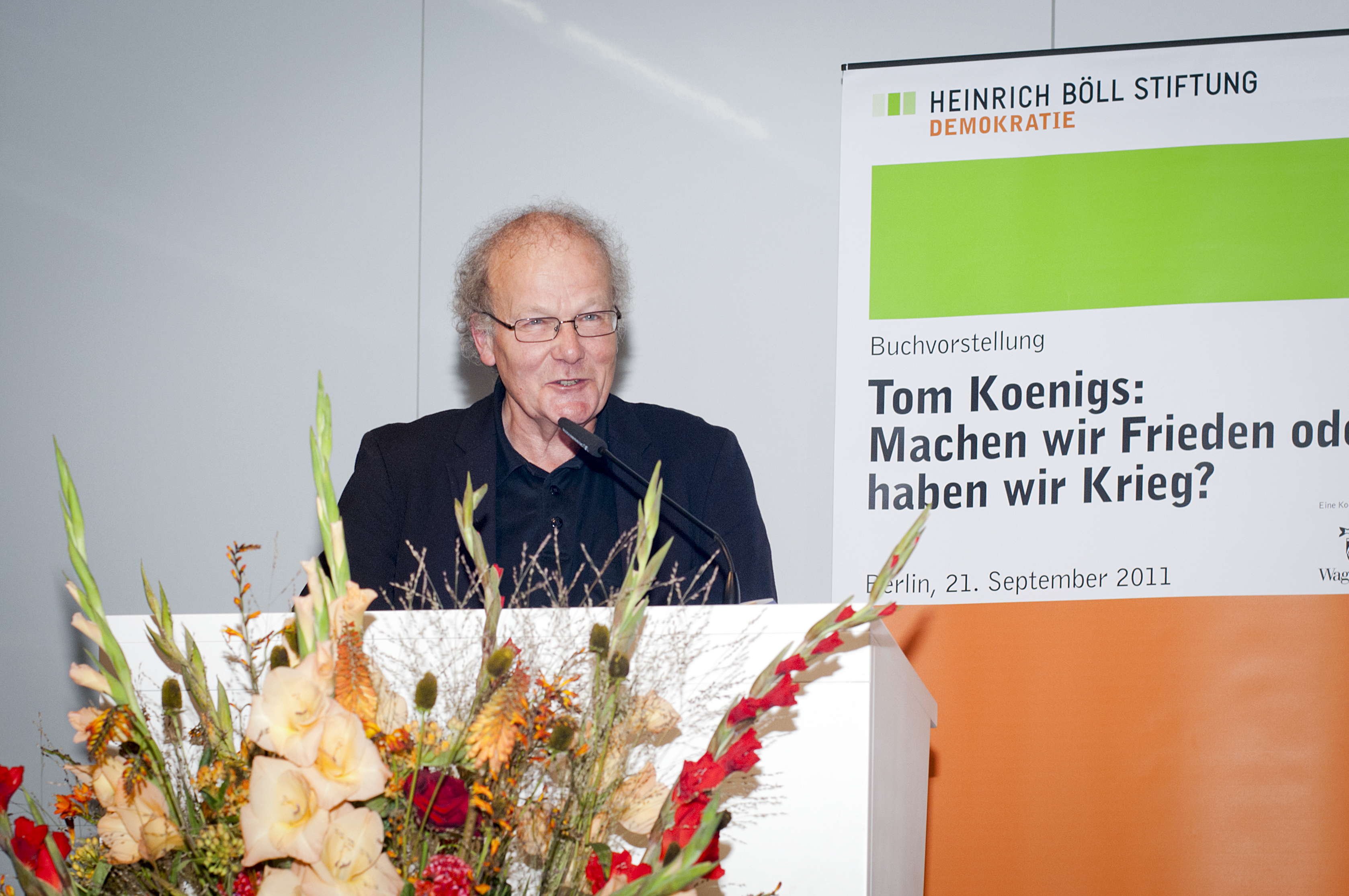
Joscha Schmierer

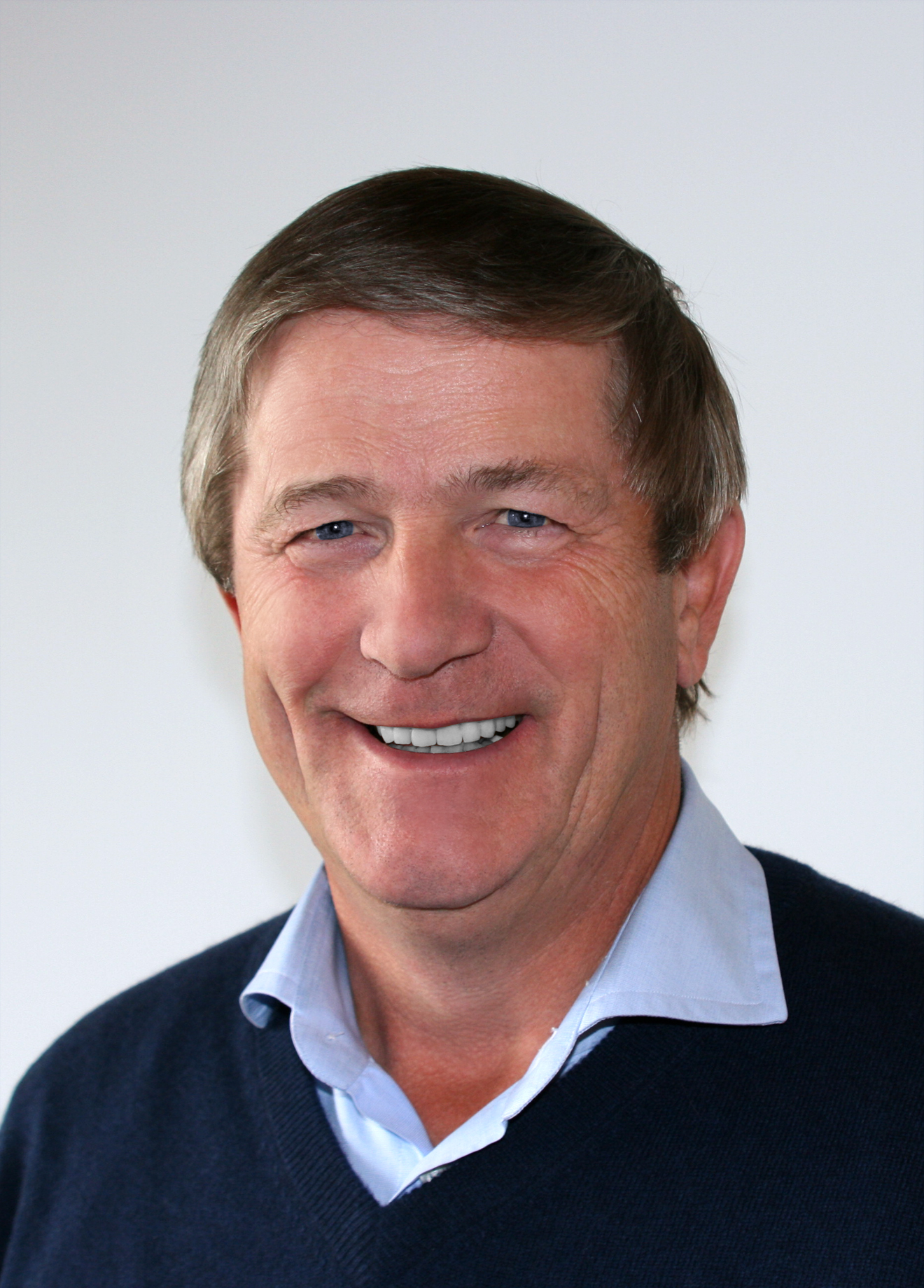
Wolfgang Weng

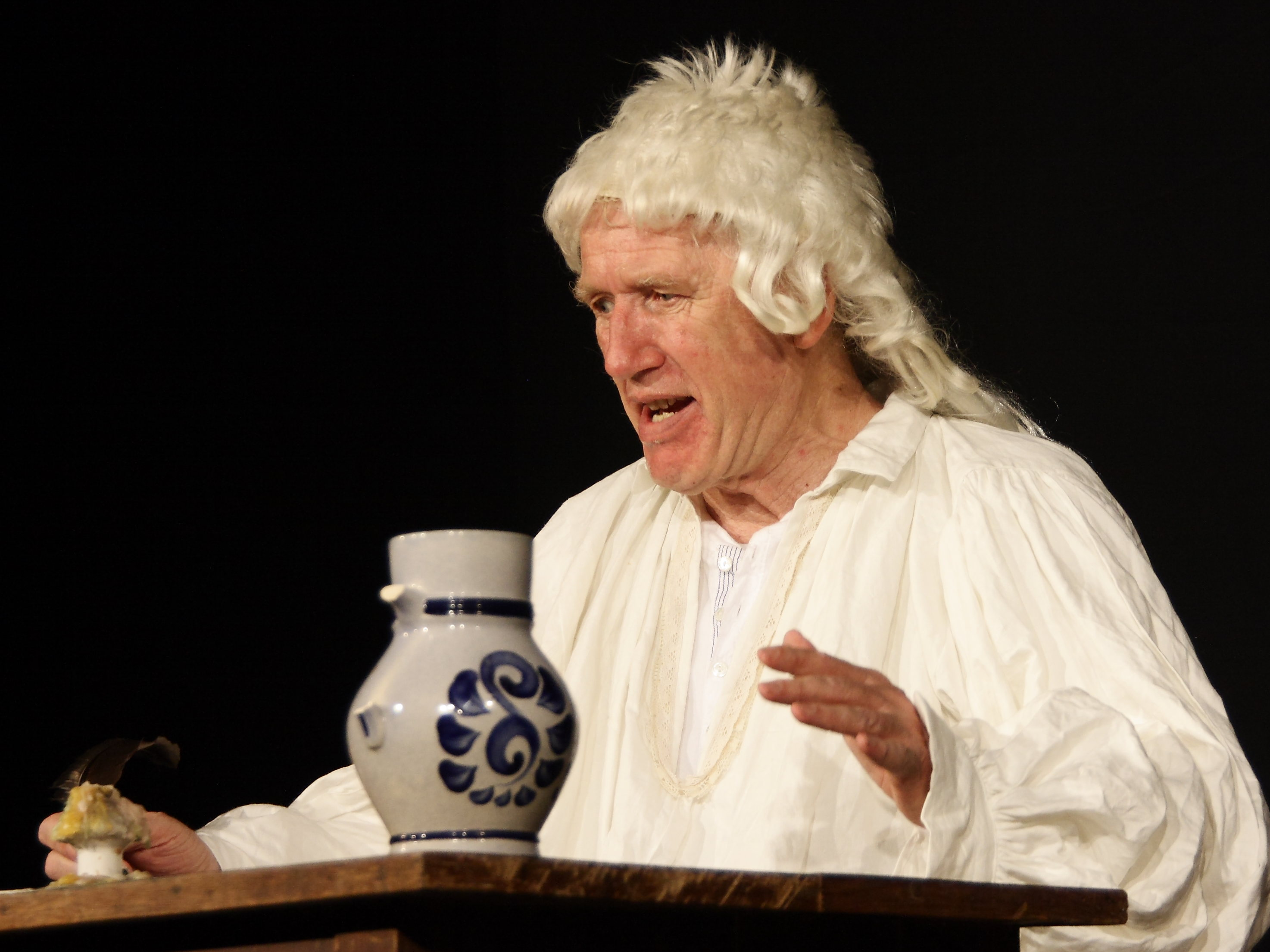
Albrecht Metzger

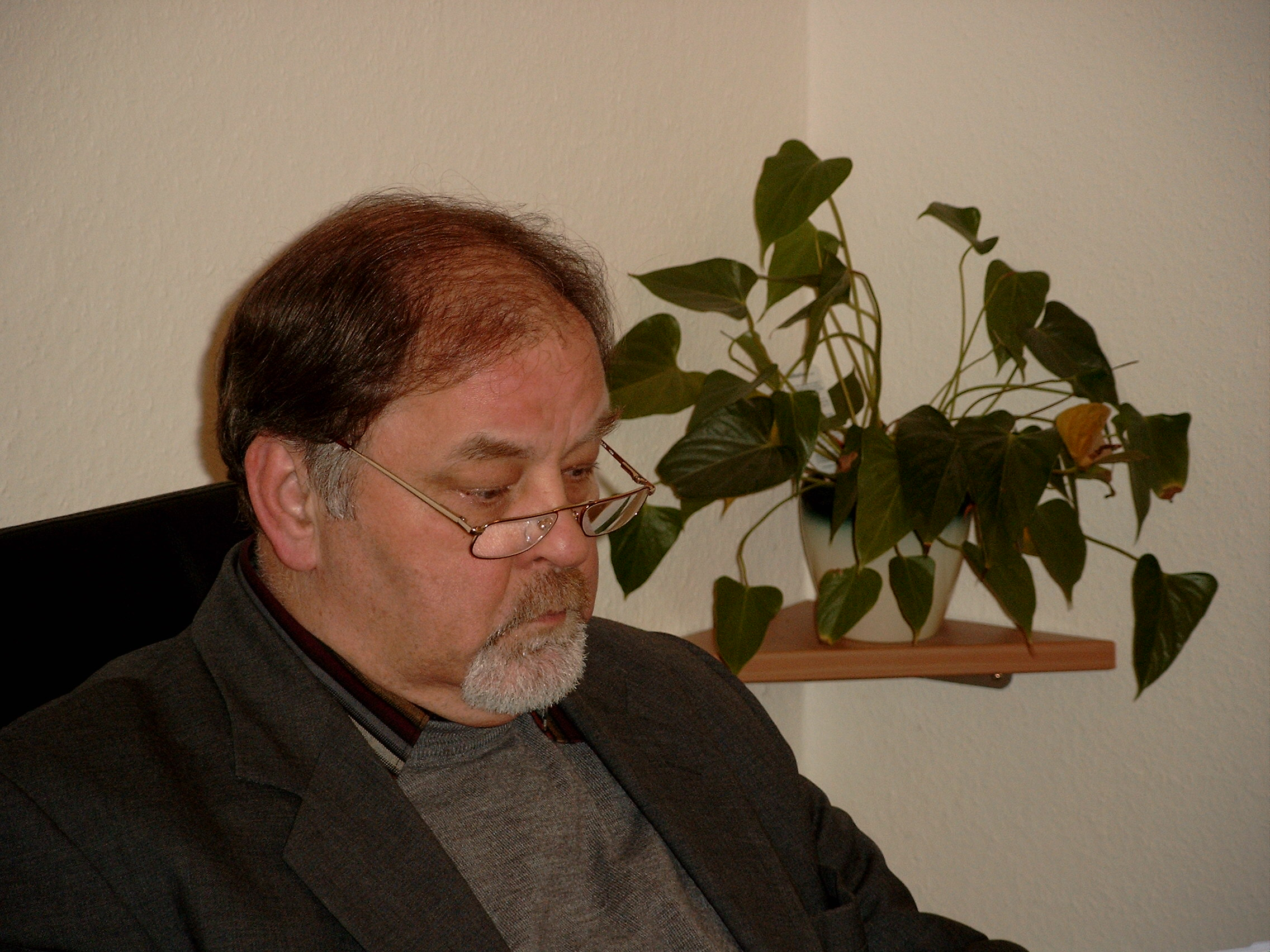
Wolfgang Brinkel

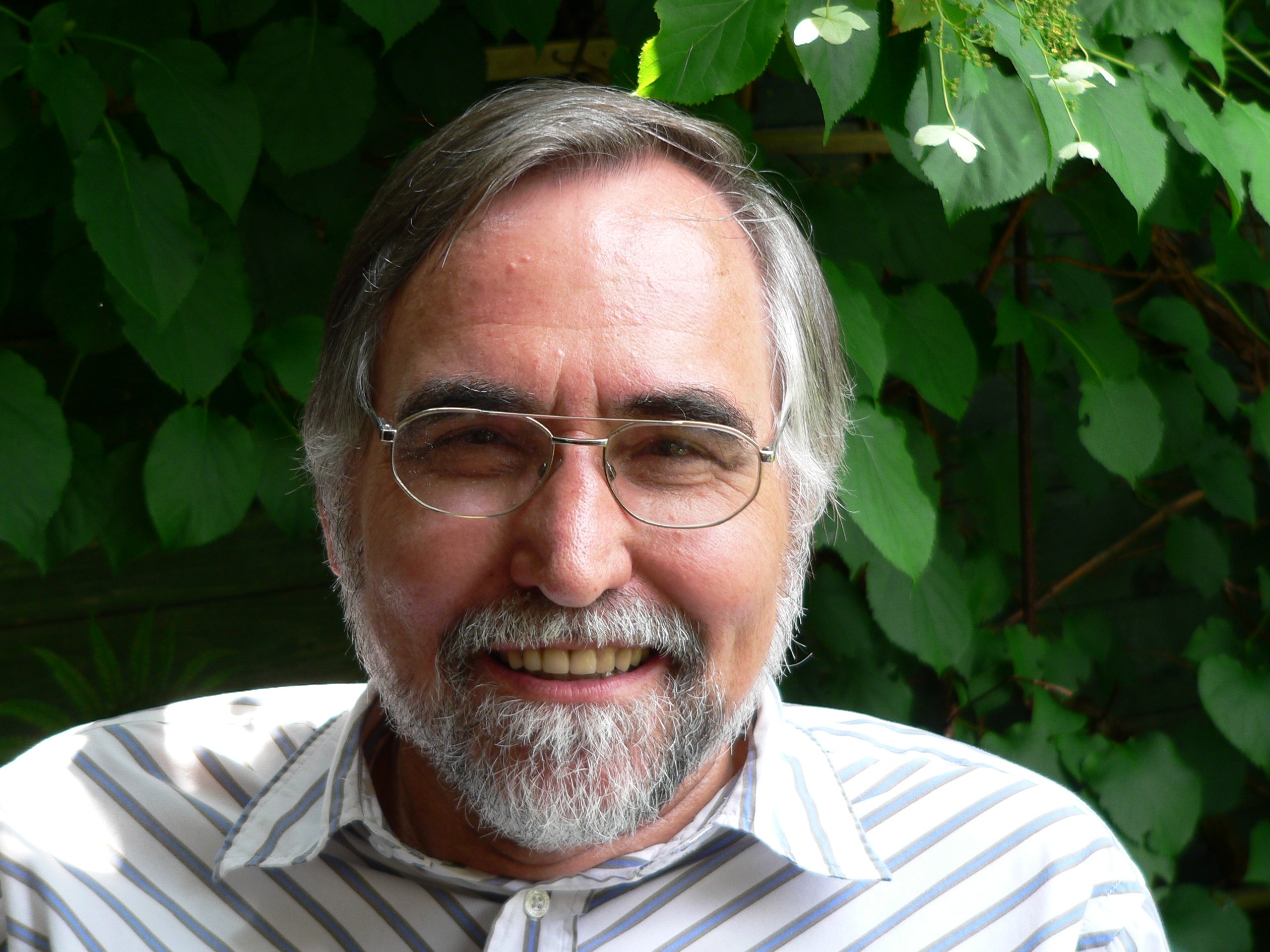
Hans-Dieter Mutschler

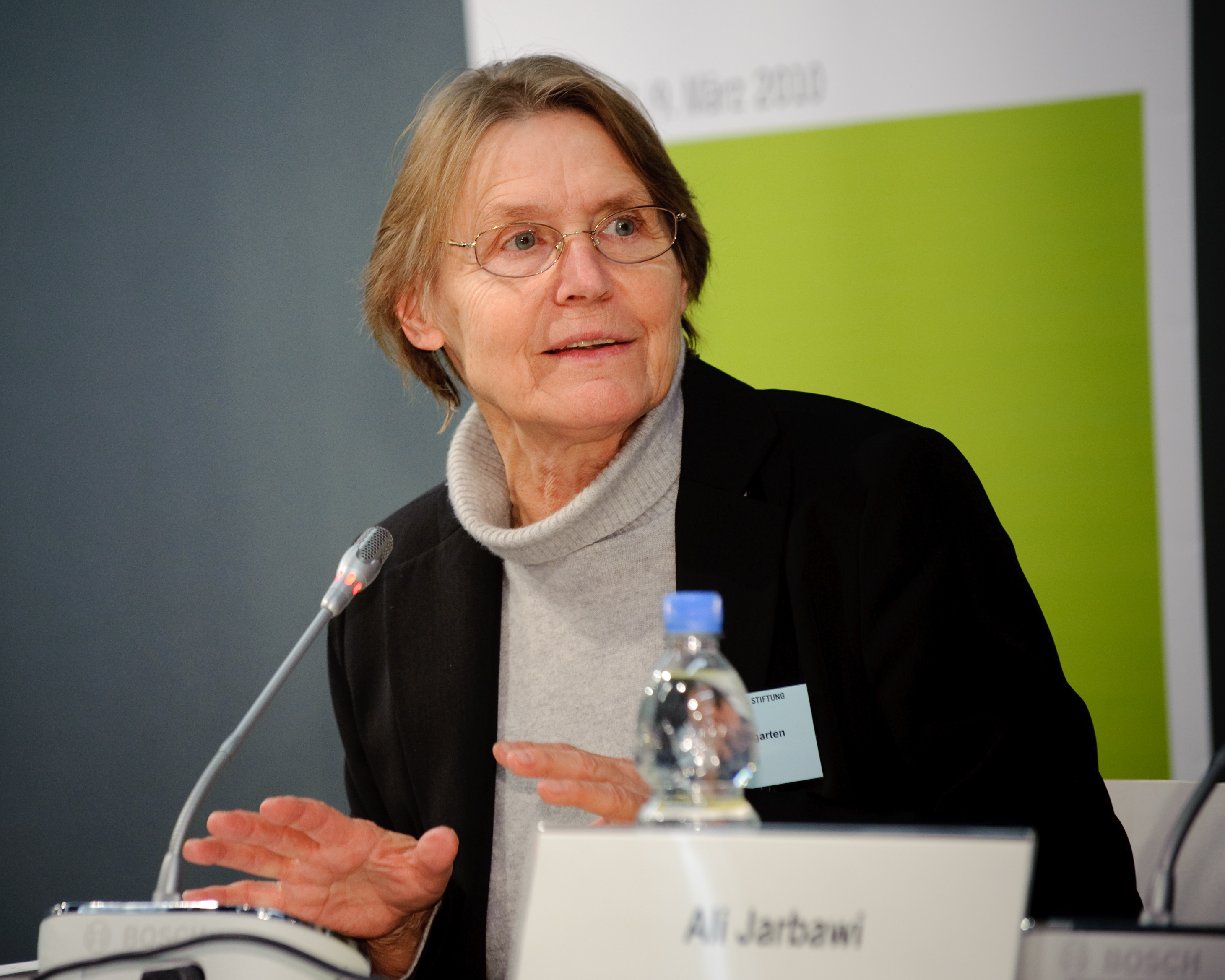
Helga Baumgarten

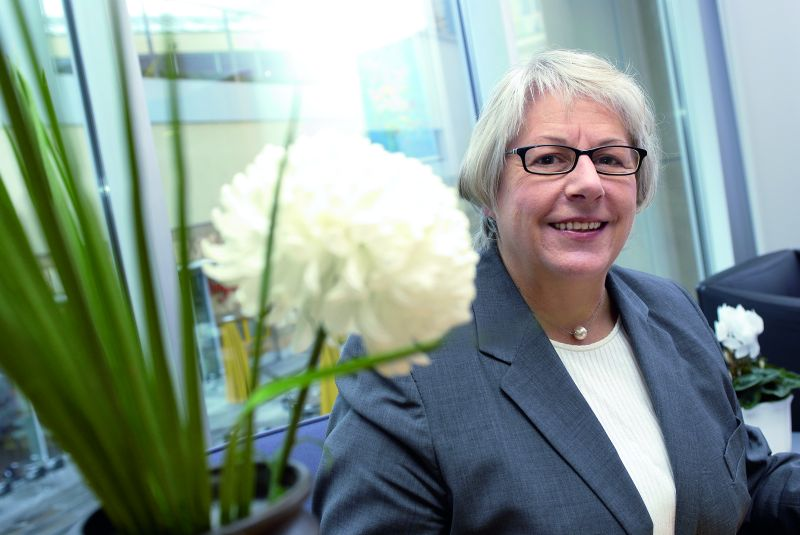
Heiderose Berroth

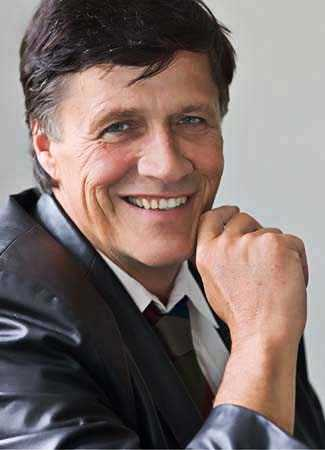
Ulrich Maurer

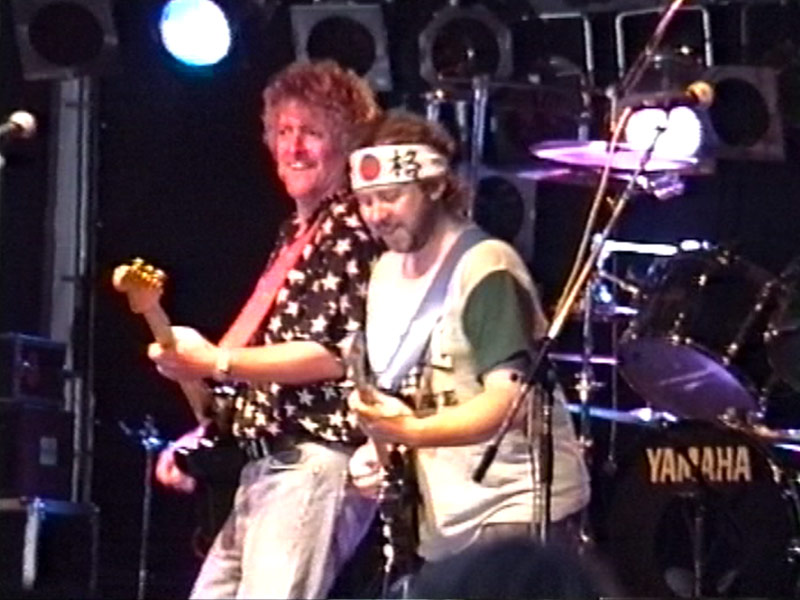
Wolle Kriwanek (l.)

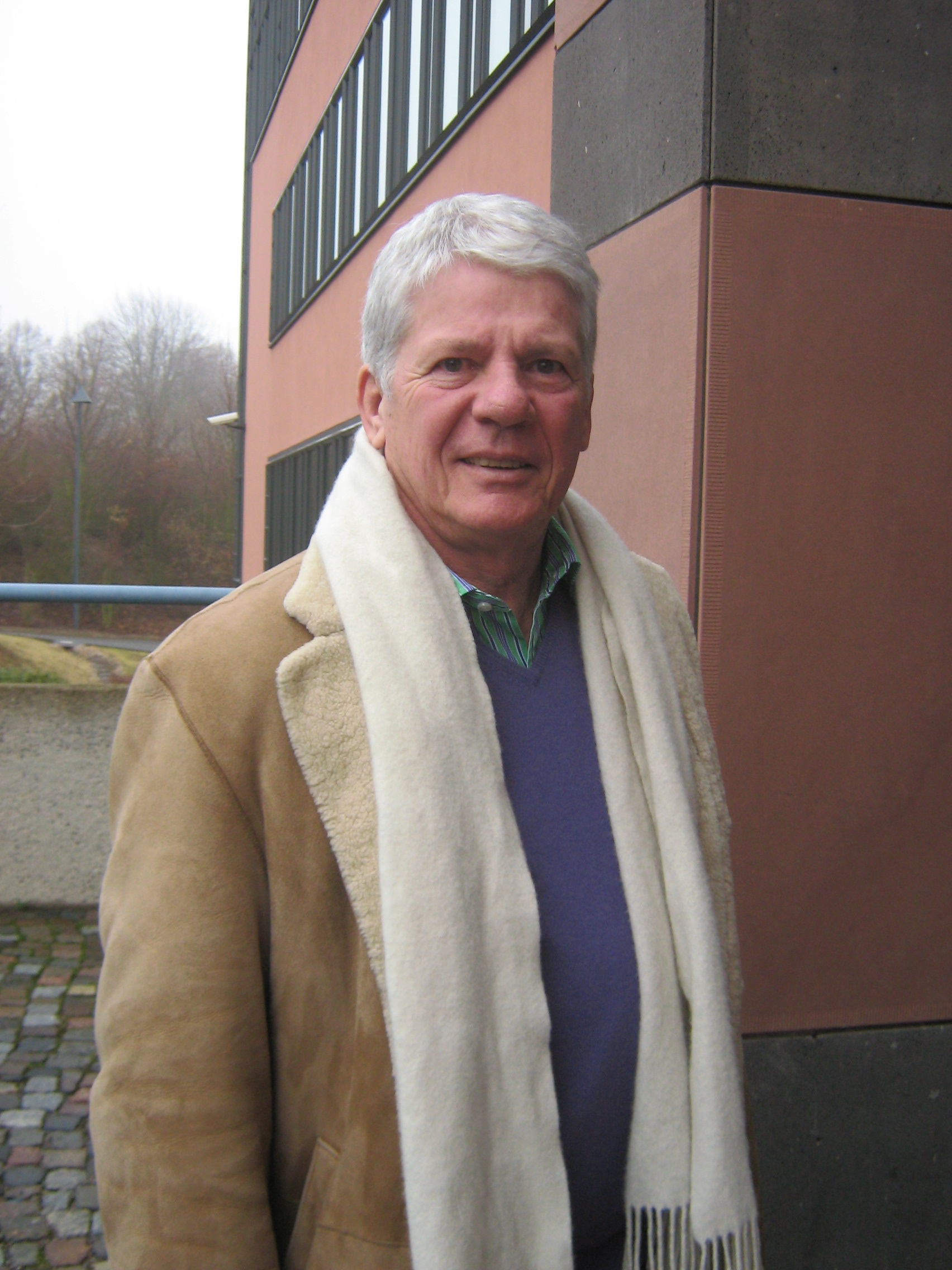
Thomas M. Stein

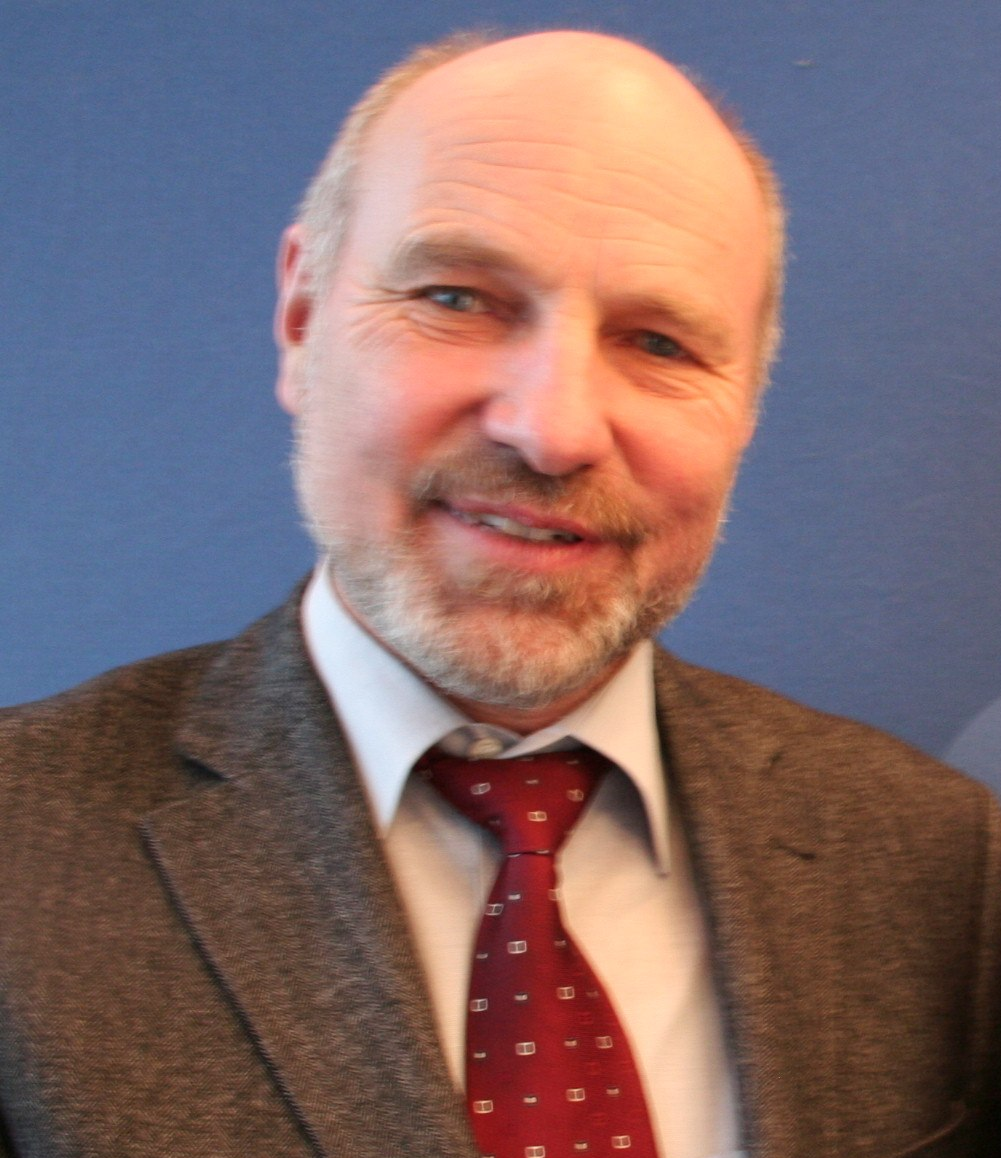
Rainer Arnold

- Bernhard Blanke (1941–2014), Politikwissenschaftler
- Eberhard Braun (1941–2006), Philosoph
- Werner Dittmann (1941–2002), deutscher Sonderpädagoge, Psychologe und Hochschullehrer
- Hartmut Elsenhans (1941–2024), Politologe
- Gudrun Endress (* 1941), Jazz-Journalistin
- Eugen Fleischmann (1941–2017), Kommunalpolitiker, Oberbürgermeister von Balingen
- Peter C. Hägele (* 1941), Physiker
- Roland Hantzsche (* 1941), Karateka
- Winfried Hecht (1941–2024), Historiker, Stadtarchivar in Rottweil
- Hans G. Hönig (1941–2004), Translationswissenschaftler
- Dieter von Holtzbrinck (* 1941), Verleger
- Horst K. Jandl (1941–2023), österreichischer Maler
- Peter Jochen Kemmer (1941–2022), Schauspieler, Sprecher und Bühnenautor
- Ulrich Köpf (* 1941), Kirchenhistoriker
- Edgar Kurz (* 1941), Unternehmer und Sportfunktionär
- Wolfgang Lämmle (1941–2019), Künstler und Kunstfälscher
- Uwe Lausen (1941–1970), Maler
- Werner Lener (* 1941), Jazzmusiker
- Rolf Linkohr (1941–2017), Politiker (SPD)
- Volker Lutz (1941–2020), Chorleiter, Dirigent, Organist, Kirchenmusikdirektor und Hochschullehrer
- Helmut Millauer (1941–2014), evangelisch-lutherischer Regionalbischof und Lieddichter
- Hubert Münch (* 1941), Fußballspieler und -trainer
- Elke Neidhardt (1941–2013), Schauspielerin und Opernregisseurin
- Volker Nollau (1941–2017), Mathematiker und Politiker (CDU)
- Günter Oesterle (* 1941), Literatur- und Kulturwissenschaftler
- Victor Pfaff (* 1941), Rechtsanwalt
- Sigrid Poser (1941–2004), Neurologin
- Aiga Rasch (1941–2009), Illustratorin, Grafikerin und Malerin
- Bernd Reichert (* 1941), Politiker (CDU)
- Karin Reichert-Frisch (* 1941), Leichtathletin
- Gert Schäfer (1941–2012), Politikwissenschaftler und Hochschullehrer
- Hartmut Scheer (1941–2025), Diplomat
- Dieter H. Scheuing (* 1941), Rechtswissenschaftler
- Siegfried Schmalzriedt (1941–2008), Musikwissenschaftler, Hochschullehrer und Prorektor
- Ulrich Schwab (* 1941), Theaterleiter
- Frank Strecker (1941–2000), Schauspieler, Regisseur und Autor
- Knut Urban (* 1941), Physiker
- Roland W. (1941–2009), Schlagersänger
- Ulrich Wandruszka (* 1941), Linguist, Romanist und Hochschullehrer
- Konrad Weckerle (1941–2023), Jurist
- Jürgen Arne Bach (1942–2024), Verleger und Historiker
- Andreas Birken (1942–2019), Historiker, Kartograph, Komponist und Philatelist
- Hans-Peter Bühler (* 1942), Kunsthändler, Kunsthistoriker und Mäzen
- Roland Burgard (* 1942), Stadtplaner, Architekt und Hochschullehrer
- Holk Cruse (* 1942), Biologe
- Hans Daiber (1942–2024), Orientalist
- Michael Dieterich (* 1942), Professor
- Martin Dolde (* 1942), Ingenieur und Kirchenpolitiker
- Gerhard Goll (* 1942), Jurist, Politiker (CDU) und Wirtschaftsmanager
- Karl Erich Grözinger (* 1942), Judaist und Religionswissenschaftler
- Hans Gutbrod (1942–2025), Physiker
- Ulrich Haarmann (1942–1999), Islamwissenschaftler
- Jürgen Harrer (* 1942), Politikwissenschaftler und Verleger
- Wilfried Hartmann (* 1942), Historiker
- Rotraud von der Heide (* 1942), Künstlerin und Aktionskünstlerin
- Gunter Huppenbauer (* 1942), Bauingenieur
- Ulrich Klein (* 1942), Altphilologe und Numismatiker
- Gottfried Knapp (* 1942), Kunstkritiker und Autor
- Wolfgang Kramer (* 1942), Spieleautor
- Ulrich Müller (* 1942), Historiker
- Jürgen Offenbach (* 1942), Journalist
- Ulrich Pfeifle (* 1942), Politiker (SPD)
- Jörg Pleva (1942–2013), Schauspieler, Synchronsprecher und Theaterregisseur
- Hartmann Reim (* 1942), Archäologe
- Ulrich Reuling (1942–2000), Historiker und Weltmeister im Diskuswurf
- Mascha Riepl-Schmidt (* 1942), Literaturwissenschaftlerin
- Andy Rihs (1942–2018), Schweizer Unternehmer
- Bert Sakmann (* 1942), Mediziner und Nobelpreisträger
- Rolf Sauerwein (1942–2014), Zeichner
- Joscha Schmierer (* 1942), Politiker und Publizist
- Rolf Dieter Schraft (* 1942), Robotiker
- Rolf Schübel (* 1942), Filmregisseur
- Jochen Schneider (1942–2020), Kanute, Vizeweltmeister
- Horst Schwarz (* 1942), Ringer
- Werner Paul Sohnle (1942–2008), Bibliothekar
- Michael Spohn (1942–1985), Schriftsteller und Zeichner
- Frank Stähle (1942–2015), Kirchenmusiker, Chorleiter und Konservatoriums-Direktor
- Hans-Paul Steiner (* 1942), Koch
- Wolfgang Weng (* 1942), Politiker (FDP)
- Wolfgang Zeh (* 1942), Verwaltungswissenschaftler
- Joerg Adae (* 1943), Schauspieler und Hörspielsprecher
- Ulrich Bez (* 1943), Unternehmer und Ingenieur
- Jutta Dahl (* 1943), evangelische Pfarrerin
- Paul G. Deker (1943–2011), Jazzfotograf
- Friedman Paul Erhardt (1943–2007), deutsch-amerikanischer Fernsehkoch
- Ekbert Hering (* 1943), Physiker und Wirtschaftswissenschaftler, Hochschullehrer und -rektor
- Hartmut Katz (1943–1996), Finnougrist, Uralist, Samojedist und Indogermanist
- Ulrich Maier (* 1943), Kommunalpolitiker und Verbandspräsident
- Hansjörg Mayer (* 1943), Drucker und Verleger
- Jochen Meißner (* 1943), Ruderer
- Helmut Nanz (1943–2020), Unternehmer
- Karl Ulrich Nuss (* 1943), Bildhauer
- Wolfgang Porsche (* 1943), Manager
- Mahmoud Bodo Rasch (* 1943), Architekt
- Jürgen Rath (* 1943), Seefahrer, IT-Entwickler und Publizist
- Roman Ritter (* 1943), Schriftsteller
- Hans Ulrich Rudolf (* 1943), Historiker und Hochschullehrer
- Peter Schlack (* 1943), schwäbischer Mundartdichter, bildender Künstler und Jazzmusiker
- Dieter Spöri (* 1943), Politiker (SPD)
- Roland Ströbele (1943–2021), Politiker (CDU)
- Rolf Stürner (* 1943), Jurist und Professor
- Helga Weippert (1943–2019), Alttestamentlerin, Hochschullehrerin und Vorsitzende des Deutschen Vereins zur Erforschung Palästinas
- Hansjörg Weitbrecht (* 1943), Verleger
- Ulrich Widmaier (* 1943), Jurist
- Hans-Jörg Bullinger (* 1944), Arbeitswissenschaftler
- Friedrich Fröschle (* 1944), Organist und Kirchenmusikdirektor
- Anita Höfer (* 1944), Schauspielerin und Synchronsprecherin
- Ekkehard Kohlhaas (1944–2017), Bundesanwalt
- Eva-Maria Kurz (1944–2023), Diplom-Psychologin und Schauspielerin
- Wolfgang Lieb (* 1944), Jurist, Publizist und Politiker (SPD)
- Marlinde Massa (1944–2014), Hockeyspielerin
- Werner Metz (* 1944), Schachspieler
- Klaus W. Müller (1944–2019), evangelischer Theologe und Hochschullehrer
- Christof Nel (1944–2024), Theater- und Opernregisseur
- Wolfgang Schluchter (1944–2018), Sozialwissenschaftler
- Peter Teicher (* 1944), Wasserballspieler
- Klaus Wahl (* 1944), Sozialwissenschaftler und Aggressionsforscher
- Eike Geisel (1945–1997), Journalist und Essayist
- Olli Maier (1945–2011), Schauspieler und Sänger
- Irmela Mensah-Schramm (* 1945), Aktivistin für Menschenrechte
- Albrecht Metzger (* 1945), Moderator, Journalist und Kabarettist
- Alfred Mueck (* 1945), Chemiker und Mediziner
- Rainer Prewo (* 1945), Politiker (SPD)
- Uli Röhm (1945–2022), Fernsehjournalist, Wirtschaftsredakteur und Autor
- Winfrid Alber (* 1946), Verwaltungsjurist
- Helmut Bachmaier (* 1946), Literaturwissenschaftler und Hochschullehrer
- Brigitte Baumeister (* 1946), Politikerin (CDU)
- Wolfgang Brinkel (* 1946), Sozialwissenschaftler und Publizist
- Siegfried Broß (* 1946), Rechtswissenschaftler
- Christoph Deutschmann (* 1946), Soziologe
- Heinz Alfred Gemeinhardt (* 1946), Historiker und Archivar
- Constance Grewe (* 1946), deutsch-französische Juristin
- Benjamin Henrichs (* 1946), Theater- und Literaturkritiker sowie Verfasser von Essays
- Samuel Kassow (* 1946), US-amerikanischer Historiker
- Konrad Krimm (* 1946), Historiker und Archivar
- Bernhard Lang (* 1946), katholischer Theologe
- Kurt Joachim Lauk (* 1946), Politiker (CDU)
- Peter Mühldorfer (* 1946), Maler, Grafiker und Illustrator
- Hans-Dieter Mutschler (* 1946), Professor
- Doris Natusch (1946–2016), Landtagsabgeordnete (FDP)
- Ulrich Otto (* 1946), Konteradmiral
- Gerhard Raff (* 1946), Historiker
- Tilman Rothermel (* 1946), Künstler und Galerist
- Helmut Schweizer (* 1946), Künstler
- Helga Baumgarten (* 1947), Politikwissenschaftlerin
- Rainer Beck (* 1947), Kunsthistoriker
- Hans Beller (* 1947), Autor, Filmregisseur und Dozent
- Klaus Bergdolt (1947–2023), Medizinhistoriker
- Heiderose Berroth (1947–2022), Politikerin (FDP)
- Helga Breuninger (* 1947), Psychologin, Unternehmensberaterin und Stifterin
- Ditmar Brock (1947–2020), Soziologe
- Elsbeth Dangel-Pelloquin (* 1947), Literaturwissenschaftlerin
- Ruth Eder (* 1947), Schriftstellerin und Journalistin
- Stefan Esser (* 1947), Journalist, Autor und Ghostwriter
- Wolfgang Haigis (1947–2019), Physiker
- Albrecht Hirschmüller (* 1947), Arzt und Medizinhistoriker
- Bernt Kling (* 1947), Politologe und Science-Fiction-Schriftsteller
- Eva Lang (* 1947), Wirtschaftswissenschaftlerin und Hochschullehrerin
- Arno Lederer (1947–2023), Architekt
- Ulrich Lochmann (* 1947), Ministerialbeamter
- Hans-Dieter Mück (* 1947), Kunsthistoriker und Sachbuchautor
- Hans-Joachim Müller (* 1947), Journalist, Kunstkritiker und Autor
- Ulrich Müller-Funk (* 1947), Mathematiker, Wirtschaftsinformatiker und Hochschullehrer
- Rainer Nitschke (* 1947), Moderator
- Andrea Rau (* 1947), Filmschauspielerin und Fotomodell
- Wolfgang Renner (* 1947), Radsportler
- Albrecht Riethmüller (* 1947), Musikwissenschaftler
- Joachim Röhm (* 1947), Übersetzer
- Wolfgang Sailer (* 1947), Jurist
- Elfgard Schittenhelm (* 1947), Leichtathletin
- Wolfgang Christian Schneider (* 1947), Philosoph und Historiker
- René Straub (* 1947), Konzeptkünstler
- Martin Supper (* 1947), Komponist und Hochschullehrer
- Sabine Wackernagel (* 1947), Schauspielerin
- Rotraut Susanne Berner (* 1948), Grafikerin und Illustratorin
- Siegfried Dais (* 1948), Physiker
- Ingolf U. Dalferth (* 1948), Religionsphilosoph und evangelischer Theologe
- Martin Dehli (* 1948), Ingenieur und Hochschullehrer
- Thomas Eichenbrenner (1948–2017), Komponist, Arrangeur und Musikproduzent
- Ludwig Gauckler (* 1948), Physiker und emeritierter Professor
- Andreas Gloerfeld (* 1948), Weitspringer
- Joachim Kalka (* 1948), Schriftsteller und Übersetzer
- Dieter Kessler (* 1948), Ägyptologe
- Horst Köppel (* 1948), Fußballspieler und -trainer
- Peter Rolf Lutzeier (* 1948), Linguist und Hochschullehrer
- Ulrich Maurer (* 1948), Politiker (SPD/Die Linke)
- Manfred Morgan (1948–2015), Schlagersänger, Komponist, Texter und Gitarrist
- Hans H. Pfeifer (* 1948), Oberbürgermeister von Freudenstadt, Citymanager
- Marianne Pitzen (* 1948), Künstlerin
- Wolfgang Schmid (* 1948), Bassgitarrist, Komponist und Produzent
- Martin-Christoph Wanner (* 1948), Ingenieur und Professor
- Klaus Röder (* 1948), Musiker
- Reinhold Zech (* 1948), Fußballspieler
- Jutta Barth (* 1949), bildende Künstlerin
- Hans-Werner Bussmann (* 1949), Diplomat
- Karl-Friedrich Dürr (* 1949), Opern- und Liedsänger
- Beate Fauser (* 1949), Politikerin (FDP)
- Helmut Glück (* 1949), Sprachwissenschaftler
- Ulrich Gösele (1949–2009), Physiker
- Albrecht Gralle (* 1949), evangelisch-freikirchlicher Theologe und Schriftsteller
- Sylvia Greiffenhagen (* 1949), Politikwissenschaftlerin und Sozialplanerin
- Rolf Hammel-Kiesow (1949–2021), Historiker
- Jürgen Hesselbach (* 1949), Professor
- Dieter Klumpp (1949–2021), Publizist, Erfinder und Politikberater
- Rudi Kost (* 1949), Journalist, Herausgeber, Verleger, Autor und Kritiker
- Martin Kreeb (* 1949), Archäologe
- Wolle Kriwanek (1949–2003), Musiker
- Rolf Kutschera (1949–2020), Cartoonist
- Gunter Ulrich Link (* 1949), Politikwissenschaftler und Journalist
- Hans Lutz (* 1949), Radrennfahrer
- Alfons Madeja (* 1949), Professor
- Nicholas Mailänder (* 1949), Freikletterer, Autor, Verleger und Diplompädagoge
- Manoel Ponto (1949–1996), Schauspieler und Hörspielsprecher
- Albrecht Rittmann (* 1949), politischer Beamter (CDU)
- Horst Peter Schlotter (* 1949), Maler, Bildhauer und Objektkünstler
- Kurt Schrimm (* 1949), Staatsanwalt
- Dieter Schwemmle (* 1949), Fußballspieler
- Rolf Peter Sieferle (1949–2016), Historiker
- Thomas M. Stein (* 1949), Musikmanager
- Roland Weidle (* 1949), Fußballspieler
- Rainer Arnold (* 1950), Politiker (SPD)
- Monika Auweter-Kurtz (* 1950), Physikerin
- Wolf Bauer (* 1950), Film- und Fernsehproduzent
- Horst Brandstätter (1950–2006), Autor und Herausgeber
- Wolf Bröll (1950–2016), Fotograf, Maler, Bildhauer und Hochschullehrer
- Thomas Friz (1950–2023), Musiker
- Eduardo Garcia (* 1950), Diplom-Ökonom und Unternehmensgründer
- Peter Göhner (* 1950), Professor
- Rainer Hascher (* 1950), Architekt und Hochschullehrer
- Renate Hoffleit (* 1950), Bildhauerin und Künstlerin
- Martina Kempff (* 1950), Schriftstellerin
- Volker Lenz (* 1950), Politiker
- Bernhard Mann (* 1950), Gesundheits- und Sozialwissenschaftler
- Henning Melber (* 1950), Afrikanist
- Margarete Pfäfflin (* 1950), Psychologin und Ethikerin
- Hans-Ulrich Rauchfuß (* 1950), Funktionär der deutschen Wanderbewegung
- Robert Redl (1950–2016), Fußballspieler
- Erich Schneeberger (* 1950), Kaufmann, Funktionär von Sinti und Roma
- Susanne Scholl (* 1950), Schauspielerin
- Ulrich Sieber (* 1950), Jurist
- Gerhard Stadelmaier (* 1950), Journalist und Theaterkritiker
- Wolfgang Staehle (* 1950), Künstler
- Willy Peter Stoll (1950–1978), Terrorist der Rote Armee Fraktion (RAF)

#### 1951 bis 1960

Cornelius Hauptmann

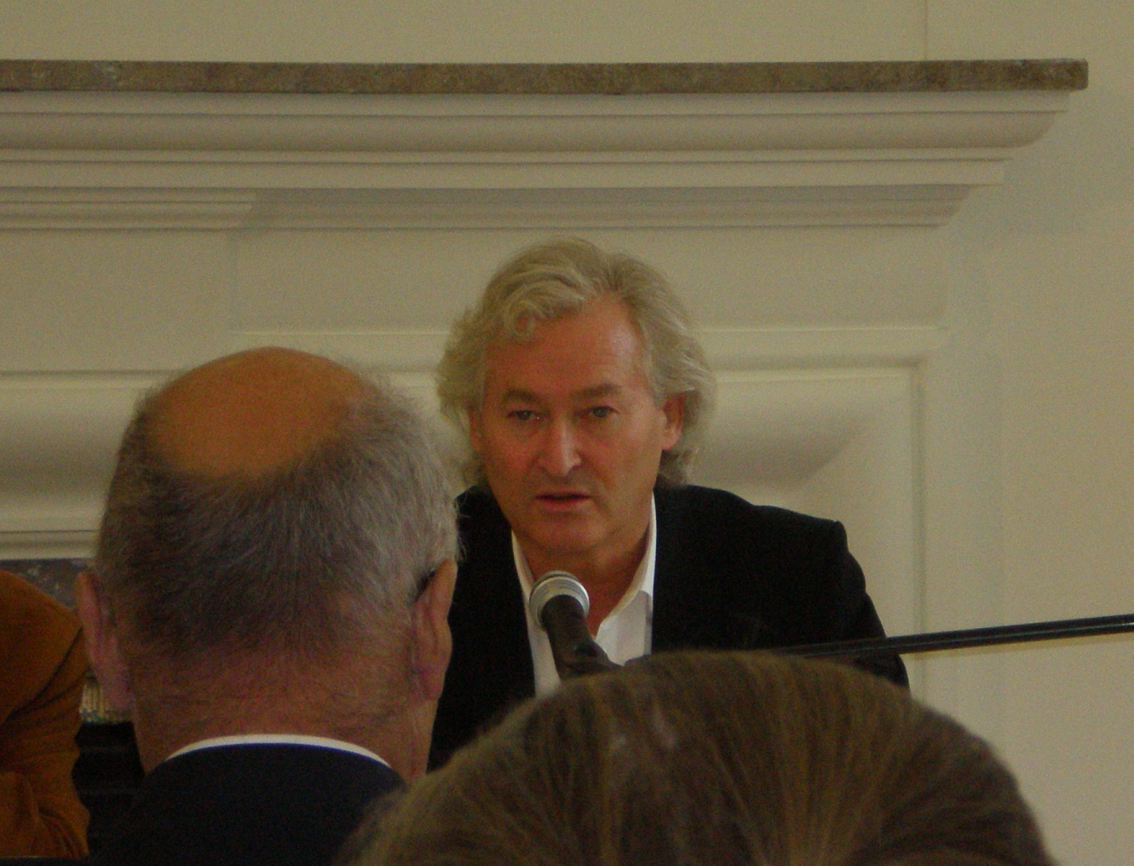
Heimo Schwilk

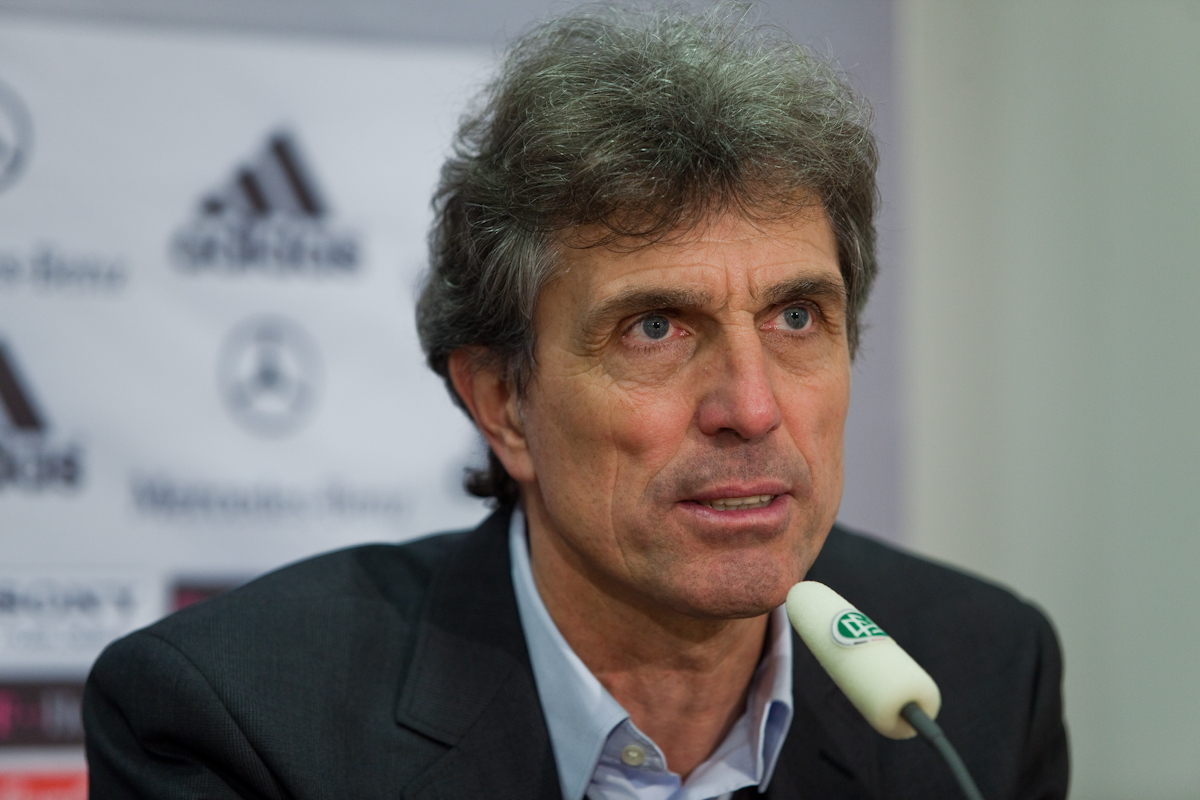
Rainer Adrion

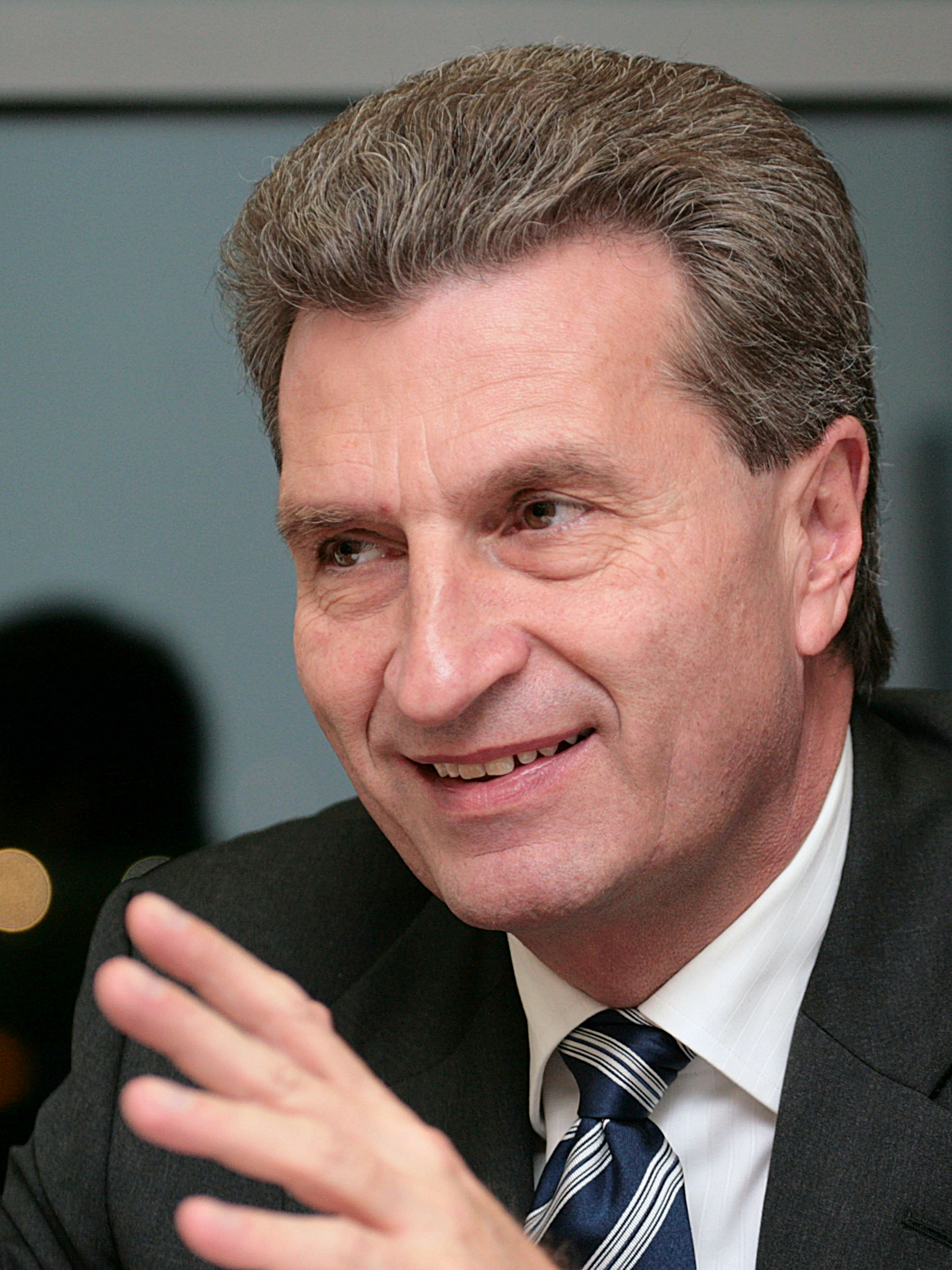
Günther Oettinger

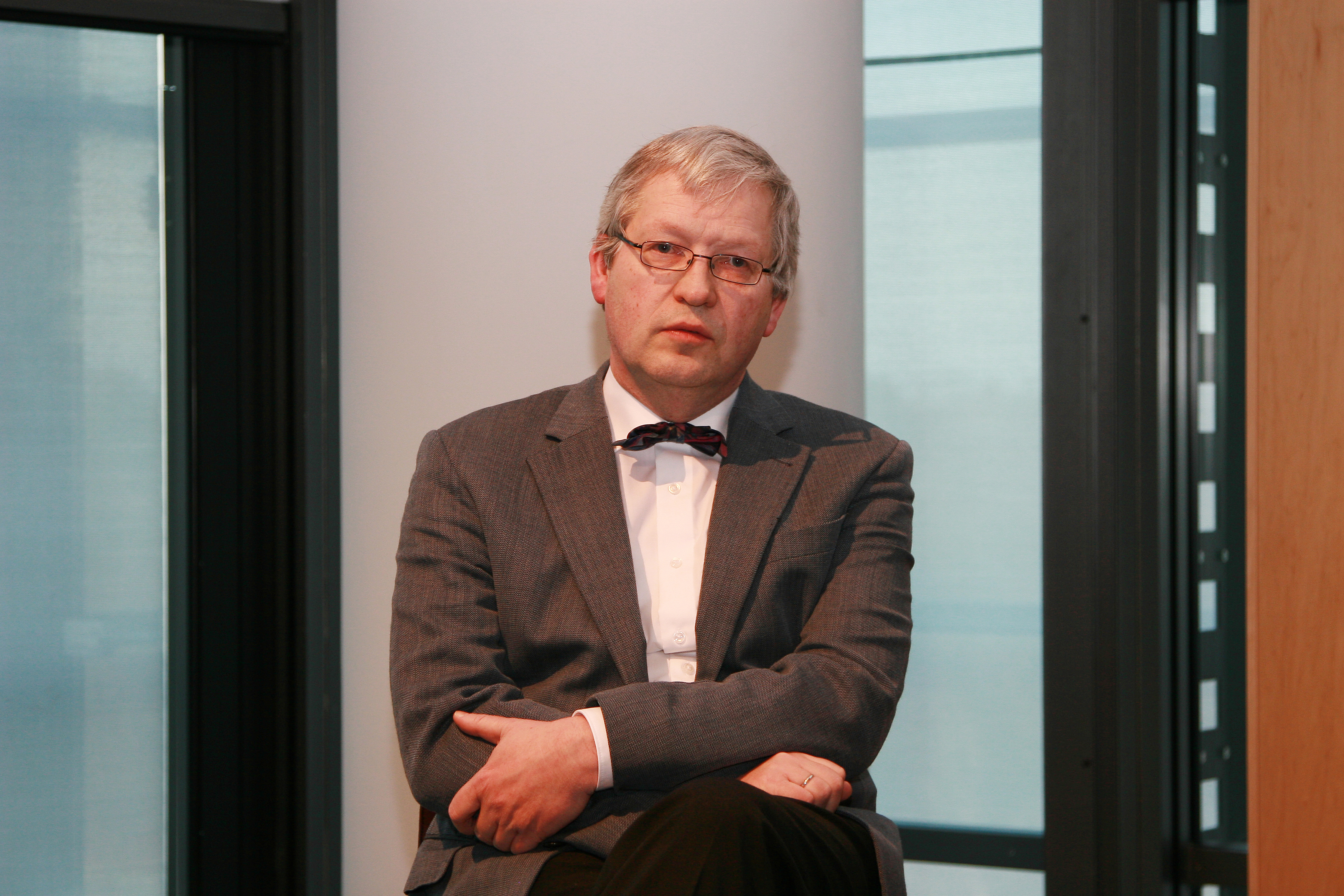
Hartmut Steeb

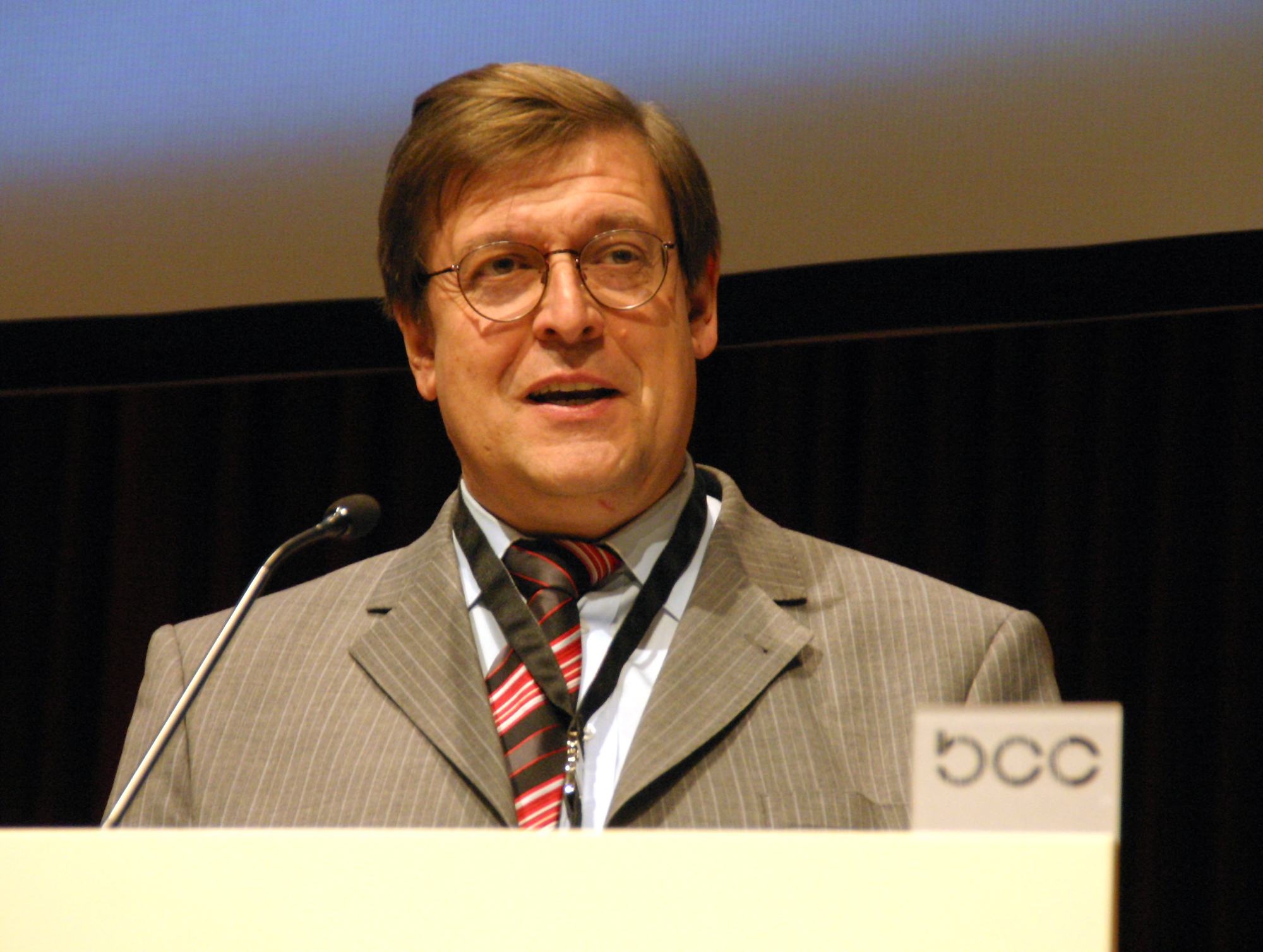
Jörg Tauss

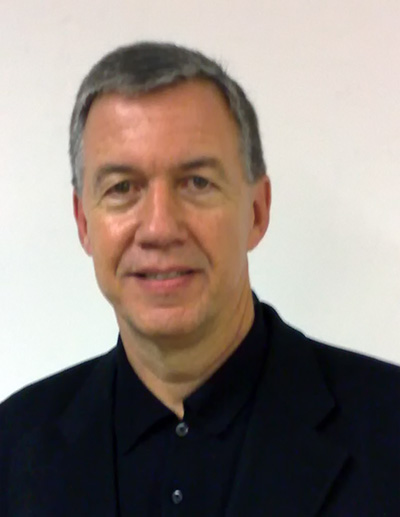
Walter Döring

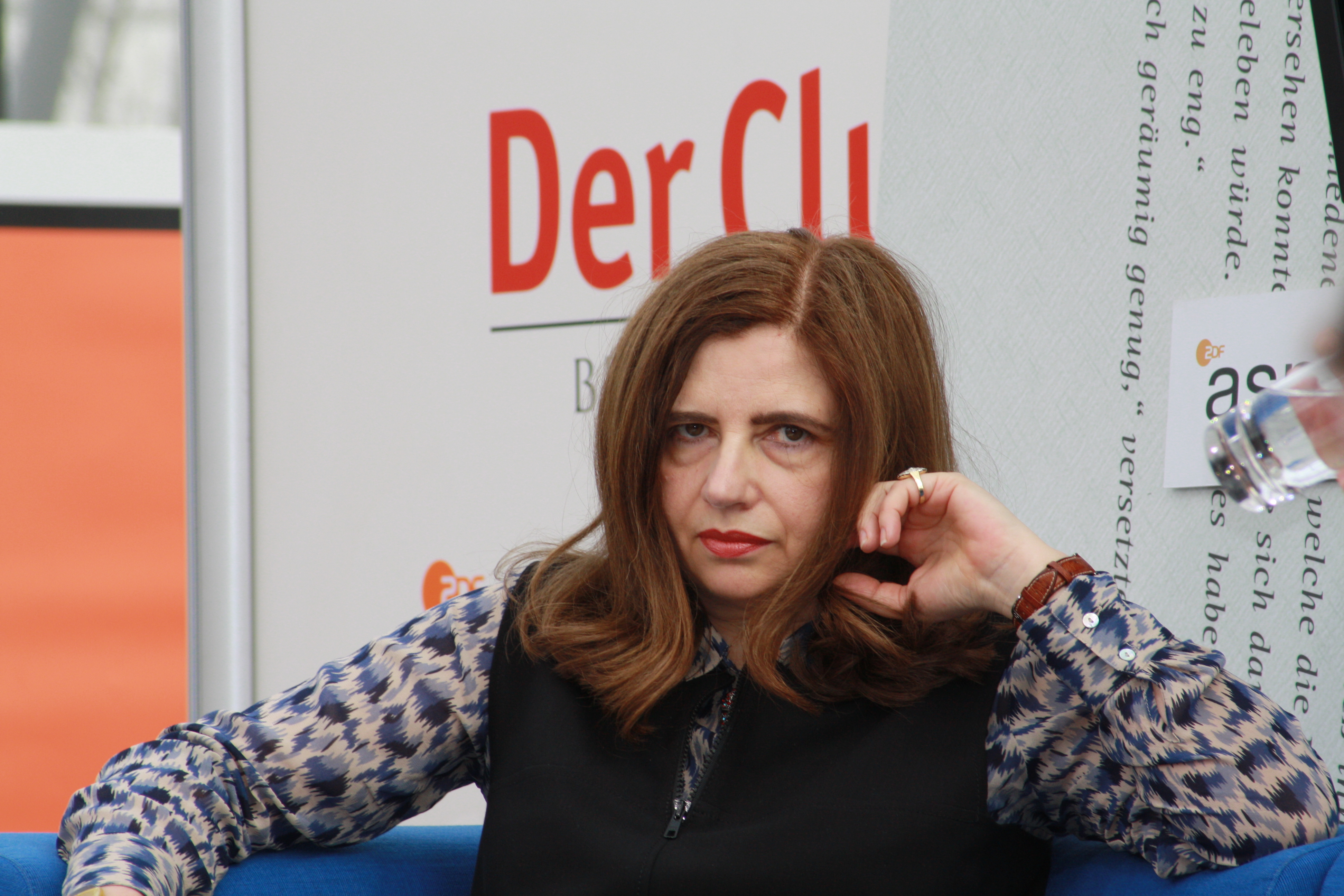
Sibylle Lewitscharoff

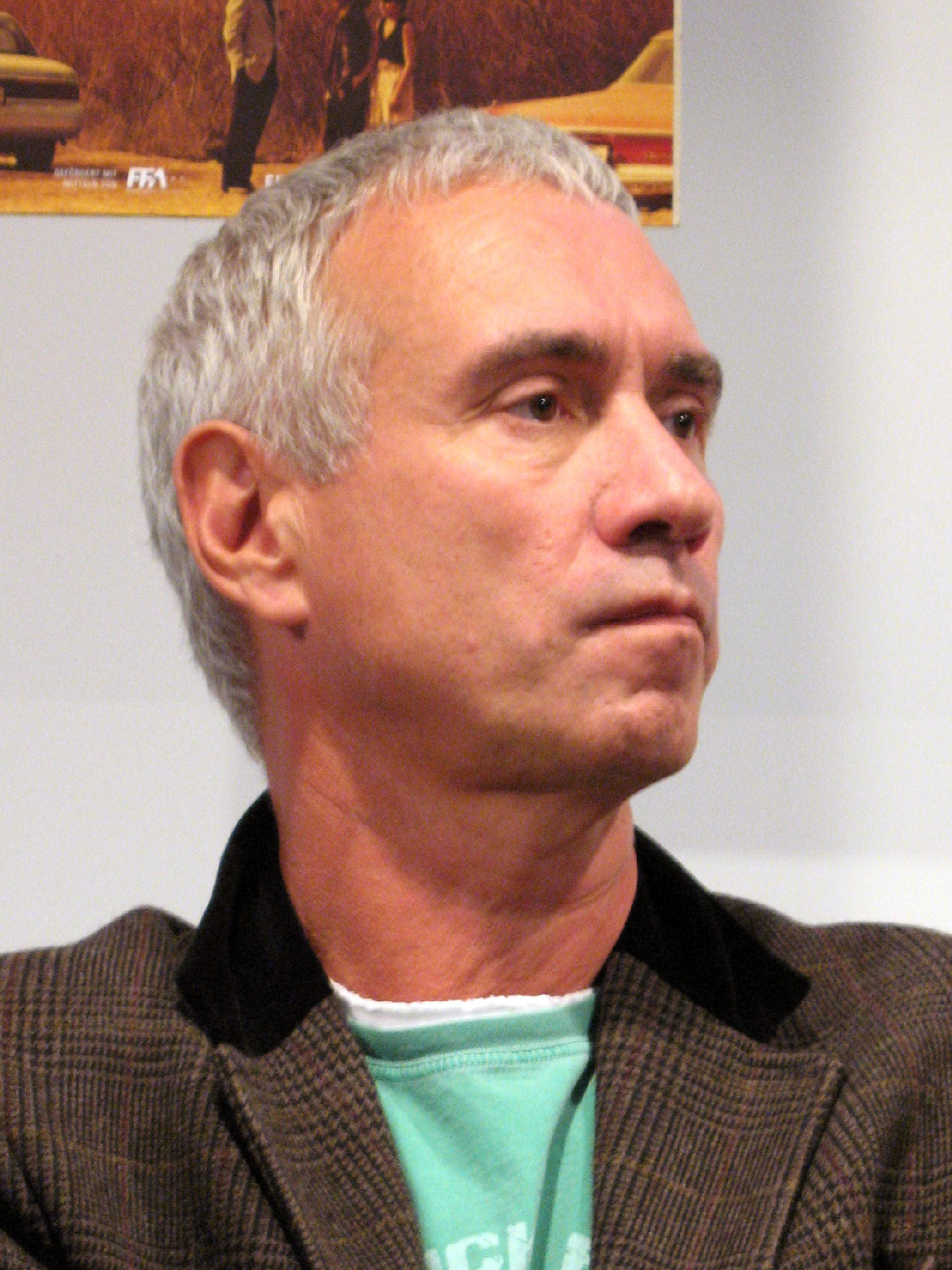
Roland Emmerich

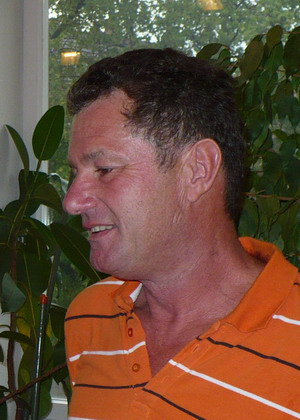
Gunter Haug

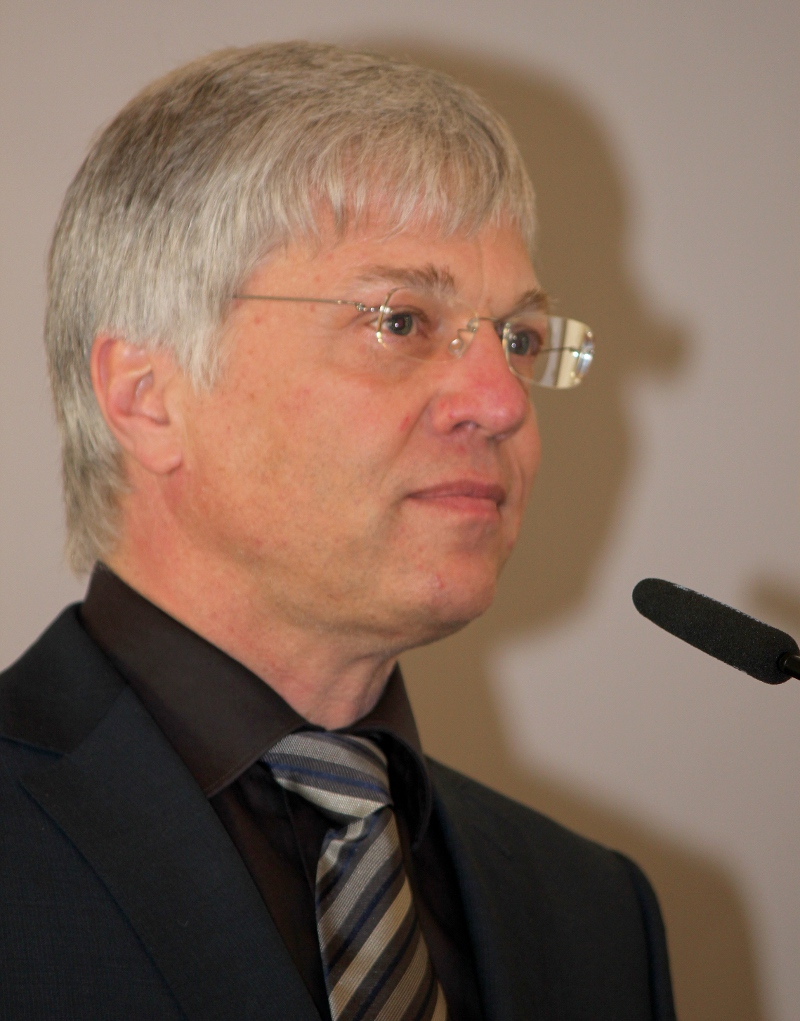
Norbert Vornehm

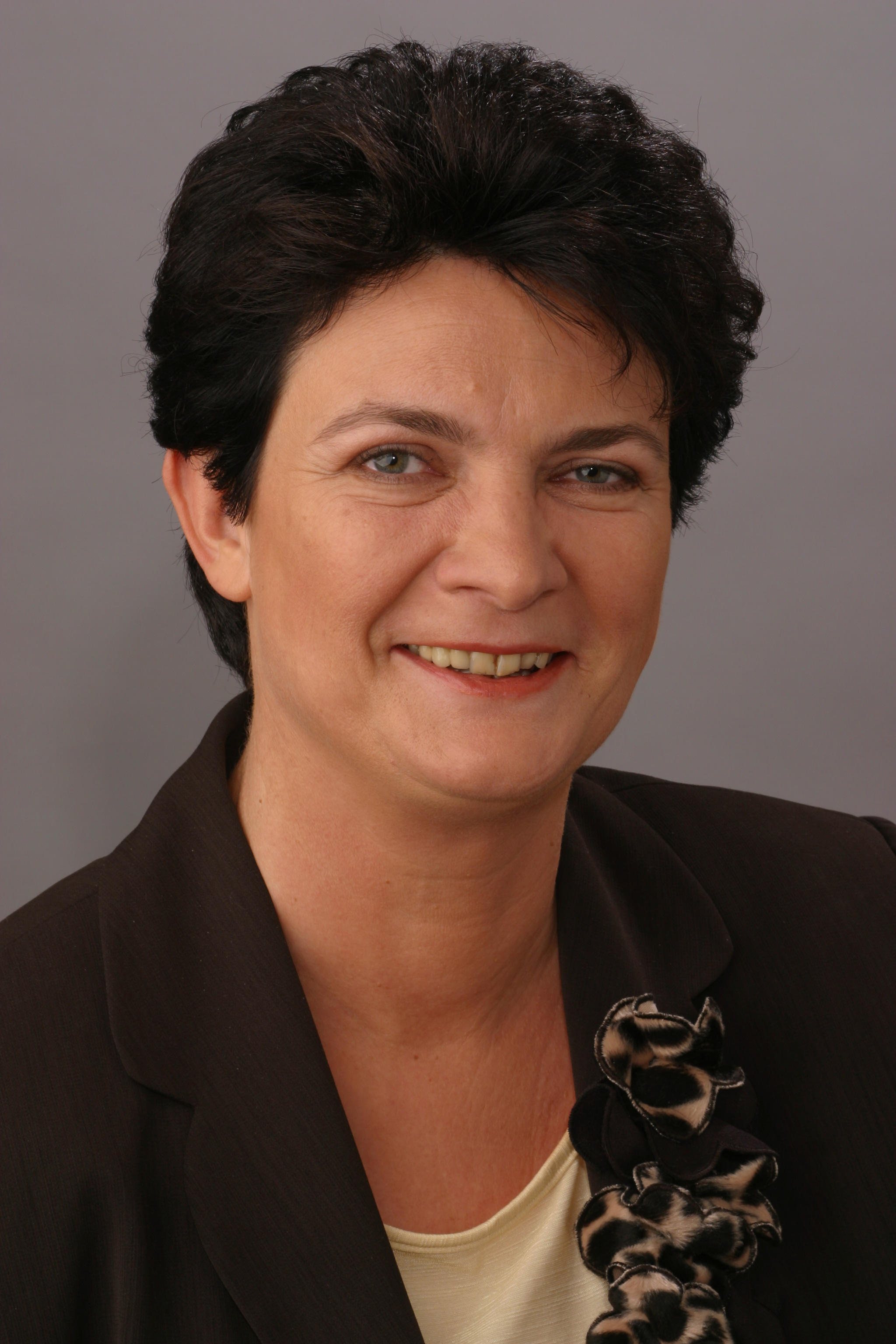
Constanze Krehl

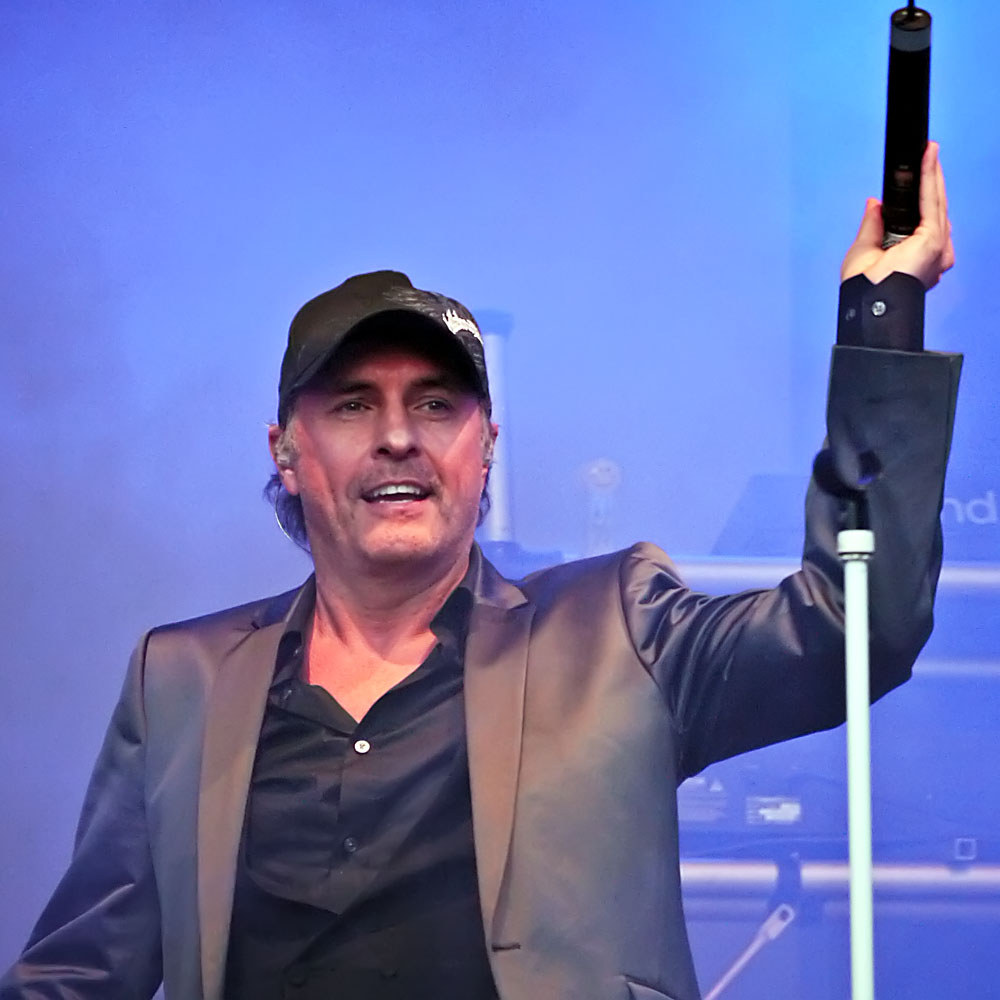
Peter Schilling

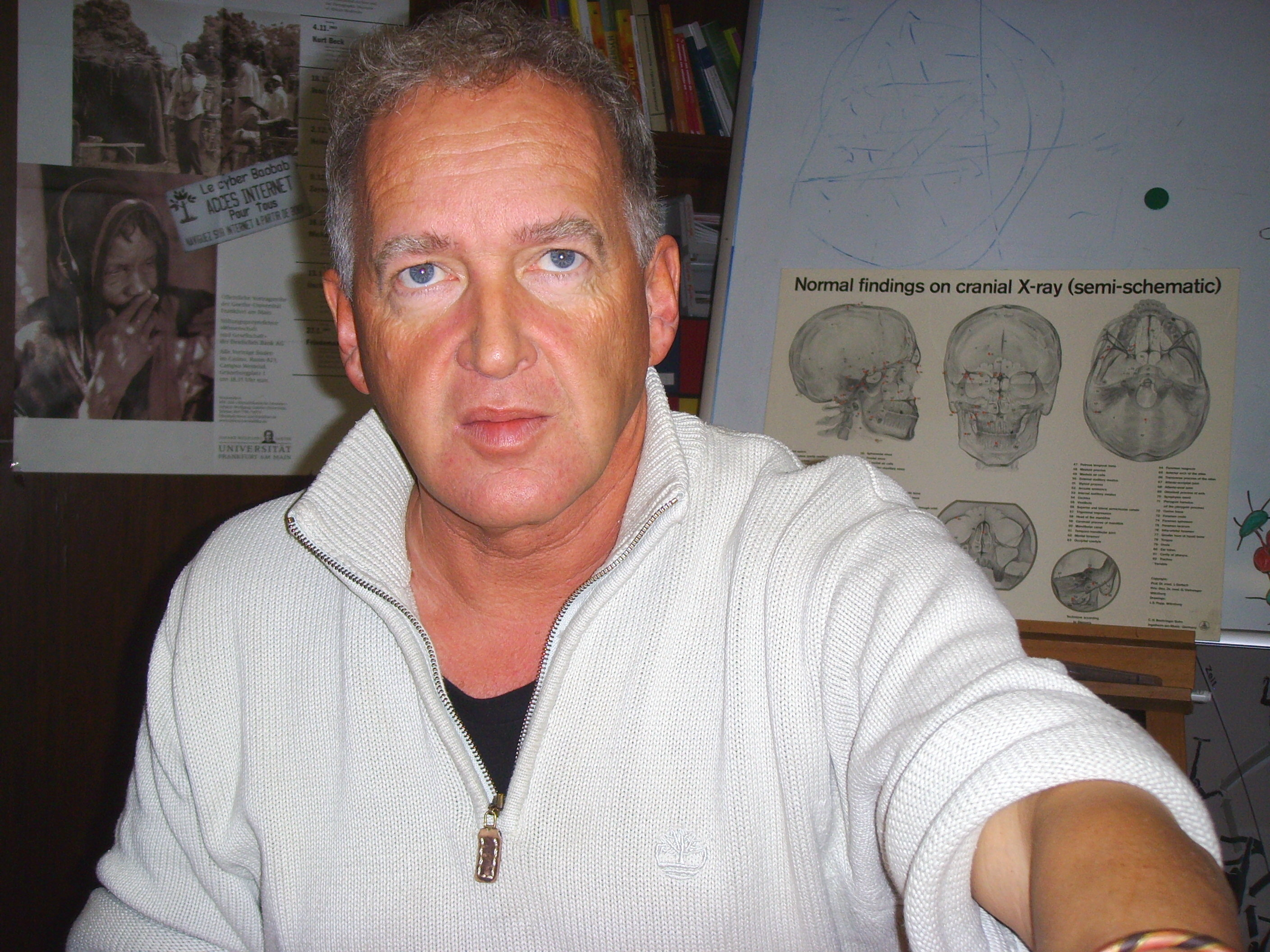
Friedemann Schrenk

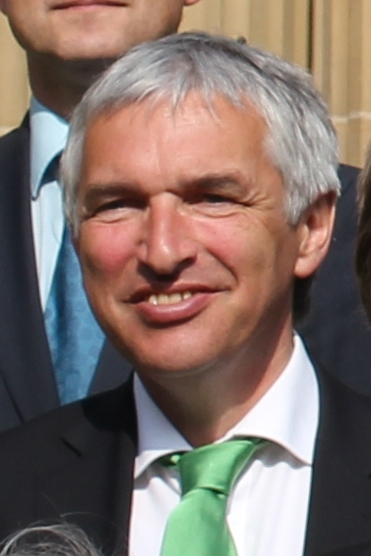
Jürgen Walter

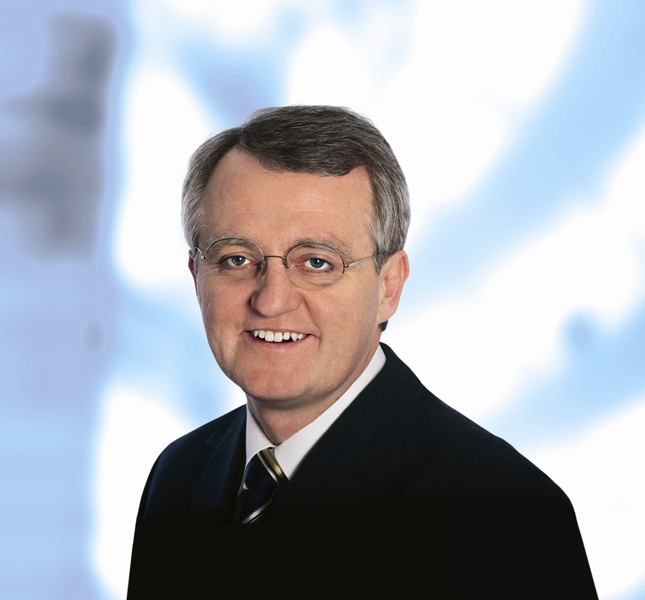
Rainer Wieland

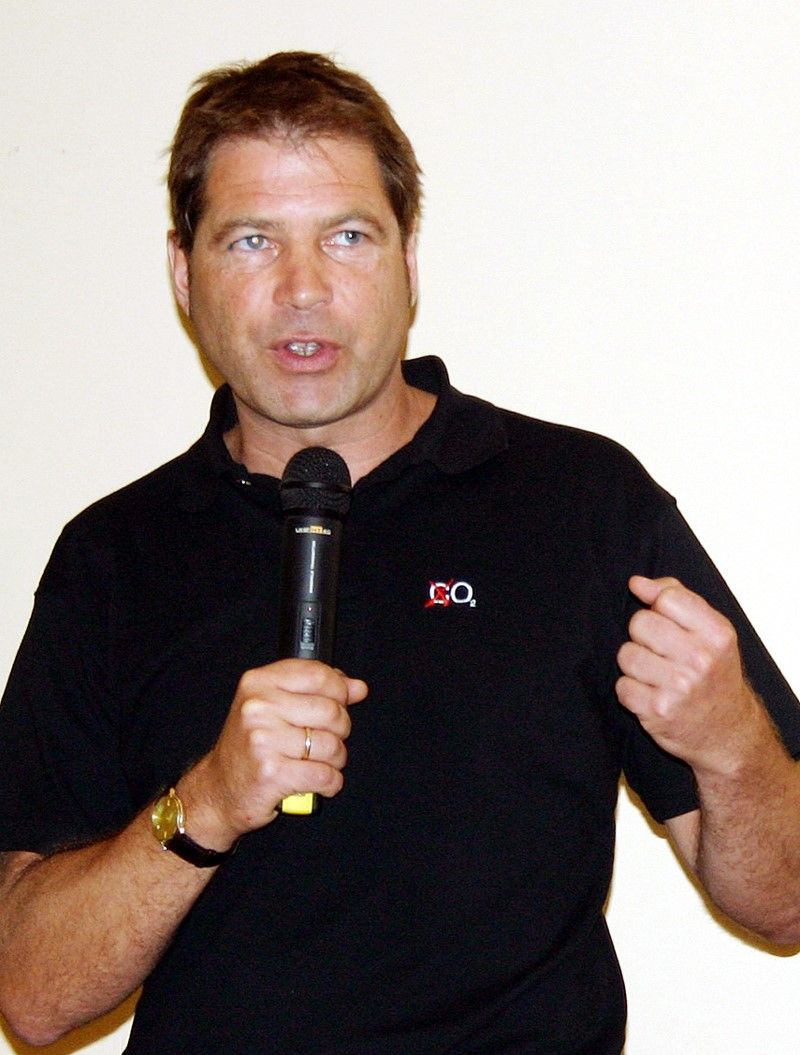
Axel Berg

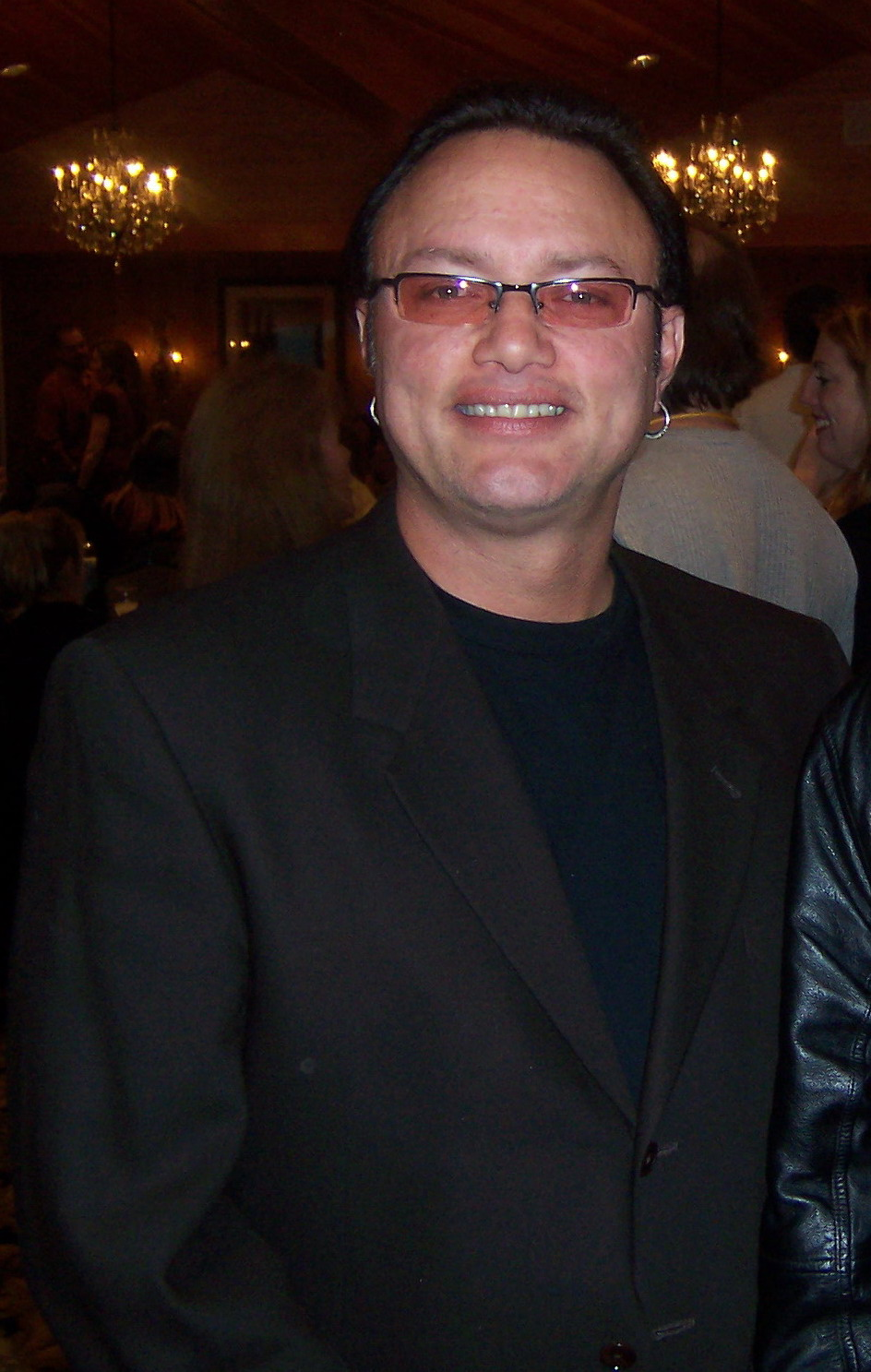
Geoff Tate

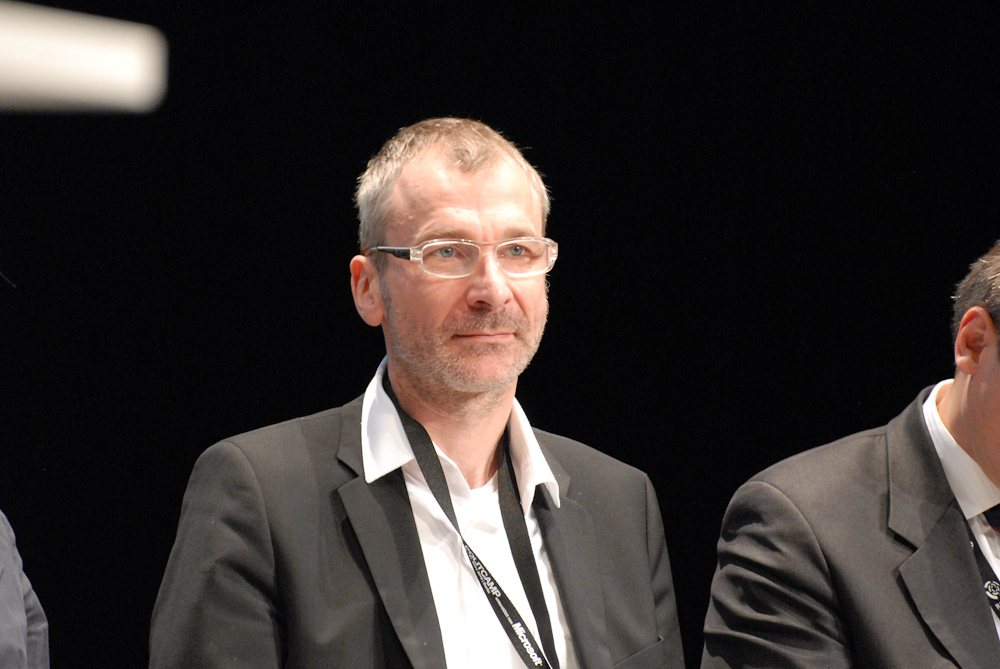
Volker Beck

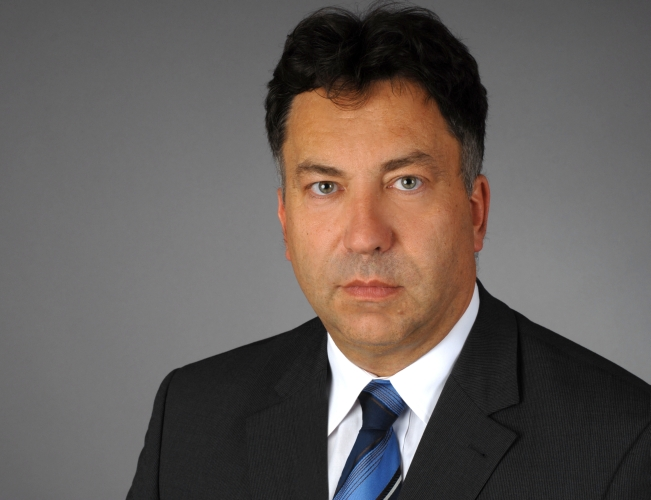
Eric Hilgendorf

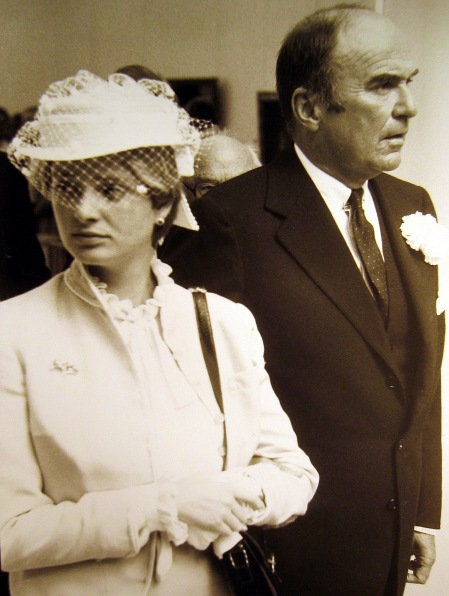
Gloria von Thurn und Taxis

- Eva Bamberg (* 1951), Psychologin und Hochschullehrerin
- Karl Berger (* 1951), Fußballspieler
- Barbara Borngässer (* 1951), Kunsthistorikerin
- Albin Braig (* 1951), Mundartschauspieler
- Axel Breinlinger (* 1951), Jurist
- Bernd „HARLEM“ Fischle (* 1951), Schriftsteller und Lyriker
- Donald von Frankenberg (* 1951), Künstler
- Hans-Ulrich Häring (* 1951), Diabetologe
- Cornelius Hauptmann (* 1951), Opern- und Konzertsänger
- Wolfgang Junginger (1951–1982), Skirennläufer
- Ulrich Khuon (* 1951), Dramaturg und Intendant
- Hannsjörg Kowark (1951–2018), Historiker und Bibliothekar
- Achim Kubinski (1951–2013), Künstler, Komponist und Galerist
- Hans Kumpf (* 1951), Jazzklarinettist, Autor und Fotograf
- Burkhart Lauterbach (* 1951), Kulturwissenschaftler, Volkskundler, Museologe und Hochschullehrer
- Roland Mall (1951–2025), Fußballspieler
- Klaus Metzger (* 1951), Theaterregisseur und Autor
- David Nelson (* 1951), US-amerikanischer Physiker
- Susanne Neuner (* 1951), Malerin und Zeichnerin
- Wolfgang Plischke (* 1951), Biologe und Hochschulrat
- Norbert Poehlke (1951–1985), Polizist, wurde als Hammermörder bekannt
- Ingeborg Schwenzer (* 1951), Rechtswissenschaftlerin und Professorin
- Rudi Studer (* 1951), Professor
- Jürgen Uter (1951–2022), Schauspieler, Hörspielsprecher, Bühnenautor und Regisseur
- Renate Vogt (* 1951), Bibliothekarin
- Ulrich Wetterauer (* 1951), Mediziner und Professor für Urologie
- Rolf Ziegler (* 1951), Leichtathlet
- Ruth Bettina Birn (* 1952), Historikerin
- Hella Böhm (1952–2016), Videokünstlerin und Dozentin
- Annette Bopp (* 1952), Journalistin
- Thomas Bopp (* 1952), Politiker (CDU)
- Wolfgang Fauter (* 1952), Manager im Versicherungsbereich
- Alfred Forchel (* 1952), Physiker
- Klaus Franz (* 1952), Manager
- David Hanselmann (* 1952), deutsch-amerikanischer Rock- und Popmusiker
- Manfred Hirschbach (* 1952), Blues- und Jazzmusiker
- Ulrich Köstlin (* 1952), Wirtschaftsjurist und Manager
- Klaus-Dieter Kottnik (* 1952), evangelischer Theologe
- Jürgen Lämmle (* 1952), politischer Beamter (SPD)
- Hans-Martin Leili (* 1952), Fußballspieler
- Fritz Oesterle (* 1952), Manager
- Rainer Oßwald (* 1952), Islamwissenschaftler und Hochschullehrer
- Eberhard Schlicker (* 1952), Pharmakologe
- Susanne Schneider (* 1952), Theater- und Drehbuchautorin, Filmregisseurin
- Gernot Schulz (* 1952), Dirigent und Musikpädagoge
- Heimo Schwilk (* 1952), Journalist und Autor
- Hans-Ulrich Seidt (* 1952), Diplomat
- Angelika Speitel (* 1952), RAF-Mitglied
- Matthias Sträßner (* 1952), Dramaturg
- Stephan Wackwitz (* 1952), Schriftsteller
- Franziska Walser (* 1952), Schauspielerin
- Martin Weber (* 1952), Wirtschaftswissenschaftler
- Ekkehard Wenger (* 1952), Wirtschaftswissenschaftler
- Corinna Werwigk-Hertneck (1952–2023), Politikerin (FDP) und Rechtsanwältin
- Klaus-Peter Wiedmann (* 1952), Wirtschaftswissenschaftler
- Ulrich Köstlin (* 1952), Wirtschaftsjurist
- Rainer Adrion (* 1953), Fußballspieler und -trainer
- Werner Betz (* 1953), Radsportler
- Dieter Buck (* 1953), Autor, Journalist und Fotograf
- Birgit Edenharter (* 1953), Schauspielerin
- Barbara Esser (* 1953), Inlineskaterin
- Christoph Haas (* 1953), Musiker, Komponist und Rhythmuslehrer
- Thomas Halder (* 1953), politischer Beamter (CDU)
- Rainer Hank (* 1953), Literaturwissenschaftler und Wirtschaftsjournalist
- Horst Hayer (* 1953), Fußballspieler
- Ala Heiler (* 1953), Jazzmusiker
- Martin Henssler (* 1953), Professor
- Susanne Hinkelbein (* 1953), Komponistin
- Klaus Illi (* 1953), Bildhauer
- Roger Kehle (* 1953), Verwaltungsfachmann
- Heiderose Kilper (* 1953), Hochschullehrerin, Historikerin, Politik- und Sozialwissenschaftlerin
- Dieter Kleinmann (* 1953), Politiker (FDP)
- Martin Kobler (* 1953), Diplomat
- Jochen Kübler (* 1953), Politiker (CDU)
- Roland Kübler (* 1953), Autor und Verleger
- Almut Lehmann (* 1953), Eiskunstläuferin
- Albrecht Lempp (1953–2012), Philologe, Polonist und Übersetzer
- Stefan Marcinowski (* 1953), Chemiker und Manager
- Hartmut Merkt (1953–2019), Schriftsteller
- Stephan Micus (* 1953), Musiker, Sänger und Komponist
- Gerhard Dieter Nothacker (* 1953), Rechtswissenschaftler und Soziologe
- Regina Oehler (* 1953), Wissenschaftsjournalistin
- Günther Oettinger (* 1953), Politiker (CDU)
- Werner Pawlok (* 1953), Künstler und Fotograf
- Alfred Theodor Ritter (* 1953), Unternehmer
- Erich Schmeckenbecher (* 1953), Musiker, Sänger und Liedermacher
- Eberhard Schockenhoff (1953–2020), Moraltheologe und Ethiker
- Michael Schramm (* 1953), Dirigent, Musikwissenschaftler und Dirigent
- Hartmut Steeb (* 1953), Evangelist
- Jörg Tauss (* 1953), Politiker (SPD)
- Harry Walter (1953–2024), Künstler, Hochschullehrer und Autor
- Susanne Weber-Mosdorf (* 1953), Politikerin (SPD), ehemalige WHO-Direktorin
- Karl-Heinz Witzko (1953–2022), Roman- und Fantasyautor
- Klaus Armingeon (* 1954), Politikwissenschaftler
- Heinz Betz (* 1954), Radrennfahrer
- Walter Döring (* 1954), Politiker (FDP)
- Petra Gabriel (* 1954), Schriftstellerin und Journalistin
- Martina Gerlach (* 1954), Juristin und politische Beamtin
- Roland Graeter (* 1954), Musiker, Komponist und Künstler
- Joachim Hahn (* 1954), evangelischer Pfarrer und Autor
- Burkhard Ihme (* 1954), Comiczeichner und Liedermacher
- Stefan Jedele (1954–2022), Fernsehproduzent
- Johannes Kaetzler (* 1954), Theaterregisseur, Autor und Intendant
- Michael Kolb (* 1954), Sportwissenschaftler und Hochschullehrer
- Hermann Kopp (* 1954), Musiker, Komponist und Übersetzer
- Tilmann Krieg (* 1954), Künstler, Fotograf und Designer
- Roger Kusch (* 1954), Politiker (CDU)
- Sibylle Lewitscharoff (1954–2023), Schriftstellerin
- Renate Martinsen (* 1954), Politikwissenschaftlerin und Professorin
- Peter Merten (* 1954), Manager und Sportfunktionär
- Rolf Nonnenmacher (* 1954), Manager
- Klaus Rothaupt (* 1954), Organist
- Klaus-Dieter Scheurle (* 1954), Jurist
- Rolf Schlenker (* 1954), Fernseh- und Wissenschaftsjournalist, Filmemacher und Sachbuchautor
- Birgit Schneider (1954–2007), Bibliothekarin
- Tom Schönherr (* 1954), Designer
- Dieter Schott (* 1954), Historiker
- Bernhard Schwarz (* 1954), Ingenieur und Hochschullehrer
- Reinhard Sigle (* 1954), Bildhauer, Installationskünstler und Kunstpädagoge
- Klaus Stärk (* 1954), Fußballtrainer
- Hannes Steinert (* 1954), Maler
- Michael Stephan (* 1954), Historiker und Archivar
- Michael Strübel (1954–2009), Politikwissenschaftler
- Henning Tögel (1954–2013), Konzert- und Tourneeveranstalter
- Gaby Weber (* 1954), Publizistin
- Petra Afonin (1955–2020), Schauspielerin, Kabarettistin, Regisseurin und Autorin
- Ernst Becker (1955–2019), Ingenieurwissenschaftler, Erfinder, Unternehmer
- Andrea Bogner-Unden (* 1955), Politikerin (Bündnis 90/Die Grünen)
- Peter Carp (* 1955), Theaterregisseur und Theaterintendant
- Iris Denneler (1955–2012), Germanistin
- Roland Emmerich (* 1955), Filmproduzent, Regisseur und Drehbuchautor
- Barbara Frey (* 1955), Theater- und Fernsehfilmschauspielerin
- Ansgar Haag (* 1955), Theaterintendant, -regisseur und Dramaturg
- Thomas Hamann (* 1955), Künstler und Buchautor
- Joachim Hauber (* 1955), Virologe
- Gunter Haug (* 1955), Schriftsteller
- Erich Karkoschka (* 1955), Astronom und Mathematiker
- Walter Kelsch (* 1955), Fußballspieler
- Michael Kneissler (* 1955), Journalist und Buchautor
- Manfred Koch (* 1955), Germanist
- Martin Kranert (* 1955), Bauingenieur
- Barbara Lenz (* 1955), Verkehrsforscherin und Hochschullehrerin
- Cornelia Mack (* 1955), Sozialpädagogin und Autorin
- Bernd Martin (1955–2018), Fußballspieler
- Stefan Nägele (* 1955), Jurist und Autor
- Christoph Napp-Zinn (* 1955), Künstler, Grafiker und Designpädagoge
- Ulrich Peters (* 1955), Regisseur
- Reinhold Pix (* 1955), Politiker (Bündnis 90/Die Grünen)
- Andreas Raab (1955–2024), Politiker, Oberbürgermeister von Crailsheim
- Markus Matthias Rapp (* 1955), Bildhauer
- Jens Jochen Rassweiler (* 1955), Arzt
- Matthias Rath (* 1955), Arzt und Alternativmediziner
- Dorothee Roth (* 1955), Sprecherin, Sprachtrainerin und Schauspielerin
- Martin Roth (1955–2017), Kulturwissenschaftler
- Alfred Schier (* 1955), Journalist
- Rolf Schlierer (* 1955), Politiker (Republikaner)
- Helene Schneiderman (* 1955), Opernsängerin (Mezzosopran)
- Harald Schukraft (* 1955), Historiker und Autor
- Peter Strohschneider (* 1955), Mediävist
- Norbert Vornehm (* 1955), Politiker und Gewerkschafter
- Loretta Walz (* 1955), Regisseurin, Autorin, Filmproduzentin und Dozentin
- Wulf-Paul Werner (1955–2005), Kommunalpolitiker und Bürgermeister
- Franziska Maria Beck (* 1956), deutsch-schweizerische Bildhauerin
- Renate Breuninger (* 1956), Philosophin
- Jürgen von Bülow (* 1956), Jugendbuchautor, Drehbuchautor, Regisseur und Dozent
- Martin Burchard (* 1956), Künstler
- Michael Eissenhauer (* 1956), Kunsthistoriker
- Thomas Erne (* 1956), Professor und Schriftsteller
- Patric Feest (* 1956), Verleger und Drehbuchautor
- Hans-Georg Frey (* 1956), Manager und Vorsitzender des Ostasiatischen Vereins
- Rudolf Friedrich (1956–2012), Physiker
- Jörg Ganzhorn (* 1956), Biologe und Professor
- Rainer Haas (* 1956), Jurist und Neuphilologe
- Thomas Häberle (* 1956), Filmproduzent und Filmrechtehändler
- Rose Hajdu (* 1956), Fotografin
- Liat Himmelheber (* 1956), Mezzosopranistin und Übersetzerin
- Wolfgang Horn (1956–2019), Musikwissenschaftler und Hochschullehrer
- Susanne Hornfeck (* 1956), Autorin und Übersetzerin
- Ralf Illenberger (* 1956), Gitarrist
- Ulrich Knapp (* 1956), Kunsthistoriker und Jurist
- Constanze Krehl (* 1956), Politikerin (SPD)
- Harald Kuhnle (* 1956), Unternehmer
- Gisela Meister-Scheufelen (* 1956), Präsidentin des Statistischen Landesamtes Baden-Württemberg
- Barbara Meyer (* 1956), mutmaßliches Mitglied der RAF
- Michel Meyer (* 1956), Künstler
- Eberhard Natter (* 1956), Präsident des Landesarbeitsgerichts Baden-Württemberg
- Günter Rommel (* 1956), Fußballtrainer
- Gabriele Rossmanith (* 1956), Sopranistin
- Martina Rost-Roth (* 1956), Germanistin und Hochschullehrerin
- Peter Schilling (* 1956), Pop-Musiker
- Ewald Schmid (* 1956), Fußballspieler und -trainer
- Roland Schmid (* 1956), Politiker (CDU)
- Hartmut Scholz (* 1956), Kunsthistoriker
- Friedemann Schrenk (* 1956), Paläoanthropologe
- C. Sebastian Sommer (1956–2021), Provinzialrömischer Archäologe und Landesarchäologe von Bayern
- Peter Stellwag (* 1956), Tischtennisspieler
- Raimund Wäschle (1956–2019), Maler und Grafiker
- Martin Wahl (1956–2018), Pharmazeut und Pharmakologe
- Doina Weber (* 1956), Theater- und Filmschauspielerin
- Rolf Wilhelm (* 1956), Politiker (Republikaner)
- Gabriele Winker (* 1956), Sozialwissenschaftlerin
- Andreas Benk (* 1957), römisch-katholischer Theologe und Hochschullehrer
- Carlo Benz (* 1957), Schauspieler, Sprecher, Moderator und Regisseur
- Karin Binder (* 1957), Politikerin (Die Linke)
- Elmar Borrmann (* 1957), Fechter
- Kiddy Citny (* 1957), Musiker und bildender Künstler sowie Autodidakt
- Dominic Dobson (* 1957), US-amerikanischer Autorennfahrer
- Susanne Egle (* 1957), Bildhauerin
- Christoph Enders (* 1957), Jurist und Professor
- Felix Hammer (* 1957), Jurist
- Benedikt Härlin (* 1957), Journalist und Politiker (Bündnis 90/Die Grünen)
- Monika Hirschle (* 1957), Schauspielerin und Hörspielsprecherin
- Eva Moosbrugger (* 1957), österreichische Malerin und Bildhauerin
- Hansi Müller (* 1957), Fußballspieler und -funktionär
- Tommy Newton (* 1957), Hardrock-Gitarrist und Musikproduzent
- Sylvia Paletschek (* 1957), Historikerin
- Andrea Przyklenk (* 1957), Journalistin, Buchautorin, Publizistin und Kommunikationsberaterin
- Marcella Rietschel (* 1957), Psychiaterin und Hochschullehrerin
- Regina Ammicht Quinn (* 1957), Theologin, Germanistin und Hochschullehrerin
- Gabriele Reich-Gutjahr (* 1957), Politikerin (FDP)
- Petra Roettig (* 1957), Kunsthistorikerin und Ausstellungskuratorin
- Axel Ruoff (* 1957), Komponist und Musikpädagoge klassischer geistlicher und weltlicher Musik
- Hartwig Schneider (* 1957), Architekt und Universitätsprofessor
- Rainer Semet (* 1957), Bundestagsabgeordneter
- Susanne Sterzenbach (* 1957), Autorin, Journalistin, Regisseurin und Übersetzerin
- Nele Ströbel (* 1957), Bildhauerin
- Jürgen Walter (* 1957), Politiker (Bündnis 90/Die Grünen)
- Marion von Wartenberg (* 1957), Staatssekretärin
- Rainer Wieland (* 1957), Politiker (CDU)
- Joachim Wolf (* 1957), Wirtschaftswissenschaftler, Hochschullehrer
- Eric Abetz (* 1958), australischer Politiker
- Ute Meta Bauer (* 1958), Professorin
- Barbara Bosch (* 1958), Politikerin
- Hermann Einsele (* 1958), Hämatologe, Onkologe und Professor
- Frank Elser (* 1958), Fußballspieler und -trainer
- Christoph Fromm (* 1958), Drehbuchautor und Autor
- Jürgen Gneiting (* 1958), Richter
- Michael Hauber (* 1958), Pianist und Musikpädagoge
- Jo Heim (* 1958), Kameramann
- Hartmut Hillmer (* 1958), Physiker
- Ulrike Hoffmann-Richter (1958–2024), Psychiaterin, Psychotherapeutin und Autorin
- Hartmut Jericke (* 1958), Historiker
- Bruno Klimek (* 1958), Schauspiel- und Opernregisseur, Bühnenbildner, Schriftsteller, Bildender Künstler und Hochschullehrer
- Thomas Lang (* 1958), Schauspieler und Sprecher
- Michael Müller (* 1958), Medienwissenschaftler, Hochschullehrer (HdM Stuttgart), Autor und Berater
- Susanne Müller (* 1958), Regisseurin und Filmproduzentin
- Guntrun Müller-Enßlin (* 1958), Theologin und Autorin
- Rainer Munz (* 1958), Journalist und Medienunternehmer
- Nikolai Müllerschön (* 1958), Filmregisseur, Produzent und Drehbuchautor
- Wolfgang Oswald (* 1958), Theologe
- Joachim Reiber (* 1958), Historiker, Germanist, Musikjournalist und Musikschriftsteller
- Andreas Renschler (* 1958), Manager
- Gabriele Riedle (* 1958), Reporterin und Autorin
- Alexander Rumpf (* 1958), Dirigent und Hochschullehrer
- Hans-Jürgen Schaal (* 1958), Jazz-Autor und Jazz-Journalist
- Susanne Schempp (* 1958), Gospel-, Jazz- und Popsängerin, Chorleiterin, Gesangspädagogin
- Claudia Schoppmann (* 1958), Historikerin, Autorin und Publizistin
- Christhard Schrenk (* 1958), Historiker
- Eva Schweitzer (* 1958), Amerikanistin, Journalistin und Autorin
- Hans-Peter Seidel (* 1958), Professor
- Evi Simeoni (* 1958), Sportjournalistin und Autorin
- Norbert Sternmut (* 1958), Schriftsteller und Maler
- Angelika Storrer (* 1958), Sprachwissenschaftlerin
- Jürgen Straub (* 1958), Psychologe, Sozial- und Kulturwissenschaftler, Hochschullehrer
- Reinhard Winter (* 1958), Autor, Sozialforscher und Pädagoge
- Christoph Woernle (* 1958), Ingenieur und Professor
- Rolf S. Wolkenstein (* 1958), Filmregisseur, Dokumentarfilmer und Autor
- Rainer Zerback (* 1958), Fotograf
- Elke Zimmermann (1958–2019), Zoologin, Primatologin und Verhaltensforscherin
- Clemens Albrecht (* 1959), Soziologe
- Holger Barthel (* 1959), Filmregisseur
- Axel Berg (* 1959), Politiker (SPD)
- Heiner Blum (* 1959), Künstler
- Helmut Michael Brand (* 1959), Kirchenmusiker und Komponist
- Dominik Brunner (1959–2009), Manager und Gewaltopfer
- Florian Engels (* 1959), Journalist und Berater
- Stefan Göler (* 1959), Künstler
- Knut Görich (* 1959), Historiker
- Armin Grau (* 1959), (Bündnis 90/Die Grünen)
- Uwe Greiner (* 1959), Fußballtorwart
- Johannes-Martin Hahn (* 1959), Mediziner und Autor
- Matthias Helm (* 1959), Anästhesist und Notfallmediziner, Oberstarzt und Hochschullehrer
- Klaus Herrmann (* 1959), Politiker (CDU)
- Max A. Höfer (* 1959), Politikwissenschaftler und Ökonom
- Philippe A. Kayser (* 1959), Komponist, Musiker und Musikproduzent
- Stephan Kimmig (* 1959), Theaterregisseur
- Michael Kleeberg (* 1959), Schriftsteller, Essayist und literarischer Übersetzer
- Hansjörg König (* 1959), Politiker
- Konrad Küster (* 1959), Musikwissenschaftler
- Heiner Luz (* 1959), Landschaftsarchitekt
- Otfried Michl (* 1959), Richter am Bundesfinanzhof
- Michael Piazolo (* 1959), Politiker (Freie Wähler)
- Ekkehard Rössle (* 1959), Jazzmusiker
- Mathias Rohe (* 1959), Islamwissenschaftler und Jurist
- Joachim Rühle (* 1959), Admiral der Deutschen Marine
- Thomas Satinsky (* 1959), Journalist und Zeitungsverleger
- Stefan Scheffold (* 1959), Politiker (CDU)
- Lutz Schelhorn (* 1959), Fotograf
- Stefan Scheu (* 1959), Biologe
- Gunter Schöbel (* 1959), Archäologe und Museumsdirektor
- Geoff Tate (* 1959), US-amerikanischer Metal-Sänger und Songwriter
- Andres Veiel (* 1959), Dokumentar- und Spielfilm-Regisseur sowie Autor
- Joachim Weber (* 1959), Betriebswirt
- Ruth Weckenmann (* 1959), Politikerin (SPD)
- Volker Beck (* 1960), Politiker (Bündnis 90/Die Grünen)
- Christian Berger (* 1960), Jurist und Professor
- Sibylle Luise Binder (1960–2020), Schriftstellerin
- Franziska Buch (1960), Regisseurin und Drehbuchautorin
- Moritz Epple (* 1960), Mathematik- und Wissenschaftshistoriker
- Jörg Esefeld (* 1960), Architekt, Stadtplaner und Verleger
- Michael Feichtenbeiner (* 1960), Fußballtrainer
- Heinrich Fiechtner (* 1960), Hämatologe, internistischer Onkologe, Palliativmediziner und Politiker, MdL
- Heiko Fischer (1960–1989), Eiskunstläufer
- Jörg H. Gleiter (* 1960), Architekt und Professor
- Friedhelm Hartenstein (* 1960), evangelischer Theologe und Hochschullehrer
- Andreas Heinz (* 1960), Psychiater und Psychotherapeut
- Eric Hilgendorf (* 1960), Jurist und Rechtsphilosoph
- Hans Höger (* 1960), Kunsthistoriker, Hochschullehrer, Berater und Autor
- Daniel Hohrath (* 1960), Militärhistoriker
- Greg Iles (1960–2025), US-amerikanischer Schriftsteller
- Gert-Ludwig Ingold (* 1960), Physiker und Hochschullehrer
- Klaus Kandt (* 1960), Polizeipräsident und politischer Beamter
- Christian Käs (1960–2015), Rechtsanwalt und Politiker (Republikaner)
- Dieter Kanzleiter (* 1960), Trompeter, Arrangeur, Ensembleleiter und Komponist
- Olivia Kleinknecht (* 1960), Schweizer Schriftstellerin und Malerin
- Michael Maar (* 1960), Germanist, Schriftsteller und Literaturkritiker
- Michael Macht (* 1960), Manager
- Paul-Stefan Mauz (* 1960), Arzt und Politiker (CDU)
- Axel Müller-Schöll (* 1960), Hochschullehrer, Architekt, Innenarchitekt und Designer
- Claudia Neidig (* 1960), Schauspielerin
- Michael-Jörg Oesterle (* 1960), Professor
- Ulrich Renz (* 1960), Schriftsteller
- Norbert Riedel (* 1960), Jurist und Diplomat, Botschafter der Bundesrepublik Deutschland
- Renate Riek (* 1960), Volleyballspielerin
- Armin Sabol (* 1960), kroatischer Gitarrist, Musikproduzent und Songwriter
- Ulrich Schellenberg (* 1960), Rechtsanwalt und Notar
- Jürgen Seibold (* 1960), Journalist und Buchautor
- Gloria von Thurn und Taxis (* 1960), Unternehmerin und Managerin
- Jörg Ulrich (* 1960), Professor
- Stefan Weiler (* 1960), Kirchenmusiker, Dirigent und Musikpädagoge
- Juliane Zach (* 1960), Architektin, Hochschullehrerin
- Andreas von Zitzewitz (* 1960), Ingenieur und Manager
- Christian Zugel (* 1960), Autorennfahrer und Unternehmer

#### 1961 bis 1965

Gerdt Fehrle

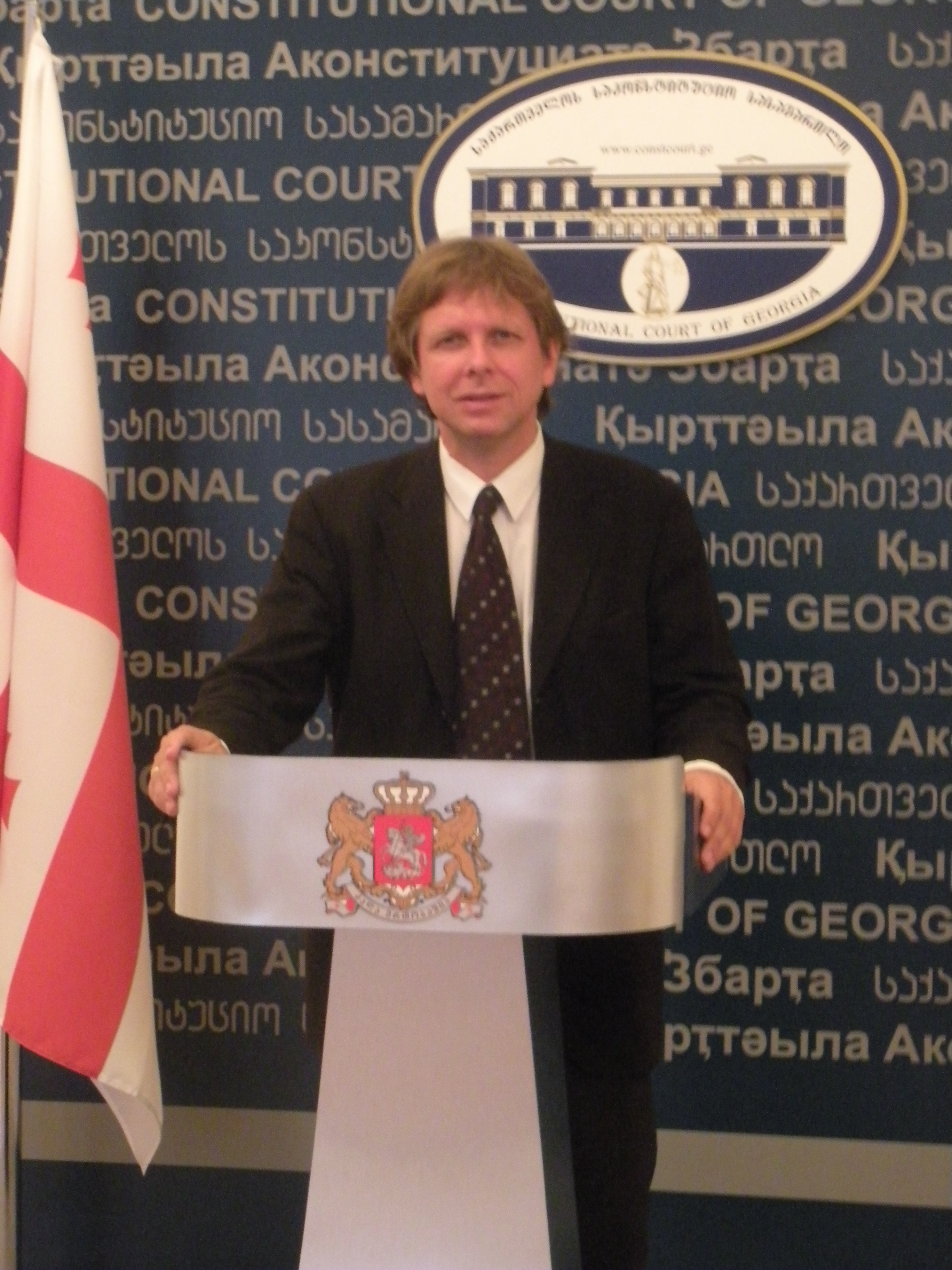
Bernd Heinrich

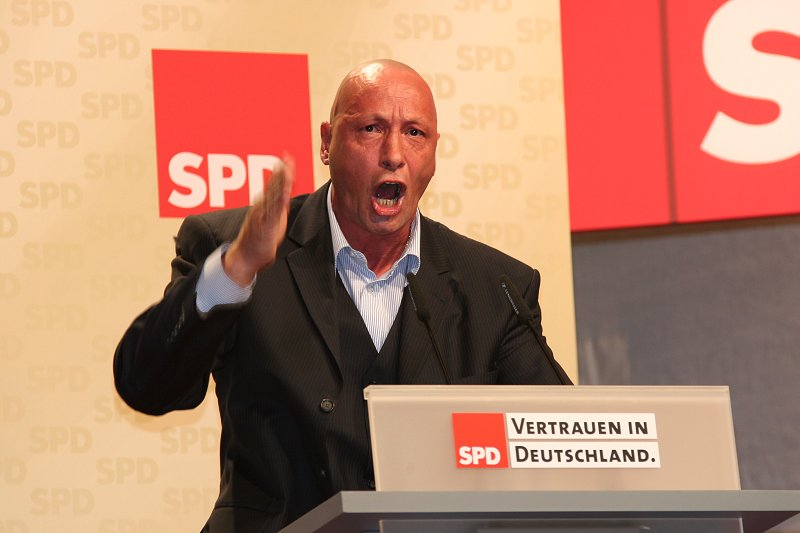
Uwe Hück

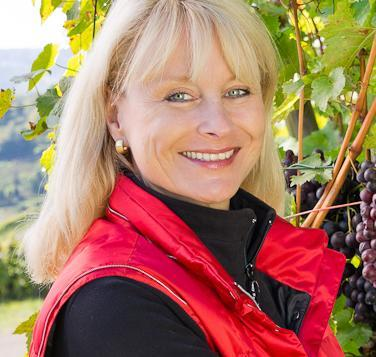
Karin Maag

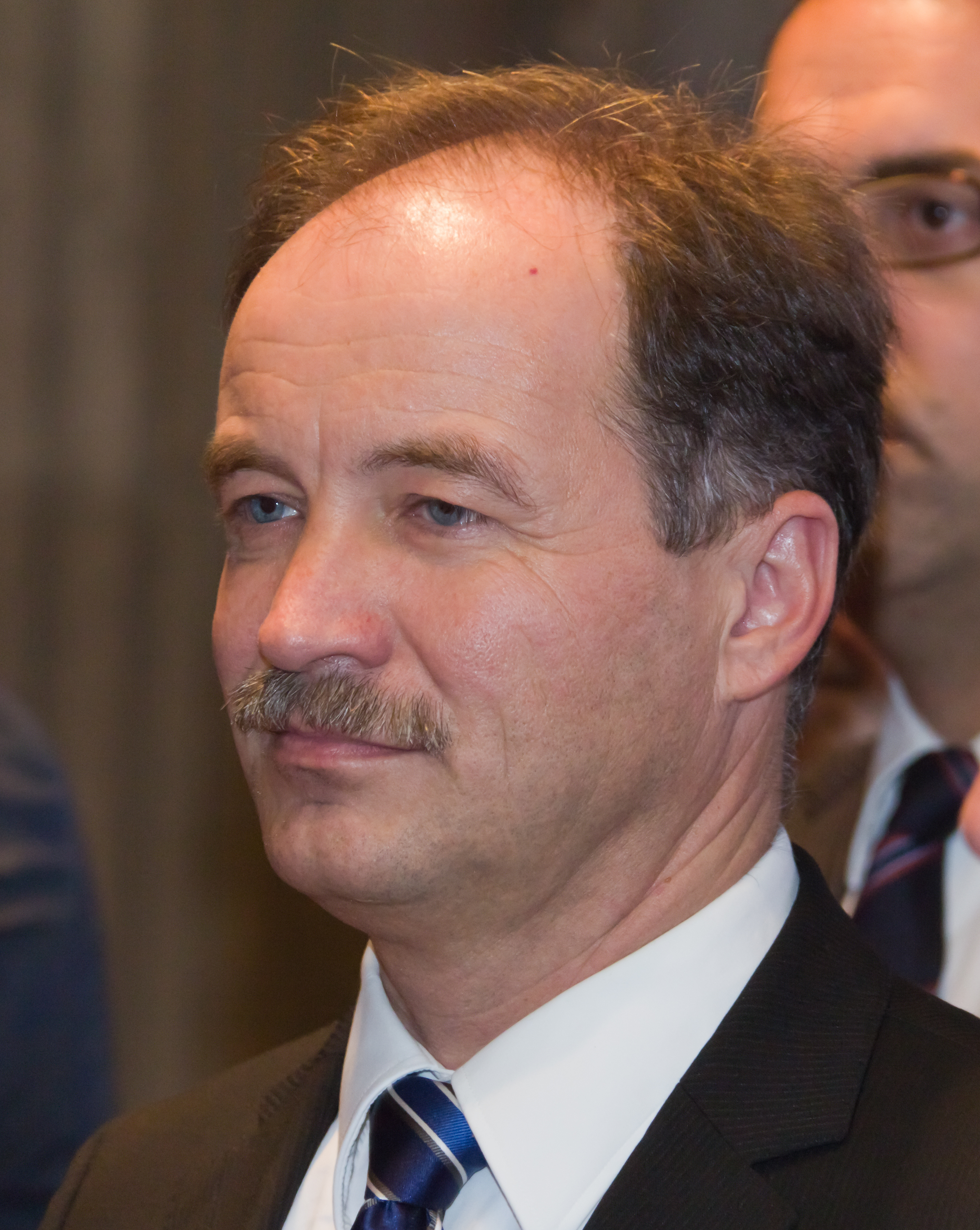
Sven Morlok

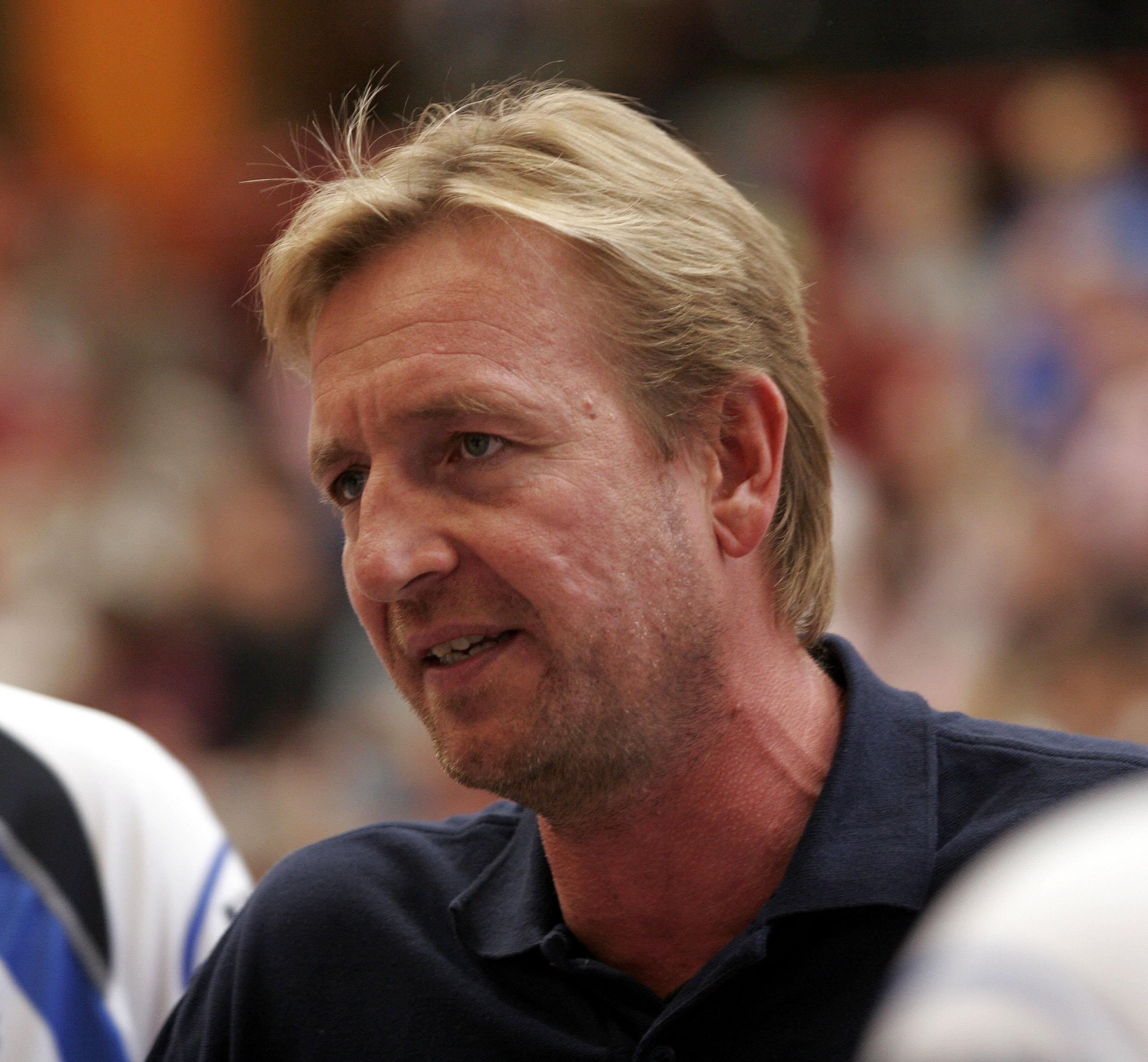
Martin Schwalb

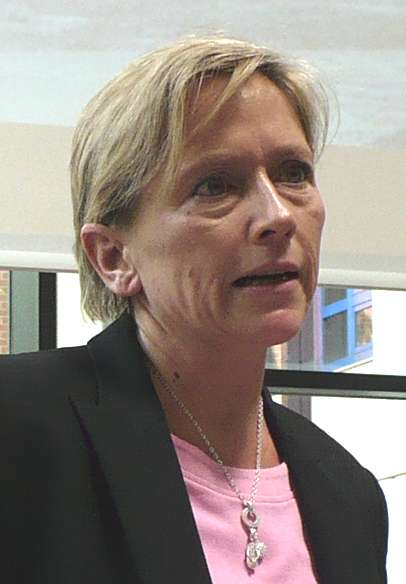
Susanne Eisenmann

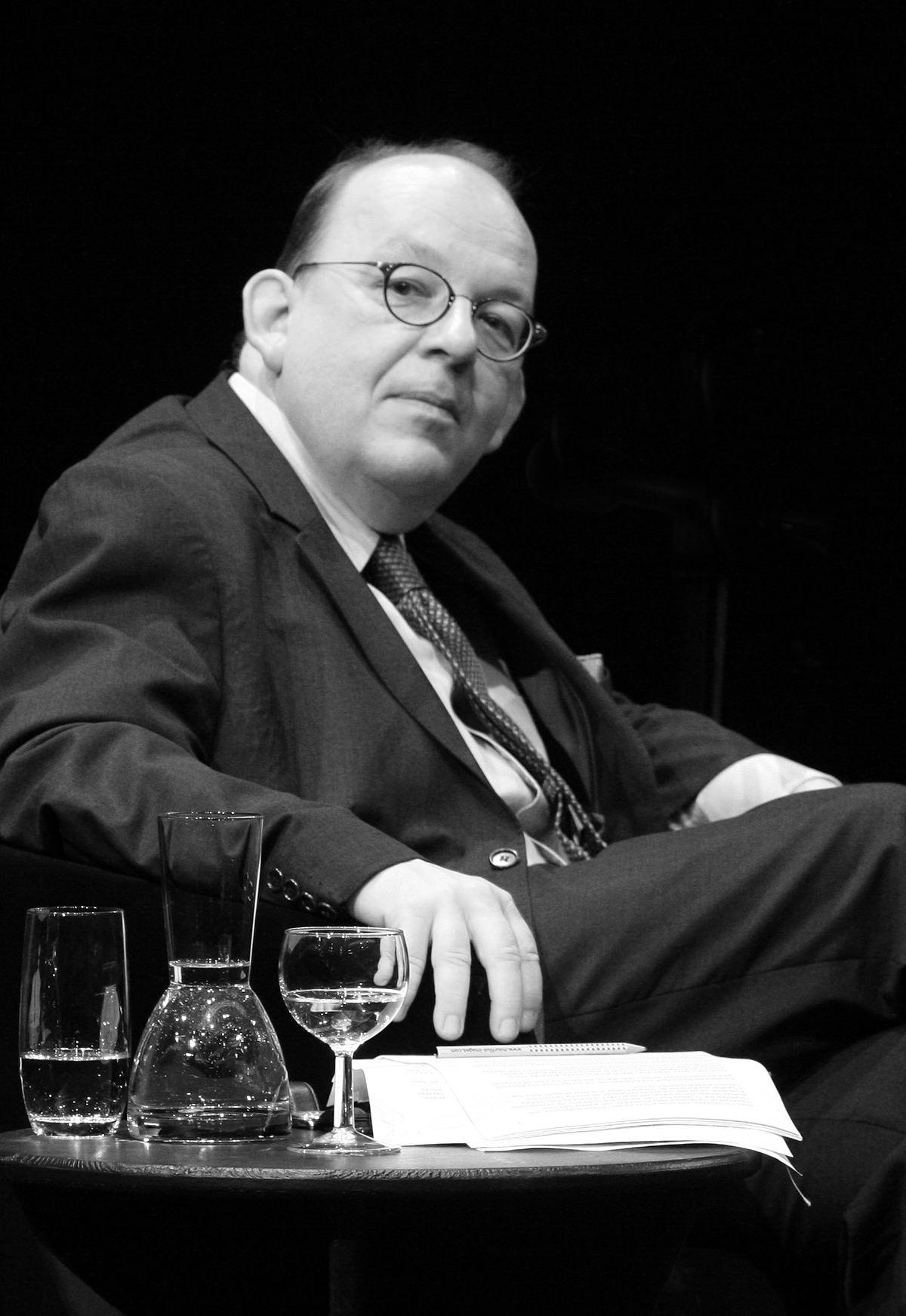
Denis Scheck

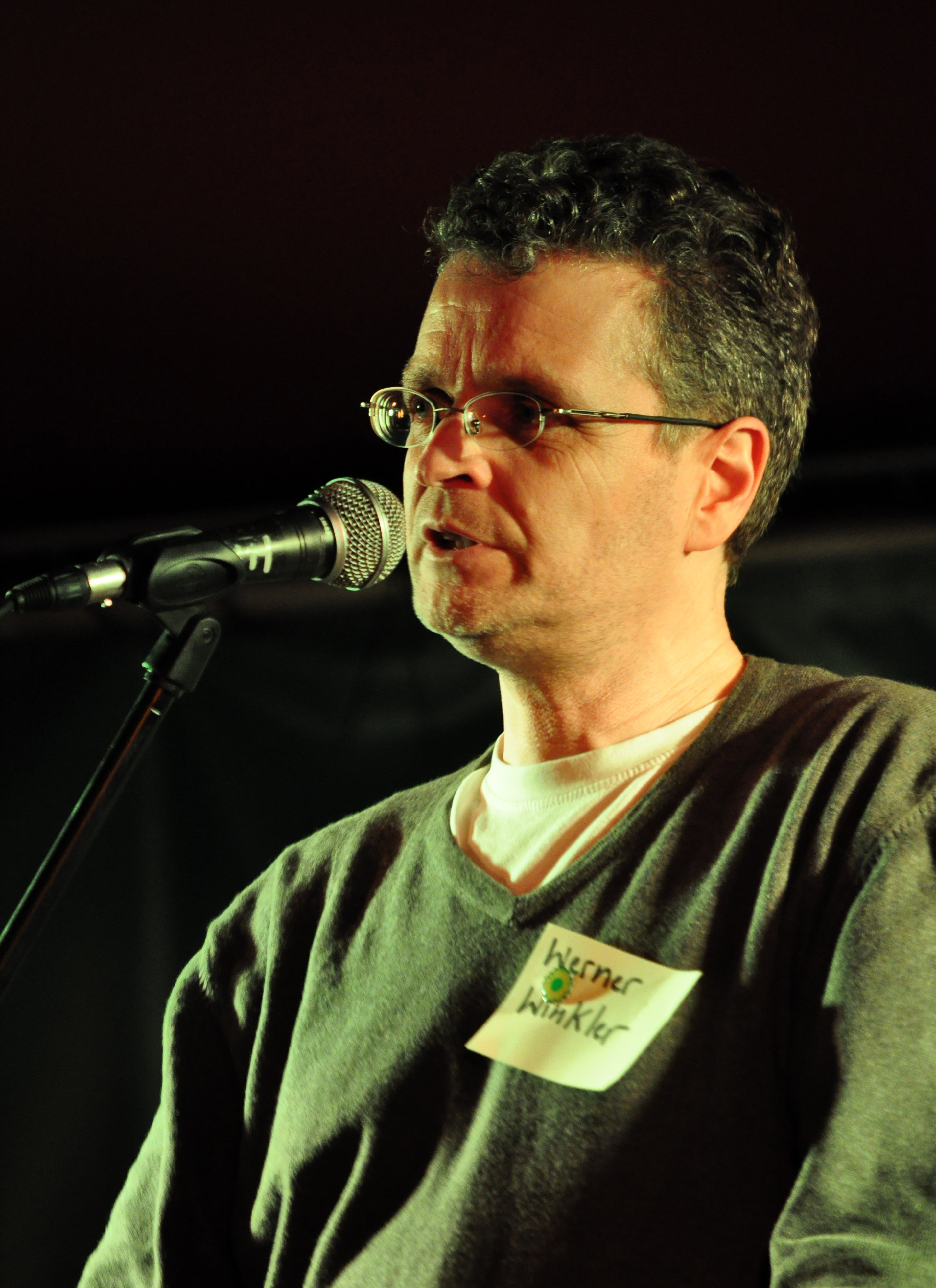
Werner Winkler

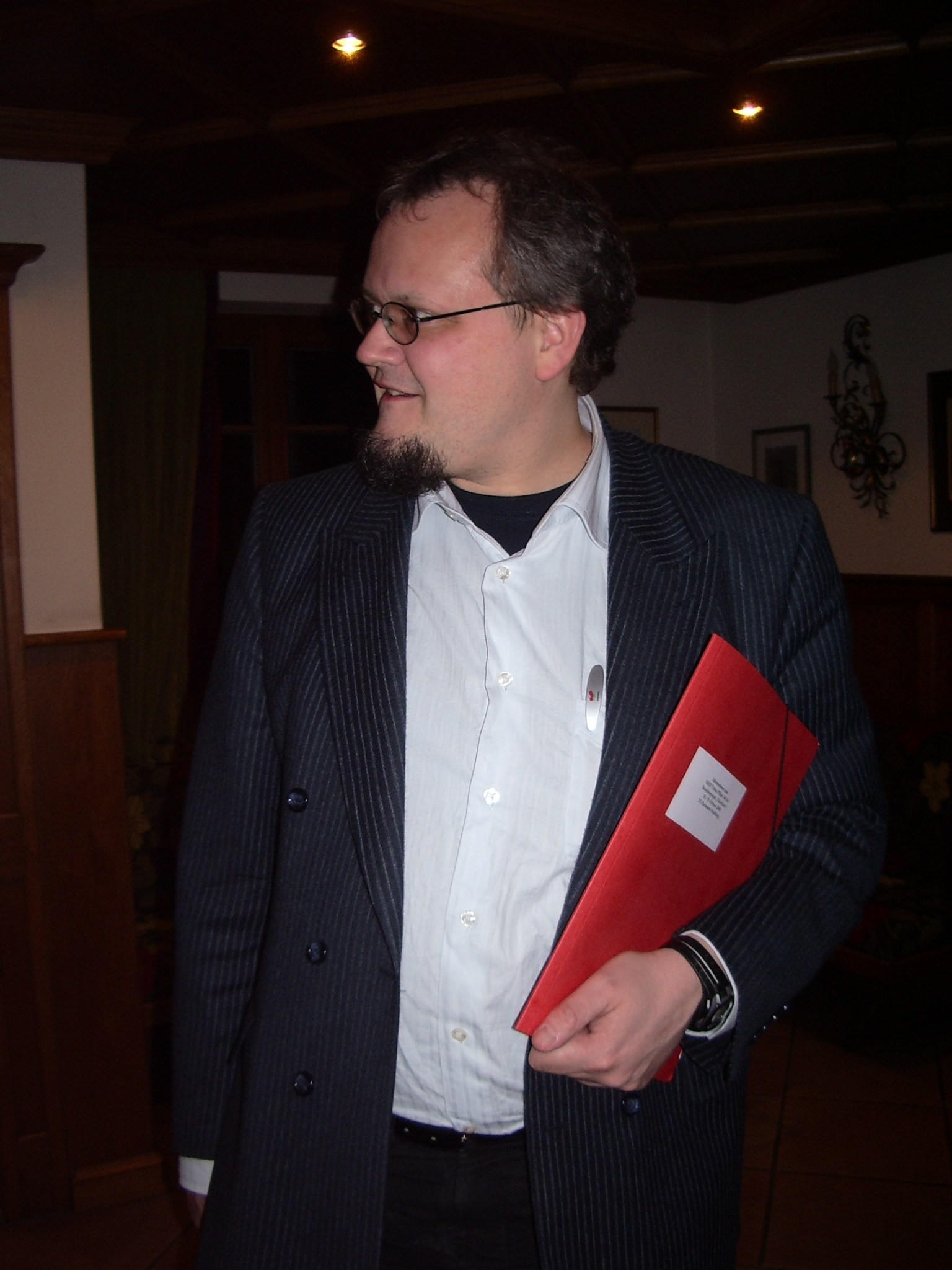
Tobias Pflüger

- Klaus Breuninger (* 1961), Chor- und Orchesterdirigent
- Axel Buchner (* 1961), Psychologe
- Bernhard Ebbinghaus (* 1961), Soziologe und Hochschullehrer
- Ute Emmerich (* 1961), Filmproduzentin
- Saskia Esken (* 1961), Politikerin (SPD), Bundestagsabgeordnete und Bundesvorsitzende der SPD
- Gerdt Fehrle (* 1961), Dichter, Schriftsteller und Journalist
- Rudolf Hiller von Gaertringen (* 1961), Kunsthistoriker
- Beatrix Giebel (* 1961), Malerin
- Oliver Günther (* 1961), Wirtschaftsinformatiker
- Susanne Hagemann (* 1961), Literaturwissenschaftlerin
- Manfred Hönig (* 1961), Maler
- Dorothee Kimmich (* 1961), Literaturwissenschaftlerin
- Steffen Andreas Kirchhof (1961–2022), Erziehungswissenschaftler
- Steffen König (* 1961), Mathematiker und Hochschullehrer
- Anette Langner (* 1961), Politikerin (SPD)
- Ull Möck (* 1961), Jazzmusiker
- Frank Nopper (* 1961), Oberbürgermeister von Stuttgart (CDU)
- Edith Oker (* 1961), Leichtathletin
- Klaus Palesch (* 1961), Spieleautor
- Hans Piesbergen (* 1961), Schauspieler
- Axel Sand (* 1961), Regisseur und Kameramann
- Axel Schaumann (* 1961), Hürdenläufer
- Frieder Schlaich (* 1961), Regisseur und Filmproduzent
- Artur P. Schmidt (* 1961), Wirtschaftskybernetiker und Publizist
- Christoph Straub (* 1961), Mediziner und Krankenkassen-Vorstandsvorsitzender
- Alexander Vohl (* 1961), Architekt
- Achim Zeman (* 1961), bildender Künstler
- Ralf Zerback (* 1961), Historiker
- John Alt (* 1962), US-amerikanischer American-Football-Spieler
- Ingo Autenrieth (* 1962), Professor für medizinische Mikrobiologie und Hygiene
- Ulli Baumann (* 1962), Filmregisseur und Filmproduzent
- Christian Fitzner (* 1962), Dirigent
- Sven Grunert (* 1962), Regisseur und Intendant
- Bernd Heinrich (* 1962), Rechtswissenschaftler und Hochschullehrer
- Marcus Hertneck (* 1962), Drehbuchautor
- Rainer Heute (* 1962), Jazzmusiker
- Uwe Hück (* 1962), Betriebsratsvorsitzender der Porsche AG
- Beate Jessel (* 1962), Landespflegerin
- Judith Kaufmann (* 1962), Kamerafrau
- Martin Kaupp (* 1962), Chemiker und Hochschullehrer
- Michael Kiedaisch (* 1962), Perkussionist, Musikpädagoge und Komponist
- Klaus Kießling (* 1962), Theologe, Psychologe, Supervisor, Diakon und Hochschullehrer
- Hans-Ulrich Kopp (* 1962), Publizist
- Dieter Kränzlein (* 1962), Bildhauer
- Rainer Kraft (* 1962), Fußballtrainer
- Karin Maag (* 1962), Politikerin (CDU)
- Thomas Balou Martin (* 1962), Schauspieler und Fernsehmoderator
- Marc Meiling (* 1962), Judoka
- Susanna Messerschmidt (* 1962), Künstlerin
- Johannes Matthias Michel (* 1962), Komponist, Kirchenmusiker und Organist
- Andreas Mihatsch (* 1962), Fotograf und Filmproduzent
- Sven Morlok (* 1962), Politiker (FDP)
- Andreas Müller (* 1962), Fußballspieler
- Marco Munding (* 1962), Automobilrennfahrer
- Christoph Palmer (* 1962), Unternehmer und Politiker (CDU)
- Daniel F. Pinnow (* 1962), Autor, Wirtschafts- und Sozialwissenschaftler, Unternehmer
- Kerstin Rech (* 1962), Autorin
- Joachim Polzer (* 1962), Medienhistoriker, Verleger, Publizist und Festivalgründer
- Christoph Retzlaff (* 1962), Diplomat
- Thomas Rissler (* 1962), Bildhauer und Holzschneider
- Niko Schäuble (* 1962), Jazzmusiker und Komponist
- Jutta Schiller (* 1962), Politikerin (CDU)
- Ulrich Schmid (* 1962), evangelischer Theologe
- Joachim Scholz (* 1962), Politiker
- Roland Schopp (* 1962), Zauberkünstler
- Alexandra von Schwerin (* 1962), Schauspielerin
- Arndt Spieth (* 1962), Autor, Diplom Geograph
- Thilo Stehle (* 1962), Biochemiker, Strukturbiologe und Hochschullehrer
- Susanne Tauss (* 1962), Kunsthistorikerin
- Sibylle Thelen (* 1962), Journalistin, Autorin und Turkologin
- Franziska Traub (* 1962), Schauspielerin und Kabarettistin
- Jürgen Volkert (* 1962), Wirtschaftswissenschaftler
- Mark Dominik Alscher (* 1963), Internist, Ärztlicher Direktor des Robert-Bosch-Krankenhauses
- Markus Brock (* 1963), Fernsehmoderator
- Bernadette Conrad (* 1963), Journalistin und Schriftstellerin
- Gunter Czisch (* 1963), Oberbürgermeister der Stadt Ulm
- Konrad Epple (* 1963), Politiker (CDU)
- Michael Fell (* 1963), Koch
- Friedemann Fromm (* 1963), Regisseur und Drehbuchautor
- Dominik Geißler (* 1963), Politiker (CDU) und Oberbürgermeister von Landau in der Pfalz
- Ernst-Wilhelm Gohl (* 1963), evangelischer Pfarrer
- André Greul (* 1963), Koch
- Nele Hackländer (* 1963), Klassische Archäologin und Wissenschaftsmanagerin
- Ulf Hohmann (* 1963), Verhaltensforscher
- Thomas Huber (* 1963), Wasserballspieler
- Ingo Hülsmann (* 1963), Theater- und Filmschauspieler sowie Regisseur
- Ulrich Jautz (* 1963), Rechtswissenschaftler
- Alex Jolig (* 1963), Kneipier
- Achim Kienle (* 1963), Ingenieur
- Sabrina Koschella (* 1963), Handballtorhüterin
- Bettina Kupfer (* 1963), Schauspielerin
- Krishna Lahoti (* 1963), Fotograf
- Steffen Lehmann (* 1963), Architekt und Hochschullehrer
- Britta von Lojewski (* 1963), Journalistin und Radio- und Fernsehmoderatorin
- Joannis Malathounis (* 1963), Koch
- Ute Margarete Meyer (* 1963), Architektin
- Klaus Michael Miehling (* 1963), Cembalist, Komponist und Musikwissenschaftler
- Florian Monheim (* 1963), Architekturfotograf
- Lutz Reitemeier (* 1963), Kameramann
- Hella Roth (* 1963), Feldhockeyspielerin
- Johannes Schaefer (* 1963), Sänger, Schauspieler, Sprecher, Regisseur und Gesangslehrer
- Christoph Schiller (* 1963), Pianist
- Stephan Schiller (* 1963), Physiker
- Martin Schwalb (* 1963), Handballspieler und -trainer sowie Sportfunktionär
- Stephan Seiter (* 1963), Bundestagsabgeordneter
- Peter Selg (* 1963), Arzt
- Ulf Stolterfoht (* 1963), Schriftsteller
- Ralph Tarraf (* 1963), Diplomat
- Paul Tietze (* 1963), Jazzmusiker
- Moritz Woelk (* 1963), Kunsthistoriker
- Markus Wolf (* 1963), Bildhauer
- Ralf Albrecht (* 1964), evangelischer Pfarrer
- Martin Bachmann (1964–2016), Bauforscher
- Ingolf Baur (* 1964), Fernsehmoderator
- Michael Berger (* 1964), Offizier, Militärhistoriker
- Ise Bosch (* 1964), Gründerin, Geschäftsführerin und Erbin
- Beate Bühler (* 1964), Volleyballspielerin und Beachvolleyballspielerin
- Christof Ebert (* 1964), Informatiker und Unternehmer
- Susanne Eisenmann (* 1964), Bürgermeisterin
- Sören Fischer (* 1964), Jazzmusiker
- Ted Gaier (* 1964), Musiker, Regisseur und Darsteller
- Volker Gäckle (* 1964), Theologe, Hochschullehrer
- Susanne Geiger (* 1964), Schriftstellerin
- Andreas Gminder (* 1964), Mykologe
- Guido Henkel (* 1964), Computerspielentwickler und Autor
- Bernhard Holz (* 1964), Rennfahrer
- Klaus Krämer (* 1964), römisch-katholischer Geistlicher, Bischof von Rottenburg-Stuttgart
- Thaddäus Kunzmann (* 1964), Politiker (CDU)
- Sabine Lautenschläger (* 1964), Juristin
- Ilona Lenk (* 1964), Malerin, Bühnen- und Kostümbildnerin
- Andi Maile (* 1964), Jazzmusiker
- Stefan Merath (* 1964), Unternehmer und Autor
- Walter Mesch (* 1964), Philosoph und Philosophiehistoriker
- Fritz Mitthof (* 1964), Althistoriker und Papyrologe
- Brigitte Mohn (* 1964), Unternehmerin Bertelsmann–Konzern und Stiftungsvorsitzende
- Martin Nettesheim (* 1964), Jurist
- Mara Neusel, (1964–2014), Mathematikerin und habilitierte Hochschullehrerin
- Michael Ohnewald (* 1964), Journalist
- H. Glenn Penny (* 1964), amerikanischer Historiker
- Lucia A. Reisch (* 1964), Sozial- und Wirtschaftswissenschaftlerin, Hochschullehrerin
- Philipp Gabriel Renczes (* 1964), Jesuit und Theologe
- Robert von Rimscha (* 1964), Journalist, Sachbuchautor und Diplomat
- Daniel Schäfer (* 1964), Medizinhistoriker
- Denis Scheck (* 1964), Literaturkritiker und Journalist
- Maren Schmohl (* 1964), Kunsthochschulrektorin
- Oliver Scholl (* 1964), Zeichner
- Christoph Schrewe (* 1964), Filmregisseur
- Jason Seizer (* 1964), Musikproduzent
- Michael Sommer (* 1964), Leichtathlet
- Jörg Springer (* 1964), Architekt
- Frank Stöckle (* 1964), Musiker, Sprecher, Schauspieler und Autor
- Thomas Weiss (* 1964), Schriftsteller
- Ulrich Werz (1964–2023), Altertumswissenschaftler und Numismatiker
- Bettina Wilhelm (* 1964), Landesbeauftragte für Frauen des Landes Bremen
- Werner Winkler (* 1964), Autor, Berater, Politiker und Kalligraf
- Christine Arbogast (* 1965), Historikerin, Erste Bürgermeisterin in Tübingen, Sozialdezernentin in Braunschweig, Staatssekretärin in Niedersachsen
- Alexander Bader (* 1965), Klarinettist
- Tomás Bayón (* 1965), deutsch-spanischer Volkswirt
- Daniel von Borries (* 1965), Bankkaufmann, Volkswirt und Manager
- Karoline Eichhorn (* 1965), Schauspielerin und Hörspielsprecherin
- Claudia Emmert (* 1965), Kunsthistorikerin und Kuratorin
- Jürgen Evers (* 1965), Leichtathlet
- Sonja Faber-Schrecklein (* 1965), Journalistin und Moderatorin
- Achim Fiedler (* 1965), Dirigent
- Michael Föll (* 1965), Politiker (CDU)
- Michael Grossmann (* 1965), Maler und Druckgraphiker
- Barbara Hahn (* 1965), Opernsängerin
- Jürgen Hartmann (* 1965), Schauspieler
- Oliver Hellmann (* 1965), Altphilologe
- Eva Kocher (* 1965), Juristin und Hochschullehrerin
- Jürgen Mayer (* 1965), Architekt und Künstler
- Mark Landler (* 1965), US-amerikanischer Journalist
- Anja Langer (* 1965), Bodybuilderin
- Stephan Lessenich (* 1965), Soziologe
- Anne Maar (* 1965), Kinderbuchautorin und Theaterregisseurin
- Günter Maurer (* 1965), Hörspiel- und Theaterregisseur
- Marietta Meguid (* 1965), Schauspielerin
- Christoph Mohn (* 1965), Unternehmer
- Jörg Müller (* 1965), Jurist
- Oliver Müller (* 1965), Theologe und Politikwissenschaftler, Leiter von Caritas International
- Petra von Olschowski (* 1965), Kunsthistorikerin und Journalistin
- Andreas Otterbach (* 1965), Hochschullehrer
- Tobias Pflüger (* 1965), Friedensforscher und Politiker (Die Linke)
- Tina Riegel (* 1965), Eiskunstläuferin
- Hans-Martin Rüter (* 1965), Ingenieur, Unternehmer und Solarpionier
- Thomas Schlag (* 1965), evangelischer Theologe und Professor
- Martin Schleske (* 1965), Geigenbauer
- Gabi Schmid (* 1965), Grafikdesignerin und Schriftstellerin
- Anke Sieloff (* 1965), Sängerin
- Thomas Stickroth (* 1965), Fußballspieler und -trainer
- Andreas Wahl (* 1965), Jazzgitarrist
- Peter Winker (* 1965), Ökonometriker
- Patrizia Zannini (* 1965), Autorin
- Florian Zeyfang (* 1965), Konzeptkünstler und Filmemacher

#### 1966 bis 1970
- Konrad Badenheuer (* 1966), Publizist

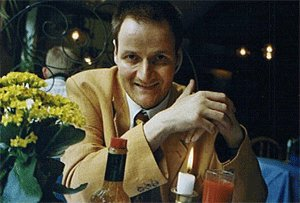
Gert Mittring

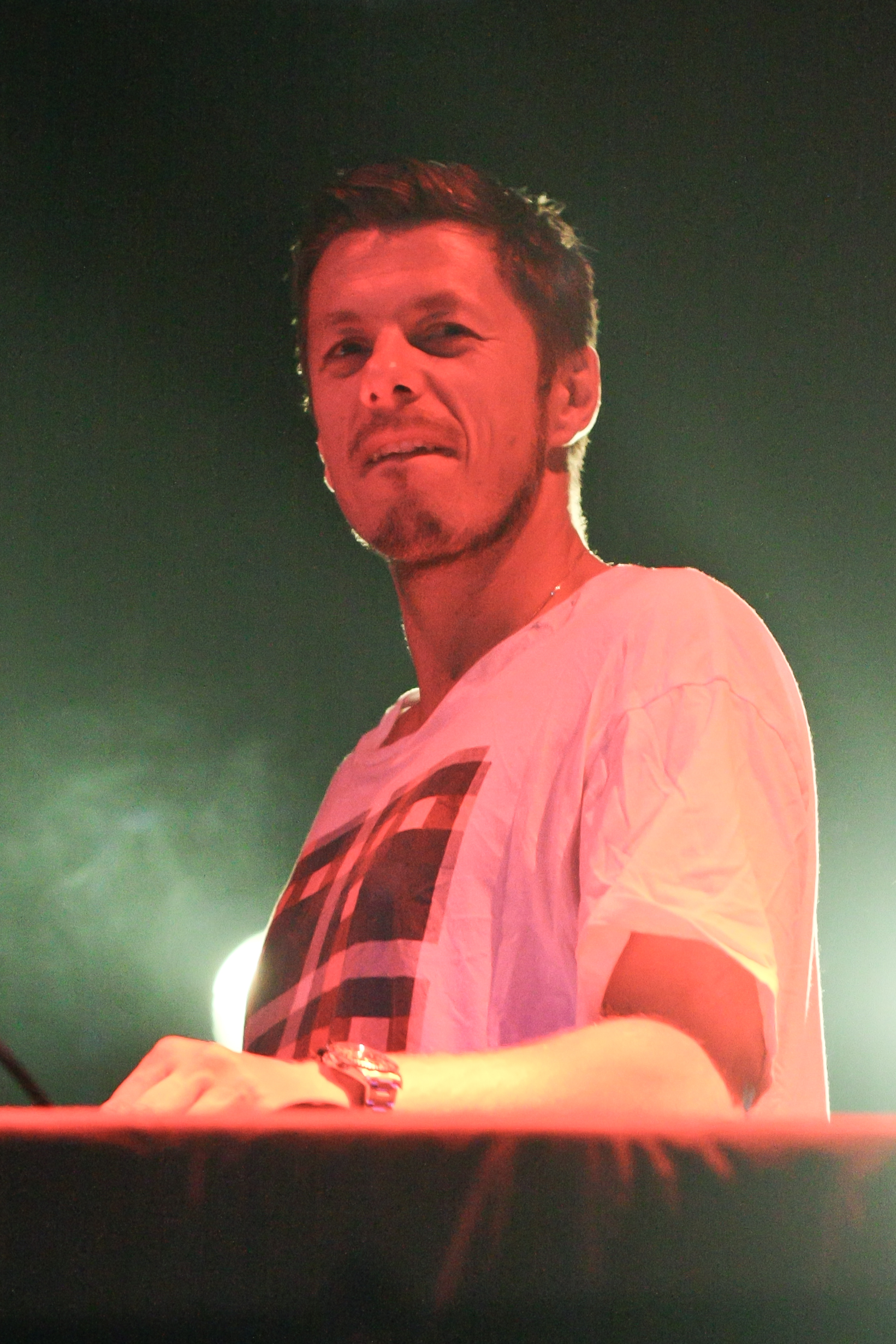
Michael Beck

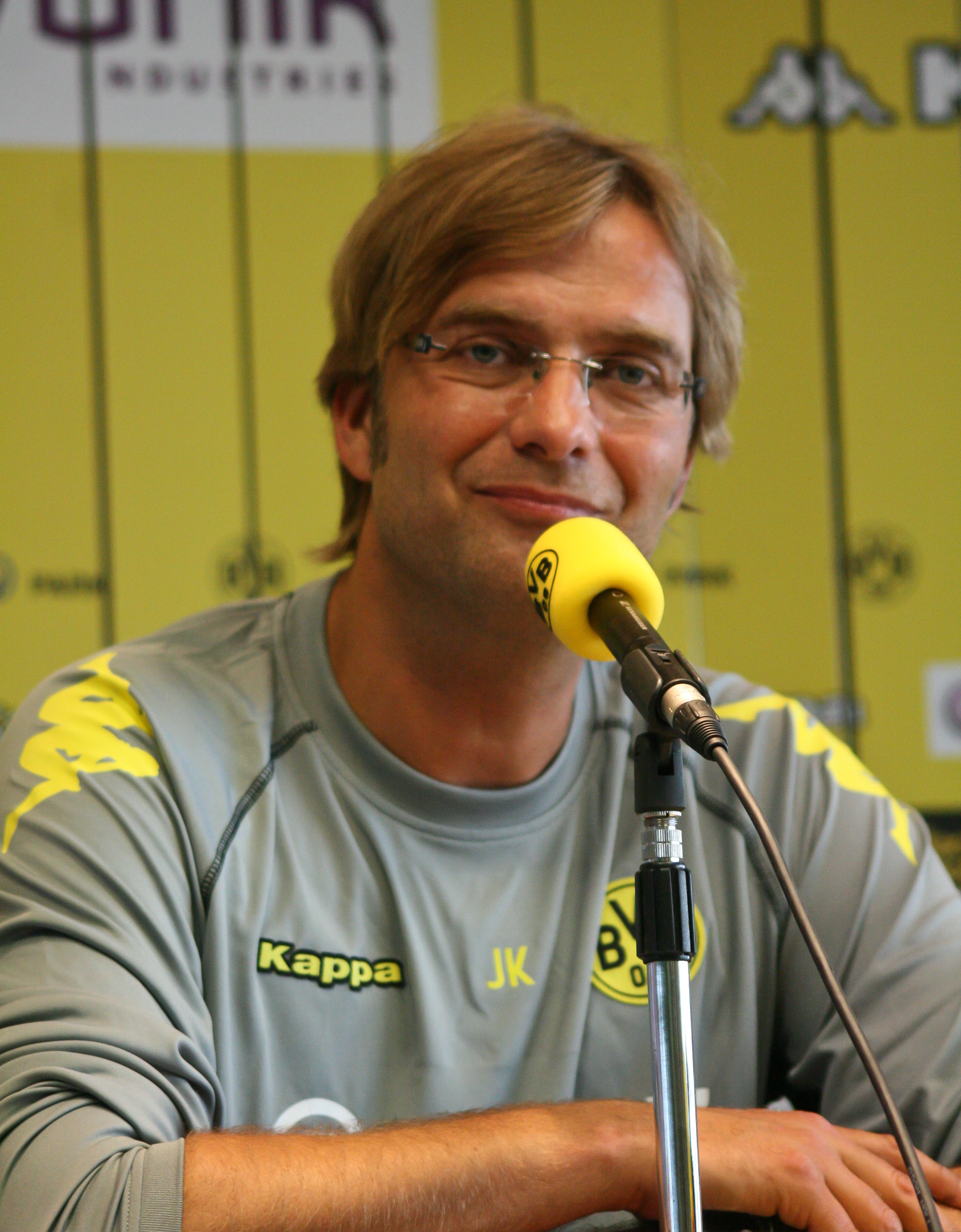
Jürgen Klopp

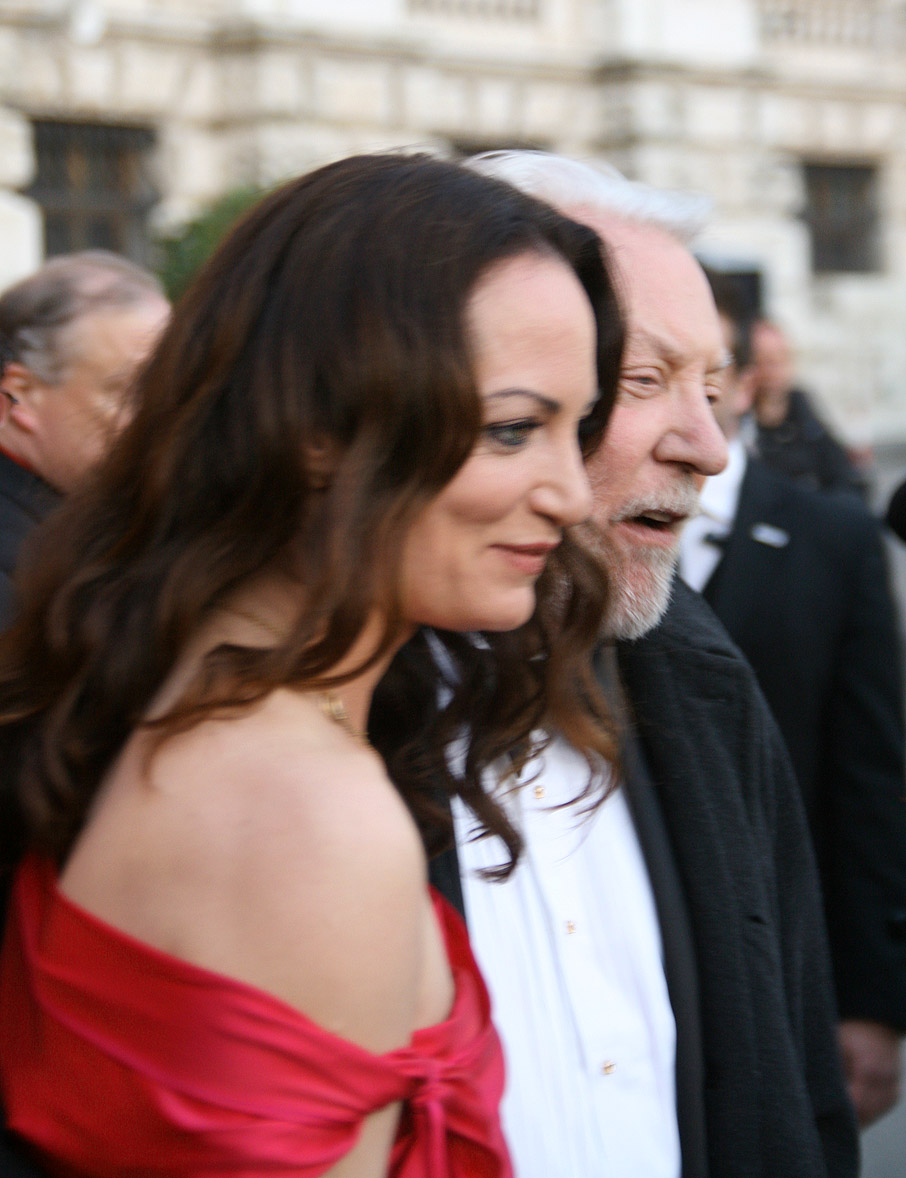
Natalia Wörner

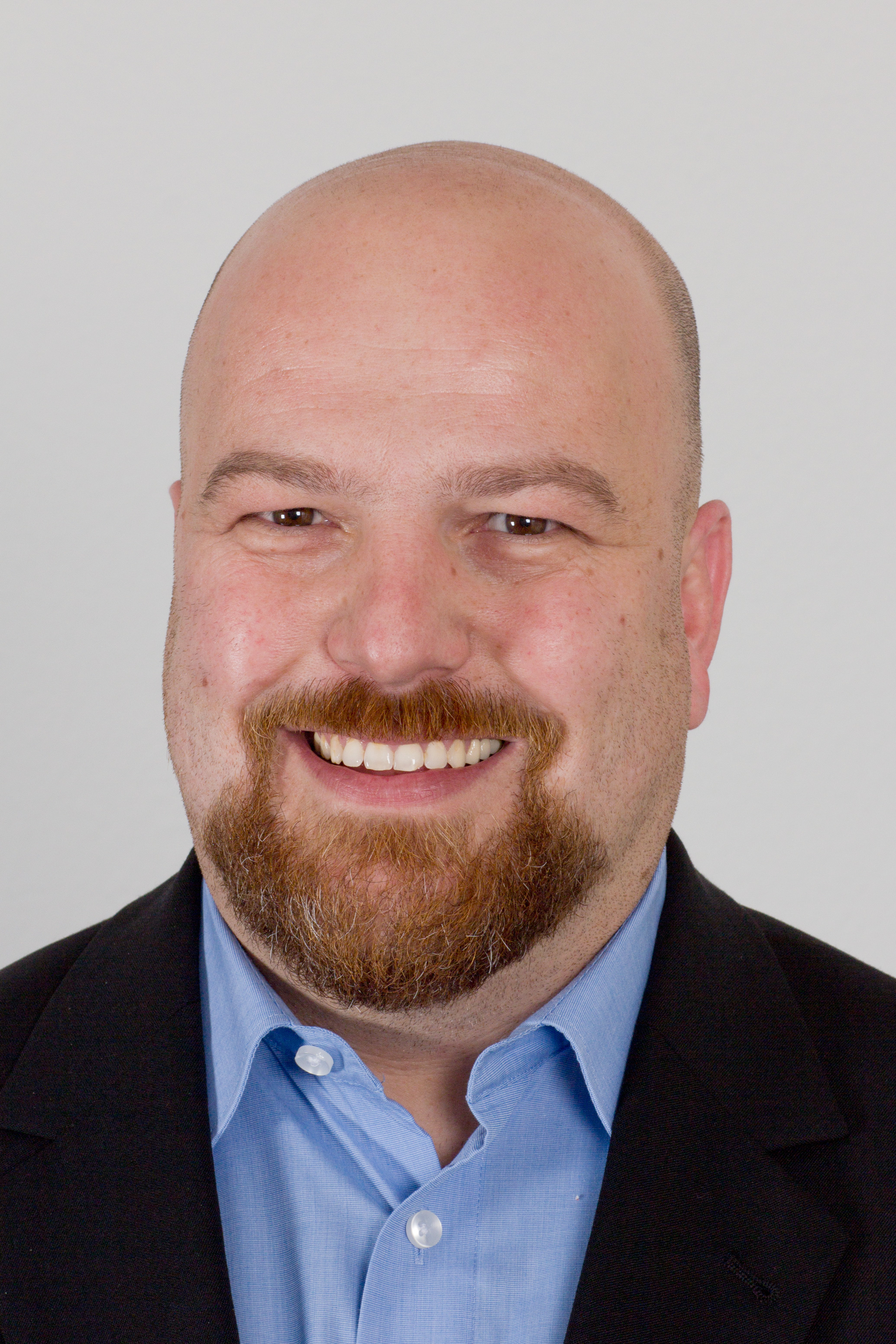
Frank Schmitt

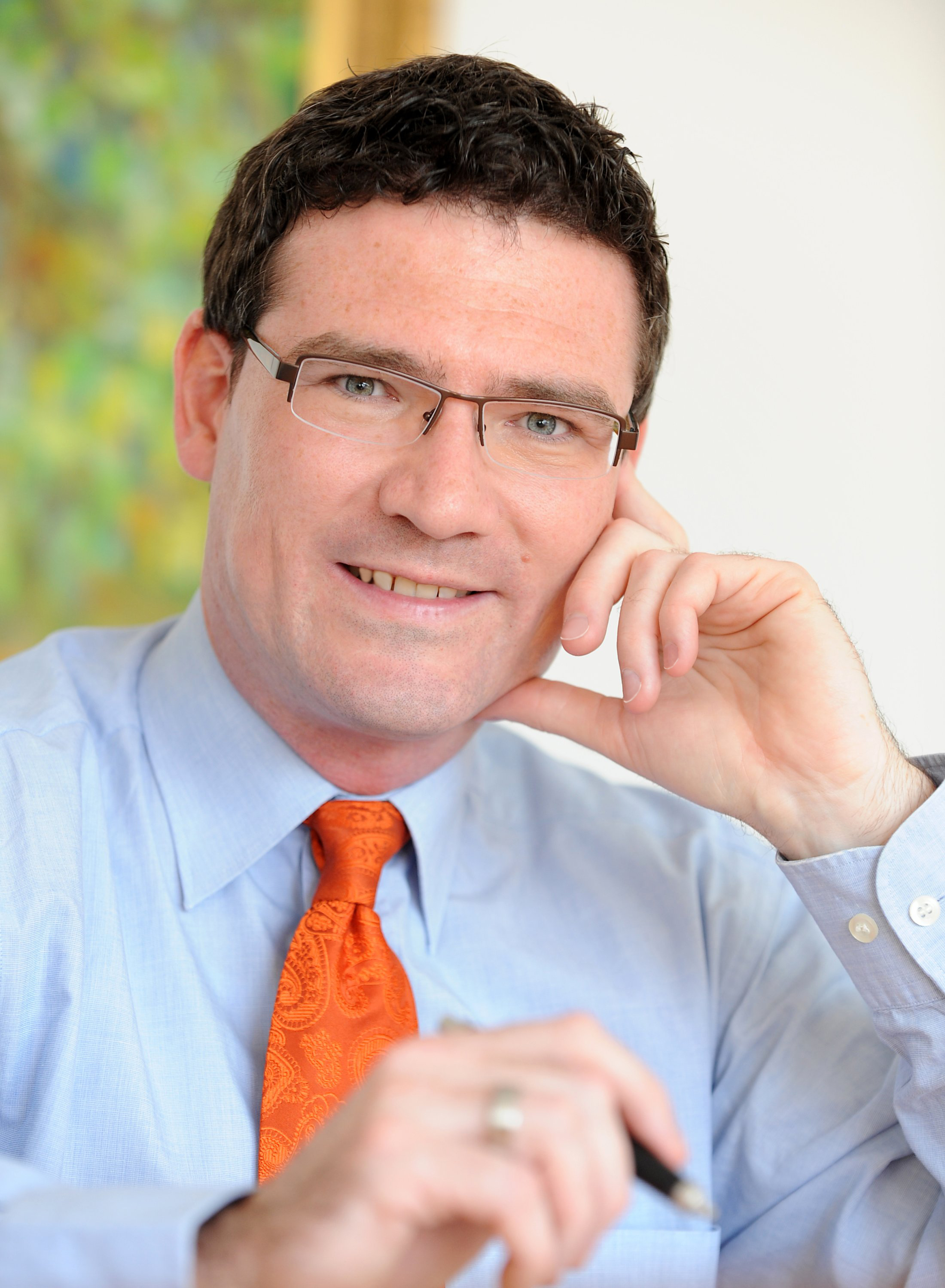
Stefan Kaufmann

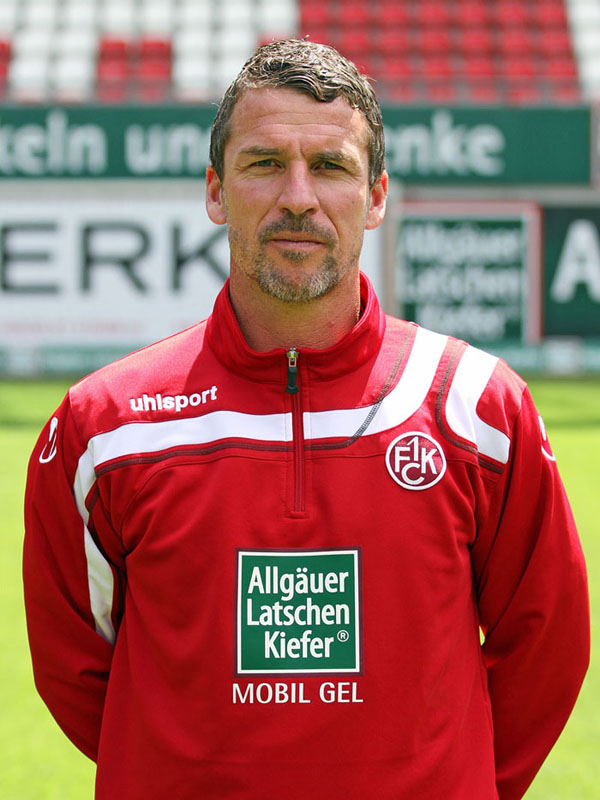
Marco Kurz

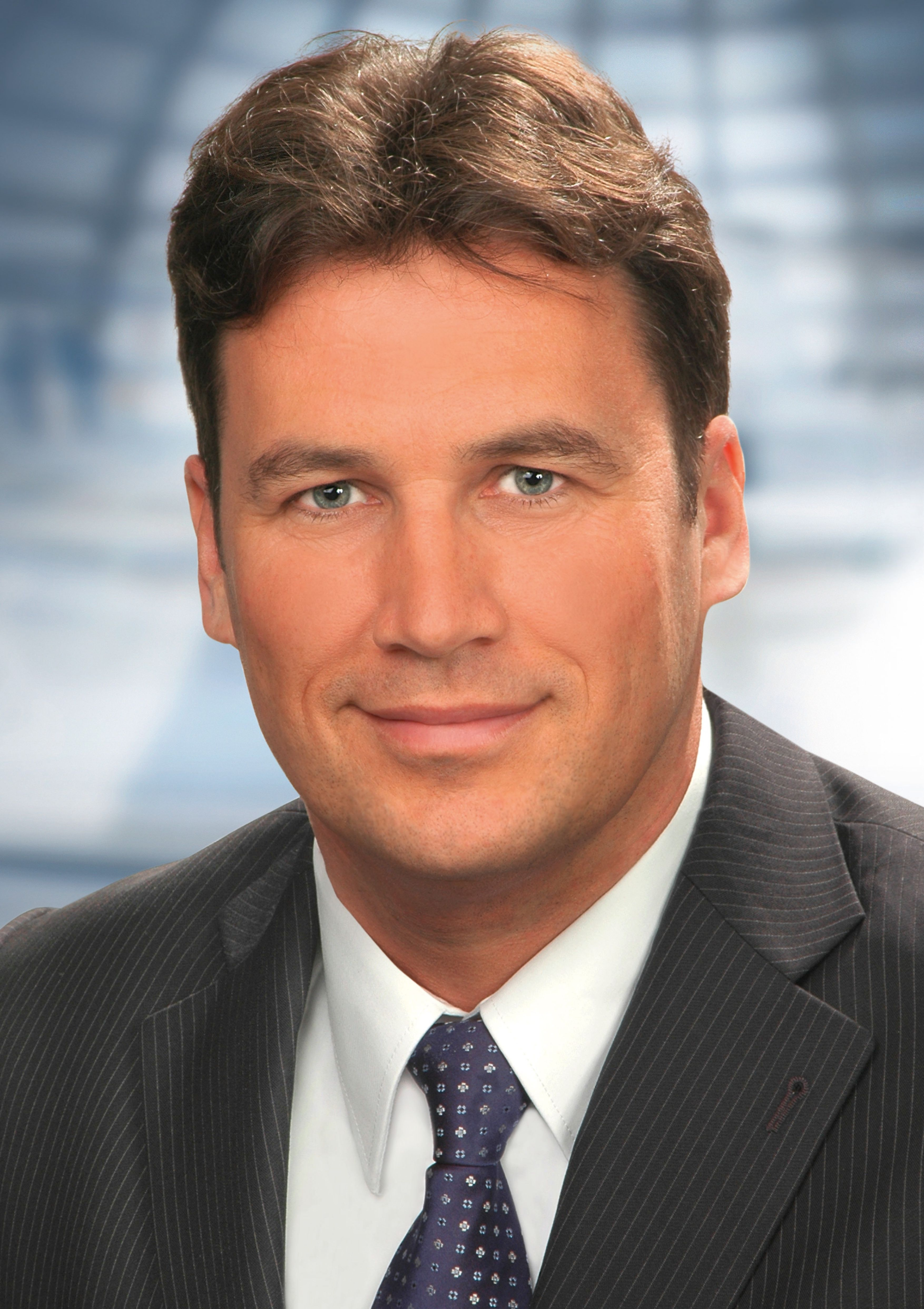
Christian von Stetten

- Tim Brümmendorf (* 1966), Onkologe und Hämatologe
- Hansmartin Eberhardt (* 1966), Jazzmusiker
- Julian Feifel (* 1966), Musikproduzent, Komponist, Gitarrist und Sänger
- Marcus Golter (* 1966), Bildhauer
- Stefan-Peter Greiner (* 1966), Geigenbauer
- Heike Hänsel (* 1966), Politikerin (Die Linke)
- Sandra Hastenteufel (* 1966), bildende Künstlerin
- Ulf Häussler (* 1966), Generalmajor des Heeres
- Thomas Hering (* 1966), Basketballspieler
- Elisabeth Kabatek (* 1966), Schriftstellerin
- Marcus Kaiser (* 1966), Fotograf und Medienkünstler
- Martina Kieninger (* 1966), Chemikerin und Schriftstellerin
- Irina Kircher (* 1966), Gitarristin
- Markus Kössler (* 1966), Bassist
- Jens Lohmann (* 1966), Violinist
- Gert Mittring (* 1966), Rechenkünstler
- Rue Protzer (* 1966), Jazzmusiker und Komponist
- Utz Schäffer (* 1966), Ökonom
- Klaus Schedl (* 1966), Komponist
- Mini Schulz (* 1966), Bassist, Leiter des Pop-Studiengangs der Musikhochschule Stuttgart
- Ulrich Schwarz (* 1966), Physiker
- Jörg Seiler (* 1966), Kirchenhistoriker
- Katrin Steinhülb-Joos (* 1966), Politikerin (SPD)
- Alexander Steudel (* 1966), Journalist
- Michael Spies (* 1965), Fußballspieler
- Rainer Trost (* 1966), Sänger
- Christian Tschelebiew (* 1966), Sänger
- Susanne Uhl (* 1966), Politikerin (GAL)
- Rüdiger Vaas (* 1966), Wissenschaftsjournalist
- Heike Walz (* 1966), evangelische Theologin, Hochschullehrerin
- Roland Weber (* 1966), Rechtsanwalt
- Moritz Wullen (* 1966), Kunsthistoriker und Museumsdirektor
- Michael Beck (* 1967), Musiker (Die Fantastischen Vier)
- Wolfgang Blau (* 1967), Publizist und Chefredakteur
- Jörg Bofinger (* 1967), Archäologe
- Martin Burkhardt (* 1967), Maler, Grafiker, Medien- und Raumkünstler
- Cora Dietl (* 1967), Literaturhistorikerin
- Claudia Dietz (* 1967), Bildhauerin und Gestalterin
- Elger Esser (* 1967), Künstler
- Uli Gsell (* 1967), Bildhauer
- Dietmar Haaf (* 1967), Leichtathlet
- Achim Thomas Hack (1967–2025), Historiker
- Katrin Hering (* 1967), Basketballspielerin und -trainerin
- Gregor Hübner (* 1967), Komponist, Violinist und Pianist
- Berivan Kaya (* 1967), Film- und Theaterschauspielerin
- Gecko Keck (* 1967), Künstler, Designer und Autor
- Jürgen Klopp (* 1967), Fußballspieler und -trainer
- Justin Larutan (* 1967), Schriftsteller
- Peter Leibinger (* 1967), Unternehmer
- Martin Lorber (* 1967), Musikhistoriker, Journalist und PR-Fachmann
- Claudius Muth (* 1967), Opernsänger
- Tom Naumann (* 1967), Fotograf
- Sylvia Pille-Steppat (* 1967), Architektin, Marathonläuferin und Parakanutin
- Beate Reinstadler (* 1967), österreichische Tennisspielerin
- Thomas Richter (* 1967), Kunsthistoriker
- Andreas Rieke (* 1967), Musiker (Die Fantastischen Vier)
- Andrea Römmele (* 1967), Kommunikations- und Politikwissenschaftlerin
- Thilo Rothacker (* 1967), Illustrator und Hochschullehrer
- Klaus Michael Rückert (* 1967), Politiker (CDU)
- Albrecht Schäfer (* 1967), Bildhauer und Installationskünstler
- Niels Schlotterbeck (* 1967), Fußballspieler
- Eva Schumann (* 1967), Juristin und Rechtshistorikerin
- Holger Stark (* 1967), Biochemiker, Hochschullehrer
- Markus Steinbach (* 1967), Linguist
- Eberhard Trautner (* 1967), Fußballtorwart und -Trainer
- Marcus Attila Vetter (* 1967), Dokumentarfilmer
- Birgit Wagner (* 1967), Psychologin, Sachbuchautorin und Professorin
- Thomas Walter (* 1967), Fußballtorwart und Torwarttrainer
- Natalia Wörner (* 1967), Schauspielerin
- Norbert Zähringer (* 1967), Schriftsteller
- Annett Zinsmeister (* 1967), Künstlerin, Architektin, Autorin
- Andrea Ahmann (* 1968), Beachvolleyballspielerin
- Wolfgang Aldag (* 1968), Landtagsabgeordneter von B’90/Grüne in Sachsen-Anhalt
- Rafael Arnold (* 1968), Romanist
- Henning Dedekind (* 1968), Musiker, Musikjournalist und Übersetzer
- Stephan Geiger (* 1968), Kunsthistoriker, Kurator, Galerist und Autor
- Heike Gfrereis (* 1968), Literaturwissenschaftlerin und Kuratorin
- Joachim Häcker (* 1968), Professor
- Silke Haupt (* 1968), Schauspielerin, Synchron- und Hörspielsprecherin
- Veit Hübner (* 1968), Kontrabassist und Komponist
- Ina Karr (* 1968), Opernintendantin
- Matthias Klopfer (* 1968), Politiker (SPD)
- Tobias Kniebe (* 1968), Journalist
- Katja Langenbucher (* 1968), Rechtswissenschaftlerin und Hochschullehrerin
- Oliver Masucci (* 1968), Schauspieler
- Cordula Möller (* 1968), Triathletin und Radrennfahrerin
- Dimitrios Moutas (* 1968), deutsch-griechischer Fußballspieler
- Christoph Alexander Müller (* 1968), Wirtschaftswissenschaftler und Professor
- Ecco Mylla, eigentlich Eckhard Müller (* 1968), Schauspieler
- Rolf F. Nohr (* 1968), Medienwissenschaftler
- Volker Nürnberg (* 1968), Wirtschaftswissenschaftler, Hochschullehrer
- Oliver Oetke (* 1968), Volleyball- und Beachvolleyballspieler
- Cornelius Roth (* 1968), römisch-katholischer Theologe
- Alexander M. Rümelin (* 1968), Schauspieler, Filmproduzent und Autor
- Frank Schmitt (* 1968), Politiker (SPD)
- Frank Scholze (* 1968), Bibliothekar
- Andreas Schüle (* 1968), evangelischer Theologe und Altorientalist
- Robert Schwentke (* 1968), Filmregisseur und Drehbuchautor
- Ulrich Steinbach (* 1968), Politiker
- Alexander Waibl (* 1968), Volleyballtrainer
- Angelika Walser (* 1968), römisch-katholische Moraltheologin und Hochschullehrerin
- Ulf Aminde (* 1969), Künstler
- Jan Bosse (* 1969), Theaterregisseur
- Patrick Cramer (* 1969), Chemiker und Strukturbiologe
- Anuschka Gläser (* 1969), Eis- und Rollkunstläuferin
- Uwe Greiner (* 1969), Filmregisseur
- Ragani Haas (* 1969), Künstlerin
- Stefan Kaufmann (* 1969), Politiker (CDU)
- Christoph Keller (* 1969), Verleger, Buchgestalter, Ausstellungsmacher und Schnapsbrenner
- Jürgen Kreschel (* 1969), Musiker und Produzent
- Marco Kurz (* 1969), Fußballspieler und -trainer
- Carolin Meister (* 1969), Professorin für Kunstgeschichte
- Ascan Mergenthaler (* 1969), Architekt
- Andrea Neumann (1969–2020), Bildende Künstlerin
- Patrick Rapp (* 1969), Politiker (CDU)
- Wolfram Schaffar (* 1969), Politikwissenschaftler, Entwicklungsforscher und Südost- und Ostasienwissenschaftler
- Bernd Schlüter (* 1969), Jurist
- Christine Vogler (* 1969), Pflegepädagogin, Geschäftsführerin und Präsidentin des Deutschen Pflegerats
- Silja Vöneky (* 1969), Rechtswissenschaftlerin
- Vanessa Wolf (* 1969), Theaterwissenschaftlerin und Theaterregisseurin
- Andreas Weller (* 1969), Tenor
- Thomas Adomeit (* 1970), lutherischer Theologe
- Johannes Arnold (* 1970), Kommunalpolitiker
- Lothar Barth (* 1970), Politiker
- Kim Bauermeister (* 1970), Hindernis- und Langstreckenläufer
- Gianni Coveli (* 1970), Fußballspieler und -trainer
- Christian Ege (* 1970), Politiker
- Dirk Fengler (* 1970), Fußballspieler
- Jesko Fezer (* 1970), Architekt
- Susanne Friederich (* 1970), Prähistorikerin
- David Ganz (* 1970), Kunsthistoriker und Hochschullehrer
- Bettina Grühn, verheiratete Scharl (* 1970), Schauspielerin
- Markus Gürne (* 1970), Journalist und Fernsehmoderator
- Franziska Hentschel (* 1970), Feldhockeyspielerin
- Tobias Husemann (* 1970), Puppenspieler und Puppenbauer
- Jens Keller (* 1970), Fußballspieler und -trainer
- Andreas Koch (* 1970), Künstler, Grafikdesigner und Editor
- Jerri Manthey (* 1970), US-amerikanische Schauspielerin und Reality-TV-Teilnehmerin
- Klaus Michler (* 1970), Feldhockeyspieler
- Christian Mrasek (* 1970), Filmregisseur
- Phillip Müller (* 1970), Politiker (Bündnis 90/Die Grünen)
- Katharina Philipowski (* 1970), Germanistin
- Christian von Stetten (* 1970), Unternehmer und Politiker (CDU)
- Hannes Stöhr (* 1970), Filmregisseur und Drehbuchautor
- Eric Weik (* 1970), Politiker (FDP)
- Marco Zaffarano (* 1970), Techno/Trance-DJ, Musikproduzent und Labelinhaber
- Felicia Zeller (* 1970), Autorin

#### 1971 bis 1980

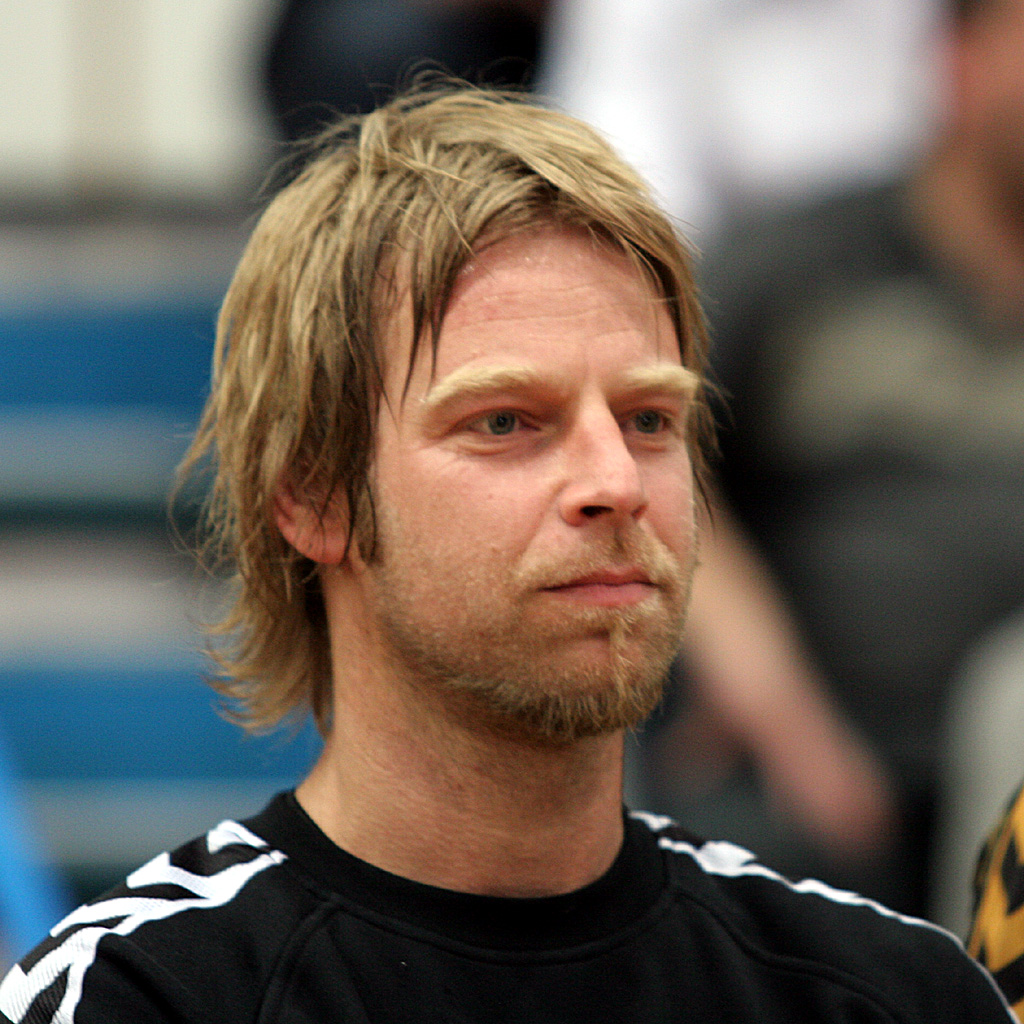
Stefan Krebietke

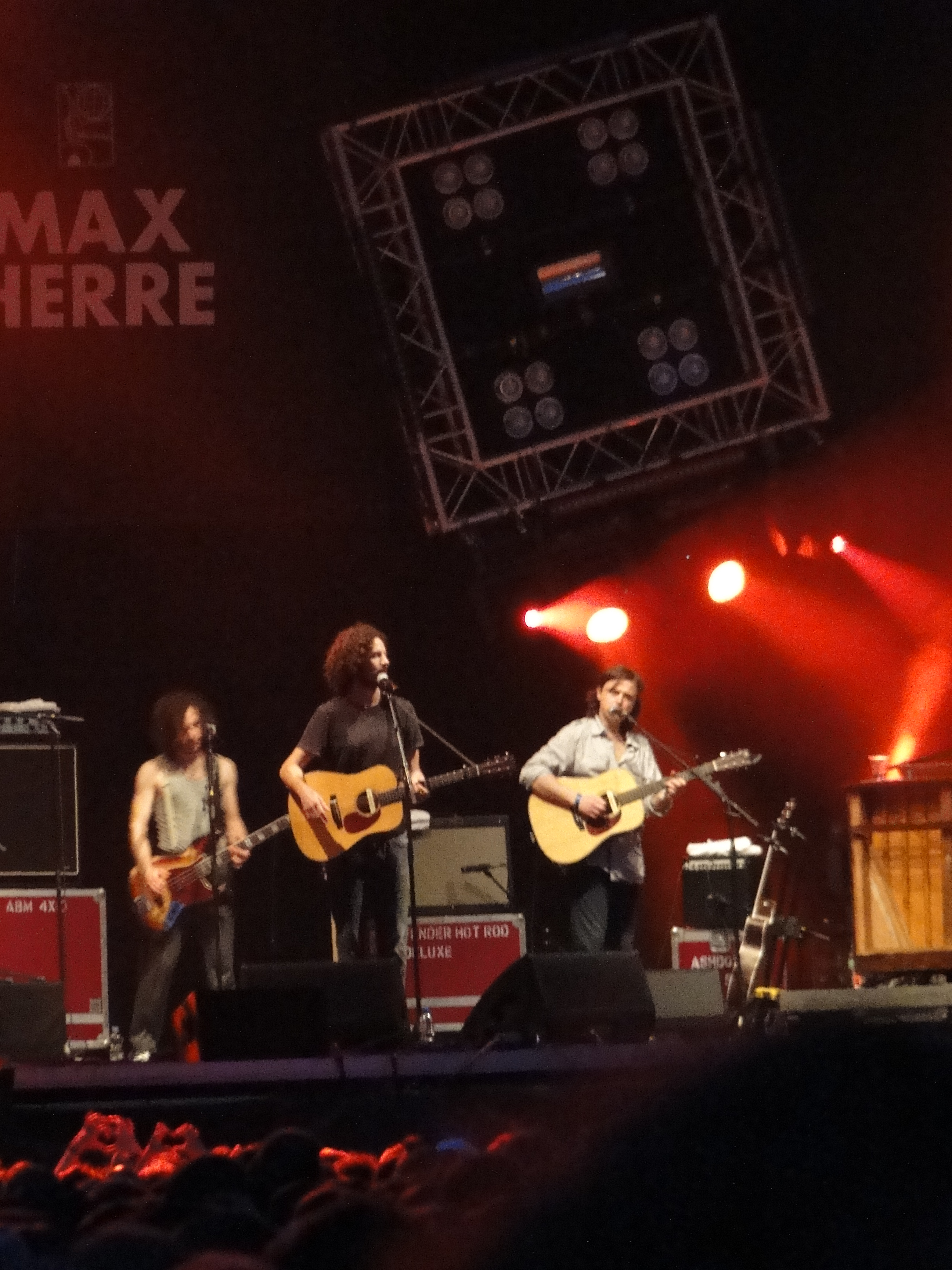
Max Herre (m.)

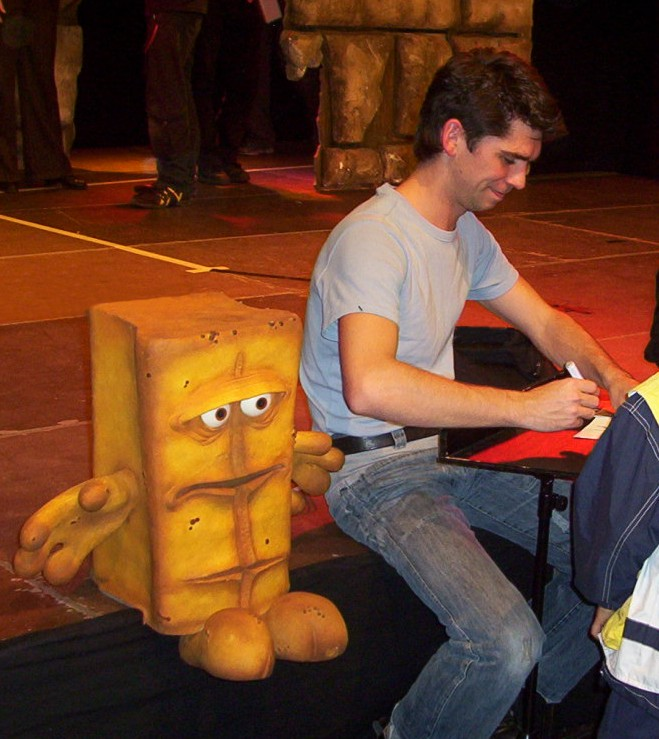
Jörg Teichgraeber

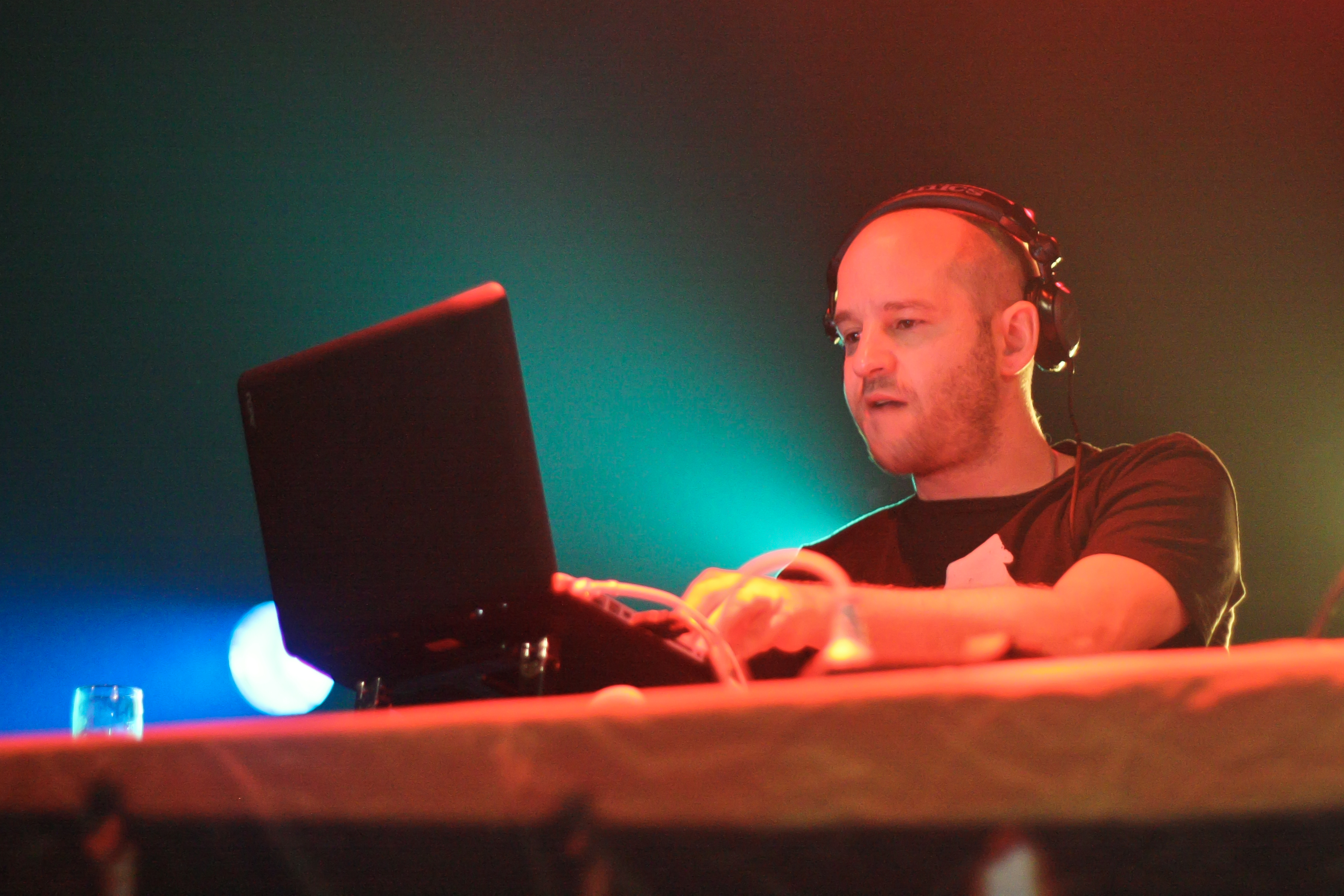
DJ Thomilla

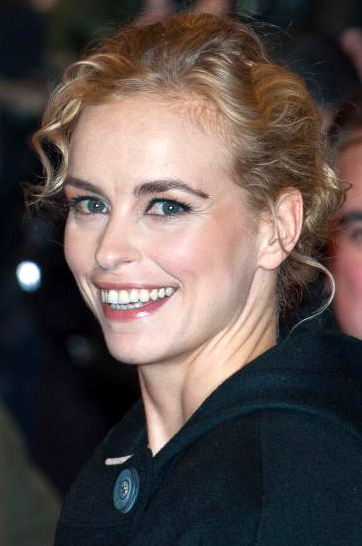
Nina Hoss

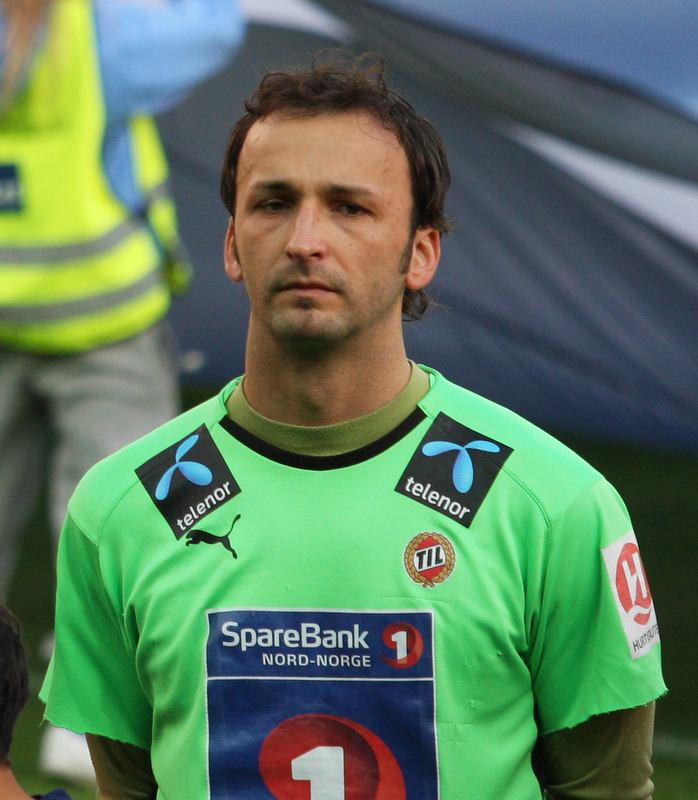
Sead Ramović

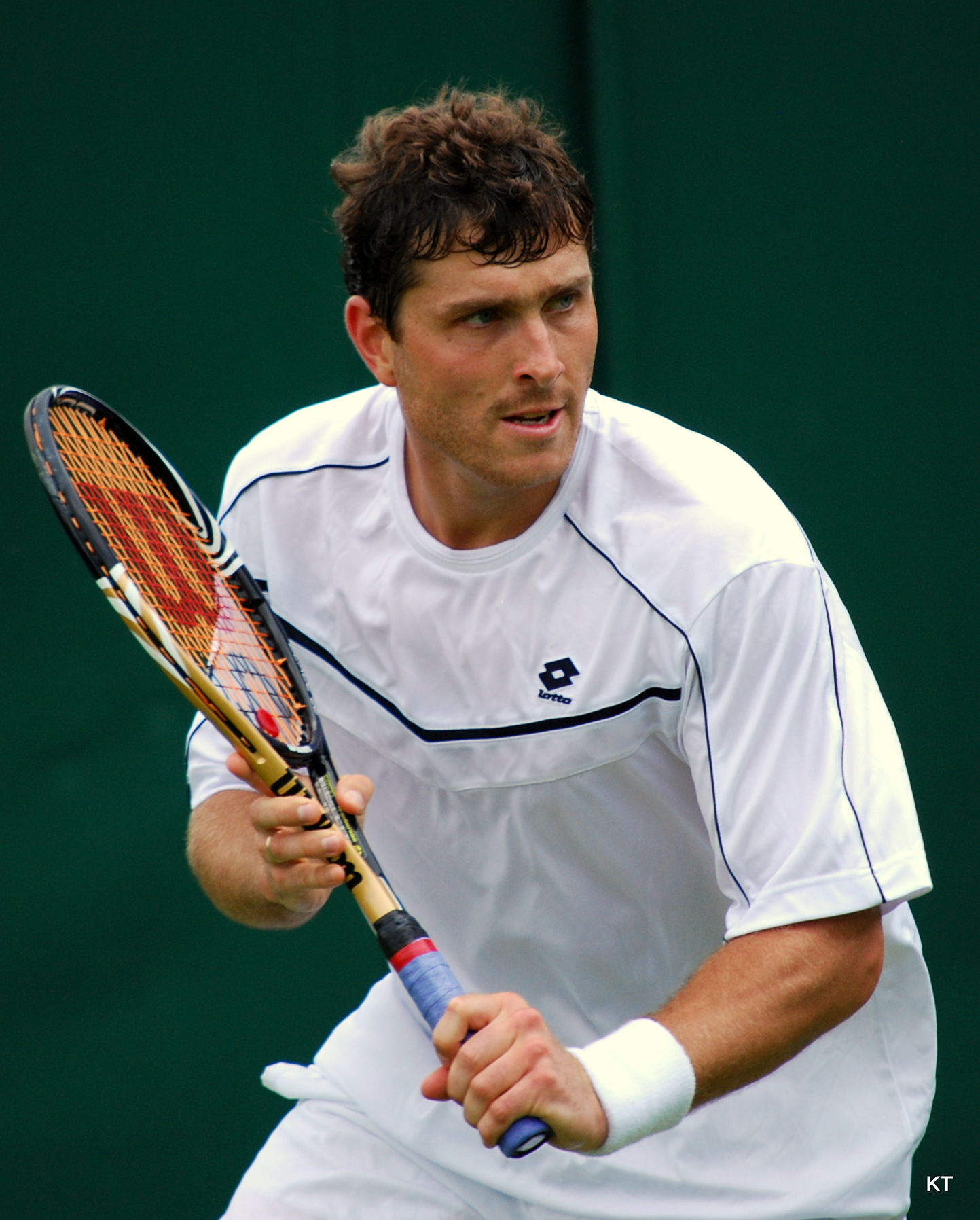
Michael Berrer

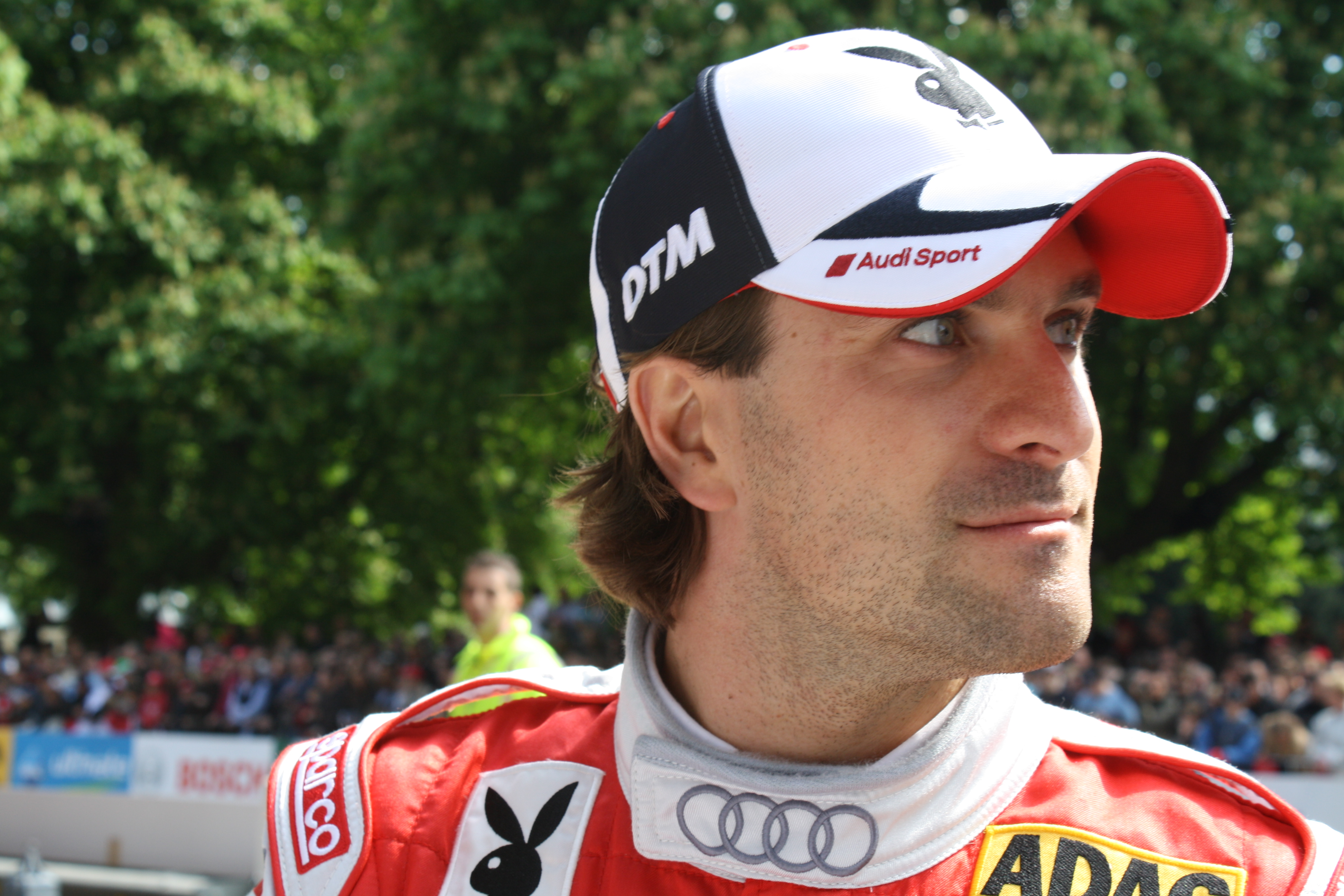
Markus Winkelhock

- Christian Ast (* 1971), Basketballspieler
- Thom Barron (* 1971), Pornodarsteller
- Matthias Baumann (* 1971), Unfallchirurg, Sportmediziner und Expeditionsarzt
- Alexander Beierbach (* 1971), Jazzmusiker
- Florian Dauner (* 1971), Schlagzeuger und Musikproduzent
- Bernhard Epstein (* 1971), Dirigent
- Isolde Fischer (* 1971), Schauspielerin
- Sascha Fischer (* 1971), Rugby-Union-Spieler
- Peer Gebauer (* 1971), Diplomat
- Moritz Heger (* 1971), Schriftsteller
- Michael Jelden (* 1971), Violinist
- Sven Felix Kellerhoff (* 1971), Journalist und Sachbuchautor
- Boris Kerenski (* 1971), Künstler, Schriftsteller und Herausgeber
- Urs Kramer (* 1971), Jurist
- Stefan Krebietke (* 1971), Handballspieler
- Markus Lösch (* 1971), Fußballspieler
- Gabriel Merz (* 1971), Schauspieler
- Ajibola Olalowo (* 1971), Politiker (Bündnis 90/Die Grünen)
- Thorsten Riemke-Gurzki (* 1971), Professor für Web-Technologien
- Dietmar Schiffermüller (* 1971), Journalist
- Philipp Schmid (* 1971), Radiomoderator und Musiker
- John Schondelmayer (* 1971), Langstreckenläufer
- Uwe Schneider (* 1971), Fußballspieler
- Andreas Singer (* 1971), Richter und Verwaltungsjurist
- Douce Steiner (* 1971), Köchin
- Mike Rae Anderson (* 1972), US-amerikanischer Schauspieler, Filmproduzent, Filmregisseur, Filmeditor, Drehbuchautor und Kameramann
- Peer Baierlein (* 1972), Musiker
- Timo Brunke (* 1972), Dichter
- Andrea Büttner (* 1972), Zeichnerin, Grafikerin und Bildhauerin
- Florian Gamper (* 1972), Leichtathlet
- Markus Gangl (* 1972), Sozialwissenschaftler
- Daniela Jooß-Kesselmeyer (* 1972), Sängerin
- Dennis Kaupp (* 1972), Autor, Redakteur und Schauspieler
- Mathias Kochendörfer (* 1972), Richter am Bundesgerichtshof
- Pia Maier Schriever (* 1972), Architektin und Bühnenbildnerin
- Lisa Martinek (1972–2019), Schauspielerin
- Stefanie Schmid (* 1972), Schauspielerin
- Patrick Schneider (* 1972), Leichtathlet, Sprinter
- Marc Stachel (* 1972), Synchronsprecher
- Topas (* 1972), Zauberkünstler
- Carmen Vincelj (* 1972), Turniertänzerin
- Alexander Blessin (* 1973), Fußballspieler
- André Butzer (* 1973), Künstler
- Michel Charifzadeh (* 1973), promovierter Ökonom und Hochschulprofessor
- Søren Nils Eichberg (* 1973), deutsch-dänischer Komponist, Pianist und Dirigent
- Verena S. Freytag (* 1973), Filmregisseurin und -autorin
- Florian Harms (* 1973), Journalist und Sachbuchautor
- Tina Hartmann (* 1973), Literaturwissenschaftlerin
- Max Herre (* 1973), Rapper, Singer-Songwriter, Produzent und A&R
- Florian Hurka (* 1973), Altphilologin
- Urs Liska (1973–2024), Pianist und Musiktheoretiker
- Alexander Mädche (* 1973), Professor
- Peter Daniell Porsche (* 1973), Urenkel von Ferdinand Porsche und Mäzen
- Benjamin Sahler (* 1973), Regisseur und Theaterleiter
- Lillo Scrimali (* 1973), Pianist und Arrangeur
- Eure Mütter (* 1974), Komikertrio, bestehend aus Matthias Weinmann, Donato Svezia und Andreas Kraus
- Timo Berger (* 1974), Autor, Übersetzer und Publizist
- Danielle Gaubatz (* 1974), Schauspielerin
- Philipp Haager (* 1974), Maler
- Tomo Keller (* 1974), Violonist und Konzertmeister
- Marc-Philipp Kochendörfer (* 1974), Schauspieler
- Tayfun Korkut (* 1974), deutsch-türkischer Fußballspieler und -trainer
- Sintje Leßner (* 1974), Juristin
- Stephan Luca (* 1974), Schauspieler
- Grischa Ludwig (* 1974), Westernreiter
- David Montero (* 1974), Fußballspieler
- Augustin Speyer (* 1974), Sprachwissenschaftler, Germanist, Hochschullehrer
- Mirjam Strunk (* 1974), Autorin und Theaterregisseurin
- Jörg Teichgraeber (* 1974), Puppenspieler, Figurenbauer, Synchronsprecher und Schauspieler
- DJ Thomilla (* 1974), DJ, Musikproduzent und Komponist
- Florian Vogel (* 1974), Dramaturg
- Frieder Wittich (* 1974), Regisseur und Drehbuchautor
- Matthias Bitzer (* 1975), Künstler
- Philipp Brüllmann (* 1975), Philosoph und Philosophiehistoriker
- Roberto D’Aversa (* 1975), italienischer Fußballspieler und -trainer
- Jochen Hägele (* 1975), Schauspieler
- Melanie Hirsch (* 1975), Opernsängerin
- Nina Hoss (* 1975), Schauspielerin
- Mila Kostadinovic (* 1975), Schauspielerin
- Jörg Lütcke (* 1975), Basketballspieler
- Marie Munz (* 1975), Schauspielerin
- Andreas Münzmay (* 1975), Musikwissenschaftler und Hochschullehrer
- Martin Pfeifle (* 1975), Bildhauer und Bildender Künstler
- Christian A. Pohl (* 1975), Pianist, Klavierpädagoge und Autor
- Dirk Schröer (* 1975), Koch
- Saskia Schwarz (* 1975), Schauspielerin und Regisseurin
- Judith Skudelny (* 1975), Politikerin (FDP)
- Daniel Lede Abal (* 1976), Politiker (Bündnis 90/Die Grünen)
- Stefan Michael Bar (* 1976), Neonazi, Rechtsterrorist, Herausgeber und Autor
- Thomas Bauer (* 1976), Dichter und Schriftsteller
- Nikolaos Chatzis (* 1976), Fußballspieler
- Léonie-Claire Breinersdorfer (* 1976), Drehbuchautorin und Anwältin
- Naomi Fearn (* 1976), deutsch-amerikanische Comiczeichnerin
- Daniel Gloger (* 1976), Tenor
- Manuela Kelley (* 1976), Tätowiererin
- Melanie Mühl (* 1976), Journalistin und Autorin
- Kai-Markus Müller (* 1976), Neurowissenschaftler
- Maja Schöne (* 1976), Schauspielerin
- Philipp Schönthaler (* 1976), Schriftsteller
- Lena Schwarz (* 1976), Schauspielerin
- Robert Steiner (* 1976), Schriftsteller und Extremkletterer
- Daniel Sus (* 1976), Komponist
- Florian Zwißler (* 1976), Komponist und Improvisationsmusiker
- Markus Geiselhart (* 1977), Jazzmusiker
- Elke Gulden (* 1977), Musikpädagogin
- Sabine Hilscher (* 1977), Bühnen- und Kostümbildnerin
- Monica Ivancan (* 1977), It-Girl
- Tanja Liedtke (1977–2007), Tänzerin und Choreografin
- Kevin Rittberger (* 1977), Theaterregisseur und Autor
- Christian Schmid (* 1977), Chorleiter und Kirchenmusiker
- Sabine Siepelt (* 1977), Leichtathletin
- Tillbert Strahl (* 1977), Schauspieler und Musiker
- Sabine Ansel (* 1978), Faustballerin
- Markus Appelmann (* 1978), Moderator
- Tanja Becker-Bender (* 1978), Violinistin
- Ingo J. Biermann (* 1978), Filmemacher
- Katja Bürkle (* 1978), Schauspielerin
- Giuseppe Carnevale (* 1978), deutsch-italienischer Fußballspieler
- Markus Ertelt (* 1978), Schauspieler
- Mano Guttenberger (* 1978), Jazzmusiker
- Katrin Hoffmann (* 1978), Rhythmische Sportgymnastin
- Larissa Kleinmann (* 1978), Radrennfahrerin
- Ralv Milberg (* 1978), Musikproduzent
- Roberto Pinto (* 1978), deutsch-portugiesischer Fußballspieler
- Simone Prutsch (* 1978), österreichische Badmintonspielerin
- Nikodemus Claudius Schnabel (* 1978), Ordensgeistlicher, Pressesprecher der Dormitio-Abtei Jerusalem
- Tino Schuster (* 1978), Profigolfer
- Bärbel Schwarz (* 1978), Schauspielerin
- Claire Walka (* 1978), Regisseurin und Autorin
- Bianca Wittmann (* 1978), Biopsychologin, Hochschullehrerin
- Dominic Angeloch (* 1979), Literaturwissenschaftler, Philosoph, Psychoanalytiker, Übersetzer und Schriftsteller
- Ferda Ataman (* 1979), Journalistin, Kolumnistin und Autorin
- Oliver Barth (* 1979), Fußballspieler
- Grazia Di Fresco (* 1979), Sängerin
- Tina Freyburg (* 1979), Politologin und Demokratieforscherin
- Felix Gauder (* 1979), Musikproduzent
- Christina Hecke (* 1979), Schauspielerin
- Julia Hölscher (* 1979), Theater- und Hörspielregisseurin
- Friederike Kempter (* 1979), Schauspielerin
- Benjamin Lahusen (* 1979), Rechtswissenschaftler
- Christina Liebherr (* 1979), Schweizer Springreiterin
- Matthias Neth (* 1979), Politiker (CDU)
- Lars Oberg (* 1979), Politiker (SPD)
- Sead Ramović (* 1979), deutsch-bosnisch-herzegowinischer Fußballtorwart
- Jörg Scheller (* 1979), Hochschulprofessor, Journalist und Musiker
- Moritz Stahl (* 1979), Musiker
- Benedikt Strobel (* 1979), Philosoph
- Friedemann Vogel (* 1979), Tänzer, Choreograf und Produzent
- Kirstin Bauch (* 1980), Politikerin, Bezirksbürgermeisterin von Charlottenburg-Wilmersdorf
- Michael Berrer (* 1980), Tennisspieler
- Daniel Erk (* 1980), Journalist und Sachbuchautor
- Cornelia Hirsch (* 1980), Politikerin (Die Linke)
- Mathis Landwehr (* 1980), Schauspieler und Produzent
- Marc Lieb (* 1980), Automobilrennfahrer
- Silke Meier (* 1980), Handballspielerin
- Hannes Rockenbauch (* 1980), Architekt, Kommunalpolitiker und politischer Aktivist
- Bastian Rosenau (* 1980), Kommunalpolitiker
- Ulrich von Schwerin (* 1980), Journalist und Historiker
- Markus Winkelhock (* 1980), Autorennfahrer
- Tatjana Zautys (* 1980), Volleyballspielerin

#### 1981 bis 1990
- Benjamin Adrion (* 1981), Fußballspieler
- Nicole Ansperger (* 1981), Musikerin

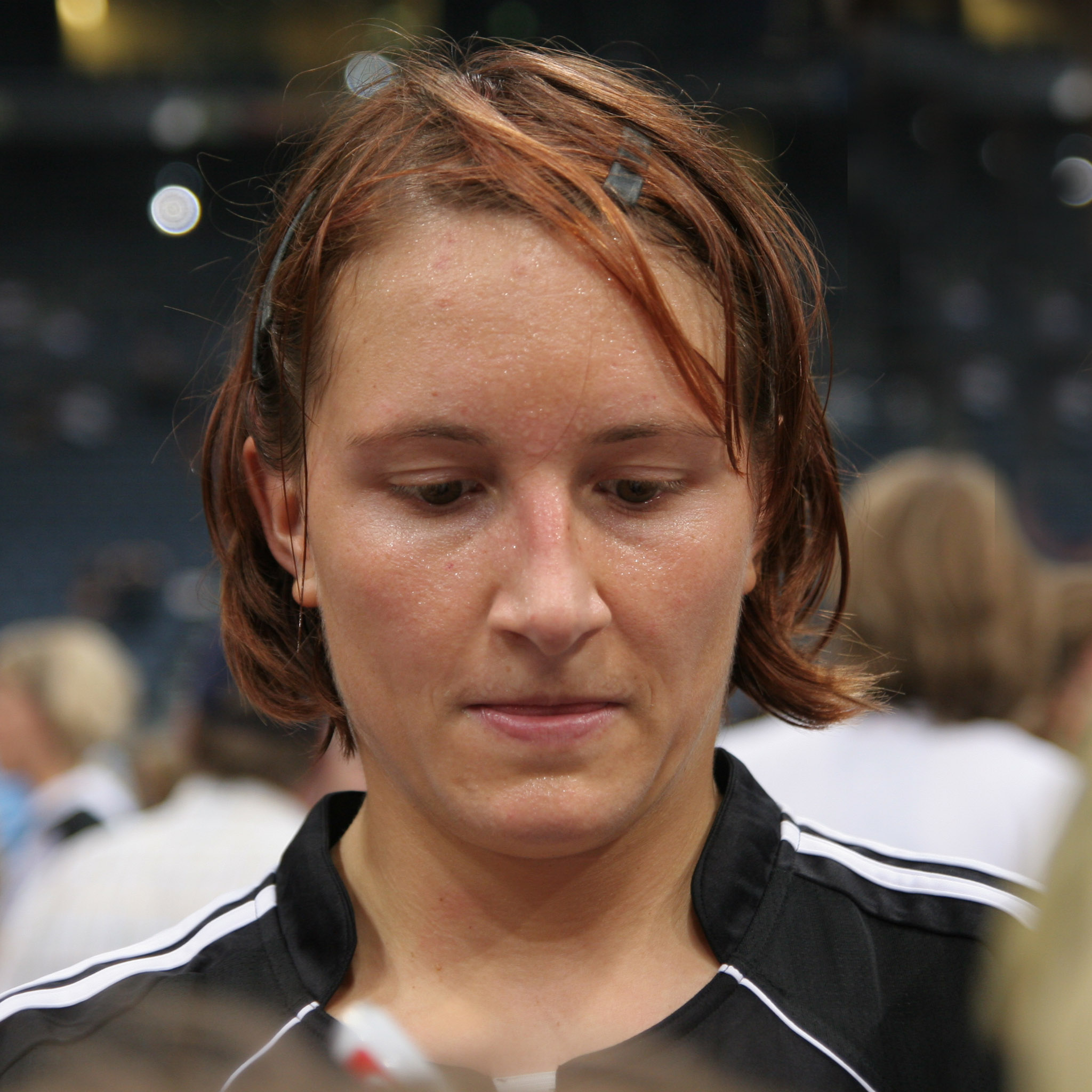
Maren Baumbach

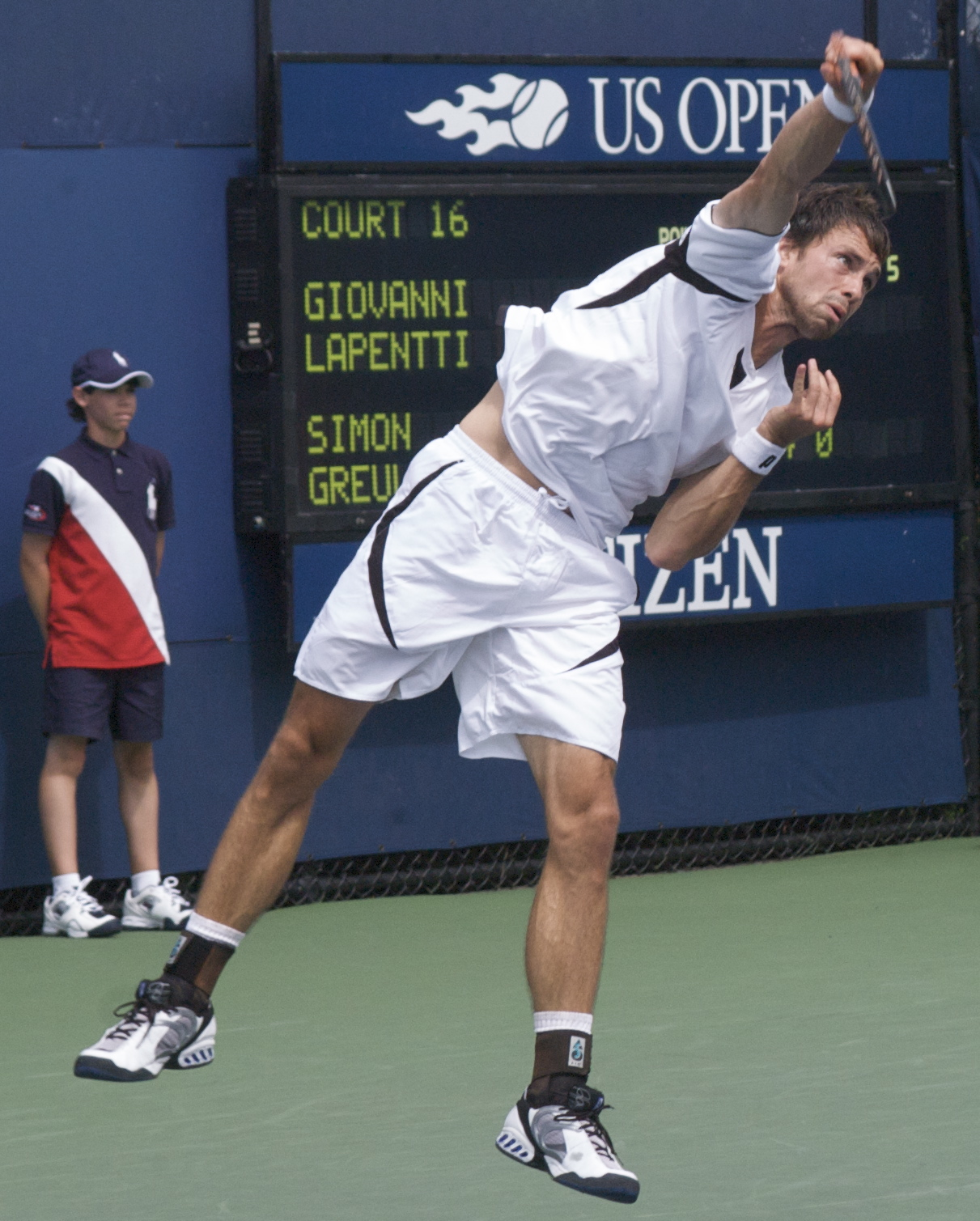
Simon Greul

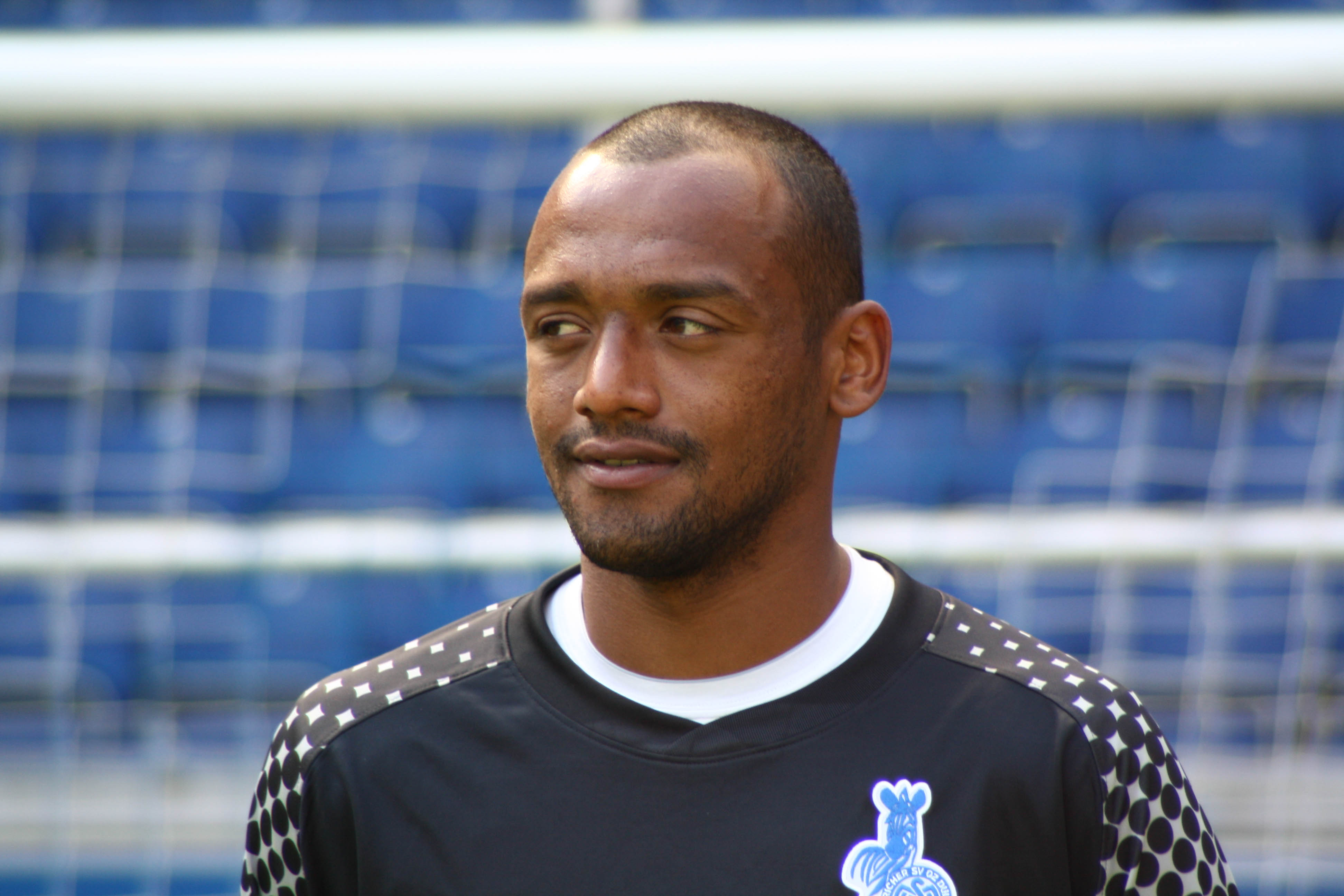
David Yelldell

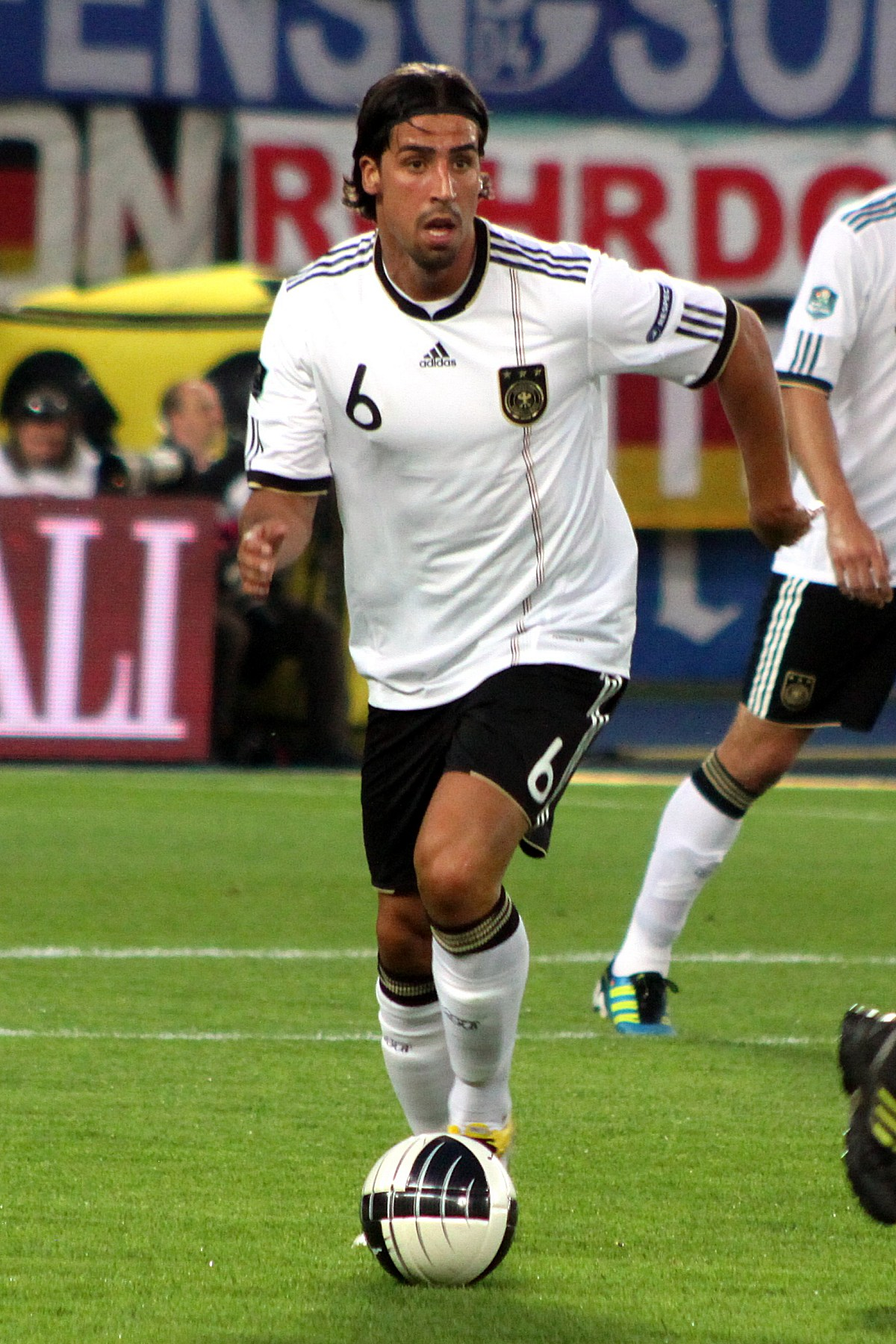
Sami Khedira

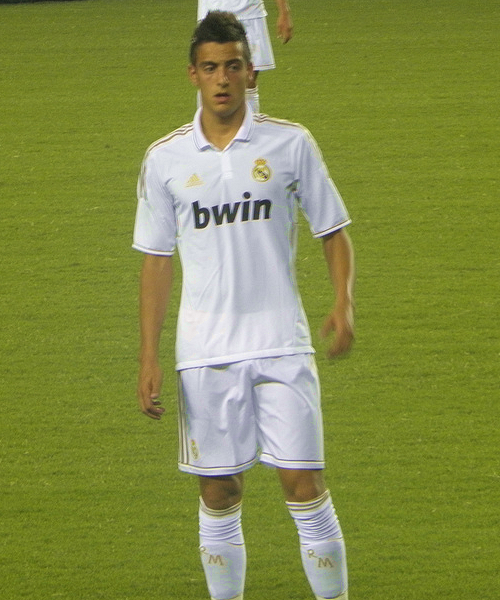
Joselu

- Maren Baumbach (* 1981), Handballspielerin
- Daniel Brack (* 1981), Handballspieler
- Cosimo Citiolo (* 1981), deutsch-italienischer Sänger, Entertainer und Autor
- Özcan Coşar (* 1981), deutsch-türkischer Comedian, Kabarettist, Moderator und Schauspieler
- Matthias Dietrich (* 1981), Schauspieler
- Simon Elsässer (* 1981), Biochemiker
- Savvas Exouzidis (* 1981), deutsch-griechischer Fußballspieler
- Florian Greiner (* 1981), Historiker
- Simon Greul (* 1981), Tennisspieler
- Anna von Harnier (* 1981), Judoka
- Nik Kevin Koch (* 1981), Konzert- und Opernsänger
- Fabian Mayer (* 1981), Politiker (CDU), Erster Bürgermeister von Stuttgart
- Tanja Stadler (* 1981), deutsch-schweizerische Mathematikerin und Biostatistikerin
- Hannes Weiler (* 1981), Theater- und Hörspielregisseur, Autor und Videokünstler
- Frederik Wiedmann (* 1981), Komponist
- David Yelldell (* 1981), deutsch-US-amerikanischer Fußballtorwart
- Leonie Böhm (* 1982), Theaterregisseurin und Bildende Künstlerin
- Christian Deker (* 1982), Journalist und Jurist
- Kemal Goga (* 1982), Moderator und Comedian
- Demet Gül (* 1982), Schauspieler
- Knebo Guttenberger (* 1982), Jazzmusiker
- Marc-Uwe Kling (* 1982), Liedermacher, Kabarettist, Kleinkünstler und Autor
- Cesy Leonard (* 1982), Künstlerin und Filmemacherin
- Mustafa Parmak (* 1982), deutsch-türkischer Fußballspieler
- Nicolas Sturm (* 1982), Musiker und Sänger
- Patrick Bauer (* 1983), Journalist und Autor
- Linda Bosch (* 1983), Filmeditorin
- Irene Ivancan (* 1983), Tischtennisspielerin
- Bastian Knittel (* 1983), Tennisspieler
- Janina Korn (* 1983), Schauspielerin, Musicaldarstellerin und Stand-up-Komikerin
- Laura Sophia Landauer (* 1983), deutsch-brasilianisch-österreichische Schauspielerin und Synchronsprecherin
- Moritz Steinle (* 1983), Fußballspieler
- Oliver Stierle (* 1983), Fußballspieler
- Dirk Wrobel (* 1983), Eishockeyspieler
- Andreas Audretsch (* 1984), Politiker (Bündnis 90/Die Grünen)
- Michaela Baschin (* 1984), Judoka
- Svenja Bazlen (* 1984), Profi-Triathletin
- Ralf Böhringer (* 1984), Ringer
- Alexander Franke (* 1984), Moderator
- Marco Höne (* 1984), Schriftsteller
- Patrick Milchraum (* 1984), Fußballspieler
- Jörg Noller (* 1984), Philosoph und Hochschullehrer
- Ines Österle (* 1984), Fußballspielerin
- Katie Pfleghar (* 1984), Schauspielerin
- Wolf Reuter (* 1984), Ökonom und politischer Beamter
- Jan Schreiner (* 1984), Jazzmusiker und Komponist
- Florian Wahl (* 1984), Politiker (SPD)
- Nina Wengert (* 1984), Riemenruderin
- Dominik Weber (* 1984), Schauspieler
- Claudia Wieland (* 1984), Kunstradfahrerin
- Tobias Amslinger (* 1985), Schriftsteller und Literaturwissenschaftler
- Hakan Aslantaş (* 1985), deutsch-türkischer Fußballspieler
- Tibor Brouwer (* 1985), Sänger
- Julia Dorothee Brunsch (* 1985), Künstlerin und Schauspielerin
- Simon Gröger (* 1985), parteiloser Politiker
- Benjamin Krotz (* 1985), Handballspieler
- Sebastian Schlecht (* 1985), Schauspieler
- David M. Schulze (* 1985), Synchronsprecher, Schauspieler und Musiker
- Alexandra Staib (* 1985), Schauspielerin
- Olivia Trummer (* 1985), Jazzmusikerin
- Lara Beckmann (* 1986), Schauspielerin
- Michael Bloss (* 1986), Politiker (Bündnis 90/Die Grünen)
- Judith Hellebronth (* 1986), deutsch-uruguayische Schauspielerin
- Kosta Karamatskos (* 1986), Basketballspieler
- Jonathan Mertz (* 1986), Bühnenbildner
- Christoph Neuhaus (* 1986), Jazzmusiker
- Patrick J. Thomas (* 1986), deutsch-amerikanischer Schauspieler
- Julian Trostorf (* 1986), Schauspieler
- Daniel Wrobel (* 1986), Eishockeytorwart
- Recep Yıldız (* 1986), deutsch-türkischer Fußballspieler
- Pina Bergemann (* 1987), Schauspielerin
- Corinna Borau (* 1987),  Meteorologin, Redakteurin und Fernsehmoderatorin
- Francesco Di Frisco (* 1987), deutsch-italienischer Fußballspieler und Spielervermittler
- Jonas Deichmann (* 1987), Extremsportler
- Julia Ehninger (* 1987), Jazzmusikerin
- Fabian Gramling (* 1987), Politiker (CDU)
- Felix Holtermann (* 1987), Journalist und Buchautor
- Markus Harm (* 1987), Jazzmusiker
- Nadine Hildebrand (* 1987), Leichtathletin
- Odine Johne (* 1987), Schauspielerin
- Peter Jungwirth (* 1987), Handballspieler
- Sami Khedira (* 1987), Fußballspieler
- Dominik Salz (* 1987), Fußballspieler
- Sandra Seefried (* 1987), Schauspielerin
- Niko Seibold (* 1987), Jazzmusiker
- Johannes Theobald (* 1987), Autorennfahrer
- Mark Wallenwein (* 1987), Rallyefahrer
- Tobias Wolf (* 1987), Musiker und ehemaliger Kinderdarsteller
- Jens Grahl (* 1988), Fußballtorwart
- Patrick Hager (* 1988), Eishockeyspieler
- Maylin Hausch (* 1988), Eiskunstläuferin
- Benjamin Kuch (* 1988), Schauspieler und Sänger
- Jessica Lange (* 1988), Hörfunk- und Fernsehmoderatorin
- Julian Leist (* 1988), Fußballspieler
- Anne Mühlmeier (* 1988), Schauspielerin und Model
- Katrin Reinert (* 1988), Riemenruderin
- Birgit Reutter (* 1988), Schauspielerin, Sängerin und Synchronsprecherin
- Michele Rizzi (* 1988), italienisch-deutscher Fußballspieler
- Marc Roos (* 1988), Jazzmusiker
- Michael Schick (* 1988), Fußballspieler
- Kağan Söylemezgiller (* 1988), deutsch-türkischer Fußballspieler
- Lisa Stanew (* 1988), Schauspielerin
- Eve Chandraratne (* 1989), Fußballspielerin
- Gökhan Gümüşsu (* 1989), türkisch-deutscher Fußballspieler
- Friedrich Haag (* 1989), Politiker (FDP)
- Shyla Jennings (* 1989), US-amerikanische Pornodarstellerin
- Kristina Jurcevic (* 1989), Schauspielerin
- Jasmin Lord (* 1989), deutsch-kolumbianische Schauspielerin
- Aurel Mertz (* 1989), Komiker und Moderator
- Yannick Maden (* 1989), Tennisspieler
- Regula Runge (* 1989), BMX-Rennfahrerin
- Felix Schmidl (* 1989), Handballtorwart
- Franziska Ameli Schuster (* 1989), Jazz- und Weltmusikerin
- Pia Alonzo Wurtzbach (* 1989), deutsch-philippinisches Model, Schauspielerin, Miss Universe 2015
- Murat Akça (* 1990), türkischer Fußballspieler
- Patrick Auracher (* 1990), Fußballspieler
- Clemens Bleistein (* 1990), Leichtathlet
- Keven Frank (* 1990), Eishockeyspieler
- Hans Gurbig (* 1990), Schauspieler
- Tiemo Hauer (* 1990), Popmusiker
- Johannes Heinrichs (* 1990), Schauspieler
- Daniel Kaiser (* 1990), Fußballspieler
- Joselu (* 1990), spanischer Fußballspieler
- Julian Spatz (* 1990), Schauspieler
- Jan Schwippert (* 1990 oder 1991), Pokerspieler

#### 1991 bis 2000

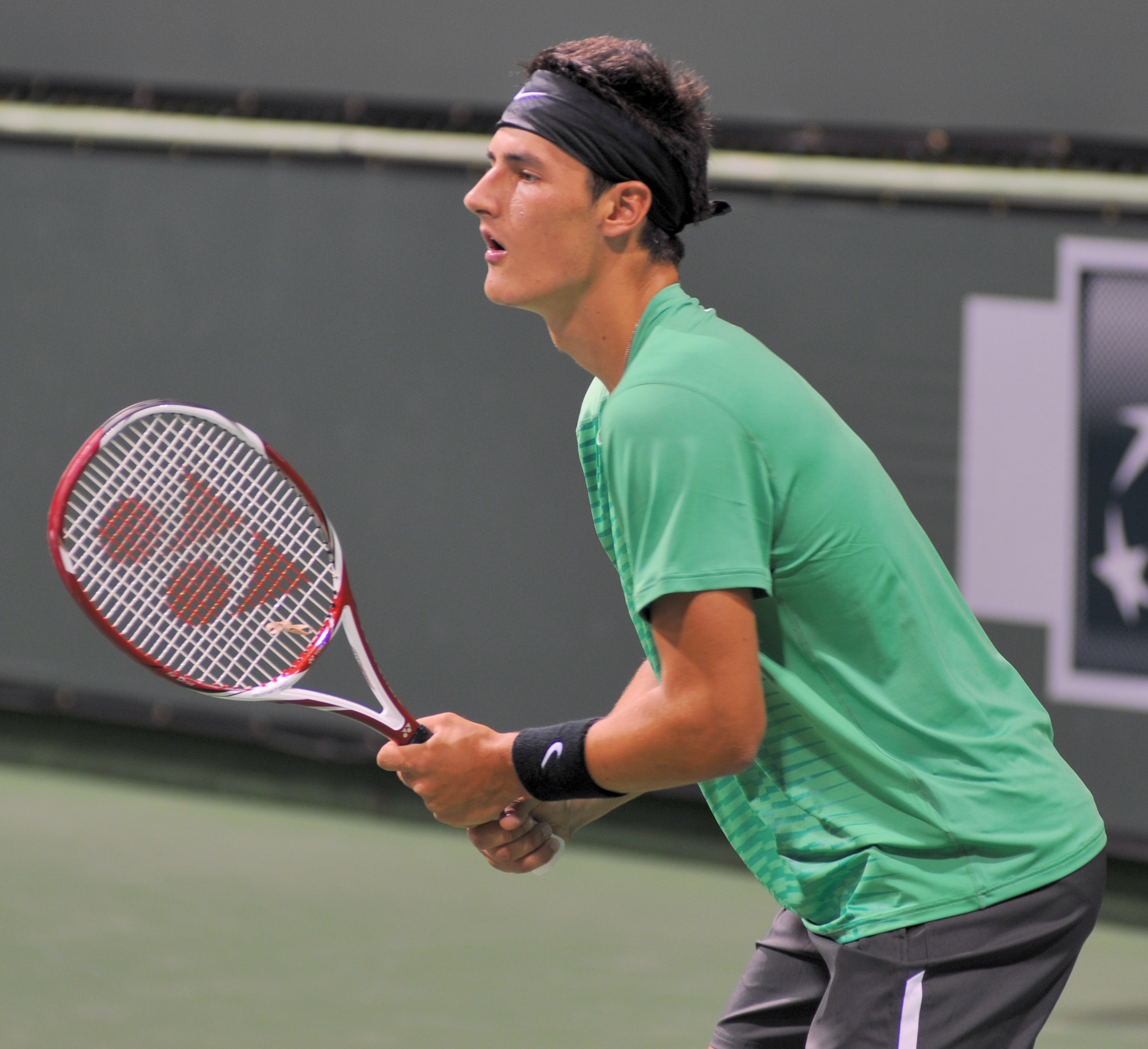
Bernard Tomic

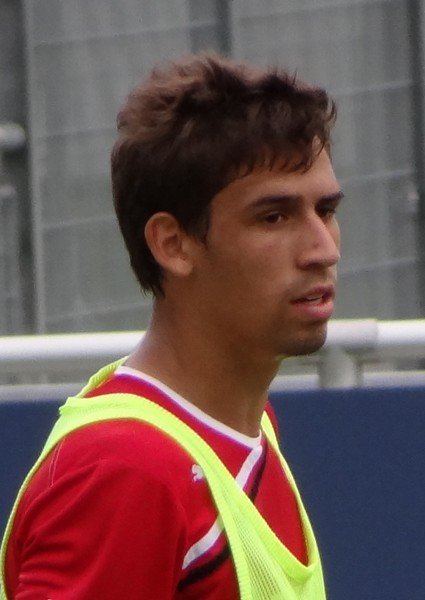
Rani Khedira

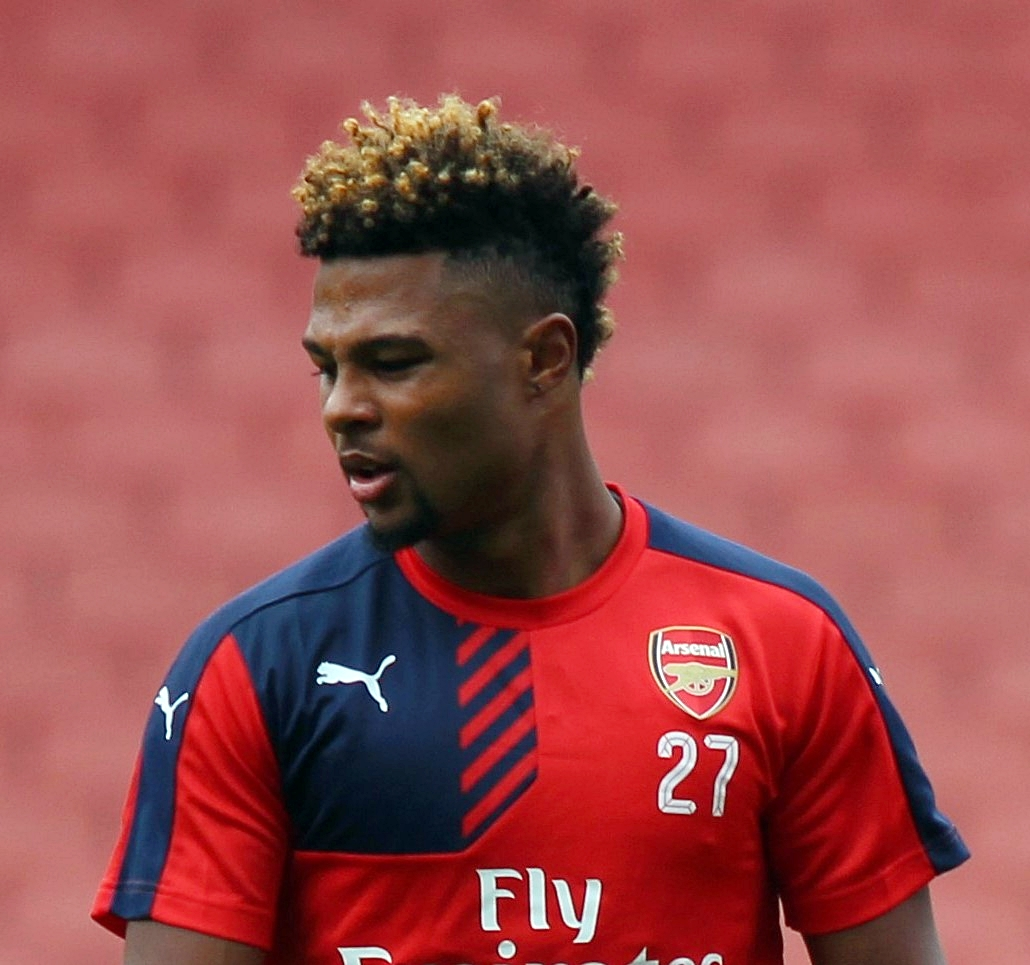
Serge Gnabry

- Marcel Avdić (* 1991), deutsch-bosnisch-herzegowinischer Fußballspieler
- Florian Gaul (* 1991), Stabhochspringer
- Hanna Kolb (* 1991), Skilangläuferin
- Alexander Krieger (* 1991), Radrennfahrer
- Miriana Kunzmann (* 1991), Schauspielerin
- Cornelius Oettle (* 1991), Satiriker, Journalist und Autor
- Michael Salzer (* 1991), Bobfahrer und Leichtathlet
- Panagiotis Vlachodimos (* 1991), griechisch-deutscher Fußballspieler
- David Wrobel (* 1991), Leichtathlet
- Jan Forstbauer (* 1992), Handballspieler
- Leonie Maier (* 1992), Fußballspielerin
- Sven Metzger (* 1992), Volleyballspieler
- Maximilian Mörseburg (* 1992), Bundestagsabgeordneter
- Christopher Muche (* 1992), Radrennfahrer
- Bernard Tomic (* 1992), australischer Tennisspieler
- Mario Vogt (* 1992), Radrennfahrer
- Lukas Großmann (* 1993), Jazzmusiker
- Julian Janssen (* 1993), Fernsehmoderator und Synchronsprecher
- Tim-Philip Katzer (* 1993), Eishockeyspieler
- Lena Mall (* 1993), Schauspielerin
- Marian Schäfer (* 1993), Schauspieler
- Pascal Schmidt (* 1993), Fußballspieler
- Yoon Sohui (* 1993), südkoreanische Schauspielerin
- Anne Zerr (* 1993), Politikerin (Die Linke)
- İlkay Durmuş (* 1994), deutsch-türkischer Fußballspieler
- Jakob Johnson (* 1994), deutsch-amerikanischer American-Football-Spieler
- Kenan Karaman (* 1994), türkisch-deutscher Fußballspieler
- Rani Khedira (* 1994), deutsch-tunesischer Fußballspieler
- Carl Klaus (* 1994), Fußballtorwart
- Thimo Meitner (* 1994), Schauspieler
- Dominik Nothnagel (* 1994), Fußballspieler
- Nina Siewert (* 1994), Schauspielerin
- Hannes Stollsteimer (* 1994), Jazz- und Fusionmusiker
- Jeremy Toljan (* 1994), Fußballspieler
- Odisseas Vlachodimos (* 1994), deutsch-griechischer Fußballtorwart
- Maren Weigel (* 1994), Handballspielerin
- Louisa Wolf (* 1994), Handballspielerin
- Fabian Eisele (* 1995), Fußballspieler
- Serge Gnabry (* 1995), Fußballspieler
- Julian Grünke (* 1995), Politiker (FDP)
- Hendrik Jebens (* 1995), Tennisspieler
- Grischa Prömel (* 1995), Fußballspieler
- Timon Schippmann (* 1995), Volleyballspieler
- Pia Schmid (* 1995), Fußballspielerin
- Marvin Weiss (* 1995), Fußballspieler
- Paul Falk (* 1996), Musiker, Schauspieler, Musicaldarsteller
- Alexander Rossipal (* 1996), Fußballspieler
- Nicolás Sessa (* 1996), deutsch-argentinisch Fußballspieler
- Kira Weidle-Winkelmann (* 1996), Skirennläuferin
- Timo Werner (* 1996), Fußballspieler
- Matea Bošnjak (* 1997), deutsch-kroatische Fußballspielerin
- Fabijan Buntić (* 1997), deutsch-kroatischer Fußballtorwart
- Finn Eckhardt (* 1997), Basketballspieler
- Arianit Ferati (* 1997), deutsch-kosovarischer Fußballspieler
- Franziska Harsch (* 1997), Fußballspielerin
- Jean-Philippe Krasso (* 1997), ivorisch-französischer Fußballspieler
- Dominik Martinović (* 1997), deutsch-kroatischer Fußballspieler
- Maximilian Schairer (* 1997), Pianist
- Anna-Celina Schmid (* 1997), Fußballspielerin
- Pasqual Verkamp (* 1997), deutsch-thailändischer Fußballspieler
- Marc Weinmann (* 1997), Film- und Theaterschauspieler
- Steven Benda (* 1998), Fußballtorwart
- Morgan Faßbender (* 1998), deutsch-ghanaischer Fußballspieler
- Moritz Kwarteng (* 1998), Fußballspieler
- Edwin Rosen (* 1998), Musiker
- Toni Dreher-Adenuga (* 1999), Model
- Julian Ludwig-Mayorga (* 1999), American-Football-Spieler
- Franz Böhm (* 1999), Filmregisseur
- Antonios Papadopoulos (* 1999), Fußballspieler
- Mario Šuver (* 1999), kroatisch-deutscher Fußballspieler
- José-Enrique Ríos Alonso (* 2000), deutsch-spanischer Fußballspieler
- Filimon Gerezgiher (* 2000), eritreisch-deutscher Fußballspieler
- Gregor Hägele (* 2000), Popsänger
- Luca Philipp (* 2000), Fußballtorhüter
- Lukas Pinckert (* 2000), Fußballspieler
- Catharina Weiß (* 2000), Rollstuhlbasketballspielerin
- Ben Wenzler (* 2000), American-Football-Spieler
- Miranda Wilson (* 2000), Badmintonspielerin

### 21. Jahrhundert
- Lorenzo Deiana (* 2001), American-Football-Spieler
- Robert Neumann (* 2001), Pianist und Komponist
- Diant Ramaj (* 2001), deutsch-kosovarischer Fußballspieler
- Nikola Soldo (* 2001), kroatischer Fußballspieler
- Jenny Beyer (* 2002), Fußballspielerin
- Maria Konstantinidou (* 2002), Basketballspielerin
- Leonhard Münst (* 2002), Fußballspieler
- Madeleine Steck (* 2002), Fußballspielerin
- Enes Zengin (* 2002), Fußballspieler
- Kwadwo Baah (* 2003), deutsch-englischer Fußballspieler
- Tjark Ernst (* 2003), Fußballtorwart
- Thomas Kastanaras (* 2003), deutsch-griechischer Fußballspieler
- Jamal Musiala (* 2003), deutsch-englischer Fußballspieler
- Fynn-Luca Nicolaus (* 2003), Handballspieler
- Jakov Šuver (* 2003), kroatisch-deutscher Fußballspieler
- Tom Barth (* 2005), Fußballspieler
- Maximilian Herwerth (* 2006), Fußballspieler
- Lauri Penna (* 2006), Fußballspieler
- Florian Hellstern (* 2007), Fußballtorwart

## Bekannte Einwohner von Stuttgart

### Bis 1800

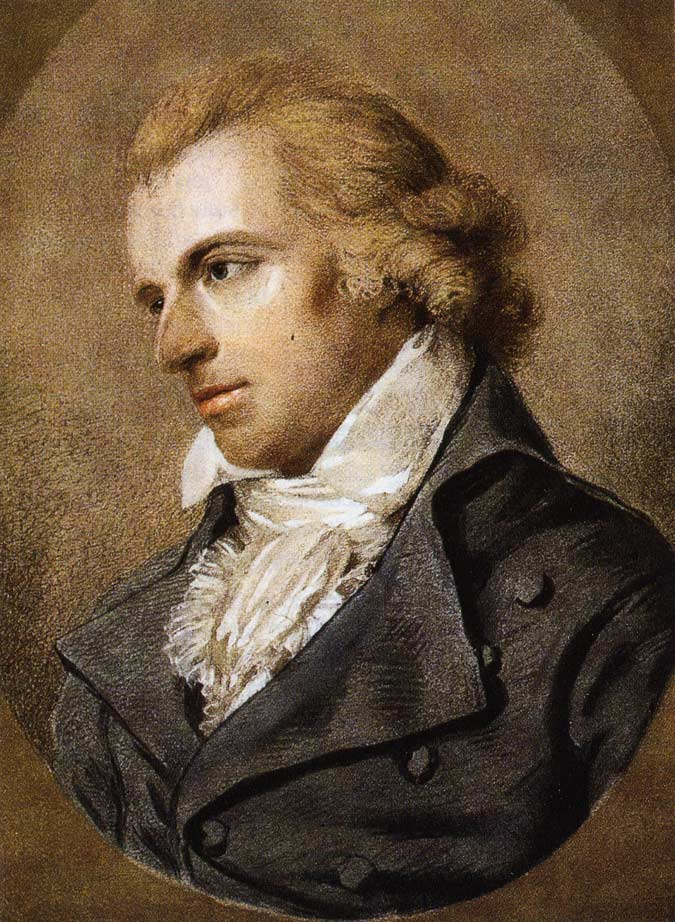
Friedrich Schiller

- Johannes Reuchlin (* 29. Januar 1455 in Pforzheim; † 30. Juni 1522 in Stuttgart), gräzisiert Kapnion, Capnio, war deutscher Philosoph und Humanist
- Matthias Angerer alias Theus Herber († frühestens 1539), Persönlichkeit des Deutschen Bauernkrieges
- Wilhelm Holder (* 1542 in Marbach am Neckar; † 24. Juli 1609 in Stuttgart), lutherischer Theologe und Abt des Klosters Maulbronn
- Johannes Oettinger (* 1577 in Nürnberg; † 15. März 1633 in Stuttgart), Geograf, Kartograf und Geodät
- Johann Valentin Andreae (* 17. August 1586 in Herrenberg; † 27. Juni 1654 in Stuttgart), Schriftsteller, Mathematiker und evangelischer Theologe
- Tobias Lotter (* 19. Oktober 1568 in Augsburg; † 19. Dezember 1631 in Stuttgart), Hospital- und Stiftsprediger, Konsistorialrat und Eherichter in Stuttgart
- Johann Ulrich Erhard (getauft am 17. November 1649 im Schloss Roseck bei Unterjesingen; † 15. August 1718 in Stuttgart), lutherischer Geistlicher, Gymnasialprofessor und Hofpoet in Stuttgart
- Christian Eberhard Weißmann (* 2. September 1677 im Kloster Hirsau; † 22. Mai 1747 in Bad Waldsee), evangelischer Theologe und Hochschullehrer, Hofkaplan, Prediger an der Stiftskirche und Professor am Gymnasium illustre
- Ludwig Eberhard Fischer (* 6. August 1695 in Aichelberg; † 24. Februar 1773 in Stuttgart), lutherischer Geistlicher, Theologe, Kirchenlieddichter und Politiker
- Johann Albrecht Bengel (* 24. Juni 1687 in Winnenden; † 2. November 1752 in Stuttgart) war ein schwäbischer evangelischer Theologe.
- Wilhelm Gottlieb Tafinger (* 1. Mai 1691 in Vaihingen an der Enz; † 23. Juli 1757 in Stuttgart) war ein deutscher lutherischer Geistlicher. Er war Oberhof- und Stiftsprediger in Stuttgart.
- Johann Daniel Hardt (* 8. Mai 1696 in Frankfurt am Main, † 9. August 1763 in Stuttgart), Gambenvirtuose, Komponist und Kapellmeister der Württembergischen Hofkapelle
- Joseph Ben Issachar Süßkind Oppenheimer (kurz Joseph Süß Oppenheimer) (* 1698 oder 1699 in Heidelberg; † 4. Februar 1738 bei Stuttgart) sanierte erst die Staatskasse des bankrotten Herzogs Karl Alexander von Württemberg und wurde nach dessen Tod Opfer eines Justizmordes.
- Ludwig Benjamin Martin Schmid (* 28. Mai 1737 in Unteröwisheim; † 2. Januar 1793 in Stuttgart), Hochschullehrer und Universitätsprediger
- Christian Friedrich Daniel Schubart (* 24. März 1739 in Obersontheim in der Grafschaft Limpurg; † 10. Oktober 1791 in Stuttgart), Dichter, Musiker, Komponist und Journalist
- Johann Daniel Hoffmann (* 7. Mai 1740 in Tübingen; † 10. Juni 1814 ebenda), Rechtswissenschaftler, war Mitglied des Geheimen Rates und Ordenssekretär des kurfürstlichen großen Ordens
- Franz Christian Löflund (* 8. August 1755 in Helsingfors; † 12. Januar 1827 in Stuttgart), Buchhändler und Verleger
- Christian Adam Dann (* 24. Dezember 1758 in Tübingen, † 19. März 1837 in Stuttgart), evangelischer Theologe und Tierschützer, war Diakon in der Leonhardskirche in Stuttgart
- Johann Daniel von Reitter (* 21. Oktober 1759 in Böblingen; † 6. Februar 1811 in Stuttgart) war ein Forstwirt und Verwaltungsbeamter sowie Lehrer in Hohenheim.
- Johann Christoph Friedrich Schiller (* 10. November 1759 in Marbach am Neckar, † 9. Mai 1805 in Weimar) war ein deutscher Dichter, Dramatiker und Historiker. Denkmal von 1839 des Bildhauers Bertel Thorvaldsen auf dem Schillerplatz in Stuttgart
- Johann Peter von Feuerbach (1. August 1761 in Wetzlar; 18. Januar 1825 in Stuttgart), Wirklicher Ministerialdirektor im Departement der auswärtigen Angelegenheiten
- Karl Heinrich von Gros (* 10. November 1765 in Sindelfingen; † 9. November 1840 in Stuttgart), Jurist und Hochschullehrer
- Georg Friedrich von Jaeger (* 6. Oktober 1766 auf Schloss Favorite bei Ludwigsburg; † 24. Juni 1840 in Stuttgart) war ein Forstwirt und Verwaltungsbeamter sowie Lehrer in Hohenheim.
- Nikolaus Friedrich von Thouret (* 2. Juni 1767 in Ludwigsburg; † 17. Januar 1845 in Stuttgart), Architekt und Maler des Klassizismus, schuf die Innenausbauten im Neuen Schloss, Schloss Solitude, Schloss Hohenheim, Schloss Favorite, Schloss Monrepos und Kursaal Cannstatt
- Georg Graf von Scheler (* 13. Dezember 1770 in Ludwigsburg; † 3. Februar 1826 in Stuttgart), General und Gouverneur von Stuttgart
- Karl August von Zoller (* 21. März 1773 in Deizisau; † 1858); Pädagoge, erster Rektor des Königin-Katharinen-Stifts
- Johann Baptist Seele (* 27. Juni 1774 in Meßkirch, † 27. August 1814 in Stuttgart), Maler
- Gottlob Christian Friedrich Fischhaber (* 24. April 1779 in Göppingen; † 30. August 1829 in Stuttgart), Philosoph und Professor am königlichen Obergymnasium und Lehrer an der Kadettenanstalt
- Leopold Sokrates von Riecke (* 10. Oktober 1790 in Brünn; † 26. April 1876 in Stuttgart) war ein Gynäkologe, Chirurg und Hochschullehrer, besuchte in Stuttgart die Schulen und war dort Obermedizinalrat
- Georg Leopold von Zangen (* 7. Juli 1792 in Gießen; † 25. Februar 1851 in Stuttgart), Geheimer Oberfinanzrat

### 1801 bis 1850
- Carl Urban Keller (* 26. Oktober 1772 in Marbach am Neckar; † 15. März 1844 in Stuttgart), war Anwalt in Stuttgart, der im Zuge zahlreicher Ausflüge und Auslandsreisen der Malerei frönte, 1827 den Württembergischen Kunstverein mitgründete und diesem lange als Konservator vorstand
- Carl Hoffmann (* 2. Juni 1802 in Bernburg; † 29. Dezember 1883 in Stuttgart), Verleger, Druckereibesitzer und Buchhändler in Stuttgart

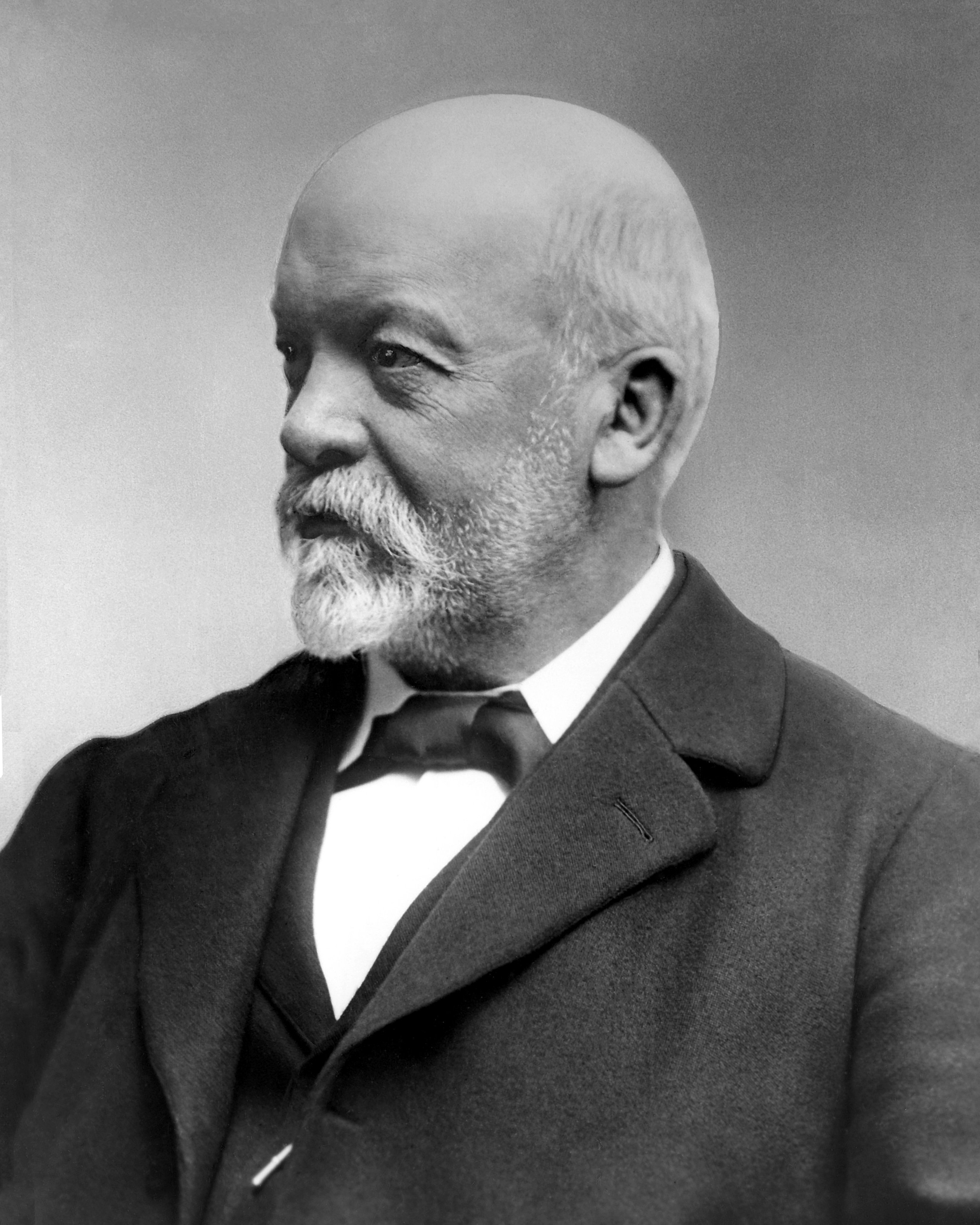
Gottlieb Daimler

- Eduard Mörike (* 8. September 1804 in Ludwigsburg; † 4. Juni 1875 in Stuttgart), Lyriker der Schwäbischen Schule, Erzähler und Übersetzer sowie Pfarrer, auf dem Pragfriedhof Stuttgart beerdigt
- Wilhelm Hofacker (* 16. Februar 1805 in Gärtringen; † 10. August 1848 in Stuttgart), pietistischer Geistlicher, 1. Diaconus bei St. Leonhard
- Bernhard von Neher (* 16. Januar 1806 in Biberach an der Riß; † 17. Januar 1886 in Stuttgart (Pragfriedhof)) war Maler (z. B. Fenster der Stiftskirche Stuttgart), Professor und Direktor der Kgl. Kunstschule
- Constantin von Neurath, (* 22. April 1807 in Wetzlar; † 8. September 1876 in Leinfelderhof) Jurist, württembergischer Außenminister
- Carl Georg Gottlob Nittinger (* 23. November 1807 in Bietigheim; † 8. März 1874 in Stuttgart), Mediziner und Impfgegner, Arzt, Badeanstaltbetreiber in Stuttgart-Berg, Vorstandsmitglied des Stuttgarter Liederkranzes
- Karl Ludwig Elsäßer (* 13. April 1808 in Neuenstadt am Kocher; † 7. März 1874 in Untertürkheim), Obermedizinalrat, königlicher Leibarzt und Mitglied des Medizinalkollegiums in Stuttgart
- Franz Josef Schütky (* 30. Juli 1817 in Kratzau; † 9. Juni 1893 in Stuttgart), Sänger (Bassbariton), Komponist, Opernregisseur und Chorleiter, war von 1854 an bis zu seinem Tod fast 40 Jahre lang am Königlichen Hoftheater engagiert
- Hermann Fehling (* 9. Juni 1811 in Lübeck; † 1. Juli 1885 in Stuttgart), Chemiker und Hochschullehrer in Stuttgart
- Eduard von Kallee (* 26. Februar 1818 in Ludwigsburg; † 15. Juni 1888 in Stuttgart) Württembergischer General, Maler und Amateurarchäologe
- Albert Schäffle (* 24. Februar 1831 in Nürtingen; † 25. Dezember 1903 in Stuttgart), Volkswirt und Soziologe, 1850–1860 Redakteur beim Schwäbischen Merkur, 1862–1865 Mitglied des Württembergischen Landtags, 1871 österreichischer Handelsminister
- Gottlieb Daimler (* 17. März 1834 in Schorndorf; † 6. März 1900 in Cannstatt), Automobilpionier und Unternehmer. Er gründete 1890 die Daimler-Motoren-Gesellschaft in Cannstatt (ab 1904 in Untertürkheim).
- Carl Walter (* 29. August 1834 in Wimpfen; † 24. April 1906 in Stuttgart); Architekt und Direktor der Königlichen Baugewerkschule in Stuttgart
- Adolf von Donndorf (* 16. Februar 1835 in Weimar; † 20. Dezember 1916 in Stuttgart), Bildhauer und Professor an der Kunstakademie
- Emma Niendorf (* 12. Juli 1807 in Pappenheim; † 7. April 1876 in Rom), Schriftstellerin
- Hermann Niethammer (* 8. August 1835 in Heilbronn; † 20. Februar 1876 in Stuttgart), Rechtsanwalt und Politiker (VP), auf dem Fangelsbachfriedhof beerdigt
- Karl von Linden (* 28. Mai 1838 in Ulm; † 15. Januar 1910 in Stuttgart), Namensgeber des Linden-Museum
- Samuel de Lange (* 22. Februar 1840 in Rotterdam; † 7. Juli 1911 in Stuttgart), Komponist und Organist, ab 1894 Professor für Orgel und Kontrapunkt in Stuttgart, 1900–1908 Direktor des Stuttgarter Konservatoriums
- Johann Heinrich Wilhelm Dietz (* 3. Oktober 1843 in Lübeck; † 28. August 1922 in Stuttgart), sozialdemokratischer Reichstagsabgeordneter während des deutschen Kaiserreichs, begründete 1881 in Stuttgart den J.H.W.-Dietz-Verlag.
- Anna Peters (* 28. Februar 1843 in Mannheim; † 26. Juni 1926 in Möhringen-Sonnenberg), Malerin, Mitbegründerin des Bund Bildender Künstlerinnen Württembergs
- Leonhard Ableiter (* 30. November 1844 in Heidenheim; † 11. Juni 1921 in Stuttgart), Gymnasiallehrer, Philologe und Präsident der Ministerialabteilung für die höheren Schulen
- Rafael Stahl (* 25. Oktober 1845 in Bieringen; † 26. Dezember 1899 in Stuttgart), Erfinder und Unternehmer
- Tony Schumacher (* 17. Mai 1848 in Ludwigsburg; † 10. Juli 1931 in Ludwigsburg), Schriftstellerin

### 1851 bis 1900

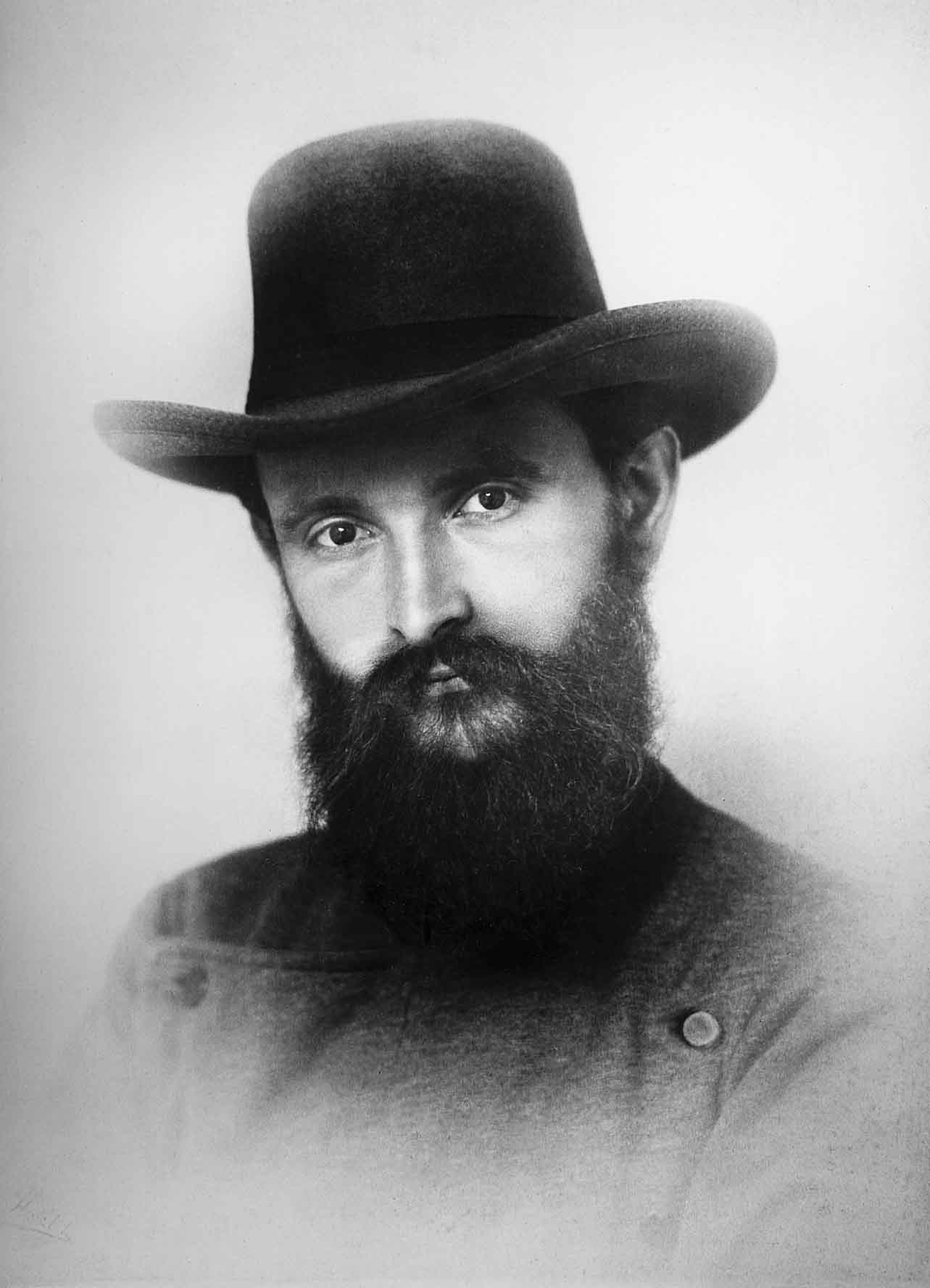
Robert Bosch

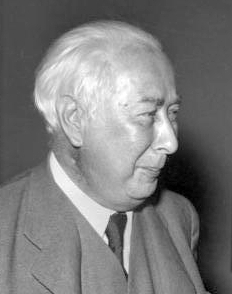
Theodor Heuss

- Richard Kallee (* 18. Dezember 1854 in Ludwigsburg; † 15. Juli 1933 in Feuerbach), evangelischer Stadtpfarrer von Feuerbach und Heimatforscher
- Mathilde von Dellingshausen (* 4. April 1854 in Libau; † 22. September 1920 in Stuttgart), Vereinsgründerin
- Robert Bosch (* 23. September 1861 in Albeck (bei Ulm); † 12. März 1942 in Stuttgart), Firmengründer der Robert Bosch GmbH und seit 1917 Ehrenbürger von Stuttgart.
- Theodor Fischer (* 28. Mai 1862 in Schweinfurt; † 25. Dezember 1938 in München), Architekt und Stadtplaner (Kunstgebäude)
- Karl Isbert (* 7. Mai 1864 in Berlin; † 14. April 1946 in Stuttgart-Degerloch), preußischer Offizier, zuletzt Generalmajor
- Otto Lanz (* 18. Januar 1867 in Ravensburg; † 25. April 1929 in Stuttgart), Forstmann und Numismatiker, leitete von 1919 bis 1928 das Forstamt Stuttgart und engagierte sich im Verschönerungsverein Stuttgart
- Maria von Linen (* 18. Juli 1869 in Schloss Burgberg, Kreis Heidenheim; † 26. August 1936 in Schaan, Liechtenstein) Pionierinnen des Frauenstudiums, erste Studentin der Universität Tübingen, führende Zoologinnen Deutschlands, erhielt 1910 als erste deutsche Frau den Professorentitel
- Bernhard Pankok (* 16. Mai 1872 in Münster; † 5. April 1943 in Baierbrunn), Maler, Grafiker, Architekt, Designer, 1913–1937 Direktor der Kgl. bzw. Staatl. Württ. Kunstgewerbeschule Stuttgart
- Friedrich Zundel (1875–1948), Maler, Bauer und Mäzen
- Ferdinand Porsche (* 3. September 1875 in Maffersdorf bei Reichenberg, damals in Österreich-Ungarn, heute in Tschechien, † 30. Januar 1951 in Stuttgart) war österreichischer Autokonstrukteur und Gründer der Zuffenhausener Dr. Ing. h. c. F. Porsche AG. Dort entstand u. a. der Volkswagen
- Albert Schieber (* 1875 in Bopfingen; † 1946 in Winnenden), Architekt
- Paul Bonatz (* 6. Dezember 1877 in Solgne bei Metz (Lothringen); † 20. Dezember 1956 in Stuttgart), Architekt, sein berühmtestes Bauwerk ist der Stuttgarter Hauptbahnhof (1914–1927)
- Ernst Mäulen (* 17. Januar 1878 in Cannstatt; † 27. Oktober 1948 in Stuttgart), Verwaltungsbeamter
- Robert Musil (* 6. November 1880 in Klagenfurt, Österreich; † 15. April 1942 in Genf, Schweiz), österreichischer Schriftsteller und Theaterkritiker
- Eugen Bolz (* 15. Dezember 1881 in Rottenburg am Neckar; † 23. Januar 1945 in Berlin-Plötzensee), Politiker und Widerstandskämpfer, Denkmal am Königsbau in Stuttgart
- Emma Joos (* 20. Februar 1882 in Weinsberg; † 20. Juli 1932 in Stuttgart); Malerin und Grafikerin des Spätimpressionismus
- Fritz Windgassen (* 9. Februar 1883 in Lennep; † 17. April 1963 in Murnau am Staffelsee); Vater von Wolfgang Windgassen; Sänger (Tenor), Mitglied der Staatsoper Stuttgart
- Reinhold Knobloch (* 13. März 1883 in Roßleben; † 27. März 1962 in Stuttgart); Konteradmiral
- Sophie Dorothea Eckener (* 8. Januar 1884 in London; † 28. März 1975 in Stuttgart), Malerin, Grafikerin und Porträtmalerin
- Martin Elsaesser (* 28. Mai 1884 in Tübingen; † 5. August 1957 in Stuttgart), Kirchenarchitekt; 1911–1914 entwarf er u. a. die Markthalle Stuttgart
- Theodor Heuss (* 31. Januar 1884 in Brackenheim bei Heilbronn; † 12. Dezember 1963 in Stuttgart); Politiker; erster Bundespräsident
- Albert Kallee (* 13. August 1884 in Michelbach am Wald; † 3. Mai 1956 in Heilbronn) von 1937 bis 1947 Landgerichtsdirektor in Stuttgart
- Max Ackermann (* 5. Oktober 1887 in Berlin; † 14. November 1975 in Bad Liebenzell-Unterlengenhardt im Schwarzwald), Maler, Vertreter der Stuttgarter Avantgarde um Adolf Hölzel
- Anna Haag (* 10. Juli 1888 in Althütte; † 20. Januar 1982 in Stuttgart-Hoffeld), Schriftstellerin, Pazifistin, Politikerin (SPD) und Frauenrechtlerin
- Fritz Wisten (25. März 1890 in Wien; 12. Dezember 1962 in Berlin-Schlachtensee), Schauspieler und Theaterregisseur
- Alice Haarburger (* 16. November 1891 in Reutlingen; † 26. März 1942 in Riga), Malerin; Opfer des Holocaust
- Gottlob Schaupp (* 17. Januar 1891 in Reutlingen; † 7. Oktober 1977 in Bad Homburg vor der Höhe), Architekt
- Willy Rosenstein (* 28. Januar 1892 in Wiesbaden; † Mai 1949 in Rustenburg/Südafrika), Pilot, Autorennfahrer und Unternehmer
- Wilhelm Johannes Fischer (* 21. Oktober 1892 in Fehraltorf/Schweiz; †  18. November 1977 in Stuttgart), Ornithologe, Botaniker, Gymnasiallehrer und Sachbuchautor
- Kurt Huber (* 24. Oktober 1893 in Chur/Schweiz; † 13. Juli 1943 in München), Professor an der Ludwig-Maximilians-Universität in München, Mitglied der Weißen Rose, hingerichtet am 13. Juli 1943 in München von den Nationalsozialisten (in Stuttgart wohnhaft von 1896 bis 1911)
- Wilhelm Schloz (* 25. April 1894 in Deizisau; † 8. Februar 1972 in Stuttgart), Schriftsteller, Maler und Grafiker
- Max Ehrhardt (* 1895 in Sprottau; † 11. September 1968), Gewerkschafter, Vorsitzender des Angestelltenverbands Württemberg-Baden in Stuttgart
- Carlo Schmid (* 3. Dezember 1896 in Perpignan/Frankreich, † 11. Dezember 1979 in Bonn), Politiker (SPD), MdB, MdL (Württemberg-Hohenzollern), Bundesminister für Angelegenheiten des Bundesrates und der Länder
- Otto Mörike (* 7. April 1897 in Dürrwangen; † 9. Juli 1978 in Schorndorf), Widerstandskämpfer gegen den Nationalsozialismus, war Pfarrer in Stuttgart-Weilimdorf
- Victor Ullmann (1. Januar 1898 in Teschen (Cieszyn), Österreich-Ungarn; † 18. Oktober 1944 in Auschwitz-Birkenau), österreichisch/tschechischer Komponist, Dirigent und Pianist, 1931–1933 Inhaber der anthroposophischen Novalis-Bücherstube in Stuttgart; Opfer des Holocaust
- Josef Hirn (* 1. Februar 1898 in New York City; † 9. Februar 1971 in Stuttgart); Politiker (SPD), von 1946 bis 1964 Erster Bürgermeister in Stuttgart
- Carl Linder (* 11. Mai 1899 in Obernheim; † 1. Mai 1988 in Stuttgart), Bankier in Stuttgart
- Erwin Schoettle (* 18. Oktober 1899 in Leonberg; † 25. Januar 1976 in Baden-Baden), Politiker (SPD), MdB, Bundestagsvizepräsident, seit 1975 Ehrenbürger von Stuttgart

### 1901 bis 1950

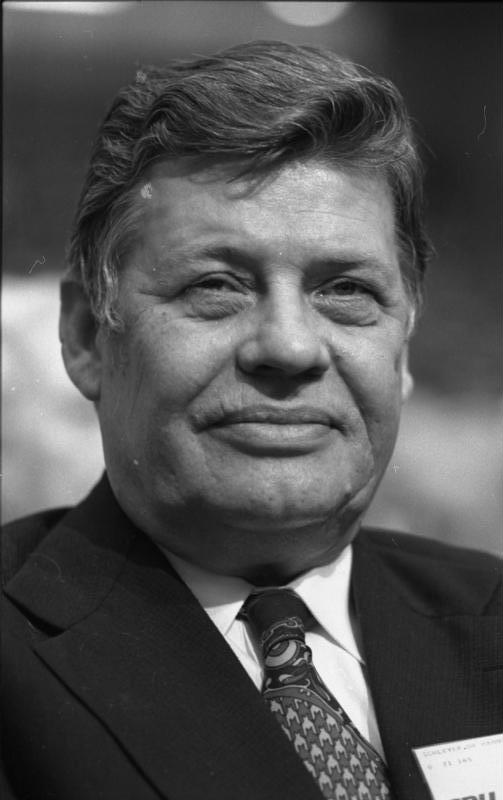
Hanns Martin Schleyer

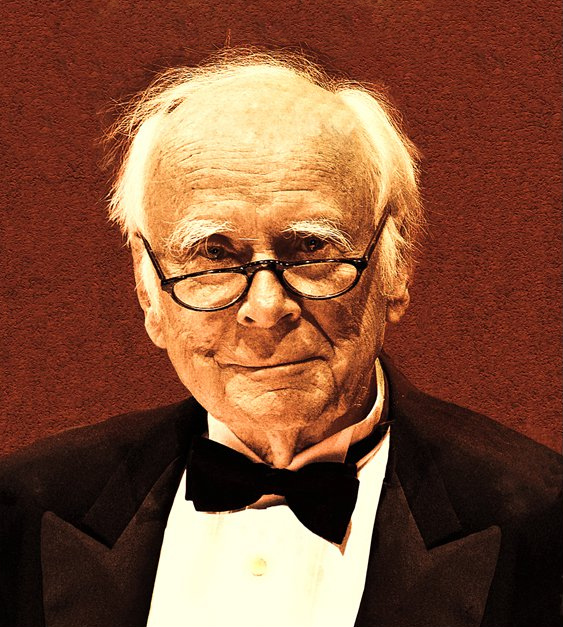
Loriot

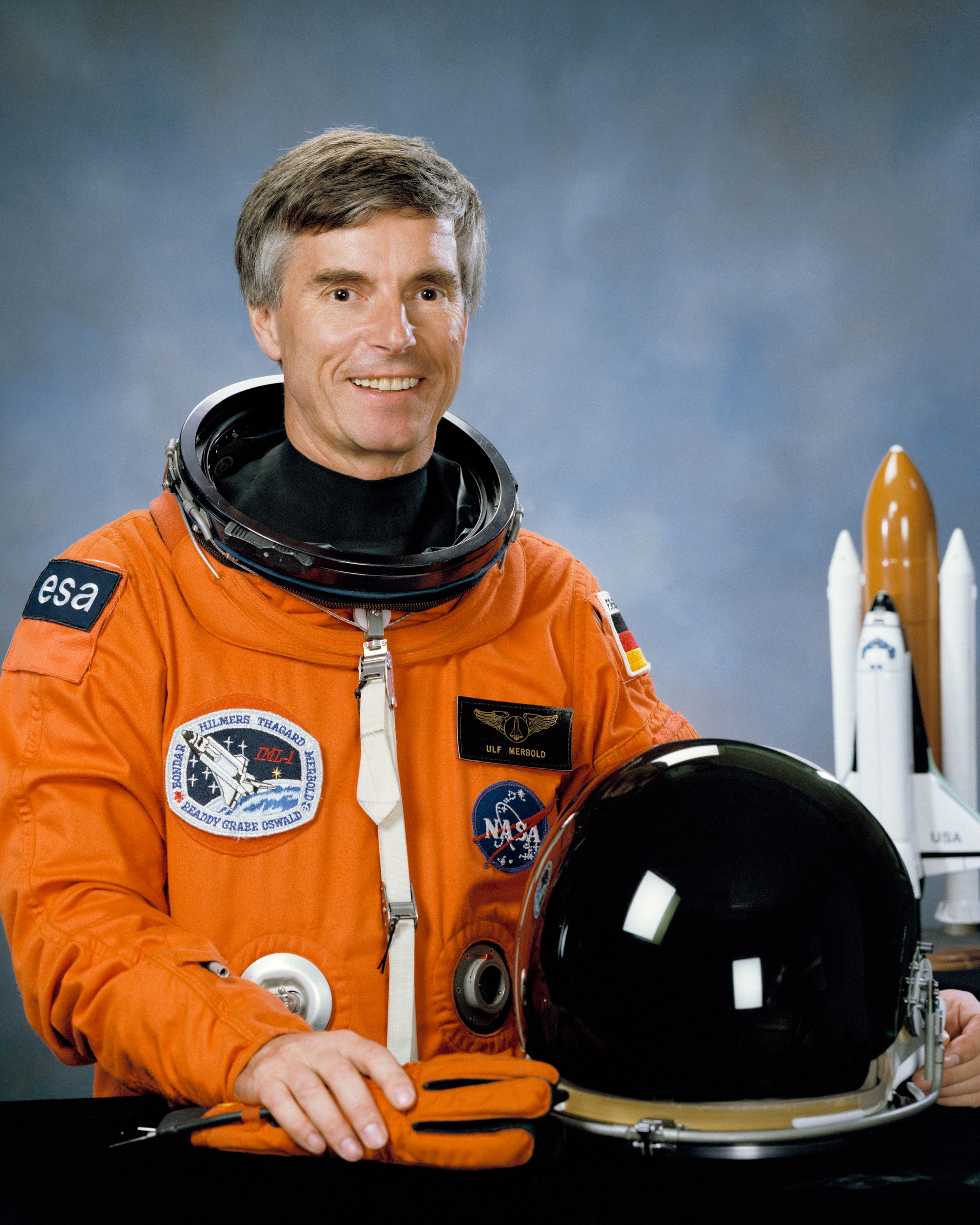
Ulf D. Merbold

- Julius Bochmann (* 8. März 1901 in Cainsdorf; † 24. Juli 1957 in Stuttgart), Pädagoge und Philatelist, Begründer der Bochmann-Kataloge für Gelegenheitsstempel
- Ludwig Anschütz (* 29. März 1902 in Oberhausen; † 25. Mai 1985 in Stuttgart); Schauspieler, war von 1956 bis 1985 am Württembergischen Staatstheater, lebte bis zu seinem Lebensende in Stuttgart
- Gerhard Just (* 4. Juli 1904 in Cottbus; † 5. August 1977 in Tübingen); Schauspieler, war von 1952 bis 1977 am Staatstheater Stuttgart, lebte im Stadtteil Plieningen
- Ernst Hofmann (* 4. August 1904 in Ulm; † 12. Februar 1999 in Stuttgart), katholischer Pfarrer und Lieddichter, war ab 1949 jahrzehntelang Pfarrer der Gemeinde Herz Jesu in Stuttgart
- Hans Albrecht Bethe (* 2. Juli 1906 in Straßburg; † 6. März 2005 in Ithaca, New York), US-amerikanischer Physiker deutscher Herkunft und Nobelpreisträger für Physik (1967), der ein Semester an der Universität Stuttgart unterrichtete.
- Georg Laub (* 9. Juni 1906 in Altshausen; † 1986 in Stuttgart), Architekt
- Franz Ruisinger (* 26. September 1906 in Geislingen an der Steige; † nach 1984), Jurist, war Rechtsanwalt und Notar in Stuttgart
- Otto Kraufmann (* 30. November 1906 in Hagen; † 26. Oktober 1972 in Stuttgart), Politiker (KPD, SPD), Wirtschaftsbürgermeister von Stuttgart
- Hermann Peters (* 16. Juli 1907 in Hohenlohehütte; † 13. August 1985), Zoologe, Leiter des städtischen Amts für Tierpflege
- Anton Hummler (* 12. Februar 1908 in St. Gallen; † 25. September 1944 im Zuchthaus Brandenburg), kommunistischer Widerstandskämpfer gegen den Nationalsozialismus, lebte in Stuttgart
- Josef Moll (* 5. September 1908 in Laupertshausen; † 7. Januar 1989 in Stuttgart), General der Bundeswehr
- Friedrich Schlotterbeck (* 6. Januar 1909 in Reutlingen; † 7. April 1979 in Berlin-Buch), Widerstandskämpfer gegen den Nationalsozialismus und Schriftsteller
- Ferry Porsche (* 19. September 1909 in Wiener Neustadt; † 27. März 1998 in Zell am See), deutsch-österreichischer Unternehmer (Automobilbau) und Ingenieur
- Dimitri Kosmowicz (* 21. September 1909 in Njaswisch (Weißrussland); † 23. April 1991 in Stuttgart), weißrussischer Nazikollaborateur. Er lebte in der Nachkriegszeit bis zu seinem Tod in Stuttgart.
- Emmy Diemer-Nicolaus (* 31. Januar 1910 in Gießen; † 1. Januar 2008 in Stuttgart), Politikerin
- Herbert Hirche (* 20. Mai 1910 in Görlitz; † 28. Januar 2002 in Heidelberg), Architekt, Innenarchitekt, Möbel- und Produktdesigner, Hochschullehrer und -rektor
- Gertrud Lutz (* 17. September 1910 in Reutlingen; † 30. November 1944 im KZ Dachau), Widerstandskämpferin gegen den Nationalsozialismus
- Martin Sandberger (1911–2010), SS-Standartenführer und verurteilter Kriegsverbrecher
- John Argyris (1913–2004), griechischer Wissenschaftler, Mitbegründer der Finite-Elemente-Methode (FEM)
- Eugen Nesper (* 2. August 1913 in Aufhausen, † 22. Mai 1991 in Karlsruhe), Doppelagent der Gestapo in Stuttgart
- Kurt Honolka (* 27. September 1913 in Leitmeritz/Böhmen, † 7. Oktober 1988 in Stuttgart), Musikwissenschaftler, Musikschriftsteller, Journalist, Musik- und Theaterkritiker
- Charlotte Schreiber-Just (* 2. August 1914 in Berlin; † 25. Juli 2000 in Stuttgart), Schauspielerin; war seit Ende der 1950er oder Anfang der 1960er Jahre an verschiedenen Stuttgarter Bühnen engagiert. Sie lebte im Stadtteil Plieningen
- Wolfgang Windgassen (* 26. Juni 1914 in Annemasse/Frankreich; † 8. September 1974 in Stuttgart); Sohn von Fritz Windgassen; Sänger (Tenor), Mitglied der Staatsoper Stuttgart
- Jürgen Hahn (* 2. Dezember 1914 in Mülheim/Ruhr; † 5. März 1994 in Stuttgart); Politiker (SPD), Oberbürgermeister von Frankenthal und ab 1964 Erster Bürgermeister in Stuttgart[1]
- Hanns Martin Schleyer (* 1. Mai 1915 in Offenburg; † 18. Oktober 1977 bei Mulhouse, Frankreich), Manager und Wirtschaftsfunktionär
- Rudolf Hoflehner (* 8. August 1916 in Linz, Oberösterreich; † 3. September 1995 in Pantaneto, Colle di Val d’Elsa bei Siena), österreichischer Bildhauer, Maler, Grafiker und Hochschulprofessor
- Martin Wurm (* 11. November 1918 in Göppingen; † 24. September 1998 ebenda), Politiker (CDU), Stadtrat in Stuttgart
- Hermann Schlotterbeck (* 13. Januar 1909; † 21. April 1945 in Riedlingen), Widerstandskämpfer gegen den Nationalsozialismus
- Otfried Sander (* 31. Januar 1919 in Göttingen; † 16. August 1990 in Stuttgart), Jurist und Politiker (FDP), Bürgermeister von Stuttgart
- Karl Schwab (1920–2003), Gewerkschafter, Erster Bevollmächtigter der IG Metall Stuttgart
- Günter Behnisch (* 12. Juni 1922 in Dresden; † 12. Juli 2010 in Stuttgart), Architekt in Stuttgart und Professor an der TH Darmstadt
- K. R. H. Sonderborg (* 5. April 1923 als Kurt Rudolf Hoffmann in Sønderborg (Dänemark); † 18. Februar 2008 in Hamburg), Maler des Informel, 1965 bis 1990 Professor für Malerei an der Staatlichen Akademie der Bildenden Künste Stuttgart
- Nikolaus Plump (* 9. August 1923 in Berlin-Wilmersdorf; † 26. Juli 1980 in Stuttgart), Maler, Grafiker, Illustrator
- Loriot (* 12. November 1923 in Brandenburg an der Havel; † 22. August 2011 in Ammerland am Starnberger See; eigentlich Bernhard Victor Christoph-Carl von Bülow, kurz Vicco von Bülow), Humorist, Zeichner, Schauspieler und Regisseur
- Walter Schultheiß (* 25. Mai 1924 in Tübingen), Schauspieler, Autor und Maler
- Frei Otto (* 31. Mai 1925 in Siegmar, heute Chemnitz; † 9. März 2015), Architekt und Professor an der Universität Stuttgart.
- Theodor Prinzing (* 25. Juni 1925; † 26. Februar 2025 in Stuttgart), Richter
- Sabine Hoffmann (* 22. Oktober 1926 in Danzig; † 13. Dezember 2016 in Stuttgart), Malerin und Bildhauerin
- John Cranko (* 15. August 1927 in Rustenburg, Südafrika; † 26. Juni 1973), britischer Tänzer und Choreograf an der Staatsoper Stuttgart
- Otto Herbert Hajek (* 27. Juni 1927 in Kaltenbach, Tschechoslowakei; † 29. April 2005 in Stuttgart), abstrakter Maler und Bildhauer
- Rolf Thieringer (* 26. Dezember 1927 in Höchstberg (Gundelsheim); † 4. Januar 2022), Politiker (CDU), von 1970 bis 1992 Bürgermeister von Stuttgart
- Alfred Hrdlicka (* 27. Februar 1928 in Wien; † 5. Dezember 2009 ebenda) österreichischer Bildhauer, Maler, Grafiker, Schriftsteller, 1971 bis 1986 Professor für Bildhauerei an der Staatlichen Akademie der Bildenden Künste Stuttgart
- Reinhard Gröper ist das Schriftsteller-Pseudonym von Egbert-Hans Müller (* 23. Februar 1929 in Bunzlau)
- Hans Magnus Enzensberger (* 11. November 1929 in Kaufbeuren; † 24. November 2022 in München), Dichter, Schriftsteller und Redakteur, auch bekannt unter dem Pseudonym „Andreas Thalmayr“
- Michael Ende (* 12. November 1929 in Garmisch-Partenkirchen; † 28. August 1995 in Filderstadt), Schriftsteller und Sohn des surrealistischen Malers Edgar Ende
- Fritz Wunderlich (1930–1966), Sänger (Tenor), Mitglied der Staatsoper Stuttgart
- Hans Schreiner (1930–2023), Maler
- Martin Herb (* 11. April 1930; † 10. Juni 2019 in Stuttgart), Jurist
- Gerhard Lang (* 18. August 1931 in Rottenburg am Neckar; † 29. März 2024), Politiker (SPD), von 1980 bis 1996 Bürgermeister von Stuttgart
- Fritz Auer (* 24. Juni 1933 in Tübingen), Architekt und Hochschullehrer
- Wolfgang Kermer (* 18. Mai 1935 in Neunkirchen/Saar), Professor für Kunstgeschichte, 1971–1984 Rektor der Staatlichen Akademie der Bildenden Künste Stuttgart
- Dietz-Werner Steck (* 30. Juli 1936 in Waiblingen; † 31. Dezember 2016 in Stuttgart), Schauspieler
- Klaus Lang (* 1938), Politiker (CDU), von 1978 bis 2003 Bürgermeister von Stuttgart
- Rolf Zeeb (1938–2014), Unternehmer und Politiker (FDP)
- Ernst Ulrich Freiherr von Weizsäcker (* 25. Juni 1939 in Zürich), Naturwissenschaftler und Politiker (SPD), war MdB
- Erdmut Bramke (* 29. Januar 1940 in Kiel; † 30. November 2002 in Stuttgart), Malerin
- Marianne Golte-Bechtle (* 24. April 1941 in Frankfurt am Main; † 1. Januar 2023), wissenschaftliche Grafikerin, Illustratorin und Künstlerin
- Ulf Merbold (* 20. Juni 1941 in Greiz), Physiker und Astronaut
- Johann-Karl Schmidt (* 15. Januar 1942 in Braunschweig), Kunsthistoriker, 1999 Gründungsdirektor Kunstmuseum Stuttgart
- Klaus von Klitzing (* 28. Juni 1943 in Schroda), Physiker, Entdecker des Quanten-Hall-Effekts, Nobelpreisträger für Physik (1985), seit 1985 Direktor am Max-Planck-Institut für Festkörperforschung in Stuttgart
- Dietrich Wagner (* 1944; † 28. Juni 2023 in Stuttgart), Ingenieur, Akteur der Protestbewegung gegen Stuttgart 21
- Jürgen Erich Schrempp (* 15. September 1944 in Freiburg im Breisgau), Manager, bis 2004 Vorstandsvorsitzender des DaimlerChrysler-Konzerns
- Fred Breinersdorfer (* 6. Dezember 1946 in Mannheim); Anwalt und Drehbuchautor, Oscar-Nominierung mit dem Film Sophie Scholl – Die letzten Tage.
- Joachim Speidel (* 17. November 1947 in Plüderhausen bei Stuttgart), Elektro-Ingenieur und Professor für Nachrichtenübertragung an der Universität Stuttgart
- Heidemarie-Rose Rühle (* 5. November 1948 in Heilbronn), Politikerin (Bündnis 90/Grüne), von 1999 bis 2014 Mitglied des Europäischen Parlaments
- Vincent Klink (* 29. Januar 1949 in Gießen), aufgewachsen in Schwäbisch Gmünd, Meisterkoch, Fernsehkoch und Herausgeber der Zeitschrift „Häuptling eigener Herd“
- Roland Haas (* 4. April 1949 in Frankfurt am Main), Dramaturg und Kulturmanager
- Karlheinz Hartmann (* 29. April 1950 in Affalterbach; † 29. August 2023), schwäbischer Mundartschauspieler

### Ab 1951

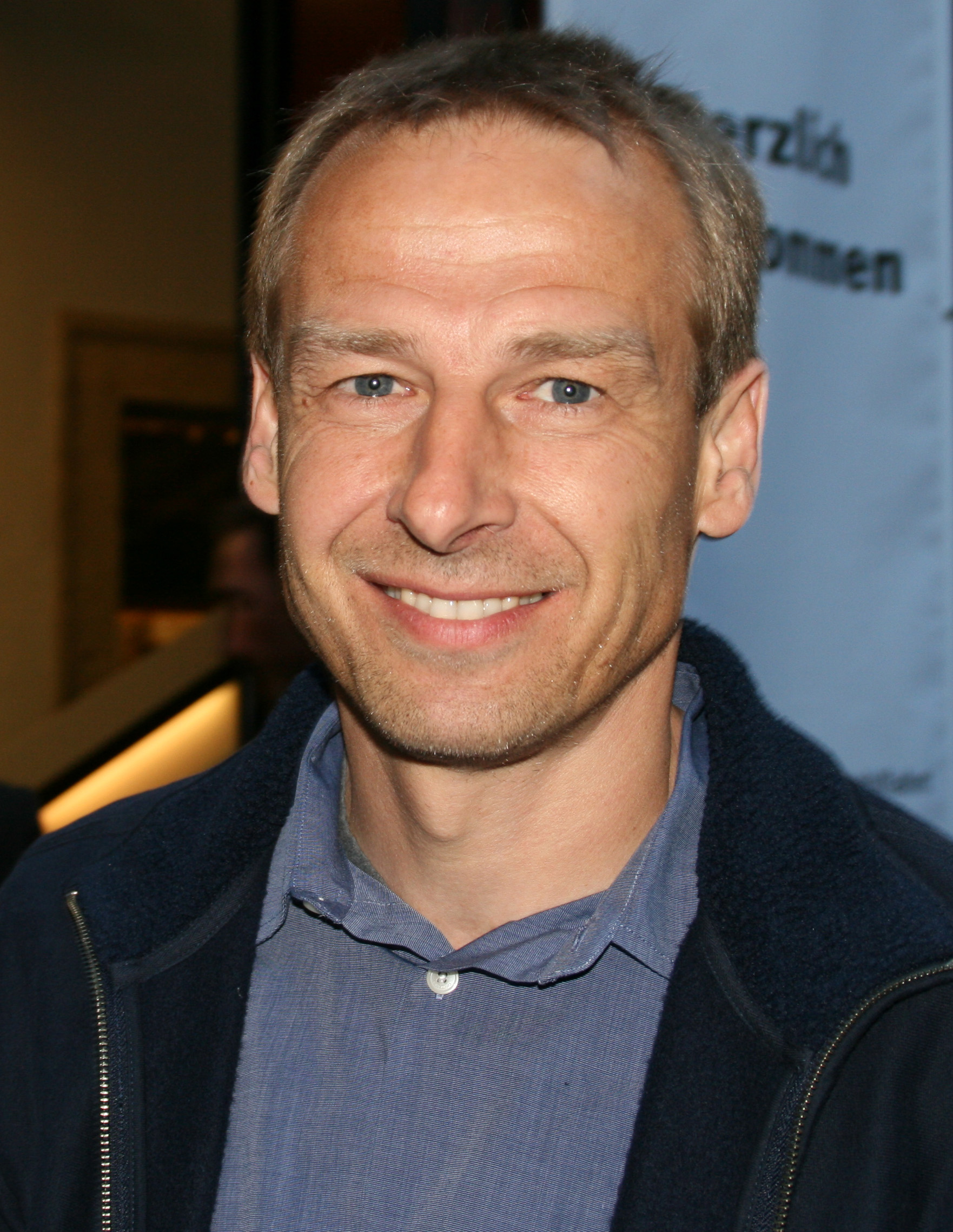
Jürgen Klinsmann

- Olive Feuerbach (* 1952 in Karlsruhe), Schriftstellerin und Fotografin
- Walter Sittler (* 5. Dezember 1952 in Chicago), Schauspieler
- Rosalie (Künstlerin) (1953–2017), Bühnenbildnerin, Malerin und Lichtkünstlerin
- Joe Bauer (* 1954 in Mögglingen), Journalist und Autor
- Hans-Ulrich Grimm (* 1955 im Allgäu), Journalist und Autor
- Guido Buchwald (* 24. Januar 1961 in Berlin), Fußballspieler der Stuttgarter Kickers 1979–1983 und des VfB Stuttgart 1983–1994, Deutscher Meister mit dem VfB 1984 und 1992 sowie als Nationalspieler Weltmeister 1990.
- Jürgen Klinsmann (* 30. Juli 1964 in Göppingen), ehemaliger deutscher Fußballspieler und vom 26. Juli 2004 bis zum 11. Juli 2006 Bundestrainer der deutschen Fußballnationalmannschaft
- Michael Paulwitz (* 1965 in Eichstätt), Historiker und Journalist; seit 2012 Schriftleiter der Burschenschaftlichen Blätter
- Christian Rath (* 1965), Jurist und Journalist, in Stuttgart aufgewachsen
- Fredi Bobic (* 1971 in Maribor), ehemaliger deutscher Fußballnationalspieler, in Stuttgart aufgewachsen
- Eure Mütter (* 1974), Komikertrio, bestehend aus Andreas Kraus, Matthias Weinmann und Donato Svezia
- Benjamin Eicher (* 31. März 1974 in Tübingen), Regisseur; 1998–2008 drehte er u. a. die Dei Mudder sei Gesicht Filme, sowie etliche Kinofilme und Musikvideos für nationale und int. Künstler. Gründer der Firma Los Banditos Films.
- Adriane Rickel (* 9. Juli 1974 in Oldenburg in Holstein), Quizspielerin
- Timo Joh. Mayer (* 15. Dezember 1977 in Villingen-Schwenningen), eigentlich Timotheus Johannes Mayer, Regisseur und Produzent, bekannt mit über 50 Musikvideos und Spielfilme, u. a. die Kultreihe Dei Mudder sei Gesicht und Kopf oder Zahl
- Timo Hildebrand (* 1979 in Worms), ehemaliger Fußballnationaltorwart, von 1994 bis 2007 beim VfB Stuttgart
- Luigi Pantisano (* 28. Juli 1979 in Waiblingen), Politiker (Die Linke), Stadtrat in Stuttgart
- Chris Fleischhauer (* 1982 in Querfurt), erste männliche deutsche Lottofee, TV-Moderator
- Kevin Kurányi (* 1982 in Rio de Janeiro, Brasilien), Fußballspieler
- Enis Hajri (* 1983 in M’saken, Tunesien), Fußballspieler, in Stuttgart aufgewachsen
- Dennis Landgraf (* 2001 in Geislingen an der Steige), Politiker (Tierschutzpartei), wohnt seit 2023 vor Ort und seit 2024 im Mitglied des Stadtrates